# Analyse rétrograde
L’analyse rétrograde est une technique utilisée dans les problèmes d'échecs pour déterminer quels coups ont été joués pour atteindre une position donnée. Cette technique est rarement nécessaire pour résoudre des problèmes classiques, toutefois il existe un genre entier consacré à cette spécialité qui inclut par exemple les rétros et les parties justificatives.
Le roque, la prise en passant, la promotion et la détermination du trait sont les principaux thèmes utilisés dans ce type de problème mais on trouve aussi des exemples de l'application de la règle des 50 coups, des problèmes où il s'agit de déterminer à quel camp appartiennent une ou plusieurs pièces du diagramme, ou de répondre à d'autres questions sur le passé de la position.

## Arguments classiques permettant la résolution de problèmes
Les règles du jeu d'échecs permettent de déduire certaines propriétés qui sont toujours vraies pour toute partie dont l'enchaînement des coups est licite. Celles-ci permettent alors parfois d'effectuer des déductions poussées sur le passé d'une partie.
Les propriétés les plus classiquement utilisées dans les problèmes concernent les pions, le roi et les fous.

### Interdiction de mettre son roi en échec
|   | a | b | c | d | e | f | g | h |   |
| 8 | Cavalier blanc sur case blanche a8 · Roi noir sur case blanche c8 · Pion noir sur case noire a7 · Pion noir sur case noire c7 · Tour blanche sur case noire a1 · Roi blanc sur case noire e1 | Cavalier blanc sur case blanche a8 · Roi noir sur case blanche c8 · Pion noir sur case noire a7 · Pion noir sur case noire c7 · Tour blanche sur case noire a1 · Roi blanc sur case noire e1 | Cavalier blanc sur case blanche a8 · Roi noir sur case blanche c8 · Pion noir sur case noire a7 · Pion noir sur case noire c7 · Tour blanche sur case noire a1 · Roi blanc sur case noire e1 | Cavalier blanc sur case blanche a8 · Roi noir sur case blanche c8 · Pion noir sur case noire a7 · Pion noir sur case noire c7 · Tour blanche sur case noire a1 · Roi blanc sur case noire e1 | Cavalier blanc sur case blanche a8 · Roi noir sur case blanche c8 · Pion noir sur case noire a7 · Pion noir sur case noire c7 · Tour blanche sur case noire a1 · Roi blanc sur case noire e1 | Cavalier blanc sur case blanche a8 · Roi noir sur case blanche c8 · Pion noir sur case noire a7 · Pion noir sur case noire c7 · Tour blanche sur case noire a1 · Roi blanc sur case noire e1 | Cavalier blanc sur case blanche a8 · Roi noir sur case blanche c8 · Pion noir sur case noire a7 · Pion noir sur case noire c7 · Tour blanche sur case noire a1 · Roi blanc sur case noire e1 | Cavalier blanc sur case blanche a8 · Roi noir sur case blanche c8 · Pion noir sur case noire a7 · Pion noir sur case noire c7 · Tour blanche sur case noire a1 · Roi blanc sur case noire e1 | 8 |
| 7 | Cavalier blanc sur case blanche a8 · Roi noir sur case blanche c8 · Pion noir sur case noire a7 · Pion noir sur case noire c7 · Tour blanche sur case noire a1 · Roi blanc sur case noire e1 | Cavalier blanc sur case blanche a8 · Roi noir sur case blanche c8 · Pion noir sur case noire a7 · Pion noir sur case noire c7 · Tour blanche sur case noire a1 · Roi blanc sur case noire e1 | Cavalier blanc sur case blanche a8 · Roi noir sur case blanche c8 · Pion noir sur case noire a7 · Pion noir sur case noire c7 · Tour blanche sur case noire a1 · Roi blanc sur case noire e1 | Cavalier blanc sur case blanche a8 · Roi noir sur case blanche c8 · Pion noir sur case noire a7 · Pion noir sur case noire c7 · Tour blanche sur case noire a1 · Roi blanc sur case noire e1 | Cavalier blanc sur case blanche a8 · Roi noir sur case blanche c8 · Pion noir sur case noire a7 · Pion noir sur case noire c7 · Tour blanche sur case noire a1 · Roi blanc sur case noire e1 | Cavalier blanc sur case blanche a8 · Roi noir sur case blanche c8 · Pion noir sur case noire a7 · Pion noir sur case noire c7 · Tour blanche sur case noire a1 · Roi blanc sur case noire e1 | Cavalier blanc sur case blanche a8 · Roi noir sur case blanche c8 · Pion noir sur case noire a7 · Pion noir sur case noire c7 · Tour blanche sur case noire a1 · Roi blanc sur case noire e1 | Cavalier blanc sur case blanche a8 · Roi noir sur case blanche c8 · Pion noir sur case noire a7 · Pion noir sur case noire c7 · Tour blanche sur case noire a1 · Roi blanc sur case noire e1 | 7 |
| 6 | Cavalier blanc sur case blanche a8 · Roi noir sur case blanche c8 · Pion noir sur case noire a7 · Pion noir sur case noire c7 · Tour blanche sur case noire a1 · Roi blanc sur case noire e1 | Cavalier blanc sur case blanche a8 · Roi noir sur case blanche c8 · Pion noir sur case noire a7 · Pion noir sur case noire c7 · Tour blanche sur case noire a1 · Roi blanc sur case noire e1 | Cavalier blanc sur case blanche a8 · Roi noir sur case blanche c8 · Pion noir sur case noire a7 · Pion noir sur case noire c7 · Tour blanche sur case noire a1 · Roi blanc sur case noire e1 | Cavalier blanc sur case blanche a8 · Roi noir sur case blanche c8 · Pion noir sur case noire a7 · Pion noir sur case noire c7 · Tour blanche sur case noire a1 · Roi blanc sur case noire e1 | Cavalier blanc sur case blanche a8 · Roi noir sur case blanche c8 · Pion noir sur case noire a7 · Pion noir sur case noire c7 · Tour blanche sur case noire a1 · Roi blanc sur case noire e1 | Cavalier blanc sur case blanche a8 · Roi noir sur case blanche c8 · Pion noir sur case noire a7 · Pion noir sur case noire c7 · Tour blanche sur case noire a1 · Roi blanc sur case noire e1 | Cavalier blanc sur case blanche a8 · Roi noir sur case blanche c8 · Pion noir sur case noire a7 · Pion noir sur case noire c7 · Tour blanche sur case noire a1 · Roi blanc sur case noire e1 | Cavalier blanc sur case blanche a8 · Roi noir sur case blanche c8 · Pion noir sur case noire a7 · Pion noir sur case noire c7 · Tour blanche sur case noire a1 · Roi blanc sur case noire e1 | 6 |
| 5 | Cavalier blanc sur case blanche a8 · Roi noir sur case blanche c8 · Pion noir sur case noire a7 · Pion noir sur case noire c7 · Tour blanche sur case noire a1 · Roi blanc sur case noire e1 | Cavalier blanc sur case blanche a8 · Roi noir sur case blanche c8 · Pion noir sur case noire a7 · Pion noir sur case noire c7 · Tour blanche sur case noire a1 · Roi blanc sur case noire e1 | Cavalier blanc sur case blanche a8 · Roi noir sur case blanche c8 · Pion noir sur case noire a7 · Pion noir sur case noire c7 · Tour blanche sur case noire a1 · Roi blanc sur case noire e1 | Cavalier blanc sur case blanche a8 · Roi noir sur case blanche c8 · Pion noir sur case noire a7 · Pion noir sur case noire c7 · Tour blanche sur case noire a1 · Roi blanc sur case noire e1 | Cavalier blanc sur case blanche a8 · Roi noir sur case blanche c8 · Pion noir sur case noire a7 · Pion noir sur case noire c7 · Tour blanche sur case noire a1 · Roi blanc sur case noire e1 | Cavalier blanc sur case blanche a8 · Roi noir sur case blanche c8 · Pion noir sur case noire a7 · Pion noir sur case noire c7 · Tour blanche sur case noire a1 · Roi blanc sur case noire e1 | Cavalier blanc sur case blanche a8 · Roi noir sur case blanche c8 · Pion noir sur case noire a7 · Pion noir sur case noire c7 · Tour blanche sur case noire a1 · Roi blanc sur case noire e1 | Cavalier blanc sur case blanche a8 · Roi noir sur case blanche c8 · Pion noir sur case noire a7 · Pion noir sur case noire c7 · Tour blanche sur case noire a1 · Roi blanc sur case noire e1 | 5 |
| 4 | Cavalier blanc sur case blanche a8 · Roi noir sur case blanche c8 · Pion noir sur case noire a7 · Pion noir sur case noire c7 · Tour blanche sur case noire a1 · Roi blanc sur case noire e1 | Cavalier blanc sur case blanche a8 · Roi noir sur case blanche c8 · Pion noir sur case noire a7 · Pion noir sur case noire c7 · Tour blanche sur case noire a1 · Roi blanc sur case noire e1 | Cavalier blanc sur case blanche a8 · Roi noir sur case blanche c8 · Pion noir sur case noire a7 · Pion noir sur case noire c7 · Tour blanche sur case noire a1 · Roi blanc sur case noire e1 | Cavalier blanc sur case blanche a8 · Roi noir sur case blanche c8 · Pion noir sur case noire a7 · Pion noir sur case noire c7 · Tour blanche sur case noire a1 · Roi blanc sur case noire e1 | Cavalier blanc sur case blanche a8 · Roi noir sur case blanche c8 · Pion noir sur case noire a7 · Pion noir sur case noire c7 · Tour blanche sur case noire a1 · Roi blanc sur case noire e1 | Cavalier blanc sur case blanche a8 · Roi noir sur case blanche c8 · Pion noir sur case noire a7 · Pion noir sur case noire c7 · Tour blanche sur case noire a1 · Roi blanc sur case noire e1 | Cavalier blanc sur case blanche a8 · Roi noir sur case blanche c8 · Pion noir sur case noire a7 · Pion noir sur case noire c7 · Tour blanche sur case noire a1 · Roi blanc sur case noire e1 | Cavalier blanc sur case blanche a8 · Roi noir sur case blanche c8 · Pion noir sur case noire a7 · Pion noir sur case noire c7 · Tour blanche sur case noire a1 · Roi blanc sur case noire e1 | 4 |
| 3 | Cavalier blanc sur case blanche a8 · Roi noir sur case blanche c8 · Pion noir sur case noire a7 · Pion noir sur case noire c7 · Tour blanche sur case noire a1 · Roi blanc sur case noire e1 | Cavalier blanc sur case blanche a8 · Roi noir sur case blanche c8 · Pion noir sur case noire a7 · Pion noir sur case noire c7 · Tour blanche sur case noire a1 · Roi blanc sur case noire e1 | Cavalier blanc sur case blanche a8 · Roi noir sur case blanche c8 · Pion noir sur case noire a7 · Pion noir sur case noire c7 · Tour blanche sur case noire a1 · Roi blanc sur case noire e1 | Cavalier blanc sur case blanche a8 · Roi noir sur case blanche c8 · Pion noir sur case noire a7 · Pion noir sur case noire c7 · Tour blanche sur case noire a1 · Roi blanc sur case noire e1 | Cavalier blanc sur case blanche a8 · Roi noir sur case blanche c8 · Pion noir sur case noire a7 · Pion noir sur case noire c7 · Tour blanche sur case noire a1 · Roi blanc sur case noire e1 | Cavalier blanc sur case blanche a8 · Roi noir sur case blanche c8 · Pion noir sur case noire a7 · Pion noir sur case noire c7 · Tour blanche sur case noire a1 · Roi blanc sur case noire e1 | Cavalier blanc sur case blanche a8 · Roi noir sur case blanche c8 · Pion noir sur case noire a7 · Pion noir sur case noire c7 · Tour blanche sur case noire a1 · Roi blanc sur case noire e1 | Cavalier blanc sur case blanche a8 · Roi noir sur case blanche c8 · Pion noir sur case noire a7 · Pion noir sur case noire c7 · Tour blanche sur case noire a1 · Roi blanc sur case noire e1 | 3 |
| 2 | Cavalier blanc sur case blanche a8 · Roi noir sur case blanche c8 · Pion noir sur case noire a7 · Pion noir sur case noire c7 · Tour blanche sur case noire a1 · Roi blanc sur case noire e1 | Cavalier blanc sur case blanche a8 · Roi noir sur case blanche c8 · Pion noir sur case noire a7 · Pion noir sur case noire c7 · Tour blanche sur case noire a1 · Roi blanc sur case noire e1 | Cavalier blanc sur case blanche a8 · Roi noir sur case blanche c8 · Pion noir sur case noire a7 · Pion noir sur case noire c7 · Tour blanche sur case noire a1 · Roi blanc sur case noire e1 | Cavalier blanc sur case blanche a8 · Roi noir sur case blanche c8 · Pion noir sur case noire a7 · Pion noir sur case noire c7 · Tour blanche sur case noire a1 · Roi blanc sur case noire e1 | Cavalier blanc sur case blanche a8 · Roi noir sur case blanche c8 · Pion noir sur case noire a7 · Pion noir sur case noire c7 · Tour blanche sur case noire a1 · Roi blanc sur case noire e1 | Cavalier blanc sur case blanche a8 · Roi noir sur case blanche c8 · Pion noir sur case noire a7 · Pion noir sur case noire c7 · Tour blanche sur case noire a1 · Roi blanc sur case noire e1 | Cavalier blanc sur case blanche a8 · Roi noir sur case blanche c8 · Pion noir sur case noire a7 · Pion noir sur case noire c7 · Tour blanche sur case noire a1 · Roi blanc sur case noire e1 | Cavalier blanc sur case blanche a8 · Roi noir sur case blanche c8 · Pion noir sur case noire a7 · Pion noir sur case noire c7 · Tour blanche sur case noire a1 · Roi blanc sur case noire e1 | 2 |
| 1 | Cavalier blanc sur case blanche a8 · Roi noir sur case blanche c8 · Pion noir sur case noire a7 · Pion noir sur case noire c7 · Tour blanche sur case noire a1 · Roi blanc sur case noire e1 | Cavalier blanc sur case blanche a8 · Roi noir sur case blanche c8 · Pion noir sur case noire a7 · Pion noir sur case noire c7 · Tour blanche sur case noire a1 · Roi blanc sur case noire e1 | Cavalier blanc sur case blanche a8 · Roi noir sur case blanche c8 · Pion noir sur case noire a7 · Pion noir sur case noire c7 · Tour blanche sur case noire a1 · Roi blanc sur case noire e1 | Cavalier blanc sur case blanche a8 · Roi noir sur case blanche c8 · Pion noir sur case noire a7 · Pion noir sur case noire c7 · Tour blanche sur case noire a1 · Roi blanc sur case noire e1 | Cavalier blanc sur case blanche a8 · Roi noir sur case blanche c8 · Pion noir sur case noire a7 · Pion noir sur case noire c7 · Tour blanche sur case noire a1 · Roi blanc sur case noire e1 | Cavalier blanc sur case blanche a8 · Roi noir sur case blanche c8 · Pion noir sur case noire a7 · Pion noir sur case noire c7 · Tour blanche sur case noire a1 · Roi blanc sur case noire e1 | Cavalier blanc sur case blanche a8 · Roi noir sur case blanche c8 · Pion noir sur case noire a7 · Pion noir sur case noire c7 · Tour blanche sur case noire a1 · Roi blanc sur case noire e1 | Cavalier blanc sur case blanche a8 · Roi noir sur case blanche c8 · Pion noir sur case noire a7 · Pion noir sur case noire c7 · Tour blanche sur case noire a1 · Roi blanc sur case noire e1 | 1 |
|   | a | b | c | d | e | f | g | h |   |

Le roi doit toujours fuir une mise en échec, et ne peut se mettre lui-même en échec. Cela permet de lister certains mouvement impossibles : ainsi, dans le diagramme ci-contre, le dernier coup des blancs n'a pu être un coup de cavalier car le roi noir aurait été en échec. Donc il s'agit d'un coup de roi ou de tour : le roque est illicite.

### Nombre de changements de colonne par des pions
|   | a | b | c | d | e | f | g | h |   |
| 8 | Tour noire sur case blanche a8 · Cavalier noir sur case noire b8 · Fou noir sur case blanche c8 · Dame noire sur case noire d8 · Roi noir sur case blanche e8 · Fou noir sur case noire f8 · Pion noir sur case noire a7 · Pion noir sur case blanche b7 · Pion noir sur case noire c7 · Pion noir sur case blanche d7 · Pion noir sur case noire e7 · Pion noir sur case blanche f7 · Pion noir sur case noire g7 · Pion blanc sur case noire d6 · Pion blanc sur case blanche h3 · Pion blanc sur case noire b2 · Pion blanc sur case blanche c2 · Pion blanc sur case noire d2 · Pion blanc sur case blanche e2 · Pion blanc sur case noire f2 · Pion blanc sur case blanche g2 · Tour blanche sur case noire a1 · Cavalier blanc sur case blanche b1 · Fou blanc sur case noire c1 · Dame blanche sur case blanche d1 · Roi blanc sur case noire e1 · Fou blanc sur case blanche f1 | Tour noire sur case blanche a8 · Cavalier noir sur case noire b8 · Fou noir sur case blanche c8 · Dame noire sur case noire d8 · Roi noir sur case blanche e8 · Fou noir sur case noire f8 · Pion noir sur case noire a7 · Pion noir sur case blanche b7 · Pion noir sur case noire c7 · Pion noir sur case blanche d7 · Pion noir sur case noire e7 · Pion noir sur case blanche f7 · Pion noir sur case noire g7 · Pion blanc sur case noire d6 · Pion blanc sur case blanche h3 · Pion blanc sur case noire b2 · Pion blanc sur case blanche c2 · Pion blanc sur case noire d2 · Pion blanc sur case blanche e2 · Pion blanc sur case noire f2 · Pion blanc sur case blanche g2 · Tour blanche sur case noire a1 · Cavalier blanc sur case blanche b1 · Fou blanc sur case noire c1 · Dame blanche sur case blanche d1 · Roi blanc sur case noire e1 · Fou blanc sur case blanche f1 | Tour noire sur case blanche a8 · Cavalier noir sur case noire b8 · Fou noir sur case blanche c8 · Dame noire sur case noire d8 · Roi noir sur case blanche e8 · Fou noir sur case noire f8 · Pion noir sur case noire a7 · Pion noir sur case blanche b7 · Pion noir sur case noire c7 · Pion noir sur case blanche d7 · Pion noir sur case noire e7 · Pion noir sur case blanche f7 · Pion noir sur case noire g7 · Pion blanc sur case noire d6 · Pion blanc sur case blanche h3 · Pion blanc sur case noire b2 · Pion blanc sur case blanche c2 · Pion blanc sur case noire d2 · Pion blanc sur case blanche e2 · Pion blanc sur case noire f2 · Pion blanc sur case blanche g2 · Tour blanche sur case noire a1 · Cavalier blanc sur case blanche b1 · Fou blanc sur case noire c1 · Dame blanche sur case blanche d1 · Roi blanc sur case noire e1 · Fou blanc sur case blanche f1 | Tour noire sur case blanche a8 · Cavalier noir sur case noire b8 · Fou noir sur case blanche c8 · Dame noire sur case noire d8 · Roi noir sur case blanche e8 · Fou noir sur case noire f8 · Pion noir sur case noire a7 · Pion noir sur case blanche b7 · Pion noir sur case noire c7 · Pion noir sur case blanche d7 · Pion noir sur case noire e7 · Pion noir sur case blanche f7 · Pion noir sur case noire g7 · Pion blanc sur case noire d6 · Pion blanc sur case blanche h3 · Pion blanc sur case noire b2 · Pion blanc sur case blanche c2 · Pion blanc sur case noire d2 · Pion blanc sur case blanche e2 · Pion blanc sur case noire f2 · Pion blanc sur case blanche g2 · Tour blanche sur case noire a1 · Cavalier blanc sur case blanche b1 · Fou blanc sur case noire c1 · Dame blanche sur case blanche d1 · Roi blanc sur case noire e1 · Fou blanc sur case blanche f1 | Tour noire sur case blanche a8 · Cavalier noir sur case noire b8 · Fou noir sur case blanche c8 · Dame noire sur case noire d8 · Roi noir sur case blanche e8 · Fou noir sur case noire f8 · Pion noir sur case noire a7 · Pion noir sur case blanche b7 · Pion noir sur case noire c7 · Pion noir sur case blanche d7 · Pion noir sur case noire e7 · Pion noir sur case blanche f7 · Pion noir sur case noire g7 · Pion blanc sur case noire d6 · Pion blanc sur case blanche h3 · Pion blanc sur case noire b2 · Pion blanc sur case blanche c2 · Pion blanc sur case noire d2 · Pion blanc sur case blanche e2 · Pion blanc sur case noire f2 · Pion blanc sur case blanche g2 · Tour blanche sur case noire a1 · Cavalier blanc sur case blanche b1 · Fou blanc sur case noire c1 · Dame blanche sur case blanche d1 · Roi blanc sur case noire e1 · Fou blanc sur case blanche f1 | Tour noire sur case blanche a8 · Cavalier noir sur case noire b8 · Fou noir sur case blanche c8 · Dame noire sur case noire d8 · Roi noir sur case blanche e8 · Fou noir sur case noire f8 · Pion noir sur case noire a7 · Pion noir sur case blanche b7 · Pion noir sur case noire c7 · Pion noir sur case blanche d7 · Pion noir sur case noire e7 · Pion noir sur case blanche f7 · Pion noir sur case noire g7 · Pion blanc sur case noire d6 · Pion blanc sur case blanche h3 · Pion blanc sur case noire b2 · Pion blanc sur case blanche c2 · Pion blanc sur case noire d2 · Pion blanc sur case blanche e2 · Pion blanc sur case noire f2 · Pion blanc sur case blanche g2 · Tour blanche sur case noire a1 · Cavalier blanc sur case blanche b1 · Fou blanc sur case noire c1 · Dame blanche sur case blanche d1 · Roi blanc sur case noire e1 · Fou blanc sur case blanche f1 | Tour noire sur case blanche a8 · Cavalier noir sur case noire b8 · Fou noir sur case blanche c8 · Dame noire sur case noire d8 · Roi noir sur case blanche e8 · Fou noir sur case noire f8 · Pion noir sur case noire a7 · Pion noir sur case blanche b7 · Pion noir sur case noire c7 · Pion noir sur case blanche d7 · Pion noir sur case noire e7 · Pion noir sur case blanche f7 · Pion noir sur case noire g7 · Pion blanc sur case noire d6 · Pion blanc sur case blanche h3 · Pion blanc sur case noire b2 · Pion blanc sur case blanche c2 · Pion blanc sur case noire d2 · Pion blanc sur case blanche e2 · Pion blanc sur case noire f2 · Pion blanc sur case blanche g2 · Tour blanche sur case noire a1 · Cavalier blanc sur case blanche b1 · Fou blanc sur case noire c1 · Dame blanche sur case blanche d1 · Roi blanc sur case noire e1 · Fou blanc sur case blanche f1 | Tour noire sur case blanche a8 · Cavalier noir sur case noire b8 · Fou noir sur case blanche c8 · Dame noire sur case noire d8 · Roi noir sur case blanche e8 · Fou noir sur case noire f8 · Pion noir sur case noire a7 · Pion noir sur case blanche b7 · Pion noir sur case noire c7 · Pion noir sur case blanche d7 · Pion noir sur case noire e7 · Pion noir sur case blanche f7 · Pion noir sur case noire g7 · Pion blanc sur case noire d6 · Pion blanc sur case blanche h3 · Pion blanc sur case noire b2 · Pion blanc sur case blanche c2 · Pion blanc sur case noire d2 · Pion blanc sur case blanche e2 · Pion blanc sur case noire f2 · Pion blanc sur case blanche g2 · Tour blanche sur case noire a1 · Cavalier blanc sur case blanche b1 · Fou blanc sur case noire c1 · Dame blanche sur case blanche d1 · Roi blanc sur case noire e1 · Fou blanc sur case blanche f1 | 8 |
| 7 | Tour noire sur case blanche a8 · Cavalier noir sur case noire b8 · Fou noir sur case blanche c8 · Dame noire sur case noire d8 · Roi noir sur case blanche e8 · Fou noir sur case noire f8 · Pion noir sur case noire a7 · Pion noir sur case blanche b7 · Pion noir sur case noire c7 · Pion noir sur case blanche d7 · Pion noir sur case noire e7 · Pion noir sur case blanche f7 · Pion noir sur case noire g7 · Pion blanc sur case noire d6 · Pion blanc sur case blanche h3 · Pion blanc sur case noire b2 · Pion blanc sur case blanche c2 · Pion blanc sur case noire d2 · Pion blanc sur case blanche e2 · Pion blanc sur case noire f2 · Pion blanc sur case blanche g2 · Tour blanche sur case noire a1 · Cavalier blanc sur case blanche b1 · Fou blanc sur case noire c1 · Dame blanche sur case blanche d1 · Roi blanc sur case noire e1 · Fou blanc sur case blanche f1 | Tour noire sur case blanche a8 · Cavalier noir sur case noire b8 · Fou noir sur case blanche c8 · Dame noire sur case noire d8 · Roi noir sur case blanche e8 · Fou noir sur case noire f8 · Pion noir sur case noire a7 · Pion noir sur case blanche b7 · Pion noir sur case noire c7 · Pion noir sur case blanche d7 · Pion noir sur case noire e7 · Pion noir sur case blanche f7 · Pion noir sur case noire g7 · Pion blanc sur case noire d6 · Pion blanc sur case blanche h3 · Pion blanc sur case noire b2 · Pion blanc sur case blanche c2 · Pion blanc sur case noire d2 · Pion blanc sur case blanche e2 · Pion blanc sur case noire f2 · Pion blanc sur case blanche g2 · Tour blanche sur case noire a1 · Cavalier blanc sur case blanche b1 · Fou blanc sur case noire c1 · Dame blanche sur case blanche d1 · Roi blanc sur case noire e1 · Fou blanc sur case blanche f1 | Tour noire sur case blanche a8 · Cavalier noir sur case noire b8 · Fou noir sur case blanche c8 · Dame noire sur case noire d8 · Roi noir sur case blanche e8 · Fou noir sur case noire f8 · Pion noir sur case noire a7 · Pion noir sur case blanche b7 · Pion noir sur case noire c7 · Pion noir sur case blanche d7 · Pion noir sur case noire e7 · Pion noir sur case blanche f7 · Pion noir sur case noire g7 · Pion blanc sur case noire d6 · Pion blanc sur case blanche h3 · Pion blanc sur case noire b2 · Pion blanc sur case blanche c2 · Pion blanc sur case noire d2 · Pion blanc sur case blanche e2 · Pion blanc sur case noire f2 · Pion blanc sur case blanche g2 · Tour blanche sur case noire a1 · Cavalier blanc sur case blanche b1 · Fou blanc sur case noire c1 · Dame blanche sur case blanche d1 · Roi blanc sur case noire e1 · Fou blanc sur case blanche f1 | Tour noire sur case blanche a8 · Cavalier noir sur case noire b8 · Fou noir sur case blanche c8 · Dame noire sur case noire d8 · Roi noir sur case blanche e8 · Fou noir sur case noire f8 · Pion noir sur case noire a7 · Pion noir sur case blanche b7 · Pion noir sur case noire c7 · Pion noir sur case blanche d7 · Pion noir sur case noire e7 · Pion noir sur case blanche f7 · Pion noir sur case noire g7 · Pion blanc sur case noire d6 · Pion blanc sur case blanche h3 · Pion blanc sur case noire b2 · Pion blanc sur case blanche c2 · Pion blanc sur case noire d2 · Pion blanc sur case blanche e2 · Pion blanc sur case noire f2 · Pion blanc sur case blanche g2 · Tour blanche sur case noire a1 · Cavalier blanc sur case blanche b1 · Fou blanc sur case noire c1 · Dame blanche sur case blanche d1 · Roi blanc sur case noire e1 · Fou blanc sur case blanche f1 | Tour noire sur case blanche a8 · Cavalier noir sur case noire b8 · Fou noir sur case blanche c8 · Dame noire sur case noire d8 · Roi noir sur case blanche e8 · Fou noir sur case noire f8 · Pion noir sur case noire a7 · Pion noir sur case blanche b7 · Pion noir sur case noire c7 · Pion noir sur case blanche d7 · Pion noir sur case noire e7 · Pion noir sur case blanche f7 · Pion noir sur case noire g7 · Pion blanc sur case noire d6 · Pion blanc sur case blanche h3 · Pion blanc sur case noire b2 · Pion blanc sur case blanche c2 · Pion blanc sur case noire d2 · Pion blanc sur case blanche e2 · Pion blanc sur case noire f2 · Pion blanc sur case blanche g2 · Tour blanche sur case noire a1 · Cavalier blanc sur case blanche b1 · Fou blanc sur case noire c1 · Dame blanche sur case blanche d1 · Roi blanc sur case noire e1 · Fou blanc sur case blanche f1 | Tour noire sur case blanche a8 · Cavalier noir sur case noire b8 · Fou noir sur case blanche c8 · Dame noire sur case noire d8 · Roi noir sur case blanche e8 · Fou noir sur case noire f8 · Pion noir sur case noire a7 · Pion noir sur case blanche b7 · Pion noir sur case noire c7 · Pion noir sur case blanche d7 · Pion noir sur case noire e7 · Pion noir sur case blanche f7 · Pion noir sur case noire g7 · Pion blanc sur case noire d6 · Pion blanc sur case blanche h3 · Pion blanc sur case noire b2 · Pion blanc sur case blanche c2 · Pion blanc sur case noire d2 · Pion blanc sur case blanche e2 · Pion blanc sur case noire f2 · Pion blanc sur case blanche g2 · Tour blanche sur case noire a1 · Cavalier blanc sur case blanche b1 · Fou blanc sur case noire c1 · Dame blanche sur case blanche d1 · Roi blanc sur case noire e1 · Fou blanc sur case blanche f1 | Tour noire sur case blanche a8 · Cavalier noir sur case noire b8 · Fou noir sur case blanche c8 · Dame noire sur case noire d8 · Roi noir sur case blanche e8 · Fou noir sur case noire f8 · Pion noir sur case noire a7 · Pion noir sur case blanche b7 · Pion noir sur case noire c7 · Pion noir sur case blanche d7 · Pion noir sur case noire e7 · Pion noir sur case blanche f7 · Pion noir sur case noire g7 · Pion blanc sur case noire d6 · Pion blanc sur case blanche h3 · Pion blanc sur case noire b2 · Pion blanc sur case blanche c2 · Pion blanc sur case noire d2 · Pion blanc sur case blanche e2 · Pion blanc sur case noire f2 · Pion blanc sur case blanche g2 · Tour blanche sur case noire a1 · Cavalier blanc sur case blanche b1 · Fou blanc sur case noire c1 · Dame blanche sur case blanche d1 · Roi blanc sur case noire e1 · Fou blanc sur case blanche f1 | Tour noire sur case blanche a8 · Cavalier noir sur case noire b8 · Fou noir sur case blanche c8 · Dame noire sur case noire d8 · Roi noir sur case blanche e8 · Fou noir sur case noire f8 · Pion noir sur case noire a7 · Pion noir sur case blanche b7 · Pion noir sur case noire c7 · Pion noir sur case blanche d7 · Pion noir sur case noire e7 · Pion noir sur case blanche f7 · Pion noir sur case noire g7 · Pion blanc sur case noire d6 · Pion blanc sur case blanche h3 · Pion blanc sur case noire b2 · Pion blanc sur case blanche c2 · Pion blanc sur case noire d2 · Pion blanc sur case blanche e2 · Pion blanc sur case noire f2 · Pion blanc sur case blanche g2 · Tour blanche sur case noire a1 · Cavalier blanc sur case blanche b1 · Fou blanc sur case noire c1 · Dame blanche sur case blanche d1 · Roi blanc sur case noire e1 · Fou blanc sur case blanche f1 | 7 |
| 6 | Tour noire sur case blanche a8 · Cavalier noir sur case noire b8 · Fou noir sur case blanche c8 · Dame noire sur case noire d8 · Roi noir sur case blanche e8 · Fou noir sur case noire f8 · Pion noir sur case noire a7 · Pion noir sur case blanche b7 · Pion noir sur case noire c7 · Pion noir sur case blanche d7 · Pion noir sur case noire e7 · Pion noir sur case blanche f7 · Pion noir sur case noire g7 · Pion blanc sur case noire d6 · Pion blanc sur case blanche h3 · Pion blanc sur case noire b2 · Pion blanc sur case blanche c2 · Pion blanc sur case noire d2 · Pion blanc sur case blanche e2 · Pion blanc sur case noire f2 · Pion blanc sur case blanche g2 · Tour blanche sur case noire a1 · Cavalier blanc sur case blanche b1 · Fou blanc sur case noire c1 · Dame blanche sur case blanche d1 · Roi blanc sur case noire e1 · Fou blanc sur case blanche f1 | Tour noire sur case blanche a8 · Cavalier noir sur case noire b8 · Fou noir sur case blanche c8 · Dame noire sur case noire d8 · Roi noir sur case blanche e8 · Fou noir sur case noire f8 · Pion noir sur case noire a7 · Pion noir sur case blanche b7 · Pion noir sur case noire c7 · Pion noir sur case blanche d7 · Pion noir sur case noire e7 · Pion noir sur case blanche f7 · Pion noir sur case noire g7 · Pion blanc sur case noire d6 · Pion blanc sur case blanche h3 · Pion blanc sur case noire b2 · Pion blanc sur case blanche c2 · Pion blanc sur case noire d2 · Pion blanc sur case blanche e2 · Pion blanc sur case noire f2 · Pion blanc sur case blanche g2 · Tour blanche sur case noire a1 · Cavalier blanc sur case blanche b1 · Fou blanc sur case noire c1 · Dame blanche sur case blanche d1 · Roi blanc sur case noire e1 · Fou blanc sur case blanche f1 | Tour noire sur case blanche a8 · Cavalier noir sur case noire b8 · Fou noir sur case blanche c8 · Dame noire sur case noire d8 · Roi noir sur case blanche e8 · Fou noir sur case noire f8 · Pion noir sur case noire a7 · Pion noir sur case blanche b7 · Pion noir sur case noire c7 · Pion noir sur case blanche d7 · Pion noir sur case noire e7 · Pion noir sur case blanche f7 · Pion noir sur case noire g7 · Pion blanc sur case noire d6 · Pion blanc sur case blanche h3 · Pion blanc sur case noire b2 · Pion blanc sur case blanche c2 · Pion blanc sur case noire d2 · Pion blanc sur case blanche e2 · Pion blanc sur case noire f2 · Pion blanc sur case blanche g2 · Tour blanche sur case noire a1 · Cavalier blanc sur case blanche b1 · Fou blanc sur case noire c1 · Dame blanche sur case blanche d1 · Roi blanc sur case noire e1 · Fou blanc sur case blanche f1 | Tour noire sur case blanche a8 · Cavalier noir sur case noire b8 · Fou noir sur case blanche c8 · Dame noire sur case noire d8 · Roi noir sur case blanche e8 · Fou noir sur case noire f8 · Pion noir sur case noire a7 · Pion noir sur case blanche b7 · Pion noir sur case noire c7 · Pion noir sur case blanche d7 · Pion noir sur case noire e7 · Pion noir sur case blanche f7 · Pion noir sur case noire g7 · Pion blanc sur case noire d6 · Pion blanc sur case blanche h3 · Pion blanc sur case noire b2 · Pion blanc sur case blanche c2 · Pion blanc sur case noire d2 · Pion blanc sur case blanche e2 · Pion blanc sur case noire f2 · Pion blanc sur case blanche g2 · Tour blanche sur case noire a1 · Cavalier blanc sur case blanche b1 · Fou blanc sur case noire c1 · Dame blanche sur case blanche d1 · Roi blanc sur case noire e1 · Fou blanc sur case blanche f1 | Tour noire sur case blanche a8 · Cavalier noir sur case noire b8 · Fou noir sur case blanche c8 · Dame noire sur case noire d8 · Roi noir sur case blanche e8 · Fou noir sur case noire f8 · Pion noir sur case noire a7 · Pion noir sur case blanche b7 · Pion noir sur case noire c7 · Pion noir sur case blanche d7 · Pion noir sur case noire e7 · Pion noir sur case blanche f7 · Pion noir sur case noire g7 · Pion blanc sur case noire d6 · Pion blanc sur case blanche h3 · Pion blanc sur case noire b2 · Pion blanc sur case blanche c2 · Pion blanc sur case noire d2 · Pion blanc sur case blanche e2 · Pion blanc sur case noire f2 · Pion blanc sur case blanche g2 · Tour blanche sur case noire a1 · Cavalier blanc sur case blanche b1 · Fou blanc sur case noire c1 · Dame blanche sur case blanche d1 · Roi blanc sur case noire e1 · Fou blanc sur case blanche f1 | Tour noire sur case blanche a8 · Cavalier noir sur case noire b8 · Fou noir sur case blanche c8 · Dame noire sur case noire d8 · Roi noir sur case blanche e8 · Fou noir sur case noire f8 · Pion noir sur case noire a7 · Pion noir sur case blanche b7 · Pion noir sur case noire c7 · Pion noir sur case blanche d7 · Pion noir sur case noire e7 · Pion noir sur case blanche f7 · Pion noir sur case noire g7 · Pion blanc sur case noire d6 · Pion blanc sur case blanche h3 · Pion blanc sur case noire b2 · Pion blanc sur case blanche c2 · Pion blanc sur case noire d2 · Pion blanc sur case blanche e2 · Pion blanc sur case noire f2 · Pion blanc sur case blanche g2 · Tour blanche sur case noire a1 · Cavalier blanc sur case blanche b1 · Fou blanc sur case noire c1 · Dame blanche sur case blanche d1 · Roi blanc sur case noire e1 · Fou blanc sur case blanche f1 | Tour noire sur case blanche a8 · Cavalier noir sur case noire b8 · Fou noir sur case blanche c8 · Dame noire sur case noire d8 · Roi noir sur case blanche e8 · Fou noir sur case noire f8 · Pion noir sur case noire a7 · Pion noir sur case blanche b7 · Pion noir sur case noire c7 · Pion noir sur case blanche d7 · Pion noir sur case noire e7 · Pion noir sur case blanche f7 · Pion noir sur case noire g7 · Pion blanc sur case noire d6 · Pion blanc sur case blanche h3 · Pion blanc sur case noire b2 · Pion blanc sur case blanche c2 · Pion blanc sur case noire d2 · Pion blanc sur case blanche e2 · Pion blanc sur case noire f2 · Pion blanc sur case blanche g2 · Tour blanche sur case noire a1 · Cavalier blanc sur case blanche b1 · Fou blanc sur case noire c1 · Dame blanche sur case blanche d1 · Roi blanc sur case noire e1 · Fou blanc sur case blanche f1 | Tour noire sur case blanche a8 · Cavalier noir sur case noire b8 · Fou noir sur case blanche c8 · Dame noire sur case noire d8 · Roi noir sur case blanche e8 · Fou noir sur case noire f8 · Pion noir sur case noire a7 · Pion noir sur case blanche b7 · Pion noir sur case noire c7 · Pion noir sur case blanche d7 · Pion noir sur case noire e7 · Pion noir sur case blanche f7 · Pion noir sur case noire g7 · Pion blanc sur case noire d6 · Pion blanc sur case blanche h3 · Pion blanc sur case noire b2 · Pion blanc sur case blanche c2 · Pion blanc sur case noire d2 · Pion blanc sur case blanche e2 · Pion blanc sur case noire f2 · Pion blanc sur case blanche g2 · Tour blanche sur case noire a1 · Cavalier blanc sur case blanche b1 · Fou blanc sur case noire c1 · Dame blanche sur case blanche d1 · Roi blanc sur case noire e1 · Fou blanc sur case blanche f1 | 6 |
| 5 | Tour noire sur case blanche a8 · Cavalier noir sur case noire b8 · Fou noir sur case blanche c8 · Dame noire sur case noire d8 · Roi noir sur case blanche e8 · Fou noir sur case noire f8 · Pion noir sur case noire a7 · Pion noir sur case blanche b7 · Pion noir sur case noire c7 · Pion noir sur case blanche d7 · Pion noir sur case noire e7 · Pion noir sur case blanche f7 · Pion noir sur case noire g7 · Pion blanc sur case noire d6 · Pion blanc sur case blanche h3 · Pion blanc sur case noire b2 · Pion blanc sur case blanche c2 · Pion blanc sur case noire d2 · Pion blanc sur case blanche e2 · Pion blanc sur case noire f2 · Pion blanc sur case blanche g2 · Tour blanche sur case noire a1 · Cavalier blanc sur case blanche b1 · Fou blanc sur case noire c1 · Dame blanche sur case blanche d1 · Roi blanc sur case noire e1 · Fou blanc sur case blanche f1 | Tour noire sur case blanche a8 · Cavalier noir sur case noire b8 · Fou noir sur case blanche c8 · Dame noire sur case noire d8 · Roi noir sur case blanche e8 · Fou noir sur case noire f8 · Pion noir sur case noire a7 · Pion noir sur case blanche b7 · Pion noir sur case noire c7 · Pion noir sur case blanche d7 · Pion noir sur case noire e7 · Pion noir sur case blanche f7 · Pion noir sur case noire g7 · Pion blanc sur case noire d6 · Pion blanc sur case blanche h3 · Pion blanc sur case noire b2 · Pion blanc sur case blanche c2 · Pion blanc sur case noire d2 · Pion blanc sur case blanche e2 · Pion blanc sur case noire f2 · Pion blanc sur case blanche g2 · Tour blanche sur case noire a1 · Cavalier blanc sur case blanche b1 · Fou blanc sur case noire c1 · Dame blanche sur case blanche d1 · Roi blanc sur case noire e1 · Fou blanc sur case blanche f1 | Tour noire sur case blanche a8 · Cavalier noir sur case noire b8 · Fou noir sur case blanche c8 · Dame noire sur case noire d8 · Roi noir sur case blanche e8 · Fou noir sur case noire f8 · Pion noir sur case noire a7 · Pion noir sur case blanche b7 · Pion noir sur case noire c7 · Pion noir sur case blanche d7 · Pion noir sur case noire e7 · Pion noir sur case blanche f7 · Pion noir sur case noire g7 · Pion blanc sur case noire d6 · Pion blanc sur case blanche h3 · Pion blanc sur case noire b2 · Pion blanc sur case blanche c2 · Pion blanc sur case noire d2 · Pion blanc sur case blanche e2 · Pion blanc sur case noire f2 · Pion blanc sur case blanche g2 · Tour blanche sur case noire a1 · Cavalier blanc sur case blanche b1 · Fou blanc sur case noire c1 · Dame blanche sur case blanche d1 · Roi blanc sur case noire e1 · Fou blanc sur case blanche f1 | Tour noire sur case blanche a8 · Cavalier noir sur case noire b8 · Fou noir sur case blanche c8 · Dame noire sur case noire d8 · Roi noir sur case blanche e8 · Fou noir sur case noire f8 · Pion noir sur case noire a7 · Pion noir sur case blanche b7 · Pion noir sur case noire c7 · Pion noir sur case blanche d7 · Pion noir sur case noire e7 · Pion noir sur case blanche f7 · Pion noir sur case noire g7 · Pion blanc sur case noire d6 · Pion blanc sur case blanche h3 · Pion blanc sur case noire b2 · Pion blanc sur case blanche c2 · Pion blanc sur case noire d2 · Pion blanc sur case blanche e2 · Pion blanc sur case noire f2 · Pion blanc sur case blanche g2 · Tour blanche sur case noire a1 · Cavalier blanc sur case blanche b1 · Fou blanc sur case noire c1 · Dame blanche sur case blanche d1 · Roi blanc sur case noire e1 · Fou blanc sur case blanche f1 | Tour noire sur case blanche a8 · Cavalier noir sur case noire b8 · Fou noir sur case blanche c8 · Dame noire sur case noire d8 · Roi noir sur case blanche e8 · Fou noir sur case noire f8 · Pion noir sur case noire a7 · Pion noir sur case blanche b7 · Pion noir sur case noire c7 · Pion noir sur case blanche d7 · Pion noir sur case noire e7 · Pion noir sur case blanche f7 · Pion noir sur case noire g7 · Pion blanc sur case noire d6 · Pion blanc sur case blanche h3 · Pion blanc sur case noire b2 · Pion blanc sur case blanche c2 · Pion blanc sur case noire d2 · Pion blanc sur case blanche e2 · Pion blanc sur case noire f2 · Pion blanc sur case blanche g2 · Tour blanche sur case noire a1 · Cavalier blanc sur case blanche b1 · Fou blanc sur case noire c1 · Dame blanche sur case blanche d1 · Roi blanc sur case noire e1 · Fou blanc sur case blanche f1 | Tour noire sur case blanche a8 · Cavalier noir sur case noire b8 · Fou noir sur case blanche c8 · Dame noire sur case noire d8 · Roi noir sur case blanche e8 · Fou noir sur case noire f8 · Pion noir sur case noire a7 · Pion noir sur case blanche b7 · Pion noir sur case noire c7 · Pion noir sur case blanche d7 · Pion noir sur case noire e7 · Pion noir sur case blanche f7 · Pion noir sur case noire g7 · Pion blanc sur case noire d6 · Pion blanc sur case blanche h3 · Pion blanc sur case noire b2 · Pion blanc sur case blanche c2 · Pion blanc sur case noire d2 · Pion blanc sur case blanche e2 · Pion blanc sur case noire f2 · Pion blanc sur case blanche g2 · Tour blanche sur case noire a1 · Cavalier blanc sur case blanche b1 · Fou blanc sur case noire c1 · Dame blanche sur case blanche d1 · Roi blanc sur case noire e1 · Fou blanc sur case blanche f1 | Tour noire sur case blanche a8 · Cavalier noir sur case noire b8 · Fou noir sur case blanche c8 · Dame noire sur case noire d8 · Roi noir sur case blanche e8 · Fou noir sur case noire f8 · Pion noir sur case noire a7 · Pion noir sur case blanche b7 · Pion noir sur case noire c7 · Pion noir sur case blanche d7 · Pion noir sur case noire e7 · Pion noir sur case blanche f7 · Pion noir sur case noire g7 · Pion blanc sur case noire d6 · Pion blanc sur case blanche h3 · Pion blanc sur case noire b2 · Pion blanc sur case blanche c2 · Pion blanc sur case noire d2 · Pion blanc sur case blanche e2 · Pion blanc sur case noire f2 · Pion blanc sur case blanche g2 · Tour blanche sur case noire a1 · Cavalier blanc sur case blanche b1 · Fou blanc sur case noire c1 · Dame blanche sur case blanche d1 · Roi blanc sur case noire e1 · Fou blanc sur case blanche f1 | Tour noire sur case blanche a8 · Cavalier noir sur case noire b8 · Fou noir sur case blanche c8 · Dame noire sur case noire d8 · Roi noir sur case blanche e8 · Fou noir sur case noire f8 · Pion noir sur case noire a7 · Pion noir sur case blanche b7 · Pion noir sur case noire c7 · Pion noir sur case blanche d7 · Pion noir sur case noire e7 · Pion noir sur case blanche f7 · Pion noir sur case noire g7 · Pion blanc sur case noire d6 · Pion blanc sur case blanche h3 · Pion blanc sur case noire b2 · Pion blanc sur case blanche c2 · Pion blanc sur case noire d2 · Pion blanc sur case blanche e2 · Pion blanc sur case noire f2 · Pion blanc sur case blanche g2 · Tour blanche sur case noire a1 · Cavalier blanc sur case blanche b1 · Fou blanc sur case noire c1 · Dame blanche sur case blanche d1 · Roi blanc sur case noire e1 · Fou blanc sur case blanche f1 | 5 |
| 4 | Tour noire sur case blanche a8 · Cavalier noir sur case noire b8 · Fou noir sur case blanche c8 · Dame noire sur case noire d8 · Roi noir sur case blanche e8 · Fou noir sur case noire f8 · Pion noir sur case noire a7 · Pion noir sur case blanche b7 · Pion noir sur case noire c7 · Pion noir sur case blanche d7 · Pion noir sur case noire e7 · Pion noir sur case blanche f7 · Pion noir sur case noire g7 · Pion blanc sur case noire d6 · Pion blanc sur case blanche h3 · Pion blanc sur case noire b2 · Pion blanc sur case blanche c2 · Pion blanc sur case noire d2 · Pion blanc sur case blanche e2 · Pion blanc sur case noire f2 · Pion blanc sur case blanche g2 · Tour blanche sur case noire a1 · Cavalier blanc sur case blanche b1 · Fou blanc sur case noire c1 · Dame blanche sur case blanche d1 · Roi blanc sur case noire e1 · Fou blanc sur case blanche f1 | Tour noire sur case blanche a8 · Cavalier noir sur case noire b8 · Fou noir sur case blanche c8 · Dame noire sur case noire d8 · Roi noir sur case blanche e8 · Fou noir sur case noire f8 · Pion noir sur case noire a7 · Pion noir sur case blanche b7 · Pion noir sur case noire c7 · Pion noir sur case blanche d7 · Pion noir sur case noire e7 · Pion noir sur case blanche f7 · Pion noir sur case noire g7 · Pion blanc sur case noire d6 · Pion blanc sur case blanche h3 · Pion blanc sur case noire b2 · Pion blanc sur case blanche c2 · Pion blanc sur case noire d2 · Pion blanc sur case blanche e2 · Pion blanc sur case noire f2 · Pion blanc sur case blanche g2 · Tour blanche sur case noire a1 · Cavalier blanc sur case blanche b1 · Fou blanc sur case noire c1 · Dame blanche sur case blanche d1 · Roi blanc sur case noire e1 · Fou blanc sur case blanche f1 | Tour noire sur case blanche a8 · Cavalier noir sur case noire b8 · Fou noir sur case blanche c8 · Dame noire sur case noire d8 · Roi noir sur case blanche e8 · Fou noir sur case noire f8 · Pion noir sur case noire a7 · Pion noir sur case blanche b7 · Pion noir sur case noire c7 · Pion noir sur case blanche d7 · Pion noir sur case noire e7 · Pion noir sur case blanche f7 · Pion noir sur case noire g7 · Pion blanc sur case noire d6 · Pion blanc sur case blanche h3 · Pion blanc sur case noire b2 · Pion blanc sur case blanche c2 · Pion blanc sur case noire d2 · Pion blanc sur case blanche e2 · Pion blanc sur case noire f2 · Pion blanc sur case blanche g2 · Tour blanche sur case noire a1 · Cavalier blanc sur case blanche b1 · Fou blanc sur case noire c1 · Dame blanche sur case blanche d1 · Roi blanc sur case noire e1 · Fou blanc sur case blanche f1 | Tour noire sur case blanche a8 · Cavalier noir sur case noire b8 · Fou noir sur case blanche c8 · Dame noire sur case noire d8 · Roi noir sur case blanche e8 · Fou noir sur case noire f8 · Pion noir sur case noire a7 · Pion noir sur case blanche b7 · Pion noir sur case noire c7 · Pion noir sur case blanche d7 · Pion noir sur case noire e7 · Pion noir sur case blanche f7 · Pion noir sur case noire g7 · Pion blanc sur case noire d6 · Pion blanc sur case blanche h3 · Pion blanc sur case noire b2 · Pion blanc sur case blanche c2 · Pion blanc sur case noire d2 · Pion blanc sur case blanche e2 · Pion blanc sur case noire f2 · Pion blanc sur case blanche g2 · Tour blanche sur case noire a1 · Cavalier blanc sur case blanche b1 · Fou blanc sur case noire c1 · Dame blanche sur case blanche d1 · Roi blanc sur case noire e1 · Fou blanc sur case blanche f1 | Tour noire sur case blanche a8 · Cavalier noir sur case noire b8 · Fou noir sur case blanche c8 · Dame noire sur case noire d8 · Roi noir sur case blanche e8 · Fou noir sur case noire f8 · Pion noir sur case noire a7 · Pion noir sur case blanche b7 · Pion noir sur case noire c7 · Pion noir sur case blanche d7 · Pion noir sur case noire e7 · Pion noir sur case blanche f7 · Pion noir sur case noire g7 · Pion blanc sur case noire d6 · Pion blanc sur case blanche h3 · Pion blanc sur case noire b2 · Pion blanc sur case blanche c2 · Pion blanc sur case noire d2 · Pion blanc sur case blanche e2 · Pion blanc sur case noire f2 · Pion blanc sur case blanche g2 · Tour blanche sur case noire a1 · Cavalier blanc sur case blanche b1 · Fou blanc sur case noire c1 · Dame blanche sur case blanche d1 · Roi blanc sur case noire e1 · Fou blanc sur case blanche f1 | Tour noire sur case blanche a8 · Cavalier noir sur case noire b8 · Fou noir sur case blanche c8 · Dame noire sur case noire d8 · Roi noir sur case blanche e8 · Fou noir sur case noire f8 · Pion noir sur case noire a7 · Pion noir sur case blanche b7 · Pion noir sur case noire c7 · Pion noir sur case blanche d7 · Pion noir sur case noire e7 · Pion noir sur case blanche f7 · Pion noir sur case noire g7 · Pion blanc sur case noire d6 · Pion blanc sur case blanche h3 · Pion blanc sur case noire b2 · Pion blanc sur case blanche c2 · Pion blanc sur case noire d2 · Pion blanc sur case blanche e2 · Pion blanc sur case noire f2 · Pion blanc sur case blanche g2 · Tour blanche sur case noire a1 · Cavalier blanc sur case blanche b1 · Fou blanc sur case noire c1 · Dame blanche sur case blanche d1 · Roi blanc sur case noire e1 · Fou blanc sur case blanche f1 | Tour noire sur case blanche a8 · Cavalier noir sur case noire b8 · Fou noir sur case blanche c8 · Dame noire sur case noire d8 · Roi noir sur case blanche e8 · Fou noir sur case noire f8 · Pion noir sur case noire a7 · Pion noir sur case blanche b7 · Pion noir sur case noire c7 · Pion noir sur case blanche d7 · Pion noir sur case noire e7 · Pion noir sur case blanche f7 · Pion noir sur case noire g7 · Pion blanc sur case noire d6 · Pion blanc sur case blanche h3 · Pion blanc sur case noire b2 · Pion blanc sur case blanche c2 · Pion blanc sur case noire d2 · Pion blanc sur case blanche e2 · Pion blanc sur case noire f2 · Pion blanc sur case blanche g2 · Tour blanche sur case noire a1 · Cavalier blanc sur case blanche b1 · Fou blanc sur case noire c1 · Dame blanche sur case blanche d1 · Roi blanc sur case noire e1 · Fou blanc sur case blanche f1 | Tour noire sur case blanche a8 · Cavalier noir sur case noire b8 · Fou noir sur case blanche c8 · Dame noire sur case noire d8 · Roi noir sur case blanche e8 · Fou noir sur case noire f8 · Pion noir sur case noire a7 · Pion noir sur case blanche b7 · Pion noir sur case noire c7 · Pion noir sur case blanche d7 · Pion noir sur case noire e7 · Pion noir sur case blanche f7 · Pion noir sur case noire g7 · Pion blanc sur case noire d6 · Pion blanc sur case blanche h3 · Pion blanc sur case noire b2 · Pion blanc sur case blanche c2 · Pion blanc sur case noire d2 · Pion blanc sur case blanche e2 · Pion blanc sur case noire f2 · Pion blanc sur case blanche g2 · Tour blanche sur case noire a1 · Cavalier blanc sur case blanche b1 · Fou blanc sur case noire c1 · Dame blanche sur case blanche d1 · Roi blanc sur case noire e1 · Fou blanc sur case blanche f1 | 4 |
| 3 | Tour noire sur case blanche a8 · Cavalier noir sur case noire b8 · Fou noir sur case blanche c8 · Dame noire sur case noire d8 · Roi noir sur case blanche e8 · Fou noir sur case noire f8 · Pion noir sur case noire a7 · Pion noir sur case blanche b7 · Pion noir sur case noire c7 · Pion noir sur case blanche d7 · Pion noir sur case noire e7 · Pion noir sur case blanche f7 · Pion noir sur case noire g7 · Pion blanc sur case noire d6 · Pion blanc sur case blanche h3 · Pion blanc sur case noire b2 · Pion blanc sur case blanche c2 · Pion blanc sur case noire d2 · Pion blanc sur case blanche e2 · Pion blanc sur case noire f2 · Pion blanc sur case blanche g2 · Tour blanche sur case noire a1 · Cavalier blanc sur case blanche b1 · Fou blanc sur case noire c1 · Dame blanche sur case blanche d1 · Roi blanc sur case noire e1 · Fou blanc sur case blanche f1 | Tour noire sur case blanche a8 · Cavalier noir sur case noire b8 · Fou noir sur case blanche c8 · Dame noire sur case noire d8 · Roi noir sur case blanche e8 · Fou noir sur case noire f8 · Pion noir sur case noire a7 · Pion noir sur case blanche b7 · Pion noir sur case noire c7 · Pion noir sur case blanche d7 · Pion noir sur case noire e7 · Pion noir sur case blanche f7 · Pion noir sur case noire g7 · Pion blanc sur case noire d6 · Pion blanc sur case blanche h3 · Pion blanc sur case noire b2 · Pion blanc sur case blanche c2 · Pion blanc sur case noire d2 · Pion blanc sur case blanche e2 · Pion blanc sur case noire f2 · Pion blanc sur case blanche g2 · Tour blanche sur case noire a1 · Cavalier blanc sur case blanche b1 · Fou blanc sur case noire c1 · Dame blanche sur case blanche d1 · Roi blanc sur case noire e1 · Fou blanc sur case blanche f1 | Tour noire sur case blanche a8 · Cavalier noir sur case noire b8 · Fou noir sur case blanche c8 · Dame noire sur case noire d8 · Roi noir sur case blanche e8 · Fou noir sur case noire f8 · Pion noir sur case noire a7 · Pion noir sur case blanche b7 · Pion noir sur case noire c7 · Pion noir sur case blanche d7 · Pion noir sur case noire e7 · Pion noir sur case blanche f7 · Pion noir sur case noire g7 · Pion blanc sur case noire d6 · Pion blanc sur case blanche h3 · Pion blanc sur case noire b2 · Pion blanc sur case blanche c2 · Pion blanc sur case noire d2 · Pion blanc sur case blanche e2 · Pion blanc sur case noire f2 · Pion blanc sur case blanche g2 · Tour blanche sur case noire a1 · Cavalier blanc sur case blanche b1 · Fou blanc sur case noire c1 · Dame blanche sur case blanche d1 · Roi blanc sur case noire e1 · Fou blanc sur case blanche f1 | Tour noire sur case blanche a8 · Cavalier noir sur case noire b8 · Fou noir sur case blanche c8 · Dame noire sur case noire d8 · Roi noir sur case blanche e8 · Fou noir sur case noire f8 · Pion noir sur case noire a7 · Pion noir sur case blanche b7 · Pion noir sur case noire c7 · Pion noir sur case blanche d7 · Pion noir sur case noire e7 · Pion noir sur case blanche f7 · Pion noir sur case noire g7 · Pion blanc sur case noire d6 · Pion blanc sur case blanche h3 · Pion blanc sur case noire b2 · Pion blanc sur case blanche c2 · Pion blanc sur case noire d2 · Pion blanc sur case blanche e2 · Pion blanc sur case noire f2 · Pion blanc sur case blanche g2 · Tour blanche sur case noire a1 · Cavalier blanc sur case blanche b1 · Fou blanc sur case noire c1 · Dame blanche sur case blanche d1 · Roi blanc sur case noire e1 · Fou blanc sur case blanche f1 | Tour noire sur case blanche a8 · Cavalier noir sur case noire b8 · Fou noir sur case blanche c8 · Dame noire sur case noire d8 · Roi noir sur case blanche e8 · Fou noir sur case noire f8 · Pion noir sur case noire a7 · Pion noir sur case blanche b7 · Pion noir sur case noire c7 · Pion noir sur case blanche d7 · Pion noir sur case noire e7 · Pion noir sur case blanche f7 · Pion noir sur case noire g7 · Pion blanc sur case noire d6 · Pion blanc sur case blanche h3 · Pion blanc sur case noire b2 · Pion blanc sur case blanche c2 · Pion blanc sur case noire d2 · Pion blanc sur case blanche e2 · Pion blanc sur case noire f2 · Pion blanc sur case blanche g2 · Tour blanche sur case noire a1 · Cavalier blanc sur case blanche b1 · Fou blanc sur case noire c1 · Dame blanche sur case blanche d1 · Roi blanc sur case noire e1 · Fou blanc sur case blanche f1 | Tour noire sur case blanche a8 · Cavalier noir sur case noire b8 · Fou noir sur case blanche c8 · Dame noire sur case noire d8 · Roi noir sur case blanche e8 · Fou noir sur case noire f8 · Pion noir sur case noire a7 · Pion noir sur case blanche b7 · Pion noir sur case noire c7 · Pion noir sur case blanche d7 · Pion noir sur case noire e7 · Pion noir sur case blanche f7 · Pion noir sur case noire g7 · Pion blanc sur case noire d6 · Pion blanc sur case blanche h3 · Pion blanc sur case noire b2 · Pion blanc sur case blanche c2 · Pion blanc sur case noire d2 · Pion blanc sur case blanche e2 · Pion blanc sur case noire f2 · Pion blanc sur case blanche g2 · Tour blanche sur case noire a1 · Cavalier blanc sur case blanche b1 · Fou blanc sur case noire c1 · Dame blanche sur case blanche d1 · Roi blanc sur case noire e1 · Fou blanc sur case blanche f1 | Tour noire sur case blanche a8 · Cavalier noir sur case noire b8 · Fou noir sur case blanche c8 · Dame noire sur case noire d8 · Roi noir sur case blanche e8 · Fou noir sur case noire f8 · Pion noir sur case noire a7 · Pion noir sur case blanche b7 · Pion noir sur case noire c7 · Pion noir sur case blanche d7 · Pion noir sur case noire e7 · Pion noir sur case blanche f7 · Pion noir sur case noire g7 · Pion blanc sur case noire d6 · Pion blanc sur case blanche h3 · Pion blanc sur case noire b2 · Pion blanc sur case blanche c2 · Pion blanc sur case noire d2 · Pion blanc sur case blanche e2 · Pion blanc sur case noire f2 · Pion blanc sur case blanche g2 · Tour blanche sur case noire a1 · Cavalier blanc sur case blanche b1 · Fou blanc sur case noire c1 · Dame blanche sur case blanche d1 · Roi blanc sur case noire e1 · Fou blanc sur case blanche f1 | Tour noire sur case blanche a8 · Cavalier noir sur case noire b8 · Fou noir sur case blanche c8 · Dame noire sur case noire d8 · Roi noir sur case blanche e8 · Fou noir sur case noire f8 · Pion noir sur case noire a7 · Pion noir sur case blanche b7 · Pion noir sur case noire c7 · Pion noir sur case blanche d7 · Pion noir sur case noire e7 · Pion noir sur case blanche f7 · Pion noir sur case noire g7 · Pion blanc sur case noire d6 · Pion blanc sur case blanche h3 · Pion blanc sur case noire b2 · Pion blanc sur case blanche c2 · Pion blanc sur case noire d2 · Pion blanc sur case blanche e2 · Pion blanc sur case noire f2 · Pion blanc sur case blanche g2 · Tour blanche sur case noire a1 · Cavalier blanc sur case blanche b1 · Fou blanc sur case noire c1 · Dame blanche sur case blanche d1 · Roi blanc sur case noire e1 · Fou blanc sur case blanche f1 | 3 |
| 2 | Tour noire sur case blanche a8 · Cavalier noir sur case noire b8 · Fou noir sur case blanche c8 · Dame noire sur case noire d8 · Roi noir sur case blanche e8 · Fou noir sur case noire f8 · Pion noir sur case noire a7 · Pion noir sur case blanche b7 · Pion noir sur case noire c7 · Pion noir sur case blanche d7 · Pion noir sur case noire e7 · Pion noir sur case blanche f7 · Pion noir sur case noire g7 · Pion blanc sur case noire d6 · Pion blanc sur case blanche h3 · Pion blanc sur case noire b2 · Pion blanc sur case blanche c2 · Pion blanc sur case noire d2 · Pion blanc sur case blanche e2 · Pion blanc sur case noire f2 · Pion blanc sur case blanche g2 · Tour blanche sur case noire a1 · Cavalier blanc sur case blanche b1 · Fou blanc sur case noire c1 · Dame blanche sur case blanche d1 · Roi blanc sur case noire e1 · Fou blanc sur case blanche f1 | Tour noire sur case blanche a8 · Cavalier noir sur case noire b8 · Fou noir sur case blanche c8 · Dame noire sur case noire d8 · Roi noir sur case blanche e8 · Fou noir sur case noire f8 · Pion noir sur case noire a7 · Pion noir sur case blanche b7 · Pion noir sur case noire c7 · Pion noir sur case blanche d7 · Pion noir sur case noire e7 · Pion noir sur case blanche f7 · Pion noir sur case noire g7 · Pion blanc sur case noire d6 · Pion blanc sur case blanche h3 · Pion blanc sur case noire b2 · Pion blanc sur case blanche c2 · Pion blanc sur case noire d2 · Pion blanc sur case blanche e2 · Pion blanc sur case noire f2 · Pion blanc sur case blanche g2 · Tour blanche sur case noire a1 · Cavalier blanc sur case blanche b1 · Fou blanc sur case noire c1 · Dame blanche sur case blanche d1 · Roi blanc sur case noire e1 · Fou blanc sur case blanche f1 | Tour noire sur case blanche a8 · Cavalier noir sur case noire b8 · Fou noir sur case blanche c8 · Dame noire sur case noire d8 · Roi noir sur case blanche e8 · Fou noir sur case noire f8 · Pion noir sur case noire a7 · Pion noir sur case blanche b7 · Pion noir sur case noire c7 · Pion noir sur case blanche d7 · Pion noir sur case noire e7 · Pion noir sur case blanche f7 · Pion noir sur case noire g7 · Pion blanc sur case noire d6 · Pion blanc sur case blanche h3 · Pion blanc sur case noire b2 · Pion blanc sur case blanche c2 · Pion blanc sur case noire d2 · Pion blanc sur case blanche e2 · Pion blanc sur case noire f2 · Pion blanc sur case blanche g2 · Tour blanche sur case noire a1 · Cavalier blanc sur case blanche b1 · Fou blanc sur case noire c1 · Dame blanche sur case blanche d1 · Roi blanc sur case noire e1 · Fou blanc sur case blanche f1 | Tour noire sur case blanche a8 · Cavalier noir sur case noire b8 · Fou noir sur case blanche c8 · Dame noire sur case noire d8 · Roi noir sur case blanche e8 · Fou noir sur case noire f8 · Pion noir sur case noire a7 · Pion noir sur case blanche b7 · Pion noir sur case noire c7 · Pion noir sur case blanche d7 · Pion noir sur case noire e7 · Pion noir sur case blanche f7 · Pion noir sur case noire g7 · Pion blanc sur case noire d6 · Pion blanc sur case blanche h3 · Pion blanc sur case noire b2 · Pion blanc sur case blanche c2 · Pion blanc sur case noire d2 · Pion blanc sur case blanche e2 · Pion blanc sur case noire f2 · Pion blanc sur case blanche g2 · Tour blanche sur case noire a1 · Cavalier blanc sur case blanche b1 · Fou blanc sur case noire c1 · Dame blanche sur case blanche d1 · Roi blanc sur case noire e1 · Fou blanc sur case blanche f1 | Tour noire sur case blanche a8 · Cavalier noir sur case noire b8 · Fou noir sur case blanche c8 · Dame noire sur case noire d8 · Roi noir sur case blanche e8 · Fou noir sur case noire f8 · Pion noir sur case noire a7 · Pion noir sur case blanche b7 · Pion noir sur case noire c7 · Pion noir sur case blanche d7 · Pion noir sur case noire e7 · Pion noir sur case blanche f7 · Pion noir sur case noire g7 · Pion blanc sur case noire d6 · Pion blanc sur case blanche h3 · Pion blanc sur case noire b2 · Pion blanc sur case blanche c2 · Pion blanc sur case noire d2 · Pion blanc sur case blanche e2 · Pion blanc sur case noire f2 · Pion blanc sur case blanche g2 · Tour blanche sur case noire a1 · Cavalier blanc sur case blanche b1 · Fou blanc sur case noire c1 · Dame blanche sur case blanche d1 · Roi blanc sur case noire e1 · Fou blanc sur case blanche f1 | Tour noire sur case blanche a8 · Cavalier noir sur case noire b8 · Fou noir sur case blanche c8 · Dame noire sur case noire d8 · Roi noir sur case blanche e8 · Fou noir sur case noire f8 · Pion noir sur case noire a7 · Pion noir sur case blanche b7 · Pion noir sur case noire c7 · Pion noir sur case blanche d7 · Pion noir sur case noire e7 · Pion noir sur case blanche f7 · Pion noir sur case noire g7 · Pion blanc sur case noire d6 · Pion blanc sur case blanche h3 · Pion blanc sur case noire b2 · Pion blanc sur case blanche c2 · Pion blanc sur case noire d2 · Pion blanc sur case blanche e2 · Pion blanc sur case noire f2 · Pion blanc sur case blanche g2 · Tour blanche sur case noire a1 · Cavalier blanc sur case blanche b1 · Fou blanc sur case noire c1 · Dame blanche sur case blanche d1 · Roi blanc sur case noire e1 · Fou blanc sur case blanche f1 | Tour noire sur case blanche a8 · Cavalier noir sur case noire b8 · Fou noir sur case blanche c8 · Dame noire sur case noire d8 · Roi noir sur case blanche e8 · Fou noir sur case noire f8 · Pion noir sur case noire a7 · Pion noir sur case blanche b7 · Pion noir sur case noire c7 · Pion noir sur case blanche d7 · Pion noir sur case noire e7 · Pion noir sur case blanche f7 · Pion noir sur case noire g7 · Pion blanc sur case noire d6 · Pion blanc sur case blanche h3 · Pion blanc sur case noire b2 · Pion blanc sur case blanche c2 · Pion blanc sur case noire d2 · Pion blanc sur case blanche e2 · Pion blanc sur case noire f2 · Pion blanc sur case blanche g2 · Tour blanche sur case noire a1 · Cavalier blanc sur case blanche b1 · Fou blanc sur case noire c1 · Dame blanche sur case blanche d1 · Roi blanc sur case noire e1 · Fou blanc sur case blanche f1 | Tour noire sur case blanche a8 · Cavalier noir sur case noire b8 · Fou noir sur case blanche c8 · Dame noire sur case noire d8 · Roi noir sur case blanche e8 · Fou noir sur case noire f8 · Pion noir sur case noire a7 · Pion noir sur case blanche b7 · Pion noir sur case noire c7 · Pion noir sur case blanche d7 · Pion noir sur case noire e7 · Pion noir sur case blanche f7 · Pion noir sur case noire g7 · Pion blanc sur case noire d6 · Pion blanc sur case blanche h3 · Pion blanc sur case noire b2 · Pion blanc sur case blanche c2 · Pion blanc sur case noire d2 · Pion blanc sur case blanche e2 · Pion blanc sur case noire f2 · Pion blanc sur case blanche g2 · Tour blanche sur case noire a1 · Cavalier blanc sur case blanche b1 · Fou blanc sur case noire c1 · Dame blanche sur case blanche d1 · Roi blanc sur case noire e1 · Fou blanc sur case blanche f1 | 2 |
| 1 | Tour noire sur case blanche a8 · Cavalier noir sur case noire b8 · Fou noir sur case blanche c8 · Dame noire sur case noire d8 · Roi noir sur case blanche e8 · Fou noir sur case noire f8 · Pion noir sur case noire a7 · Pion noir sur case blanche b7 · Pion noir sur case noire c7 · Pion noir sur case blanche d7 · Pion noir sur case noire e7 · Pion noir sur case blanche f7 · Pion noir sur case noire g7 · Pion blanc sur case noire d6 · Pion blanc sur case blanche h3 · Pion blanc sur case noire b2 · Pion blanc sur case blanche c2 · Pion blanc sur case noire d2 · Pion blanc sur case blanche e2 · Pion blanc sur case noire f2 · Pion blanc sur case blanche g2 · Tour blanche sur case noire a1 · Cavalier blanc sur case blanche b1 · Fou blanc sur case noire c1 · Dame blanche sur case blanche d1 · Roi blanc sur case noire e1 · Fou blanc sur case blanche f1 | Tour noire sur case blanche a8 · Cavalier noir sur case noire b8 · Fou noir sur case blanche c8 · Dame noire sur case noire d8 · Roi noir sur case blanche e8 · Fou noir sur case noire f8 · Pion noir sur case noire a7 · Pion noir sur case blanche b7 · Pion noir sur case noire c7 · Pion noir sur case blanche d7 · Pion noir sur case noire e7 · Pion noir sur case blanche f7 · Pion noir sur case noire g7 · Pion blanc sur case noire d6 · Pion blanc sur case blanche h3 · Pion blanc sur case noire b2 · Pion blanc sur case blanche c2 · Pion blanc sur case noire d2 · Pion blanc sur case blanche e2 · Pion blanc sur case noire f2 · Pion blanc sur case blanche g2 · Tour blanche sur case noire a1 · Cavalier blanc sur case blanche b1 · Fou blanc sur case noire c1 · Dame blanche sur case blanche d1 · Roi blanc sur case noire e1 · Fou blanc sur case blanche f1 | Tour noire sur case blanche a8 · Cavalier noir sur case noire b8 · Fou noir sur case blanche c8 · Dame noire sur case noire d8 · Roi noir sur case blanche e8 · Fou noir sur case noire f8 · Pion noir sur case noire a7 · Pion noir sur case blanche b7 · Pion noir sur case noire c7 · Pion noir sur case blanche d7 · Pion noir sur case noire e7 · Pion noir sur case blanche f7 · Pion noir sur case noire g7 · Pion blanc sur case noire d6 · Pion blanc sur case blanche h3 · Pion blanc sur case noire b2 · Pion blanc sur case blanche c2 · Pion blanc sur case noire d2 · Pion blanc sur case blanche e2 · Pion blanc sur case noire f2 · Pion blanc sur case blanche g2 · Tour blanche sur case noire a1 · Cavalier blanc sur case blanche b1 · Fou blanc sur case noire c1 · Dame blanche sur case blanche d1 · Roi blanc sur case noire e1 · Fou blanc sur case blanche f1 | Tour noire sur case blanche a8 · Cavalier noir sur case noire b8 · Fou noir sur case blanche c8 · Dame noire sur case noire d8 · Roi noir sur case blanche e8 · Fou noir sur case noire f8 · Pion noir sur case noire a7 · Pion noir sur case blanche b7 · Pion noir sur case noire c7 · Pion noir sur case blanche d7 · Pion noir sur case noire e7 · Pion noir sur case blanche f7 · Pion noir sur case noire g7 · Pion blanc sur case noire d6 · Pion blanc sur case blanche h3 · Pion blanc sur case noire b2 · Pion blanc sur case blanche c2 · Pion blanc sur case noire d2 · Pion blanc sur case blanche e2 · Pion blanc sur case noire f2 · Pion blanc sur case blanche g2 · Tour blanche sur case noire a1 · Cavalier blanc sur case blanche b1 · Fou blanc sur case noire c1 · Dame blanche sur case blanche d1 · Roi blanc sur case noire e1 · Fou blanc sur case blanche f1 | Tour noire sur case blanche a8 · Cavalier noir sur case noire b8 · Fou noir sur case blanche c8 · Dame noire sur case noire d8 · Roi noir sur case blanche e8 · Fou noir sur case noire f8 · Pion noir sur case noire a7 · Pion noir sur case blanche b7 · Pion noir sur case noire c7 · Pion noir sur case blanche d7 · Pion noir sur case noire e7 · Pion noir sur case blanche f7 · Pion noir sur case noire g7 · Pion blanc sur case noire d6 · Pion blanc sur case blanche h3 · Pion blanc sur case noire b2 · Pion blanc sur case blanche c2 · Pion blanc sur case noire d2 · Pion blanc sur case blanche e2 · Pion blanc sur case noire f2 · Pion blanc sur case blanche g2 · Tour blanche sur case noire a1 · Cavalier blanc sur case blanche b1 · Fou blanc sur case noire c1 · Dame blanche sur case blanche d1 · Roi blanc sur case noire e1 · Fou blanc sur case blanche f1 | Tour noire sur case blanche a8 · Cavalier noir sur case noire b8 · Fou noir sur case blanche c8 · Dame noire sur case noire d8 · Roi noir sur case blanche e8 · Fou noir sur case noire f8 · Pion noir sur case noire a7 · Pion noir sur case blanche b7 · Pion noir sur case noire c7 · Pion noir sur case blanche d7 · Pion noir sur case noire e7 · Pion noir sur case blanche f7 · Pion noir sur case noire g7 · Pion blanc sur case noire d6 · Pion blanc sur case blanche h3 · Pion blanc sur case noire b2 · Pion blanc sur case blanche c2 · Pion blanc sur case noire d2 · Pion blanc sur case blanche e2 · Pion blanc sur case noire f2 · Pion blanc sur case blanche g2 · Tour blanche sur case noire a1 · Cavalier blanc sur case blanche b1 · Fou blanc sur case noire c1 · Dame blanche sur case blanche d1 · Roi blanc sur case noire e1 · Fou blanc sur case blanche f1 | Tour noire sur case blanche a8 · Cavalier noir sur case noire b8 · Fou noir sur case blanche c8 · Dame noire sur case noire d8 · Roi noir sur case blanche e8 · Fou noir sur case noire f8 · Pion noir sur case noire a7 · Pion noir sur case blanche b7 · Pion noir sur case noire c7 · Pion noir sur case blanche d7 · Pion noir sur case noire e7 · Pion noir sur case blanche f7 · Pion noir sur case noire g7 · Pion blanc sur case noire d6 · Pion blanc sur case blanche h3 · Pion blanc sur case noire b2 · Pion blanc sur case blanche c2 · Pion blanc sur case noire d2 · Pion blanc sur case blanche e2 · Pion blanc sur case noire f2 · Pion blanc sur case blanche g2 · Tour blanche sur case noire a1 · Cavalier blanc sur case blanche b1 · Fou blanc sur case noire c1 · Dame blanche sur case blanche d1 · Roi blanc sur case noire e1 · Fou blanc sur case blanche f1 | Tour noire sur case blanche a8 · Cavalier noir sur case noire b8 · Fou noir sur case blanche c8 · Dame noire sur case noire d8 · Roi noir sur case blanche e8 · Fou noir sur case noire f8 · Pion noir sur case noire a7 · Pion noir sur case blanche b7 · Pion noir sur case noire c7 · Pion noir sur case blanche d7 · Pion noir sur case noire e7 · Pion noir sur case blanche f7 · Pion noir sur case noire g7 · Pion blanc sur case noire d6 · Pion blanc sur case blanche h3 · Pion blanc sur case noire b2 · Pion blanc sur case blanche c2 · Pion blanc sur case noire d2 · Pion blanc sur case blanche e2 · Pion blanc sur case noire f2 · Pion blanc sur case blanche g2 · Tour blanche sur case noire a1 · Cavalier blanc sur case blanche b1 · Fou blanc sur case noire c1 · Dame blanche sur case blanche d1 · Roi blanc sur case noire e1 · Fou blanc sur case blanche f1 | 1 |
|   | a | b | c | d | e | f | g | h |   |

Un pion se déplace d'une ou deux cases sans changer de colonne sauf s'il capture une pièce adverse, auquel cas il change nécessairement de colonne en restant sur la même diagonale. Le nombre de changements de colonne par des pions est donc inférieur ou égal au nombre de pièces adverses capturées par des pions. De plus un pion ne recule pas.
Le pion blanc en d6 a effectué au moins 3 changements de colonne. Il ne manque que 3 pièces aux Noirs donc celles-ci ont toutes été prises par ce pion, y compris le pion noir initialement en h7. Celui-ci a donc nécessairement dû être promu en dame ou en cavalier pour ensuite sortir se faire prendre par le pion blanc. Comme il ne manque que 2 pièces blanches, la promotion n'a pu se faire qu'en h1.
|   | a | b | c | d | e | f | g | h |   |
| 8 | Tour noire sur case blanche a8 · Fou noir sur case blanche c8 · Dame noire sur case noire d8 · Roi noir sur case blanche e8 · Fou noir sur case noire f8 · Tour noire sur case noire h8 · Pion noir sur case noire a7 · Pion noir sur case blanche b7 · Pion noir sur case noire c7 · Pion noir sur case blanche d7 · Pion noir sur case noire e7 · Pion noir sur case blanche f7 · Pion noir sur case noire g7 · Pion noir sur case blanche h7 · Pion blanc sur case blanche b3 · Cavalier blanc sur case blanche f3 · Cavalier blanc sur case noire g3 · Pion blanc sur case noire b2 · Pion blanc sur case blanche c2 · Pion blanc sur case blanche e2 · Pion blanc sur case noire f2 · Pion blanc sur case blanche g2 · Pion blanc sur case noire h2 · Tour blanche sur case noire a1 · Fou blanc sur case noire c1 · Dame blanche sur case blanche d1 · Roi blanc sur case noire e1 · Fou blanc sur case blanche f1 · Tour blanche sur case blanche h1 | Tour noire sur case blanche a8 · Fou noir sur case blanche c8 · Dame noire sur case noire d8 · Roi noir sur case blanche e8 · Fou noir sur case noire f8 · Tour noire sur case noire h8 · Pion noir sur case noire a7 · Pion noir sur case blanche b7 · Pion noir sur case noire c7 · Pion noir sur case blanche d7 · Pion noir sur case noire e7 · Pion noir sur case blanche f7 · Pion noir sur case noire g7 · Pion noir sur case blanche h7 · Pion blanc sur case blanche b3 · Cavalier blanc sur case blanche f3 · Cavalier blanc sur case noire g3 · Pion blanc sur case noire b2 · Pion blanc sur case blanche c2 · Pion blanc sur case blanche e2 · Pion blanc sur case noire f2 · Pion blanc sur case blanche g2 · Pion blanc sur case noire h2 · Tour blanche sur case noire a1 · Fou blanc sur case noire c1 · Dame blanche sur case blanche d1 · Roi blanc sur case noire e1 · Fou blanc sur case blanche f1 · Tour blanche sur case blanche h1 | Tour noire sur case blanche a8 · Fou noir sur case blanche c8 · Dame noire sur case noire d8 · Roi noir sur case blanche e8 · Fou noir sur case noire f8 · Tour noire sur case noire h8 · Pion noir sur case noire a7 · Pion noir sur case blanche b7 · Pion noir sur case noire c7 · Pion noir sur case blanche d7 · Pion noir sur case noire e7 · Pion noir sur case blanche f7 · Pion noir sur case noire g7 · Pion noir sur case blanche h7 · Pion blanc sur case blanche b3 · Cavalier blanc sur case blanche f3 · Cavalier blanc sur case noire g3 · Pion blanc sur case noire b2 · Pion blanc sur case blanche c2 · Pion blanc sur case blanche e2 · Pion blanc sur case noire f2 · Pion blanc sur case blanche g2 · Pion blanc sur case noire h2 · Tour blanche sur case noire a1 · Fou blanc sur case noire c1 · Dame blanche sur case blanche d1 · Roi blanc sur case noire e1 · Fou blanc sur case blanche f1 · Tour blanche sur case blanche h1 | Tour noire sur case blanche a8 · Fou noir sur case blanche c8 · Dame noire sur case noire d8 · Roi noir sur case blanche e8 · Fou noir sur case noire f8 · Tour noire sur case noire h8 · Pion noir sur case noire a7 · Pion noir sur case blanche b7 · Pion noir sur case noire c7 · Pion noir sur case blanche d7 · Pion noir sur case noire e7 · Pion noir sur case blanche f7 · Pion noir sur case noire g7 · Pion noir sur case blanche h7 · Pion blanc sur case blanche b3 · Cavalier blanc sur case blanche f3 · Cavalier blanc sur case noire g3 · Pion blanc sur case noire b2 · Pion blanc sur case blanche c2 · Pion blanc sur case blanche e2 · Pion blanc sur case noire f2 · Pion blanc sur case blanche g2 · Pion blanc sur case noire h2 · Tour blanche sur case noire a1 · Fou blanc sur case noire c1 · Dame blanche sur case blanche d1 · Roi blanc sur case noire e1 · Fou blanc sur case blanche f1 · Tour blanche sur case blanche h1 | Tour noire sur case blanche a8 · Fou noir sur case blanche c8 · Dame noire sur case noire d8 · Roi noir sur case blanche e8 · Fou noir sur case noire f8 · Tour noire sur case noire h8 · Pion noir sur case noire a7 · Pion noir sur case blanche b7 · Pion noir sur case noire c7 · Pion noir sur case blanche d7 · Pion noir sur case noire e7 · Pion noir sur case blanche f7 · Pion noir sur case noire g7 · Pion noir sur case blanche h7 · Pion blanc sur case blanche b3 · Cavalier blanc sur case blanche f3 · Cavalier blanc sur case noire g3 · Pion blanc sur case noire b2 · Pion blanc sur case blanche c2 · Pion blanc sur case blanche e2 · Pion blanc sur case noire f2 · Pion blanc sur case blanche g2 · Pion blanc sur case noire h2 · Tour blanche sur case noire a1 · Fou blanc sur case noire c1 · Dame blanche sur case blanche d1 · Roi blanc sur case noire e1 · Fou blanc sur case blanche f1 · Tour blanche sur case blanche h1 | Tour noire sur case blanche a8 · Fou noir sur case blanche c8 · Dame noire sur case noire d8 · Roi noir sur case blanche e8 · Fou noir sur case noire f8 · Tour noire sur case noire h8 · Pion noir sur case noire a7 · Pion noir sur case blanche b7 · Pion noir sur case noire c7 · Pion noir sur case blanche d7 · Pion noir sur case noire e7 · Pion noir sur case blanche f7 · Pion noir sur case noire g7 · Pion noir sur case blanche h7 · Pion blanc sur case blanche b3 · Cavalier blanc sur case blanche f3 · Cavalier blanc sur case noire g3 · Pion blanc sur case noire b2 · Pion blanc sur case blanche c2 · Pion blanc sur case blanche e2 · Pion blanc sur case noire f2 · Pion blanc sur case blanche g2 · Pion blanc sur case noire h2 · Tour blanche sur case noire a1 · Fou blanc sur case noire c1 · Dame blanche sur case blanche d1 · Roi blanc sur case noire e1 · Fou blanc sur case blanche f1 · Tour blanche sur case blanche h1 | Tour noire sur case blanche a8 · Fou noir sur case blanche c8 · Dame noire sur case noire d8 · Roi noir sur case blanche e8 · Fou noir sur case noire f8 · Tour noire sur case noire h8 · Pion noir sur case noire a7 · Pion noir sur case blanche b7 · Pion noir sur case noire c7 · Pion noir sur case blanche d7 · Pion noir sur case noire e7 · Pion noir sur case blanche f7 · Pion noir sur case noire g7 · Pion noir sur case blanche h7 · Pion blanc sur case blanche b3 · Cavalier blanc sur case blanche f3 · Cavalier blanc sur case noire g3 · Pion blanc sur case noire b2 · Pion blanc sur case blanche c2 · Pion blanc sur case blanche e2 · Pion blanc sur case noire f2 · Pion blanc sur case blanche g2 · Pion blanc sur case noire h2 · Tour blanche sur case noire a1 · Fou blanc sur case noire c1 · Dame blanche sur case blanche d1 · Roi blanc sur case noire e1 · Fou blanc sur case blanche f1 · Tour blanche sur case blanche h1 | Tour noire sur case blanche a8 · Fou noir sur case blanche c8 · Dame noire sur case noire d8 · Roi noir sur case blanche e8 · Fou noir sur case noire f8 · Tour noire sur case noire h8 · Pion noir sur case noire a7 · Pion noir sur case blanche b7 · Pion noir sur case noire c7 · Pion noir sur case blanche d7 · Pion noir sur case noire e7 · Pion noir sur case blanche f7 · Pion noir sur case noire g7 · Pion noir sur case blanche h7 · Pion blanc sur case blanche b3 · Cavalier blanc sur case blanche f3 · Cavalier blanc sur case noire g3 · Pion blanc sur case noire b2 · Pion blanc sur case blanche c2 · Pion blanc sur case blanche e2 · Pion blanc sur case noire f2 · Pion blanc sur case blanche g2 · Pion blanc sur case noire h2 · Tour blanche sur case noire a1 · Fou blanc sur case noire c1 · Dame blanche sur case blanche d1 · Roi blanc sur case noire e1 · Fou blanc sur case blanche f1 · Tour blanche sur case blanche h1 | 8 |
| 7 | Tour noire sur case blanche a8 · Fou noir sur case blanche c8 · Dame noire sur case noire d8 · Roi noir sur case blanche e8 · Fou noir sur case noire f8 · Tour noire sur case noire h8 · Pion noir sur case noire a7 · Pion noir sur case blanche b7 · Pion noir sur case noire c7 · Pion noir sur case blanche d7 · Pion noir sur case noire e7 · Pion noir sur case blanche f7 · Pion noir sur case noire g7 · Pion noir sur case blanche h7 · Pion blanc sur case blanche b3 · Cavalier blanc sur case blanche f3 · Cavalier blanc sur case noire g3 · Pion blanc sur case noire b2 · Pion blanc sur case blanche c2 · Pion blanc sur case blanche e2 · Pion blanc sur case noire f2 · Pion blanc sur case blanche g2 · Pion blanc sur case noire h2 · Tour blanche sur case noire a1 · Fou blanc sur case noire c1 · Dame blanche sur case blanche d1 · Roi blanc sur case noire e1 · Fou blanc sur case blanche f1 · Tour blanche sur case blanche h1 | Tour noire sur case blanche a8 · Fou noir sur case blanche c8 · Dame noire sur case noire d8 · Roi noir sur case blanche e8 · Fou noir sur case noire f8 · Tour noire sur case noire h8 · Pion noir sur case noire a7 · Pion noir sur case blanche b7 · Pion noir sur case noire c7 · Pion noir sur case blanche d7 · Pion noir sur case noire e7 · Pion noir sur case blanche f7 · Pion noir sur case noire g7 · Pion noir sur case blanche h7 · Pion blanc sur case blanche b3 · Cavalier blanc sur case blanche f3 · Cavalier blanc sur case noire g3 · Pion blanc sur case noire b2 · Pion blanc sur case blanche c2 · Pion blanc sur case blanche e2 · Pion blanc sur case noire f2 · Pion blanc sur case blanche g2 · Pion blanc sur case noire h2 · Tour blanche sur case noire a1 · Fou blanc sur case noire c1 · Dame blanche sur case blanche d1 · Roi blanc sur case noire e1 · Fou blanc sur case blanche f1 · Tour blanche sur case blanche h1 | Tour noire sur case blanche a8 · Fou noir sur case blanche c8 · Dame noire sur case noire d8 · Roi noir sur case blanche e8 · Fou noir sur case noire f8 · Tour noire sur case noire h8 · Pion noir sur case noire a7 · Pion noir sur case blanche b7 · Pion noir sur case noire c7 · Pion noir sur case blanche d7 · Pion noir sur case noire e7 · Pion noir sur case blanche f7 · Pion noir sur case noire g7 · Pion noir sur case blanche h7 · Pion blanc sur case blanche b3 · Cavalier blanc sur case blanche f3 · Cavalier blanc sur case noire g3 · Pion blanc sur case noire b2 · Pion blanc sur case blanche c2 · Pion blanc sur case blanche e2 · Pion blanc sur case noire f2 · Pion blanc sur case blanche g2 · Pion blanc sur case noire h2 · Tour blanche sur case noire a1 · Fou blanc sur case noire c1 · Dame blanche sur case blanche d1 · Roi blanc sur case noire e1 · Fou blanc sur case blanche f1 · Tour blanche sur case blanche h1 | Tour noire sur case blanche a8 · Fou noir sur case blanche c8 · Dame noire sur case noire d8 · Roi noir sur case blanche e8 · Fou noir sur case noire f8 · Tour noire sur case noire h8 · Pion noir sur case noire a7 · Pion noir sur case blanche b7 · Pion noir sur case noire c7 · Pion noir sur case blanche d7 · Pion noir sur case noire e7 · Pion noir sur case blanche f7 · Pion noir sur case noire g7 · Pion noir sur case blanche h7 · Pion blanc sur case blanche b3 · Cavalier blanc sur case blanche f3 · Cavalier blanc sur case noire g3 · Pion blanc sur case noire b2 · Pion blanc sur case blanche c2 · Pion blanc sur case blanche e2 · Pion blanc sur case noire f2 · Pion blanc sur case blanche g2 · Pion blanc sur case noire h2 · Tour blanche sur case noire a1 · Fou blanc sur case noire c1 · Dame blanche sur case blanche d1 · Roi blanc sur case noire e1 · Fou blanc sur case blanche f1 · Tour blanche sur case blanche h1 | Tour noire sur case blanche a8 · Fou noir sur case blanche c8 · Dame noire sur case noire d8 · Roi noir sur case blanche e8 · Fou noir sur case noire f8 · Tour noire sur case noire h8 · Pion noir sur case noire a7 · Pion noir sur case blanche b7 · Pion noir sur case noire c7 · Pion noir sur case blanche d7 · Pion noir sur case noire e7 · Pion noir sur case blanche f7 · Pion noir sur case noire g7 · Pion noir sur case blanche h7 · Pion blanc sur case blanche b3 · Cavalier blanc sur case blanche f3 · Cavalier blanc sur case noire g3 · Pion blanc sur case noire b2 · Pion blanc sur case blanche c2 · Pion blanc sur case blanche e2 · Pion blanc sur case noire f2 · Pion blanc sur case blanche g2 · Pion blanc sur case noire h2 · Tour blanche sur case noire a1 · Fou blanc sur case noire c1 · Dame blanche sur case blanche d1 · Roi blanc sur case noire e1 · Fou blanc sur case blanche f1 · Tour blanche sur case blanche h1 | Tour noire sur case blanche a8 · Fou noir sur case blanche c8 · Dame noire sur case noire d8 · Roi noir sur case blanche e8 · Fou noir sur case noire f8 · Tour noire sur case noire h8 · Pion noir sur case noire a7 · Pion noir sur case blanche b7 · Pion noir sur case noire c7 · Pion noir sur case blanche d7 · Pion noir sur case noire e7 · Pion noir sur case blanche f7 · Pion noir sur case noire g7 · Pion noir sur case blanche h7 · Pion blanc sur case blanche b3 · Cavalier blanc sur case blanche f3 · Cavalier blanc sur case noire g3 · Pion blanc sur case noire b2 · Pion blanc sur case blanche c2 · Pion blanc sur case blanche e2 · Pion blanc sur case noire f2 · Pion blanc sur case blanche g2 · Pion blanc sur case noire h2 · Tour blanche sur case noire a1 · Fou blanc sur case noire c1 · Dame blanche sur case blanche d1 · Roi blanc sur case noire e1 · Fou blanc sur case blanche f1 · Tour blanche sur case blanche h1 | Tour noire sur case blanche a8 · Fou noir sur case blanche c8 · Dame noire sur case noire d8 · Roi noir sur case blanche e8 · Fou noir sur case noire f8 · Tour noire sur case noire h8 · Pion noir sur case noire a7 · Pion noir sur case blanche b7 · Pion noir sur case noire c7 · Pion noir sur case blanche d7 · Pion noir sur case noire e7 · Pion noir sur case blanche f7 · Pion noir sur case noire g7 · Pion noir sur case blanche h7 · Pion blanc sur case blanche b3 · Cavalier blanc sur case blanche f3 · Cavalier blanc sur case noire g3 · Pion blanc sur case noire b2 · Pion blanc sur case blanche c2 · Pion blanc sur case blanche e2 · Pion blanc sur case noire f2 · Pion blanc sur case blanche g2 · Pion blanc sur case noire h2 · Tour blanche sur case noire a1 · Fou blanc sur case noire c1 · Dame blanche sur case blanche d1 · Roi blanc sur case noire e1 · Fou blanc sur case blanche f1 · Tour blanche sur case blanche h1 | Tour noire sur case blanche a8 · Fou noir sur case blanche c8 · Dame noire sur case noire d8 · Roi noir sur case blanche e8 · Fou noir sur case noire f8 · Tour noire sur case noire h8 · Pion noir sur case noire a7 · Pion noir sur case blanche b7 · Pion noir sur case noire c7 · Pion noir sur case blanche d7 · Pion noir sur case noire e7 · Pion noir sur case blanche f7 · Pion noir sur case noire g7 · Pion noir sur case blanche h7 · Pion blanc sur case blanche b3 · Cavalier blanc sur case blanche f3 · Cavalier blanc sur case noire g3 · Pion blanc sur case noire b2 · Pion blanc sur case blanche c2 · Pion blanc sur case blanche e2 · Pion blanc sur case noire f2 · Pion blanc sur case blanche g2 · Pion blanc sur case noire h2 · Tour blanche sur case noire a1 · Fou blanc sur case noire c1 · Dame blanche sur case blanche d1 · Roi blanc sur case noire e1 · Fou blanc sur case blanche f1 · Tour blanche sur case blanche h1 | 7 |
| 6 | Tour noire sur case blanche a8 · Fou noir sur case blanche c8 · Dame noire sur case noire d8 · Roi noir sur case blanche e8 · Fou noir sur case noire f8 · Tour noire sur case noire h8 · Pion noir sur case noire a7 · Pion noir sur case blanche b7 · Pion noir sur case noire c7 · Pion noir sur case blanche d7 · Pion noir sur case noire e7 · Pion noir sur case blanche f7 · Pion noir sur case noire g7 · Pion noir sur case blanche h7 · Pion blanc sur case blanche b3 · Cavalier blanc sur case blanche f3 · Cavalier blanc sur case noire g3 · Pion blanc sur case noire b2 · Pion blanc sur case blanche c2 · Pion blanc sur case blanche e2 · Pion blanc sur case noire f2 · Pion blanc sur case blanche g2 · Pion blanc sur case noire h2 · Tour blanche sur case noire a1 · Fou blanc sur case noire c1 · Dame blanche sur case blanche d1 · Roi blanc sur case noire e1 · Fou blanc sur case blanche f1 · Tour blanche sur case blanche h1 | Tour noire sur case blanche a8 · Fou noir sur case blanche c8 · Dame noire sur case noire d8 · Roi noir sur case blanche e8 · Fou noir sur case noire f8 · Tour noire sur case noire h8 · Pion noir sur case noire a7 · Pion noir sur case blanche b7 · Pion noir sur case noire c7 · Pion noir sur case blanche d7 · Pion noir sur case noire e7 · Pion noir sur case blanche f7 · Pion noir sur case noire g7 · Pion noir sur case blanche h7 · Pion blanc sur case blanche b3 · Cavalier blanc sur case blanche f3 · Cavalier blanc sur case noire g3 · Pion blanc sur case noire b2 · Pion blanc sur case blanche c2 · Pion blanc sur case blanche e2 · Pion blanc sur case noire f2 · Pion blanc sur case blanche g2 · Pion blanc sur case noire h2 · Tour blanche sur case noire a1 · Fou blanc sur case noire c1 · Dame blanche sur case blanche d1 · Roi blanc sur case noire e1 · Fou blanc sur case blanche f1 · Tour blanche sur case blanche h1 | Tour noire sur case blanche a8 · Fou noir sur case blanche c8 · Dame noire sur case noire d8 · Roi noir sur case blanche e8 · Fou noir sur case noire f8 · Tour noire sur case noire h8 · Pion noir sur case noire a7 · Pion noir sur case blanche b7 · Pion noir sur case noire c7 · Pion noir sur case blanche d7 · Pion noir sur case noire e7 · Pion noir sur case blanche f7 · Pion noir sur case noire g7 · Pion noir sur case blanche h7 · Pion blanc sur case blanche b3 · Cavalier blanc sur case blanche f3 · Cavalier blanc sur case noire g3 · Pion blanc sur case noire b2 · Pion blanc sur case blanche c2 · Pion blanc sur case blanche e2 · Pion blanc sur case noire f2 · Pion blanc sur case blanche g2 · Pion blanc sur case noire h2 · Tour blanche sur case noire a1 · Fou blanc sur case noire c1 · Dame blanche sur case blanche d1 · Roi blanc sur case noire e1 · Fou blanc sur case blanche f1 · Tour blanche sur case blanche h1 | Tour noire sur case blanche a8 · Fou noir sur case blanche c8 · Dame noire sur case noire d8 · Roi noir sur case blanche e8 · Fou noir sur case noire f8 · Tour noire sur case noire h8 · Pion noir sur case noire a7 · Pion noir sur case blanche b7 · Pion noir sur case noire c7 · Pion noir sur case blanche d7 · Pion noir sur case noire e7 · Pion noir sur case blanche f7 · Pion noir sur case noire g7 · Pion noir sur case blanche h7 · Pion blanc sur case blanche b3 · Cavalier blanc sur case blanche f3 · Cavalier blanc sur case noire g3 · Pion blanc sur case noire b2 · Pion blanc sur case blanche c2 · Pion blanc sur case blanche e2 · Pion blanc sur case noire f2 · Pion blanc sur case blanche g2 · Pion blanc sur case noire h2 · Tour blanche sur case noire a1 · Fou blanc sur case noire c1 · Dame blanche sur case blanche d1 · Roi blanc sur case noire e1 · Fou blanc sur case blanche f1 · Tour blanche sur case blanche h1 | Tour noire sur case blanche a8 · Fou noir sur case blanche c8 · Dame noire sur case noire d8 · Roi noir sur case blanche e8 · Fou noir sur case noire f8 · Tour noire sur case noire h8 · Pion noir sur case noire a7 · Pion noir sur case blanche b7 · Pion noir sur case noire c7 · Pion noir sur case blanche d7 · Pion noir sur case noire e7 · Pion noir sur case blanche f7 · Pion noir sur case noire g7 · Pion noir sur case blanche h7 · Pion blanc sur case blanche b3 · Cavalier blanc sur case blanche f3 · Cavalier blanc sur case noire g3 · Pion blanc sur case noire b2 · Pion blanc sur case blanche c2 · Pion blanc sur case blanche e2 · Pion blanc sur case noire f2 · Pion blanc sur case blanche g2 · Pion blanc sur case noire h2 · Tour blanche sur case noire a1 · Fou blanc sur case noire c1 · Dame blanche sur case blanche d1 · Roi blanc sur case noire e1 · Fou blanc sur case blanche f1 · Tour blanche sur case blanche h1 | Tour noire sur case blanche a8 · Fou noir sur case blanche c8 · Dame noire sur case noire d8 · Roi noir sur case blanche e8 · Fou noir sur case noire f8 · Tour noire sur case noire h8 · Pion noir sur case noire a7 · Pion noir sur case blanche b7 · Pion noir sur case noire c7 · Pion noir sur case blanche d7 · Pion noir sur case noire e7 · Pion noir sur case blanche f7 · Pion noir sur case noire g7 · Pion noir sur case blanche h7 · Pion blanc sur case blanche b3 · Cavalier blanc sur case blanche f3 · Cavalier blanc sur case noire g3 · Pion blanc sur case noire b2 · Pion blanc sur case blanche c2 · Pion blanc sur case blanche e2 · Pion blanc sur case noire f2 · Pion blanc sur case blanche g2 · Pion blanc sur case noire h2 · Tour blanche sur case noire a1 · Fou blanc sur case noire c1 · Dame blanche sur case blanche d1 · Roi blanc sur case noire e1 · Fou blanc sur case blanche f1 · Tour blanche sur case blanche h1 | Tour noire sur case blanche a8 · Fou noir sur case blanche c8 · Dame noire sur case noire d8 · Roi noir sur case blanche e8 · Fou noir sur case noire f8 · Tour noire sur case noire h8 · Pion noir sur case noire a7 · Pion noir sur case blanche b7 · Pion noir sur case noire c7 · Pion noir sur case blanche d7 · Pion noir sur case noire e7 · Pion noir sur case blanche f7 · Pion noir sur case noire g7 · Pion noir sur case blanche h7 · Pion blanc sur case blanche b3 · Cavalier blanc sur case blanche f3 · Cavalier blanc sur case noire g3 · Pion blanc sur case noire b2 · Pion blanc sur case blanche c2 · Pion blanc sur case blanche e2 · Pion blanc sur case noire f2 · Pion blanc sur case blanche g2 · Pion blanc sur case noire h2 · Tour blanche sur case noire a1 · Fou blanc sur case noire c1 · Dame blanche sur case blanche d1 · Roi blanc sur case noire e1 · Fou blanc sur case blanche f1 · Tour blanche sur case blanche h1 | Tour noire sur case blanche a8 · Fou noir sur case blanche c8 · Dame noire sur case noire d8 · Roi noir sur case blanche e8 · Fou noir sur case noire f8 · Tour noire sur case noire h8 · Pion noir sur case noire a7 · Pion noir sur case blanche b7 · Pion noir sur case noire c7 · Pion noir sur case blanche d7 · Pion noir sur case noire e7 · Pion noir sur case blanche f7 · Pion noir sur case noire g7 · Pion noir sur case blanche h7 · Pion blanc sur case blanche b3 · Cavalier blanc sur case blanche f3 · Cavalier blanc sur case noire g3 · Pion blanc sur case noire b2 · Pion blanc sur case blanche c2 · Pion blanc sur case blanche e2 · Pion blanc sur case noire f2 · Pion blanc sur case blanche g2 · Pion blanc sur case noire h2 · Tour blanche sur case noire a1 · Fou blanc sur case noire c1 · Dame blanche sur case blanche d1 · Roi blanc sur case noire e1 · Fou blanc sur case blanche f1 · Tour blanche sur case blanche h1 | 6 |
| 5 | Tour noire sur case blanche a8 · Fou noir sur case blanche c8 · Dame noire sur case noire d8 · Roi noir sur case blanche e8 · Fou noir sur case noire f8 · Tour noire sur case noire h8 · Pion noir sur case noire a7 · Pion noir sur case blanche b7 · Pion noir sur case noire c7 · Pion noir sur case blanche d7 · Pion noir sur case noire e7 · Pion noir sur case blanche f7 · Pion noir sur case noire g7 · Pion noir sur case blanche h7 · Pion blanc sur case blanche b3 · Cavalier blanc sur case blanche f3 · Cavalier blanc sur case noire g3 · Pion blanc sur case noire b2 · Pion blanc sur case blanche c2 · Pion blanc sur case blanche e2 · Pion blanc sur case noire f2 · Pion blanc sur case blanche g2 · Pion blanc sur case noire h2 · Tour blanche sur case noire a1 · Fou blanc sur case noire c1 · Dame blanche sur case blanche d1 · Roi blanc sur case noire e1 · Fou blanc sur case blanche f1 · Tour blanche sur case blanche h1 | Tour noire sur case blanche a8 · Fou noir sur case blanche c8 · Dame noire sur case noire d8 · Roi noir sur case blanche e8 · Fou noir sur case noire f8 · Tour noire sur case noire h8 · Pion noir sur case noire a7 · Pion noir sur case blanche b7 · Pion noir sur case noire c7 · Pion noir sur case blanche d7 · Pion noir sur case noire e7 · Pion noir sur case blanche f7 · Pion noir sur case noire g7 · Pion noir sur case blanche h7 · Pion blanc sur case blanche b3 · Cavalier blanc sur case blanche f3 · Cavalier blanc sur case noire g3 · Pion blanc sur case noire b2 · Pion blanc sur case blanche c2 · Pion blanc sur case blanche e2 · Pion blanc sur case noire f2 · Pion blanc sur case blanche g2 · Pion blanc sur case noire h2 · Tour blanche sur case noire a1 · Fou blanc sur case noire c1 · Dame blanche sur case blanche d1 · Roi blanc sur case noire e1 · Fou blanc sur case blanche f1 · Tour blanche sur case blanche h1 | Tour noire sur case blanche a8 · Fou noir sur case blanche c8 · Dame noire sur case noire d8 · Roi noir sur case blanche e8 · Fou noir sur case noire f8 · Tour noire sur case noire h8 · Pion noir sur case noire a7 · Pion noir sur case blanche b7 · Pion noir sur case noire c7 · Pion noir sur case blanche d7 · Pion noir sur case noire e7 · Pion noir sur case blanche f7 · Pion noir sur case noire g7 · Pion noir sur case blanche h7 · Pion blanc sur case blanche b3 · Cavalier blanc sur case blanche f3 · Cavalier blanc sur case noire g3 · Pion blanc sur case noire b2 · Pion blanc sur case blanche c2 · Pion blanc sur case blanche e2 · Pion blanc sur case noire f2 · Pion blanc sur case blanche g2 · Pion blanc sur case noire h2 · Tour blanche sur case noire a1 · Fou blanc sur case noire c1 · Dame blanche sur case blanche d1 · Roi blanc sur case noire e1 · Fou blanc sur case blanche f1 · Tour blanche sur case blanche h1 | Tour noire sur case blanche a8 · Fou noir sur case blanche c8 · Dame noire sur case noire d8 · Roi noir sur case blanche e8 · Fou noir sur case noire f8 · Tour noire sur case noire h8 · Pion noir sur case noire a7 · Pion noir sur case blanche b7 · Pion noir sur case noire c7 · Pion noir sur case blanche d7 · Pion noir sur case noire e7 · Pion noir sur case blanche f7 · Pion noir sur case noire g7 · Pion noir sur case blanche h7 · Pion blanc sur case blanche b3 · Cavalier blanc sur case blanche f3 · Cavalier blanc sur case noire g3 · Pion blanc sur case noire b2 · Pion blanc sur case blanche c2 · Pion blanc sur case blanche e2 · Pion blanc sur case noire f2 · Pion blanc sur case blanche g2 · Pion blanc sur case noire h2 · Tour blanche sur case noire a1 · Fou blanc sur case noire c1 · Dame blanche sur case blanche d1 · Roi blanc sur case noire e1 · Fou blanc sur case blanche f1 · Tour blanche sur case blanche h1 | Tour noire sur case blanche a8 · Fou noir sur case blanche c8 · Dame noire sur case noire d8 · Roi noir sur case blanche e8 · Fou noir sur case noire f8 · Tour noire sur case noire h8 · Pion noir sur case noire a7 · Pion noir sur case blanche b7 · Pion noir sur case noire c7 · Pion noir sur case blanche d7 · Pion noir sur case noire e7 · Pion noir sur case blanche f7 · Pion noir sur case noire g7 · Pion noir sur case blanche h7 · Pion blanc sur case blanche b3 · Cavalier blanc sur case blanche f3 · Cavalier blanc sur case noire g3 · Pion blanc sur case noire b2 · Pion blanc sur case blanche c2 · Pion blanc sur case blanche e2 · Pion blanc sur case noire f2 · Pion blanc sur case blanche g2 · Pion blanc sur case noire h2 · Tour blanche sur case noire a1 · Fou blanc sur case noire c1 · Dame blanche sur case blanche d1 · Roi blanc sur case noire e1 · Fou blanc sur case blanche f1 · Tour blanche sur case blanche h1 | Tour noire sur case blanche a8 · Fou noir sur case blanche c8 · Dame noire sur case noire d8 · Roi noir sur case blanche e8 · Fou noir sur case noire f8 · Tour noire sur case noire h8 · Pion noir sur case noire a7 · Pion noir sur case blanche b7 · Pion noir sur case noire c7 · Pion noir sur case blanche d7 · Pion noir sur case noire e7 · Pion noir sur case blanche f7 · Pion noir sur case noire g7 · Pion noir sur case blanche h7 · Pion blanc sur case blanche b3 · Cavalier blanc sur case blanche f3 · Cavalier blanc sur case noire g3 · Pion blanc sur case noire b2 · Pion blanc sur case blanche c2 · Pion blanc sur case blanche e2 · Pion blanc sur case noire f2 · Pion blanc sur case blanche g2 · Pion blanc sur case noire h2 · Tour blanche sur case noire a1 · Fou blanc sur case noire c1 · Dame blanche sur case blanche d1 · Roi blanc sur case noire e1 · Fou blanc sur case blanche f1 · Tour blanche sur case blanche h1 | Tour noire sur case blanche a8 · Fou noir sur case blanche c8 · Dame noire sur case noire d8 · Roi noir sur case blanche e8 · Fou noir sur case noire f8 · Tour noire sur case noire h8 · Pion noir sur case noire a7 · Pion noir sur case blanche b7 · Pion noir sur case noire c7 · Pion noir sur case blanche d7 · Pion noir sur case noire e7 · Pion noir sur case blanche f7 · Pion noir sur case noire g7 · Pion noir sur case blanche h7 · Pion blanc sur case blanche b3 · Cavalier blanc sur case blanche f3 · Cavalier blanc sur case noire g3 · Pion blanc sur case noire b2 · Pion blanc sur case blanche c2 · Pion blanc sur case blanche e2 · Pion blanc sur case noire f2 · Pion blanc sur case blanche g2 · Pion blanc sur case noire h2 · Tour blanche sur case noire a1 · Fou blanc sur case noire c1 · Dame blanche sur case blanche d1 · Roi blanc sur case noire e1 · Fou blanc sur case blanche f1 · Tour blanche sur case blanche h1 | Tour noire sur case blanche a8 · Fou noir sur case blanche c8 · Dame noire sur case noire d8 · Roi noir sur case blanche e8 · Fou noir sur case noire f8 · Tour noire sur case noire h8 · Pion noir sur case noire a7 · Pion noir sur case blanche b7 · Pion noir sur case noire c7 · Pion noir sur case blanche d7 · Pion noir sur case noire e7 · Pion noir sur case blanche f7 · Pion noir sur case noire g7 · Pion noir sur case blanche h7 · Pion blanc sur case blanche b3 · Cavalier blanc sur case blanche f3 · Cavalier blanc sur case noire g3 · Pion blanc sur case noire b2 · Pion blanc sur case blanche c2 · Pion blanc sur case blanche e2 · Pion blanc sur case noire f2 · Pion blanc sur case blanche g2 · Pion blanc sur case noire h2 · Tour blanche sur case noire a1 · Fou blanc sur case noire c1 · Dame blanche sur case blanche d1 · Roi blanc sur case noire e1 · Fou blanc sur case blanche f1 · Tour blanche sur case blanche h1 | 5 |
| 4 | Tour noire sur case blanche a8 · Fou noir sur case blanche c8 · Dame noire sur case noire d8 · Roi noir sur case blanche e8 · Fou noir sur case noire f8 · Tour noire sur case noire h8 · Pion noir sur case noire a7 · Pion noir sur case blanche b7 · Pion noir sur case noire c7 · Pion noir sur case blanche d7 · Pion noir sur case noire e7 · Pion noir sur case blanche f7 · Pion noir sur case noire g7 · Pion noir sur case blanche h7 · Pion blanc sur case blanche b3 · Cavalier blanc sur case blanche f3 · Cavalier blanc sur case noire g3 · Pion blanc sur case noire b2 · Pion blanc sur case blanche c2 · Pion blanc sur case blanche e2 · Pion blanc sur case noire f2 · Pion blanc sur case blanche g2 · Pion blanc sur case noire h2 · Tour blanche sur case noire a1 · Fou blanc sur case noire c1 · Dame blanche sur case blanche d1 · Roi blanc sur case noire e1 · Fou blanc sur case blanche f1 · Tour blanche sur case blanche h1 | Tour noire sur case blanche a8 · Fou noir sur case blanche c8 · Dame noire sur case noire d8 · Roi noir sur case blanche e8 · Fou noir sur case noire f8 · Tour noire sur case noire h8 · Pion noir sur case noire a7 · Pion noir sur case blanche b7 · Pion noir sur case noire c7 · Pion noir sur case blanche d7 · Pion noir sur case noire e7 · Pion noir sur case blanche f7 · Pion noir sur case noire g7 · Pion noir sur case blanche h7 · Pion blanc sur case blanche b3 · Cavalier blanc sur case blanche f3 · Cavalier blanc sur case noire g3 · Pion blanc sur case noire b2 · Pion blanc sur case blanche c2 · Pion blanc sur case blanche e2 · Pion blanc sur case noire f2 · Pion blanc sur case blanche g2 · Pion blanc sur case noire h2 · Tour blanche sur case noire a1 · Fou blanc sur case noire c1 · Dame blanche sur case blanche d1 · Roi blanc sur case noire e1 · Fou blanc sur case blanche f1 · Tour blanche sur case blanche h1 | Tour noire sur case blanche a8 · Fou noir sur case blanche c8 · Dame noire sur case noire d8 · Roi noir sur case blanche e8 · Fou noir sur case noire f8 · Tour noire sur case noire h8 · Pion noir sur case noire a7 · Pion noir sur case blanche b7 · Pion noir sur case noire c7 · Pion noir sur case blanche d7 · Pion noir sur case noire e7 · Pion noir sur case blanche f7 · Pion noir sur case noire g7 · Pion noir sur case blanche h7 · Pion blanc sur case blanche b3 · Cavalier blanc sur case blanche f3 · Cavalier blanc sur case noire g3 · Pion blanc sur case noire b2 · Pion blanc sur case blanche c2 · Pion blanc sur case blanche e2 · Pion blanc sur case noire f2 · Pion blanc sur case blanche g2 · Pion blanc sur case noire h2 · Tour blanche sur case noire a1 · Fou blanc sur case noire c1 · Dame blanche sur case blanche d1 · Roi blanc sur case noire e1 · Fou blanc sur case blanche f1 · Tour blanche sur case blanche h1 | Tour noire sur case blanche a8 · Fou noir sur case blanche c8 · Dame noire sur case noire d8 · Roi noir sur case blanche e8 · Fou noir sur case noire f8 · Tour noire sur case noire h8 · Pion noir sur case noire a7 · Pion noir sur case blanche b7 · Pion noir sur case noire c7 · Pion noir sur case blanche d7 · Pion noir sur case noire e7 · Pion noir sur case blanche f7 · Pion noir sur case noire g7 · Pion noir sur case blanche h7 · Pion blanc sur case blanche b3 · Cavalier blanc sur case blanche f3 · Cavalier blanc sur case noire g3 · Pion blanc sur case noire b2 · Pion blanc sur case blanche c2 · Pion blanc sur case blanche e2 · Pion blanc sur case noire f2 · Pion blanc sur case blanche g2 · Pion blanc sur case noire h2 · Tour blanche sur case noire a1 · Fou blanc sur case noire c1 · Dame blanche sur case blanche d1 · Roi blanc sur case noire e1 · Fou blanc sur case blanche f1 · Tour blanche sur case blanche h1 | Tour noire sur case blanche a8 · Fou noir sur case blanche c8 · Dame noire sur case noire d8 · Roi noir sur case blanche e8 · Fou noir sur case noire f8 · Tour noire sur case noire h8 · Pion noir sur case noire a7 · Pion noir sur case blanche b7 · Pion noir sur case noire c7 · Pion noir sur case blanche d7 · Pion noir sur case noire e7 · Pion noir sur case blanche f7 · Pion noir sur case noire g7 · Pion noir sur case blanche h7 · Pion blanc sur case blanche b3 · Cavalier blanc sur case blanche f3 · Cavalier blanc sur case noire g3 · Pion blanc sur case noire b2 · Pion blanc sur case blanche c2 · Pion blanc sur case blanche e2 · Pion blanc sur case noire f2 · Pion blanc sur case blanche g2 · Pion blanc sur case noire h2 · Tour blanche sur case noire a1 · Fou blanc sur case noire c1 · Dame blanche sur case blanche d1 · Roi blanc sur case noire e1 · Fou blanc sur case blanche f1 · Tour blanche sur case blanche h1 | Tour noire sur case blanche a8 · Fou noir sur case blanche c8 · Dame noire sur case noire d8 · Roi noir sur case blanche e8 · Fou noir sur case noire f8 · Tour noire sur case noire h8 · Pion noir sur case noire a7 · Pion noir sur case blanche b7 · Pion noir sur case noire c7 · Pion noir sur case blanche d7 · Pion noir sur case noire e7 · Pion noir sur case blanche f7 · Pion noir sur case noire g7 · Pion noir sur case blanche h7 · Pion blanc sur case blanche b3 · Cavalier blanc sur case blanche f3 · Cavalier blanc sur case noire g3 · Pion blanc sur case noire b2 · Pion blanc sur case blanche c2 · Pion blanc sur case blanche e2 · Pion blanc sur case noire f2 · Pion blanc sur case blanche g2 · Pion blanc sur case noire h2 · Tour blanche sur case noire a1 · Fou blanc sur case noire c1 · Dame blanche sur case blanche d1 · Roi blanc sur case noire e1 · Fou blanc sur case blanche f1 · Tour blanche sur case blanche h1 | Tour noire sur case blanche a8 · Fou noir sur case blanche c8 · Dame noire sur case noire d8 · Roi noir sur case blanche e8 · Fou noir sur case noire f8 · Tour noire sur case noire h8 · Pion noir sur case noire a7 · Pion noir sur case blanche b7 · Pion noir sur case noire c7 · Pion noir sur case blanche d7 · Pion noir sur case noire e7 · Pion noir sur case blanche f7 · Pion noir sur case noire g7 · Pion noir sur case blanche h7 · Pion blanc sur case blanche b3 · Cavalier blanc sur case blanche f3 · Cavalier blanc sur case noire g3 · Pion blanc sur case noire b2 · Pion blanc sur case blanche c2 · Pion blanc sur case blanche e2 · Pion blanc sur case noire f2 · Pion blanc sur case blanche g2 · Pion blanc sur case noire h2 · Tour blanche sur case noire a1 · Fou blanc sur case noire c1 · Dame blanche sur case blanche d1 · Roi blanc sur case noire e1 · Fou blanc sur case blanche f1 · Tour blanche sur case blanche h1 | Tour noire sur case blanche a8 · Fou noir sur case blanche c8 · Dame noire sur case noire d8 · Roi noir sur case blanche e8 · Fou noir sur case noire f8 · Tour noire sur case noire h8 · Pion noir sur case noire a7 · Pion noir sur case blanche b7 · Pion noir sur case noire c7 · Pion noir sur case blanche d7 · Pion noir sur case noire e7 · Pion noir sur case blanche f7 · Pion noir sur case noire g7 · Pion noir sur case blanche h7 · Pion blanc sur case blanche b3 · Cavalier blanc sur case blanche f3 · Cavalier blanc sur case noire g3 · Pion blanc sur case noire b2 · Pion blanc sur case blanche c2 · Pion blanc sur case blanche e2 · Pion blanc sur case noire f2 · Pion blanc sur case blanche g2 · Pion blanc sur case noire h2 · Tour blanche sur case noire a1 · Fou blanc sur case noire c1 · Dame blanche sur case blanche d1 · Roi blanc sur case noire e1 · Fou blanc sur case blanche f1 · Tour blanche sur case blanche h1 | 4 |
| 3 | Tour noire sur case blanche a8 · Fou noir sur case blanche c8 · Dame noire sur case noire d8 · Roi noir sur case blanche e8 · Fou noir sur case noire f8 · Tour noire sur case noire h8 · Pion noir sur case noire a7 · Pion noir sur case blanche b7 · Pion noir sur case noire c7 · Pion noir sur case blanche d7 · Pion noir sur case noire e7 · Pion noir sur case blanche f7 · Pion noir sur case noire g7 · Pion noir sur case blanche h7 · Pion blanc sur case blanche b3 · Cavalier blanc sur case blanche f3 · Cavalier blanc sur case noire g3 · Pion blanc sur case noire b2 · Pion blanc sur case blanche c2 · Pion blanc sur case blanche e2 · Pion blanc sur case noire f2 · Pion blanc sur case blanche g2 · Pion blanc sur case noire h2 · Tour blanche sur case noire a1 · Fou blanc sur case noire c1 · Dame blanche sur case blanche d1 · Roi blanc sur case noire e1 · Fou blanc sur case blanche f1 · Tour blanche sur case blanche h1 | Tour noire sur case blanche a8 · Fou noir sur case blanche c8 · Dame noire sur case noire d8 · Roi noir sur case blanche e8 · Fou noir sur case noire f8 · Tour noire sur case noire h8 · Pion noir sur case noire a7 · Pion noir sur case blanche b7 · Pion noir sur case noire c7 · Pion noir sur case blanche d7 · Pion noir sur case noire e7 · Pion noir sur case blanche f7 · Pion noir sur case noire g7 · Pion noir sur case blanche h7 · Pion blanc sur case blanche b3 · Cavalier blanc sur case blanche f3 · Cavalier blanc sur case noire g3 · Pion blanc sur case noire b2 · Pion blanc sur case blanche c2 · Pion blanc sur case blanche e2 · Pion blanc sur case noire f2 · Pion blanc sur case blanche g2 · Pion blanc sur case noire h2 · Tour blanche sur case noire a1 · Fou blanc sur case noire c1 · Dame blanche sur case blanche d1 · Roi blanc sur case noire e1 · Fou blanc sur case blanche f1 · Tour blanche sur case blanche h1 | Tour noire sur case blanche a8 · Fou noir sur case blanche c8 · Dame noire sur case noire d8 · Roi noir sur case blanche e8 · Fou noir sur case noire f8 · Tour noire sur case noire h8 · Pion noir sur case noire a7 · Pion noir sur case blanche b7 · Pion noir sur case noire c7 · Pion noir sur case blanche d7 · Pion noir sur case noire e7 · Pion noir sur case blanche f7 · Pion noir sur case noire g7 · Pion noir sur case blanche h7 · Pion blanc sur case blanche b3 · Cavalier blanc sur case blanche f3 · Cavalier blanc sur case noire g3 · Pion blanc sur case noire b2 · Pion blanc sur case blanche c2 · Pion blanc sur case blanche e2 · Pion blanc sur case noire f2 · Pion blanc sur case blanche g2 · Pion blanc sur case noire h2 · Tour blanche sur case noire a1 · Fou blanc sur case noire c1 · Dame blanche sur case blanche d1 · Roi blanc sur case noire e1 · Fou blanc sur case blanche f1 · Tour blanche sur case blanche h1 | Tour noire sur case blanche a8 · Fou noir sur case blanche c8 · Dame noire sur case noire d8 · Roi noir sur case blanche e8 · Fou noir sur case noire f8 · Tour noire sur case noire h8 · Pion noir sur case noire a7 · Pion noir sur case blanche b7 · Pion noir sur case noire c7 · Pion noir sur case blanche d7 · Pion noir sur case noire e7 · Pion noir sur case blanche f7 · Pion noir sur case noire g7 · Pion noir sur case blanche h7 · Pion blanc sur case blanche b3 · Cavalier blanc sur case blanche f3 · Cavalier blanc sur case noire g3 · Pion blanc sur case noire b2 · Pion blanc sur case blanche c2 · Pion blanc sur case blanche e2 · Pion blanc sur case noire f2 · Pion blanc sur case blanche g2 · Pion blanc sur case noire h2 · Tour blanche sur case noire a1 · Fou blanc sur case noire c1 · Dame blanche sur case blanche d1 · Roi blanc sur case noire e1 · Fou blanc sur case blanche f1 · Tour blanche sur case blanche h1 | Tour noire sur case blanche a8 · Fou noir sur case blanche c8 · Dame noire sur case noire d8 · Roi noir sur case blanche e8 · Fou noir sur case noire f8 · Tour noire sur case noire h8 · Pion noir sur case noire a7 · Pion noir sur case blanche b7 · Pion noir sur case noire c7 · Pion noir sur case blanche d7 · Pion noir sur case noire e7 · Pion noir sur case blanche f7 · Pion noir sur case noire g7 · Pion noir sur case blanche h7 · Pion blanc sur case blanche b3 · Cavalier blanc sur case blanche f3 · Cavalier blanc sur case noire g3 · Pion blanc sur case noire b2 · Pion blanc sur case blanche c2 · Pion blanc sur case blanche e2 · Pion blanc sur case noire f2 · Pion blanc sur case blanche g2 · Pion blanc sur case noire h2 · Tour blanche sur case noire a1 · Fou blanc sur case noire c1 · Dame blanche sur case blanche d1 · Roi blanc sur case noire e1 · Fou blanc sur case blanche f1 · Tour blanche sur case blanche h1 | Tour noire sur case blanche a8 · Fou noir sur case blanche c8 · Dame noire sur case noire d8 · Roi noir sur case blanche e8 · Fou noir sur case noire f8 · Tour noire sur case noire h8 · Pion noir sur case noire a7 · Pion noir sur case blanche b7 · Pion noir sur case noire c7 · Pion noir sur case blanche d7 · Pion noir sur case noire e7 · Pion noir sur case blanche f7 · Pion noir sur case noire g7 · Pion noir sur case blanche h7 · Pion blanc sur case blanche b3 · Cavalier blanc sur case blanche f3 · Cavalier blanc sur case noire g3 · Pion blanc sur case noire b2 · Pion blanc sur case blanche c2 · Pion blanc sur case blanche e2 · Pion blanc sur case noire f2 · Pion blanc sur case blanche g2 · Pion blanc sur case noire h2 · Tour blanche sur case noire a1 · Fou blanc sur case noire c1 · Dame blanche sur case blanche d1 · Roi blanc sur case noire e1 · Fou blanc sur case blanche f1 · Tour blanche sur case blanche h1 | Tour noire sur case blanche a8 · Fou noir sur case blanche c8 · Dame noire sur case noire d8 · Roi noir sur case blanche e8 · Fou noir sur case noire f8 · Tour noire sur case noire h8 · Pion noir sur case noire a7 · Pion noir sur case blanche b7 · Pion noir sur case noire c7 · Pion noir sur case blanche d7 · Pion noir sur case noire e7 · Pion noir sur case blanche f7 · Pion noir sur case noire g7 · Pion noir sur case blanche h7 · Pion blanc sur case blanche b3 · Cavalier blanc sur case blanche f3 · Cavalier blanc sur case noire g3 · Pion blanc sur case noire b2 · Pion blanc sur case blanche c2 · Pion blanc sur case blanche e2 · Pion blanc sur case noire f2 · Pion blanc sur case blanche g2 · Pion blanc sur case noire h2 · Tour blanche sur case noire a1 · Fou blanc sur case noire c1 · Dame blanche sur case blanche d1 · Roi blanc sur case noire e1 · Fou blanc sur case blanche f1 · Tour blanche sur case blanche h1 | Tour noire sur case blanche a8 · Fou noir sur case blanche c8 · Dame noire sur case noire d8 · Roi noir sur case blanche e8 · Fou noir sur case noire f8 · Tour noire sur case noire h8 · Pion noir sur case noire a7 · Pion noir sur case blanche b7 · Pion noir sur case noire c7 · Pion noir sur case blanche d7 · Pion noir sur case noire e7 · Pion noir sur case blanche f7 · Pion noir sur case noire g7 · Pion noir sur case blanche h7 · Pion blanc sur case blanche b3 · Cavalier blanc sur case blanche f3 · Cavalier blanc sur case noire g3 · Pion blanc sur case noire b2 · Pion blanc sur case blanche c2 · Pion blanc sur case blanche e2 · Pion blanc sur case noire f2 · Pion blanc sur case blanche g2 · Pion blanc sur case noire h2 · Tour blanche sur case noire a1 · Fou blanc sur case noire c1 · Dame blanche sur case blanche d1 · Roi blanc sur case noire e1 · Fou blanc sur case blanche f1 · Tour blanche sur case blanche h1 | 3 |
| 2 | Tour noire sur case blanche a8 · Fou noir sur case blanche c8 · Dame noire sur case noire d8 · Roi noir sur case blanche e8 · Fou noir sur case noire f8 · Tour noire sur case noire h8 · Pion noir sur case noire a7 · Pion noir sur case blanche b7 · Pion noir sur case noire c7 · Pion noir sur case blanche d7 · Pion noir sur case noire e7 · Pion noir sur case blanche f7 · Pion noir sur case noire g7 · Pion noir sur case blanche h7 · Pion blanc sur case blanche b3 · Cavalier blanc sur case blanche f3 · Cavalier blanc sur case noire g3 · Pion blanc sur case noire b2 · Pion blanc sur case blanche c2 · Pion blanc sur case blanche e2 · Pion blanc sur case noire f2 · Pion blanc sur case blanche g2 · Pion blanc sur case noire h2 · Tour blanche sur case noire a1 · Fou blanc sur case noire c1 · Dame blanche sur case blanche d1 · Roi blanc sur case noire e1 · Fou blanc sur case blanche f1 · Tour blanche sur case blanche h1 | Tour noire sur case blanche a8 · Fou noir sur case blanche c8 · Dame noire sur case noire d8 · Roi noir sur case blanche e8 · Fou noir sur case noire f8 · Tour noire sur case noire h8 · Pion noir sur case noire a7 · Pion noir sur case blanche b7 · Pion noir sur case noire c7 · Pion noir sur case blanche d7 · Pion noir sur case noire e7 · Pion noir sur case blanche f7 · Pion noir sur case noire g7 · Pion noir sur case blanche h7 · Pion blanc sur case blanche b3 · Cavalier blanc sur case blanche f3 · Cavalier blanc sur case noire g3 · Pion blanc sur case noire b2 · Pion blanc sur case blanche c2 · Pion blanc sur case blanche e2 · Pion blanc sur case noire f2 · Pion blanc sur case blanche g2 · Pion blanc sur case noire h2 · Tour blanche sur case noire a1 · Fou blanc sur case noire c1 · Dame blanche sur case blanche d1 · Roi blanc sur case noire e1 · Fou blanc sur case blanche f1 · Tour blanche sur case blanche h1 | Tour noire sur case blanche a8 · Fou noir sur case blanche c8 · Dame noire sur case noire d8 · Roi noir sur case blanche e8 · Fou noir sur case noire f8 · Tour noire sur case noire h8 · Pion noir sur case noire a7 · Pion noir sur case blanche b7 · Pion noir sur case noire c7 · Pion noir sur case blanche d7 · Pion noir sur case noire e7 · Pion noir sur case blanche f7 · Pion noir sur case noire g7 · Pion noir sur case blanche h7 · Pion blanc sur case blanche b3 · Cavalier blanc sur case blanche f3 · Cavalier blanc sur case noire g3 · Pion blanc sur case noire b2 · Pion blanc sur case blanche c2 · Pion blanc sur case blanche e2 · Pion blanc sur case noire f2 · Pion blanc sur case blanche g2 · Pion blanc sur case noire h2 · Tour blanche sur case noire a1 · Fou blanc sur case noire c1 · Dame blanche sur case blanche d1 · Roi blanc sur case noire e1 · Fou blanc sur case blanche f1 · Tour blanche sur case blanche h1 | Tour noire sur case blanche a8 · Fou noir sur case blanche c8 · Dame noire sur case noire d8 · Roi noir sur case blanche e8 · Fou noir sur case noire f8 · Tour noire sur case noire h8 · Pion noir sur case noire a7 · Pion noir sur case blanche b7 · Pion noir sur case noire c7 · Pion noir sur case blanche d7 · Pion noir sur case noire e7 · Pion noir sur case blanche f7 · Pion noir sur case noire g7 · Pion noir sur case blanche h7 · Pion blanc sur case blanche b3 · Cavalier blanc sur case blanche f3 · Cavalier blanc sur case noire g3 · Pion blanc sur case noire b2 · Pion blanc sur case blanche c2 · Pion blanc sur case blanche e2 · Pion blanc sur case noire f2 · Pion blanc sur case blanche g2 · Pion blanc sur case noire h2 · Tour blanche sur case noire a1 · Fou blanc sur case noire c1 · Dame blanche sur case blanche d1 · Roi blanc sur case noire e1 · Fou blanc sur case blanche f1 · Tour blanche sur case blanche h1 | Tour noire sur case blanche a8 · Fou noir sur case blanche c8 · Dame noire sur case noire d8 · Roi noir sur case blanche e8 · Fou noir sur case noire f8 · Tour noire sur case noire h8 · Pion noir sur case noire a7 · Pion noir sur case blanche b7 · Pion noir sur case noire c7 · Pion noir sur case blanche d7 · Pion noir sur case noire e7 · Pion noir sur case blanche f7 · Pion noir sur case noire g7 · Pion noir sur case blanche h7 · Pion blanc sur case blanche b3 · Cavalier blanc sur case blanche f3 · Cavalier blanc sur case noire g3 · Pion blanc sur case noire b2 · Pion blanc sur case blanche c2 · Pion blanc sur case blanche e2 · Pion blanc sur case noire f2 · Pion blanc sur case blanche g2 · Pion blanc sur case noire h2 · Tour blanche sur case noire a1 · Fou blanc sur case noire c1 · Dame blanche sur case blanche d1 · Roi blanc sur case noire e1 · Fou blanc sur case blanche f1 · Tour blanche sur case blanche h1 | Tour noire sur case blanche a8 · Fou noir sur case blanche c8 · Dame noire sur case noire d8 · Roi noir sur case blanche e8 · Fou noir sur case noire f8 · Tour noire sur case noire h8 · Pion noir sur case noire a7 · Pion noir sur case blanche b7 · Pion noir sur case noire c7 · Pion noir sur case blanche d7 · Pion noir sur case noire e7 · Pion noir sur case blanche f7 · Pion noir sur case noire g7 · Pion noir sur case blanche h7 · Pion blanc sur case blanche b3 · Cavalier blanc sur case blanche f3 · Cavalier blanc sur case noire g3 · Pion blanc sur case noire b2 · Pion blanc sur case blanche c2 · Pion blanc sur case blanche e2 · Pion blanc sur case noire f2 · Pion blanc sur case blanche g2 · Pion blanc sur case noire h2 · Tour blanche sur case noire a1 · Fou blanc sur case noire c1 · Dame blanche sur case blanche d1 · Roi blanc sur case noire e1 · Fou blanc sur case blanche f1 · Tour blanche sur case blanche h1 | Tour noire sur case blanche a8 · Fou noir sur case blanche c8 · Dame noire sur case noire d8 · Roi noir sur case blanche e8 · Fou noir sur case noire f8 · Tour noire sur case noire h8 · Pion noir sur case noire a7 · Pion noir sur case blanche b7 · Pion noir sur case noire c7 · Pion noir sur case blanche d7 · Pion noir sur case noire e7 · Pion noir sur case blanche f7 · Pion noir sur case noire g7 · Pion noir sur case blanche h7 · Pion blanc sur case blanche b3 · Cavalier blanc sur case blanche f3 · Cavalier blanc sur case noire g3 · Pion blanc sur case noire b2 · Pion blanc sur case blanche c2 · Pion blanc sur case blanche e2 · Pion blanc sur case noire f2 · Pion blanc sur case blanche g2 · Pion blanc sur case noire h2 · Tour blanche sur case noire a1 · Fou blanc sur case noire c1 · Dame blanche sur case blanche d1 · Roi blanc sur case noire e1 · Fou blanc sur case blanche f1 · Tour blanche sur case blanche h1 | Tour noire sur case blanche a8 · Fou noir sur case blanche c8 · Dame noire sur case noire d8 · Roi noir sur case blanche e8 · Fou noir sur case noire f8 · Tour noire sur case noire h8 · Pion noir sur case noire a7 · Pion noir sur case blanche b7 · Pion noir sur case noire c7 · Pion noir sur case blanche d7 · Pion noir sur case noire e7 · Pion noir sur case blanche f7 · Pion noir sur case noire g7 · Pion noir sur case blanche h7 · Pion blanc sur case blanche b3 · Cavalier blanc sur case blanche f3 · Cavalier blanc sur case noire g3 · Pion blanc sur case noire b2 · Pion blanc sur case blanche c2 · Pion blanc sur case blanche e2 · Pion blanc sur case noire f2 · Pion blanc sur case blanche g2 · Pion blanc sur case noire h2 · Tour blanche sur case noire a1 · Fou blanc sur case noire c1 · Dame blanche sur case blanche d1 · Roi blanc sur case noire e1 · Fou blanc sur case blanche f1 · Tour blanche sur case blanche h1 | 2 |
| 1 | Tour noire sur case blanche a8 · Fou noir sur case blanche c8 · Dame noire sur case noire d8 · Roi noir sur case blanche e8 · Fou noir sur case noire f8 · Tour noire sur case noire h8 · Pion noir sur case noire a7 · Pion noir sur case blanche b7 · Pion noir sur case noire c7 · Pion noir sur case blanche d7 · Pion noir sur case noire e7 · Pion noir sur case blanche f7 · Pion noir sur case noire g7 · Pion noir sur case blanche h7 · Pion blanc sur case blanche b3 · Cavalier blanc sur case blanche f3 · Cavalier blanc sur case noire g3 · Pion blanc sur case noire b2 · Pion blanc sur case blanche c2 · Pion blanc sur case blanche e2 · Pion blanc sur case noire f2 · Pion blanc sur case blanche g2 · Pion blanc sur case noire h2 · Tour blanche sur case noire a1 · Fou blanc sur case noire c1 · Dame blanche sur case blanche d1 · Roi blanc sur case noire e1 · Fou blanc sur case blanche f1 · Tour blanche sur case blanche h1 | Tour noire sur case blanche a8 · Fou noir sur case blanche c8 · Dame noire sur case noire d8 · Roi noir sur case blanche e8 · Fou noir sur case noire f8 · Tour noire sur case noire h8 · Pion noir sur case noire a7 · Pion noir sur case blanche b7 · Pion noir sur case noire c7 · Pion noir sur case blanche d7 · Pion noir sur case noire e7 · Pion noir sur case blanche f7 · Pion noir sur case noire g7 · Pion noir sur case blanche h7 · Pion blanc sur case blanche b3 · Cavalier blanc sur case blanche f3 · Cavalier blanc sur case noire g3 · Pion blanc sur case noire b2 · Pion blanc sur case blanche c2 · Pion blanc sur case blanche e2 · Pion blanc sur case noire f2 · Pion blanc sur case blanche g2 · Pion blanc sur case noire h2 · Tour blanche sur case noire a1 · Fou blanc sur case noire c1 · Dame blanche sur case blanche d1 · Roi blanc sur case noire e1 · Fou blanc sur case blanche f1 · Tour blanche sur case blanche h1 | Tour noire sur case blanche a8 · Fou noir sur case blanche c8 · Dame noire sur case noire d8 · Roi noir sur case blanche e8 · Fou noir sur case noire f8 · Tour noire sur case noire h8 · Pion noir sur case noire a7 · Pion noir sur case blanche b7 · Pion noir sur case noire c7 · Pion noir sur case blanche d7 · Pion noir sur case noire e7 · Pion noir sur case blanche f7 · Pion noir sur case noire g7 · Pion noir sur case blanche h7 · Pion blanc sur case blanche b3 · Cavalier blanc sur case blanche f3 · Cavalier blanc sur case noire g3 · Pion blanc sur case noire b2 · Pion blanc sur case blanche c2 · Pion blanc sur case blanche e2 · Pion blanc sur case noire f2 · Pion blanc sur case blanche g2 · Pion blanc sur case noire h2 · Tour blanche sur case noire a1 · Fou blanc sur case noire c1 · Dame blanche sur case blanche d1 · Roi blanc sur case noire e1 · Fou blanc sur case blanche f1 · Tour blanche sur case blanche h1 | Tour noire sur case blanche a8 · Fou noir sur case blanche c8 · Dame noire sur case noire d8 · Roi noir sur case blanche e8 · Fou noir sur case noire f8 · Tour noire sur case noire h8 · Pion noir sur case noire a7 · Pion noir sur case blanche b7 · Pion noir sur case noire c7 · Pion noir sur case blanche d7 · Pion noir sur case noire e7 · Pion noir sur case blanche f7 · Pion noir sur case noire g7 · Pion noir sur case blanche h7 · Pion blanc sur case blanche b3 · Cavalier blanc sur case blanche f3 · Cavalier blanc sur case noire g3 · Pion blanc sur case noire b2 · Pion blanc sur case blanche c2 · Pion blanc sur case blanche e2 · Pion blanc sur case noire f2 · Pion blanc sur case blanche g2 · Pion blanc sur case noire h2 · Tour blanche sur case noire a1 · Fou blanc sur case noire c1 · Dame blanche sur case blanche d1 · Roi blanc sur case noire e1 · Fou blanc sur case blanche f1 · Tour blanche sur case blanche h1 | Tour noire sur case blanche a8 · Fou noir sur case blanche c8 · Dame noire sur case noire d8 · Roi noir sur case blanche e8 · Fou noir sur case noire f8 · Tour noire sur case noire h8 · Pion noir sur case noire a7 · Pion noir sur case blanche b7 · Pion noir sur case noire c7 · Pion noir sur case blanche d7 · Pion noir sur case noire e7 · Pion noir sur case blanche f7 · Pion noir sur case noire g7 · Pion noir sur case blanche h7 · Pion blanc sur case blanche b3 · Cavalier blanc sur case blanche f3 · Cavalier blanc sur case noire g3 · Pion blanc sur case noire b2 · Pion blanc sur case blanche c2 · Pion blanc sur case blanche e2 · Pion blanc sur case noire f2 · Pion blanc sur case blanche g2 · Pion blanc sur case noire h2 · Tour blanche sur case noire a1 · Fou blanc sur case noire c1 · Dame blanche sur case blanche d1 · Roi blanc sur case noire e1 · Fou blanc sur case blanche f1 · Tour blanche sur case blanche h1 | Tour noire sur case blanche a8 · Fou noir sur case blanche c8 · Dame noire sur case noire d8 · Roi noir sur case blanche e8 · Fou noir sur case noire f8 · Tour noire sur case noire h8 · Pion noir sur case noire a7 · Pion noir sur case blanche b7 · Pion noir sur case noire c7 · Pion noir sur case blanche d7 · Pion noir sur case noire e7 · Pion noir sur case blanche f7 · Pion noir sur case noire g7 · Pion noir sur case blanche h7 · Pion blanc sur case blanche b3 · Cavalier blanc sur case blanche f3 · Cavalier blanc sur case noire g3 · Pion blanc sur case noire b2 · Pion blanc sur case blanche c2 · Pion blanc sur case blanche e2 · Pion blanc sur case noire f2 · Pion blanc sur case blanche g2 · Pion blanc sur case noire h2 · Tour blanche sur case noire a1 · Fou blanc sur case noire c1 · Dame blanche sur case blanche d1 · Roi blanc sur case noire e1 · Fou blanc sur case blanche f1 · Tour blanche sur case blanche h1 | Tour noire sur case blanche a8 · Fou noir sur case blanche c8 · Dame noire sur case noire d8 · Roi noir sur case blanche e8 · Fou noir sur case noire f8 · Tour noire sur case noire h8 · Pion noir sur case noire a7 · Pion noir sur case blanche b7 · Pion noir sur case noire c7 · Pion noir sur case blanche d7 · Pion noir sur case noire e7 · Pion noir sur case blanche f7 · Pion noir sur case noire g7 · Pion noir sur case blanche h7 · Pion blanc sur case blanche b3 · Cavalier blanc sur case blanche f3 · Cavalier blanc sur case noire g3 · Pion blanc sur case noire b2 · Pion blanc sur case blanche c2 · Pion blanc sur case blanche e2 · Pion blanc sur case noire f2 · Pion blanc sur case blanche g2 · Pion blanc sur case noire h2 · Tour blanche sur case noire a1 · Fou blanc sur case noire c1 · Dame blanche sur case blanche d1 · Roi blanc sur case noire e1 · Fou blanc sur case blanche f1 · Tour blanche sur case blanche h1 | Tour noire sur case blanche a8 · Fou noir sur case blanche c8 · Dame noire sur case noire d8 · Roi noir sur case blanche e8 · Fou noir sur case noire f8 · Tour noire sur case noire h8 · Pion noir sur case noire a7 · Pion noir sur case blanche b7 · Pion noir sur case noire c7 · Pion noir sur case blanche d7 · Pion noir sur case noire e7 · Pion noir sur case blanche f7 · Pion noir sur case noire g7 · Pion noir sur case blanche h7 · Pion blanc sur case blanche b3 · Cavalier blanc sur case blanche f3 · Cavalier blanc sur case noire g3 · Pion blanc sur case noire b2 · Pion blanc sur case blanche c2 · Pion blanc sur case blanche e2 · Pion blanc sur case noire f2 · Pion blanc sur case blanche g2 · Pion blanc sur case noire h2 · Tour blanche sur case noire a1 · Fou blanc sur case noire c1 · Dame blanche sur case blanche d1 · Roi blanc sur case noire e1 · Fou blanc sur case blanche f1 · Tour blanche sur case blanche h1 | 1 |
|   | a | b | c | d | e | f | g | h |   |

Le pion pourrait venir de a2, il aurait alors pris un cavalier noir en b3 ; en revanche il ne peut venir de d2 car au cours d'un déplacement un pion avance toujours d'une ligne. Si le pion de b3 venait de d2, il aurait changé 2 fois de colonne : il aurait donc effectué 2 déplacements ce qui l'aurait amené à avancer de 2 lignes et non d'une seule. Le pion b3 vient donc bien de a2.

### Restrictions au mouvement des fous
|   | a | b | c | d | e | f | g | h |   |
| 8 | Roi noir sur case blanche c8 · Fou blanc sur case blanche g6 · Fou blanc sur case blanche c4 · Roi blanc sur case noire e1 | Roi noir sur case blanche c8 · Fou blanc sur case blanche g6 · Fou blanc sur case blanche c4 · Roi blanc sur case noire e1 | Roi noir sur case blanche c8 · Fou blanc sur case blanche g6 · Fou blanc sur case blanche c4 · Roi blanc sur case noire e1 | Roi noir sur case blanche c8 · Fou blanc sur case blanche g6 · Fou blanc sur case blanche c4 · Roi blanc sur case noire e1 | Roi noir sur case blanche c8 · Fou blanc sur case blanche g6 · Fou blanc sur case blanche c4 · Roi blanc sur case noire e1 | Roi noir sur case blanche c8 · Fou blanc sur case blanche g6 · Fou blanc sur case blanche c4 · Roi blanc sur case noire e1 | Roi noir sur case blanche c8 · Fou blanc sur case blanche g6 · Fou blanc sur case blanche c4 · Roi blanc sur case noire e1 | Roi noir sur case blanche c8 · Fou blanc sur case blanche g6 · Fou blanc sur case blanche c4 · Roi blanc sur case noire e1 | 8 |
| 7 | Roi noir sur case blanche c8 · Fou blanc sur case blanche g6 · Fou blanc sur case blanche c4 · Roi blanc sur case noire e1 | Roi noir sur case blanche c8 · Fou blanc sur case blanche g6 · Fou blanc sur case blanche c4 · Roi blanc sur case noire e1 | Roi noir sur case blanche c8 · Fou blanc sur case blanche g6 · Fou blanc sur case blanche c4 · Roi blanc sur case noire e1 | Roi noir sur case blanche c8 · Fou blanc sur case blanche g6 · Fou blanc sur case blanche c4 · Roi blanc sur case noire e1 | Roi noir sur case blanche c8 · Fou blanc sur case blanche g6 · Fou blanc sur case blanche c4 · Roi blanc sur case noire e1 | Roi noir sur case blanche c8 · Fou blanc sur case blanche g6 · Fou blanc sur case blanche c4 · Roi blanc sur case noire e1 | Roi noir sur case blanche c8 · Fou blanc sur case blanche g6 · Fou blanc sur case blanche c4 · Roi blanc sur case noire e1 | Roi noir sur case blanche c8 · Fou blanc sur case blanche g6 · Fou blanc sur case blanche c4 · Roi blanc sur case noire e1 | 7 |
| 6 | Roi noir sur case blanche c8 · Fou blanc sur case blanche g6 · Fou blanc sur case blanche c4 · Roi blanc sur case noire e1 | Roi noir sur case blanche c8 · Fou blanc sur case blanche g6 · Fou blanc sur case blanche c4 · Roi blanc sur case noire e1 | Roi noir sur case blanche c8 · Fou blanc sur case blanche g6 · Fou blanc sur case blanche c4 · Roi blanc sur case noire e1 | Roi noir sur case blanche c8 · Fou blanc sur case blanche g6 · Fou blanc sur case blanche c4 · Roi blanc sur case noire e1 | Roi noir sur case blanche c8 · Fou blanc sur case blanche g6 · Fou blanc sur case blanche c4 · Roi blanc sur case noire e1 | Roi noir sur case blanche c8 · Fou blanc sur case blanche g6 · Fou blanc sur case blanche c4 · Roi blanc sur case noire e1 | Roi noir sur case blanche c8 · Fou blanc sur case blanche g6 · Fou blanc sur case blanche c4 · Roi blanc sur case noire e1 | Roi noir sur case blanche c8 · Fou blanc sur case blanche g6 · Fou blanc sur case blanche c4 · Roi blanc sur case noire e1 | 6 |
| 5 | Roi noir sur case blanche c8 · Fou blanc sur case blanche g6 · Fou blanc sur case blanche c4 · Roi blanc sur case noire e1 | Roi noir sur case blanche c8 · Fou blanc sur case blanche g6 · Fou blanc sur case blanche c4 · Roi blanc sur case noire e1 | Roi noir sur case blanche c8 · Fou blanc sur case blanche g6 · Fou blanc sur case blanche c4 · Roi blanc sur case noire e1 | Roi noir sur case blanche c8 · Fou blanc sur case blanche g6 · Fou blanc sur case blanche c4 · Roi blanc sur case noire e1 | Roi noir sur case blanche c8 · Fou blanc sur case blanche g6 · Fou blanc sur case blanche c4 · Roi blanc sur case noire e1 | Roi noir sur case blanche c8 · Fou blanc sur case blanche g6 · Fou blanc sur case blanche c4 · Roi blanc sur case noire e1 | Roi noir sur case blanche c8 · Fou blanc sur case blanche g6 · Fou blanc sur case blanche c4 · Roi blanc sur case noire e1 | Roi noir sur case blanche c8 · Fou blanc sur case blanche g6 · Fou blanc sur case blanche c4 · Roi blanc sur case noire e1 | 5 |
| 4 | Roi noir sur case blanche c8 · Fou blanc sur case blanche g6 · Fou blanc sur case blanche c4 · Roi blanc sur case noire e1 | Roi noir sur case blanche c8 · Fou blanc sur case blanche g6 · Fou blanc sur case blanche c4 · Roi blanc sur case noire e1 | Roi noir sur case blanche c8 · Fou blanc sur case blanche g6 · Fou blanc sur case blanche c4 · Roi blanc sur case noire e1 | Roi noir sur case blanche c8 · Fou blanc sur case blanche g6 · Fou blanc sur case blanche c4 · Roi blanc sur case noire e1 | Roi noir sur case blanche c8 · Fou blanc sur case blanche g6 · Fou blanc sur case blanche c4 · Roi blanc sur case noire e1 | Roi noir sur case blanche c8 · Fou blanc sur case blanche g6 · Fou blanc sur case blanche c4 · Roi blanc sur case noire e1 | Roi noir sur case blanche c8 · Fou blanc sur case blanche g6 · Fou blanc sur case blanche c4 · Roi blanc sur case noire e1 | Roi noir sur case blanche c8 · Fou blanc sur case blanche g6 · Fou blanc sur case blanche c4 · Roi blanc sur case noire e1 | 4 |
| 3 | Roi noir sur case blanche c8 · Fou blanc sur case blanche g6 · Fou blanc sur case blanche c4 · Roi blanc sur case noire e1 | Roi noir sur case blanche c8 · Fou blanc sur case blanche g6 · Fou blanc sur case blanche c4 · Roi blanc sur case noire e1 | Roi noir sur case blanche c8 · Fou blanc sur case blanche g6 · Fou blanc sur case blanche c4 · Roi blanc sur case noire e1 | Roi noir sur case blanche c8 · Fou blanc sur case blanche g6 · Fou blanc sur case blanche c4 · Roi blanc sur case noire e1 | Roi noir sur case blanche c8 · Fou blanc sur case blanche g6 · Fou blanc sur case blanche c4 · Roi blanc sur case noire e1 | Roi noir sur case blanche c8 · Fou blanc sur case blanche g6 · Fou blanc sur case blanche c4 · Roi blanc sur case noire e1 | Roi noir sur case blanche c8 · Fou blanc sur case blanche g6 · Fou blanc sur case blanche c4 · Roi blanc sur case noire e1 | Roi noir sur case blanche c8 · Fou blanc sur case blanche g6 · Fou blanc sur case blanche c4 · Roi blanc sur case noire e1 | 3 |
| 2 | Roi noir sur case blanche c8 · Fou blanc sur case blanche g6 · Fou blanc sur case blanche c4 · Roi blanc sur case noire e1 | Roi noir sur case blanche c8 · Fou blanc sur case blanche g6 · Fou blanc sur case blanche c4 · Roi blanc sur case noire e1 | Roi noir sur case blanche c8 · Fou blanc sur case blanche g6 · Fou blanc sur case blanche c4 · Roi blanc sur case noire e1 | Roi noir sur case blanche c8 · Fou blanc sur case blanche g6 · Fou blanc sur case blanche c4 · Roi blanc sur case noire e1 | Roi noir sur case blanche c8 · Fou blanc sur case blanche g6 · Fou blanc sur case blanche c4 · Roi blanc sur case noire e1 | Roi noir sur case blanche c8 · Fou blanc sur case blanche g6 · Fou blanc sur case blanche c4 · Roi blanc sur case noire e1 | Roi noir sur case blanche c8 · Fou blanc sur case blanche g6 · Fou blanc sur case blanche c4 · Roi blanc sur case noire e1 | Roi noir sur case blanche c8 · Fou blanc sur case blanche g6 · Fou blanc sur case blanche c4 · Roi blanc sur case noire e1 | 2 |
| 1 | Roi noir sur case blanche c8 · Fou blanc sur case blanche g6 · Fou blanc sur case blanche c4 · Roi blanc sur case noire e1 | Roi noir sur case blanche c8 · Fou blanc sur case blanche g6 · Fou blanc sur case blanche c4 · Roi blanc sur case noire e1 | Roi noir sur case blanche c8 · Fou blanc sur case blanche g6 · Fou blanc sur case blanche c4 · Roi blanc sur case noire e1 | Roi noir sur case blanche c8 · Fou blanc sur case blanche g6 · Fou blanc sur case blanche c4 · Roi blanc sur case noire e1 | Roi noir sur case blanche c8 · Fou blanc sur case blanche g6 · Fou blanc sur case blanche c4 · Roi blanc sur case noire e1 | Roi noir sur case blanche c8 · Fou blanc sur case blanche g6 · Fou blanc sur case blanche c4 · Roi blanc sur case noire e1 | Roi noir sur case blanche c8 · Fou blanc sur case blanche g6 · Fou blanc sur case blanche c4 · Roi blanc sur case noire e1 | Roi noir sur case blanche c8 · Fou blanc sur case blanche g6 · Fou blanc sur case blanche c4 · Roi blanc sur case noire e1 | 1 |
|   | a | b | c | d | e | f | g | h |   |

Sauf capture, le fou ne peut quitter sa case de départ qu'après le mouvement d'un des pions le bloquant. De plus un fou ne peut se déplacer que sur des cases ayant la couleur de sa case de départ.
Il y a deux fous blancs sur des cases blanches. L'un d'eux au moins est donc issu d'une sous-promotion en fou. Il y a donc bien déjà eu une promotion au cours de la partie.
|   | a | b | c | d | e | f | g | h |   |
| 8 | Roi noir sur case blanche c8 · Fou blanc sur case blanche g8 · Pion blanc sur case blanche e2 · Pion blanc sur case blanche g2 · Roi blanc sur case noire e1 | Roi noir sur case blanche c8 · Fou blanc sur case blanche g8 · Pion blanc sur case blanche e2 · Pion blanc sur case blanche g2 · Roi blanc sur case noire e1 | Roi noir sur case blanche c8 · Fou blanc sur case blanche g8 · Pion blanc sur case blanche e2 · Pion blanc sur case blanche g2 · Roi blanc sur case noire e1 | Roi noir sur case blanche c8 · Fou blanc sur case blanche g8 · Pion blanc sur case blanche e2 · Pion blanc sur case blanche g2 · Roi blanc sur case noire e1 | Roi noir sur case blanche c8 · Fou blanc sur case blanche g8 · Pion blanc sur case blanche e2 · Pion blanc sur case blanche g2 · Roi blanc sur case noire e1 | Roi noir sur case blanche c8 · Fou blanc sur case blanche g8 · Pion blanc sur case blanche e2 · Pion blanc sur case blanche g2 · Roi blanc sur case noire e1 | Roi noir sur case blanche c8 · Fou blanc sur case blanche g8 · Pion blanc sur case blanche e2 · Pion blanc sur case blanche g2 · Roi blanc sur case noire e1 | Roi noir sur case blanche c8 · Fou blanc sur case blanche g8 · Pion blanc sur case blanche e2 · Pion blanc sur case blanche g2 · Roi blanc sur case noire e1 | 8 |
| 7 | Roi noir sur case blanche c8 · Fou blanc sur case blanche g8 · Pion blanc sur case blanche e2 · Pion blanc sur case blanche g2 · Roi blanc sur case noire e1 | Roi noir sur case blanche c8 · Fou blanc sur case blanche g8 · Pion blanc sur case blanche e2 · Pion blanc sur case blanche g2 · Roi blanc sur case noire e1 | Roi noir sur case blanche c8 · Fou blanc sur case blanche g8 · Pion blanc sur case blanche e2 · Pion blanc sur case blanche g2 · Roi blanc sur case noire e1 | Roi noir sur case blanche c8 · Fou blanc sur case blanche g8 · Pion blanc sur case blanche e2 · Pion blanc sur case blanche g2 · Roi blanc sur case noire e1 | Roi noir sur case blanche c8 · Fou blanc sur case blanche g8 · Pion blanc sur case blanche e2 · Pion blanc sur case blanche g2 · Roi blanc sur case noire e1 | Roi noir sur case blanche c8 · Fou blanc sur case blanche g8 · Pion blanc sur case blanche e2 · Pion blanc sur case blanche g2 · Roi blanc sur case noire e1 | Roi noir sur case blanche c8 · Fou blanc sur case blanche g8 · Pion blanc sur case blanche e2 · Pion blanc sur case blanche g2 · Roi blanc sur case noire e1 | Roi noir sur case blanche c8 · Fou blanc sur case blanche g8 · Pion blanc sur case blanche e2 · Pion blanc sur case blanche g2 · Roi blanc sur case noire e1 | 7 |
| 6 | Roi noir sur case blanche c8 · Fou blanc sur case blanche g8 · Pion blanc sur case blanche e2 · Pion blanc sur case blanche g2 · Roi blanc sur case noire e1 | Roi noir sur case blanche c8 · Fou blanc sur case blanche g8 · Pion blanc sur case blanche e2 · Pion blanc sur case blanche g2 · Roi blanc sur case noire e1 | Roi noir sur case blanche c8 · Fou blanc sur case blanche g8 · Pion blanc sur case blanche e2 · Pion blanc sur case blanche g2 · Roi blanc sur case noire e1 | Roi noir sur case blanche c8 · Fou blanc sur case blanche g8 · Pion blanc sur case blanche e2 · Pion blanc sur case blanche g2 · Roi blanc sur case noire e1 | Roi noir sur case blanche c8 · Fou blanc sur case blanche g8 · Pion blanc sur case blanche e2 · Pion blanc sur case blanche g2 · Roi blanc sur case noire e1 | Roi noir sur case blanche c8 · Fou blanc sur case blanche g8 · Pion blanc sur case blanche e2 · Pion blanc sur case blanche g2 · Roi blanc sur case noire e1 | Roi noir sur case blanche c8 · Fou blanc sur case blanche g8 · Pion blanc sur case blanche e2 · Pion blanc sur case blanche g2 · Roi blanc sur case noire e1 | Roi noir sur case blanche c8 · Fou blanc sur case blanche g8 · Pion blanc sur case blanche e2 · Pion blanc sur case blanche g2 · Roi blanc sur case noire e1 | 6 |
| 5 | Roi noir sur case blanche c8 · Fou blanc sur case blanche g8 · Pion blanc sur case blanche e2 · Pion blanc sur case blanche g2 · Roi blanc sur case noire e1 | Roi noir sur case blanche c8 · Fou blanc sur case blanche g8 · Pion blanc sur case blanche e2 · Pion blanc sur case blanche g2 · Roi blanc sur case noire e1 | Roi noir sur case blanche c8 · Fou blanc sur case blanche g8 · Pion blanc sur case blanche e2 · Pion blanc sur case blanche g2 · Roi blanc sur case noire e1 | Roi noir sur case blanche c8 · Fou blanc sur case blanche g8 · Pion blanc sur case blanche e2 · Pion blanc sur case blanche g2 · Roi blanc sur case noire e1 | Roi noir sur case blanche c8 · Fou blanc sur case blanche g8 · Pion blanc sur case blanche e2 · Pion blanc sur case blanche g2 · Roi blanc sur case noire e1 | Roi noir sur case blanche c8 · Fou blanc sur case blanche g8 · Pion blanc sur case blanche e2 · Pion blanc sur case blanche g2 · Roi blanc sur case noire e1 | Roi noir sur case blanche c8 · Fou blanc sur case blanche g8 · Pion blanc sur case blanche e2 · Pion blanc sur case blanche g2 · Roi blanc sur case noire e1 | Roi noir sur case blanche c8 · Fou blanc sur case blanche g8 · Pion blanc sur case blanche e2 · Pion blanc sur case blanche g2 · Roi blanc sur case noire e1 | 5 |
| 4 | Roi noir sur case blanche c8 · Fou blanc sur case blanche g8 · Pion blanc sur case blanche e2 · Pion blanc sur case blanche g2 · Roi blanc sur case noire e1 | Roi noir sur case blanche c8 · Fou blanc sur case blanche g8 · Pion blanc sur case blanche e2 · Pion blanc sur case blanche g2 · Roi blanc sur case noire e1 | Roi noir sur case blanche c8 · Fou blanc sur case blanche g8 · Pion blanc sur case blanche e2 · Pion blanc sur case blanche g2 · Roi blanc sur case noire e1 | Roi noir sur case blanche c8 · Fou blanc sur case blanche g8 · Pion blanc sur case blanche e2 · Pion blanc sur case blanche g2 · Roi blanc sur case noire e1 | Roi noir sur case blanche c8 · Fou blanc sur case blanche g8 · Pion blanc sur case blanche e2 · Pion blanc sur case blanche g2 · Roi blanc sur case noire e1 | Roi noir sur case blanche c8 · Fou blanc sur case blanche g8 · Pion blanc sur case blanche e2 · Pion blanc sur case blanche g2 · Roi blanc sur case noire e1 | Roi noir sur case blanche c8 · Fou blanc sur case blanche g8 · Pion blanc sur case blanche e2 · Pion blanc sur case blanche g2 · Roi blanc sur case noire e1 | Roi noir sur case blanche c8 · Fou blanc sur case blanche g8 · Pion blanc sur case blanche e2 · Pion blanc sur case blanche g2 · Roi blanc sur case noire e1 | 4 |
| 3 | Roi noir sur case blanche c8 · Fou blanc sur case blanche g8 · Pion blanc sur case blanche e2 · Pion blanc sur case blanche g2 · Roi blanc sur case noire e1 | Roi noir sur case blanche c8 · Fou blanc sur case blanche g8 · Pion blanc sur case blanche e2 · Pion blanc sur case blanche g2 · Roi blanc sur case noire e1 | Roi noir sur case blanche c8 · Fou blanc sur case blanche g8 · Pion blanc sur case blanche e2 · Pion blanc sur case blanche g2 · Roi blanc sur case noire e1 | Roi noir sur case blanche c8 · Fou blanc sur case blanche g8 · Pion blanc sur case blanche e2 · Pion blanc sur case blanche g2 · Roi blanc sur case noire e1 | Roi noir sur case blanche c8 · Fou blanc sur case blanche g8 · Pion blanc sur case blanche e2 · Pion blanc sur case blanche g2 · Roi blanc sur case noire e1 | Roi noir sur case blanche c8 · Fou blanc sur case blanche g8 · Pion blanc sur case blanche e2 · Pion blanc sur case blanche g2 · Roi blanc sur case noire e1 | Roi noir sur case blanche c8 · Fou blanc sur case blanche g8 · Pion blanc sur case blanche e2 · Pion blanc sur case blanche g2 · Roi blanc sur case noire e1 | Roi noir sur case blanche c8 · Fou blanc sur case blanche g8 · Pion blanc sur case blanche e2 · Pion blanc sur case blanche g2 · Roi blanc sur case noire e1 | 3 |
| 2 | Roi noir sur case blanche c8 · Fou blanc sur case blanche g8 · Pion blanc sur case blanche e2 · Pion blanc sur case blanche g2 · Roi blanc sur case noire e1 | Roi noir sur case blanche c8 · Fou blanc sur case blanche g8 · Pion blanc sur case blanche e2 · Pion blanc sur case blanche g2 · Roi blanc sur case noire e1 | Roi noir sur case blanche c8 · Fou blanc sur case blanche g8 · Pion blanc sur case blanche e2 · Pion blanc sur case blanche g2 · Roi blanc sur case noire e1 | Roi noir sur case blanche c8 · Fou blanc sur case blanche g8 · Pion blanc sur case blanche e2 · Pion blanc sur case blanche g2 · Roi blanc sur case noire e1 | Roi noir sur case blanche c8 · Fou blanc sur case blanche g8 · Pion blanc sur case blanche e2 · Pion blanc sur case blanche g2 · Roi blanc sur case noire e1 | Roi noir sur case blanche c8 · Fou blanc sur case blanche g8 · Pion blanc sur case blanche e2 · Pion blanc sur case blanche g2 · Roi blanc sur case noire e1 | Roi noir sur case blanche c8 · Fou blanc sur case blanche g8 · Pion blanc sur case blanche e2 · Pion blanc sur case blanche g2 · Roi blanc sur case noire e1 | Roi noir sur case blanche c8 · Fou blanc sur case blanche g8 · Pion blanc sur case blanche e2 · Pion blanc sur case blanche g2 · Roi blanc sur case noire e1 | 2 |
| 1 | Roi noir sur case blanche c8 · Fou blanc sur case blanche g8 · Pion blanc sur case blanche e2 · Pion blanc sur case blanche g2 · Roi blanc sur case noire e1 | Roi noir sur case blanche c8 · Fou blanc sur case blanche g8 · Pion blanc sur case blanche e2 · Pion blanc sur case blanche g2 · Roi blanc sur case noire e1 | Roi noir sur case blanche c8 · Fou blanc sur case blanche g8 · Pion blanc sur case blanche e2 · Pion blanc sur case blanche g2 · Roi blanc sur case noire e1 | Roi noir sur case blanche c8 · Fou blanc sur case blanche g8 · Pion blanc sur case blanche e2 · Pion blanc sur case blanche g2 · Roi blanc sur case noire e1 | Roi noir sur case blanche c8 · Fou blanc sur case blanche g8 · Pion blanc sur case blanche e2 · Pion blanc sur case blanche g2 · Roi blanc sur case noire e1 | Roi noir sur case blanche c8 · Fou blanc sur case blanche g8 · Pion blanc sur case blanche e2 · Pion blanc sur case blanche g2 · Roi blanc sur case noire e1 | Roi noir sur case blanche c8 · Fou blanc sur case blanche g8 · Pion blanc sur case blanche e2 · Pion blanc sur case blanche g2 · Roi blanc sur case noire e1 | Roi noir sur case blanche c8 · Fou blanc sur case blanche g8 · Pion blanc sur case blanche e2 · Pion blanc sur case blanche g2 · Roi blanc sur case noire e1 | 1 |
|   | a | b | c | d | e | f | g | h |   |

Il y a un fou blanc sur une case blanche mais celui-ci ne peut venir de la position initiale du fou de cases blanches en f1 car les pions blancs en e2 et g2 n'ont pas bougé et en auraient bloqué le déplacement. Le fou initialement en f1 a donc été capturé par les Noirs et celui en g8 est issu d'une sous-promotion. Il y a donc bien eu une promotion au cours de la partie.

### Parité
Trait aux Noirs. 

Indiquer un coup que les Noirs ont joué.
|   | a | b | c | d | e | f | g | h |   |
| 8 | Tour noire sur case blanche a8 · Cavalier noir sur case noire b8 · Fou noir sur case blanche c8 · Dame noire sur case noire d8 · Roi noir sur case blanche e8 · Fou noir sur case noire f8 · Cavalier noir sur case blanche g8 · Tour noire sur case noire h8 · Pion noir sur case noire a7 · Pion noir sur case blanche b7 · Pion noir sur case noire c7 · Pion noir sur case blanche d7 · Pion noir sur case noire e7 · Pion noir sur case blanche f7 · Pion noir sur case noire g7 · Pion noir sur case blanche h7 · Pion blanc sur case blanche a2 · Pion blanc sur case noire b2 · Pion blanc sur case blanche c2 · Pion blanc sur case noire d2 · Pion blanc sur case blanche e2 · Pion blanc sur case noire f2 · Pion blanc sur case blanche g2 · Pion blanc sur case noire h2 · Tour blanche sur case noire a1 · Cavalier blanc sur case blanche b1 · Fou blanc sur case noire c1 · Dame blanche sur case blanche d1 · Roi blanc sur case noire e1 · Fou blanc sur case blanche f1 · Cavalier blanc sur case noire g1 | Tour noire sur case blanche a8 · Cavalier noir sur case noire b8 · Fou noir sur case blanche c8 · Dame noire sur case noire d8 · Roi noir sur case blanche e8 · Fou noir sur case noire f8 · Cavalier noir sur case blanche g8 · Tour noire sur case noire h8 · Pion noir sur case noire a7 · Pion noir sur case blanche b7 · Pion noir sur case noire c7 · Pion noir sur case blanche d7 · Pion noir sur case noire e7 · Pion noir sur case blanche f7 · Pion noir sur case noire g7 · Pion noir sur case blanche h7 · Pion blanc sur case blanche a2 · Pion blanc sur case noire b2 · Pion blanc sur case blanche c2 · Pion blanc sur case noire d2 · Pion blanc sur case blanche e2 · Pion blanc sur case noire f2 · Pion blanc sur case blanche g2 · Pion blanc sur case noire h2 · Tour blanche sur case noire a1 · Cavalier blanc sur case blanche b1 · Fou blanc sur case noire c1 · Dame blanche sur case blanche d1 · Roi blanc sur case noire e1 · Fou blanc sur case blanche f1 · Cavalier blanc sur case noire g1 | Tour noire sur case blanche a8 · Cavalier noir sur case noire b8 · Fou noir sur case blanche c8 · Dame noire sur case noire d8 · Roi noir sur case blanche e8 · Fou noir sur case noire f8 · Cavalier noir sur case blanche g8 · Tour noire sur case noire h8 · Pion noir sur case noire a7 · Pion noir sur case blanche b7 · Pion noir sur case noire c7 · Pion noir sur case blanche d7 · Pion noir sur case noire e7 · Pion noir sur case blanche f7 · Pion noir sur case noire g7 · Pion noir sur case blanche h7 · Pion blanc sur case blanche a2 · Pion blanc sur case noire b2 · Pion blanc sur case blanche c2 · Pion blanc sur case noire d2 · Pion blanc sur case blanche e2 · Pion blanc sur case noire f2 · Pion blanc sur case blanche g2 · Pion blanc sur case noire h2 · Tour blanche sur case noire a1 · Cavalier blanc sur case blanche b1 · Fou blanc sur case noire c1 · Dame blanche sur case blanche d1 · Roi blanc sur case noire e1 · Fou blanc sur case blanche f1 · Cavalier blanc sur case noire g1 | Tour noire sur case blanche a8 · Cavalier noir sur case noire b8 · Fou noir sur case blanche c8 · Dame noire sur case noire d8 · Roi noir sur case blanche e8 · Fou noir sur case noire f8 · Cavalier noir sur case blanche g8 · Tour noire sur case noire h8 · Pion noir sur case noire a7 · Pion noir sur case blanche b7 · Pion noir sur case noire c7 · Pion noir sur case blanche d7 · Pion noir sur case noire e7 · Pion noir sur case blanche f7 · Pion noir sur case noire g7 · Pion noir sur case blanche h7 · Pion blanc sur case blanche a2 · Pion blanc sur case noire b2 · Pion blanc sur case blanche c2 · Pion blanc sur case noire d2 · Pion blanc sur case blanche e2 · Pion blanc sur case noire f2 · Pion blanc sur case blanche g2 · Pion blanc sur case noire h2 · Tour blanche sur case noire a1 · Cavalier blanc sur case blanche b1 · Fou blanc sur case noire c1 · Dame blanche sur case blanche d1 · Roi blanc sur case noire e1 · Fou blanc sur case blanche f1 · Cavalier blanc sur case noire g1 | Tour noire sur case blanche a8 · Cavalier noir sur case noire b8 · Fou noir sur case blanche c8 · Dame noire sur case noire d8 · Roi noir sur case blanche e8 · Fou noir sur case noire f8 · Cavalier noir sur case blanche g8 · Tour noire sur case noire h8 · Pion noir sur case noire a7 · Pion noir sur case blanche b7 · Pion noir sur case noire c7 · Pion noir sur case blanche d7 · Pion noir sur case noire e7 · Pion noir sur case blanche f7 · Pion noir sur case noire g7 · Pion noir sur case blanche h7 · Pion blanc sur case blanche a2 · Pion blanc sur case noire b2 · Pion blanc sur case blanche c2 · Pion blanc sur case noire d2 · Pion blanc sur case blanche e2 · Pion blanc sur case noire f2 · Pion blanc sur case blanche g2 · Pion blanc sur case noire h2 · Tour blanche sur case noire a1 · Cavalier blanc sur case blanche b1 · Fou blanc sur case noire c1 · Dame blanche sur case blanche d1 · Roi blanc sur case noire e1 · Fou blanc sur case blanche f1 · Cavalier blanc sur case noire g1 | Tour noire sur case blanche a8 · Cavalier noir sur case noire b8 · Fou noir sur case blanche c8 · Dame noire sur case noire d8 · Roi noir sur case blanche e8 · Fou noir sur case noire f8 · Cavalier noir sur case blanche g8 · Tour noire sur case noire h8 · Pion noir sur case noire a7 · Pion noir sur case blanche b7 · Pion noir sur case noire c7 · Pion noir sur case blanche d7 · Pion noir sur case noire e7 · Pion noir sur case blanche f7 · Pion noir sur case noire g7 · Pion noir sur case blanche h7 · Pion blanc sur case blanche a2 · Pion blanc sur case noire b2 · Pion blanc sur case blanche c2 · Pion blanc sur case noire d2 · Pion blanc sur case blanche e2 · Pion blanc sur case noire f2 · Pion blanc sur case blanche g2 · Pion blanc sur case noire h2 · Tour blanche sur case noire a1 · Cavalier blanc sur case blanche b1 · Fou blanc sur case noire c1 · Dame blanche sur case blanche d1 · Roi blanc sur case noire e1 · Fou blanc sur case blanche f1 · Cavalier blanc sur case noire g1 | Tour noire sur case blanche a8 · Cavalier noir sur case noire b8 · Fou noir sur case blanche c8 · Dame noire sur case noire d8 · Roi noir sur case blanche e8 · Fou noir sur case noire f8 · Cavalier noir sur case blanche g8 · Tour noire sur case noire h8 · Pion noir sur case noire a7 · Pion noir sur case blanche b7 · Pion noir sur case noire c7 · Pion noir sur case blanche d7 · Pion noir sur case noire e7 · Pion noir sur case blanche f7 · Pion noir sur case noire g7 · Pion noir sur case blanche h7 · Pion blanc sur case blanche a2 · Pion blanc sur case noire b2 · Pion blanc sur case blanche c2 · Pion blanc sur case noire d2 · Pion blanc sur case blanche e2 · Pion blanc sur case noire f2 · Pion blanc sur case blanche g2 · Pion blanc sur case noire h2 · Tour blanche sur case noire a1 · Cavalier blanc sur case blanche b1 · Fou blanc sur case noire c1 · Dame blanche sur case blanche d1 · Roi blanc sur case noire e1 · Fou blanc sur case blanche f1 · Cavalier blanc sur case noire g1 | Tour noire sur case blanche a8 · Cavalier noir sur case noire b8 · Fou noir sur case blanche c8 · Dame noire sur case noire d8 · Roi noir sur case blanche e8 · Fou noir sur case noire f8 · Cavalier noir sur case blanche g8 · Tour noire sur case noire h8 · Pion noir sur case noire a7 · Pion noir sur case blanche b7 · Pion noir sur case noire c7 · Pion noir sur case blanche d7 · Pion noir sur case noire e7 · Pion noir sur case blanche f7 · Pion noir sur case noire g7 · Pion noir sur case blanche h7 · Pion blanc sur case blanche a2 · Pion blanc sur case noire b2 · Pion blanc sur case blanche c2 · Pion blanc sur case noire d2 · Pion blanc sur case blanche e2 · Pion blanc sur case noire f2 · Pion blanc sur case blanche g2 · Pion blanc sur case noire h2 · Tour blanche sur case noire a1 · Cavalier blanc sur case blanche b1 · Fou blanc sur case noire c1 · Dame blanche sur case blanche d1 · Roi blanc sur case noire e1 · Fou blanc sur case blanche f1 · Cavalier blanc sur case noire g1 | 8 |
| 7 | Tour noire sur case blanche a8 · Cavalier noir sur case noire b8 · Fou noir sur case blanche c8 · Dame noire sur case noire d8 · Roi noir sur case blanche e8 · Fou noir sur case noire f8 · Cavalier noir sur case blanche g8 · Tour noire sur case noire h8 · Pion noir sur case noire a7 · Pion noir sur case blanche b7 · Pion noir sur case noire c7 · Pion noir sur case blanche d7 · Pion noir sur case noire e7 · Pion noir sur case blanche f7 · Pion noir sur case noire g7 · Pion noir sur case blanche h7 · Pion blanc sur case blanche a2 · Pion blanc sur case noire b2 · Pion blanc sur case blanche c2 · Pion blanc sur case noire d2 · Pion blanc sur case blanche e2 · Pion blanc sur case noire f2 · Pion blanc sur case blanche g2 · Pion blanc sur case noire h2 · Tour blanche sur case noire a1 · Cavalier blanc sur case blanche b1 · Fou blanc sur case noire c1 · Dame blanche sur case blanche d1 · Roi blanc sur case noire e1 · Fou blanc sur case blanche f1 · Cavalier blanc sur case noire g1 | Tour noire sur case blanche a8 · Cavalier noir sur case noire b8 · Fou noir sur case blanche c8 · Dame noire sur case noire d8 · Roi noir sur case blanche e8 · Fou noir sur case noire f8 · Cavalier noir sur case blanche g8 · Tour noire sur case noire h8 · Pion noir sur case noire a7 · Pion noir sur case blanche b7 · Pion noir sur case noire c7 · Pion noir sur case blanche d7 · Pion noir sur case noire e7 · Pion noir sur case blanche f7 · Pion noir sur case noire g7 · Pion noir sur case blanche h7 · Pion blanc sur case blanche a2 · Pion blanc sur case noire b2 · Pion blanc sur case blanche c2 · Pion blanc sur case noire d2 · Pion blanc sur case blanche e2 · Pion blanc sur case noire f2 · Pion blanc sur case blanche g2 · Pion blanc sur case noire h2 · Tour blanche sur case noire a1 · Cavalier blanc sur case blanche b1 · Fou blanc sur case noire c1 · Dame blanche sur case blanche d1 · Roi blanc sur case noire e1 · Fou blanc sur case blanche f1 · Cavalier blanc sur case noire g1 | Tour noire sur case blanche a8 · Cavalier noir sur case noire b8 · Fou noir sur case blanche c8 · Dame noire sur case noire d8 · Roi noir sur case blanche e8 · Fou noir sur case noire f8 · Cavalier noir sur case blanche g8 · Tour noire sur case noire h8 · Pion noir sur case noire a7 · Pion noir sur case blanche b7 · Pion noir sur case noire c7 · Pion noir sur case blanche d7 · Pion noir sur case noire e7 · Pion noir sur case blanche f7 · Pion noir sur case noire g7 · Pion noir sur case blanche h7 · Pion blanc sur case blanche a2 · Pion blanc sur case noire b2 · Pion blanc sur case blanche c2 · Pion blanc sur case noire d2 · Pion blanc sur case blanche e2 · Pion blanc sur case noire f2 · Pion blanc sur case blanche g2 · Pion blanc sur case noire h2 · Tour blanche sur case noire a1 · Cavalier blanc sur case blanche b1 · Fou blanc sur case noire c1 · Dame blanche sur case blanche d1 · Roi blanc sur case noire e1 · Fou blanc sur case blanche f1 · Cavalier blanc sur case noire g1 | Tour noire sur case blanche a8 · Cavalier noir sur case noire b8 · Fou noir sur case blanche c8 · Dame noire sur case noire d8 · Roi noir sur case blanche e8 · Fou noir sur case noire f8 · Cavalier noir sur case blanche g8 · Tour noire sur case noire h8 · Pion noir sur case noire a7 · Pion noir sur case blanche b7 · Pion noir sur case noire c7 · Pion noir sur case blanche d7 · Pion noir sur case noire e7 · Pion noir sur case blanche f7 · Pion noir sur case noire g7 · Pion noir sur case blanche h7 · Pion blanc sur case blanche a2 · Pion blanc sur case noire b2 · Pion blanc sur case blanche c2 · Pion blanc sur case noire d2 · Pion blanc sur case blanche e2 · Pion blanc sur case noire f2 · Pion blanc sur case blanche g2 · Pion blanc sur case noire h2 · Tour blanche sur case noire a1 · Cavalier blanc sur case blanche b1 · Fou blanc sur case noire c1 · Dame blanche sur case blanche d1 · Roi blanc sur case noire e1 · Fou blanc sur case blanche f1 · Cavalier blanc sur case noire g1 | Tour noire sur case blanche a8 · Cavalier noir sur case noire b8 · Fou noir sur case blanche c8 · Dame noire sur case noire d8 · Roi noir sur case blanche e8 · Fou noir sur case noire f8 · Cavalier noir sur case blanche g8 · Tour noire sur case noire h8 · Pion noir sur case noire a7 · Pion noir sur case blanche b7 · Pion noir sur case noire c7 · Pion noir sur case blanche d7 · Pion noir sur case noire e7 · Pion noir sur case blanche f7 · Pion noir sur case noire g7 · Pion noir sur case blanche h7 · Pion blanc sur case blanche a2 · Pion blanc sur case noire b2 · Pion blanc sur case blanche c2 · Pion blanc sur case noire d2 · Pion blanc sur case blanche e2 · Pion blanc sur case noire f2 · Pion blanc sur case blanche g2 · Pion blanc sur case noire h2 · Tour blanche sur case noire a1 · Cavalier blanc sur case blanche b1 · Fou blanc sur case noire c1 · Dame blanche sur case blanche d1 · Roi blanc sur case noire e1 · Fou blanc sur case blanche f1 · Cavalier blanc sur case noire g1 | Tour noire sur case blanche a8 · Cavalier noir sur case noire b8 · Fou noir sur case blanche c8 · Dame noire sur case noire d8 · Roi noir sur case blanche e8 · Fou noir sur case noire f8 · Cavalier noir sur case blanche g8 · Tour noire sur case noire h8 · Pion noir sur case noire a7 · Pion noir sur case blanche b7 · Pion noir sur case noire c7 · Pion noir sur case blanche d7 · Pion noir sur case noire e7 · Pion noir sur case blanche f7 · Pion noir sur case noire g7 · Pion noir sur case blanche h7 · Pion blanc sur case blanche a2 · Pion blanc sur case noire b2 · Pion blanc sur case blanche c2 · Pion blanc sur case noire d2 · Pion blanc sur case blanche e2 · Pion blanc sur case noire f2 · Pion blanc sur case blanche g2 · Pion blanc sur case noire h2 · Tour blanche sur case noire a1 · Cavalier blanc sur case blanche b1 · Fou blanc sur case noire c1 · Dame blanche sur case blanche d1 · Roi blanc sur case noire e1 · Fou blanc sur case blanche f1 · Cavalier blanc sur case noire g1 | Tour noire sur case blanche a8 · Cavalier noir sur case noire b8 · Fou noir sur case blanche c8 · Dame noire sur case noire d8 · Roi noir sur case blanche e8 · Fou noir sur case noire f8 · Cavalier noir sur case blanche g8 · Tour noire sur case noire h8 · Pion noir sur case noire a7 · Pion noir sur case blanche b7 · Pion noir sur case noire c7 · Pion noir sur case blanche d7 · Pion noir sur case noire e7 · Pion noir sur case blanche f7 · Pion noir sur case noire g7 · Pion noir sur case blanche h7 · Pion blanc sur case blanche a2 · Pion blanc sur case noire b2 · Pion blanc sur case blanche c2 · Pion blanc sur case noire d2 · Pion blanc sur case blanche e2 · Pion blanc sur case noire f2 · Pion blanc sur case blanche g2 · Pion blanc sur case noire h2 · Tour blanche sur case noire a1 · Cavalier blanc sur case blanche b1 · Fou blanc sur case noire c1 · Dame blanche sur case blanche d1 · Roi blanc sur case noire e1 · Fou blanc sur case blanche f1 · Cavalier blanc sur case noire g1 | Tour noire sur case blanche a8 · Cavalier noir sur case noire b8 · Fou noir sur case blanche c8 · Dame noire sur case noire d8 · Roi noir sur case blanche e8 · Fou noir sur case noire f8 · Cavalier noir sur case blanche g8 · Tour noire sur case noire h8 · Pion noir sur case noire a7 · Pion noir sur case blanche b7 · Pion noir sur case noire c7 · Pion noir sur case blanche d7 · Pion noir sur case noire e7 · Pion noir sur case blanche f7 · Pion noir sur case noire g7 · Pion noir sur case blanche h7 · Pion blanc sur case blanche a2 · Pion blanc sur case noire b2 · Pion blanc sur case blanche c2 · Pion blanc sur case noire d2 · Pion blanc sur case blanche e2 · Pion blanc sur case noire f2 · Pion blanc sur case blanche g2 · Pion blanc sur case noire h2 · Tour blanche sur case noire a1 · Cavalier blanc sur case blanche b1 · Fou blanc sur case noire c1 · Dame blanche sur case blanche d1 · Roi blanc sur case noire e1 · Fou blanc sur case blanche f1 · Cavalier blanc sur case noire g1 | 7 |
| 6 | Tour noire sur case blanche a8 · Cavalier noir sur case noire b8 · Fou noir sur case blanche c8 · Dame noire sur case noire d8 · Roi noir sur case blanche e8 · Fou noir sur case noire f8 · Cavalier noir sur case blanche g8 · Tour noire sur case noire h8 · Pion noir sur case noire a7 · Pion noir sur case blanche b7 · Pion noir sur case noire c7 · Pion noir sur case blanche d7 · Pion noir sur case noire e7 · Pion noir sur case blanche f7 · Pion noir sur case noire g7 · Pion noir sur case blanche h7 · Pion blanc sur case blanche a2 · Pion blanc sur case noire b2 · Pion blanc sur case blanche c2 · Pion blanc sur case noire d2 · Pion blanc sur case blanche e2 · Pion blanc sur case noire f2 · Pion blanc sur case blanche g2 · Pion blanc sur case noire h2 · Tour blanche sur case noire a1 · Cavalier blanc sur case blanche b1 · Fou blanc sur case noire c1 · Dame blanche sur case blanche d1 · Roi blanc sur case noire e1 · Fou blanc sur case blanche f1 · Cavalier blanc sur case noire g1 | Tour noire sur case blanche a8 · Cavalier noir sur case noire b8 · Fou noir sur case blanche c8 · Dame noire sur case noire d8 · Roi noir sur case blanche e8 · Fou noir sur case noire f8 · Cavalier noir sur case blanche g8 · Tour noire sur case noire h8 · Pion noir sur case noire a7 · Pion noir sur case blanche b7 · Pion noir sur case noire c7 · Pion noir sur case blanche d7 · Pion noir sur case noire e7 · Pion noir sur case blanche f7 · Pion noir sur case noire g7 · Pion noir sur case blanche h7 · Pion blanc sur case blanche a2 · Pion blanc sur case noire b2 · Pion blanc sur case blanche c2 · Pion blanc sur case noire d2 · Pion blanc sur case blanche e2 · Pion blanc sur case noire f2 · Pion blanc sur case blanche g2 · Pion blanc sur case noire h2 · Tour blanche sur case noire a1 · Cavalier blanc sur case blanche b1 · Fou blanc sur case noire c1 · Dame blanche sur case blanche d1 · Roi blanc sur case noire e1 · Fou blanc sur case blanche f1 · Cavalier blanc sur case noire g1 | Tour noire sur case blanche a8 · Cavalier noir sur case noire b8 · Fou noir sur case blanche c8 · Dame noire sur case noire d8 · Roi noir sur case blanche e8 · Fou noir sur case noire f8 · Cavalier noir sur case blanche g8 · Tour noire sur case noire h8 · Pion noir sur case noire a7 · Pion noir sur case blanche b7 · Pion noir sur case noire c7 · Pion noir sur case blanche d7 · Pion noir sur case noire e7 · Pion noir sur case blanche f7 · Pion noir sur case noire g7 · Pion noir sur case blanche h7 · Pion blanc sur case blanche a2 · Pion blanc sur case noire b2 · Pion blanc sur case blanche c2 · Pion blanc sur case noire d2 · Pion blanc sur case blanche e2 · Pion blanc sur case noire f2 · Pion blanc sur case blanche g2 · Pion blanc sur case noire h2 · Tour blanche sur case noire a1 · Cavalier blanc sur case blanche b1 · Fou blanc sur case noire c1 · Dame blanche sur case blanche d1 · Roi blanc sur case noire e1 · Fou blanc sur case blanche f1 · Cavalier blanc sur case noire g1 | Tour noire sur case blanche a8 · Cavalier noir sur case noire b8 · Fou noir sur case blanche c8 · Dame noire sur case noire d8 · Roi noir sur case blanche e8 · Fou noir sur case noire f8 · Cavalier noir sur case blanche g8 · Tour noire sur case noire h8 · Pion noir sur case noire a7 · Pion noir sur case blanche b7 · Pion noir sur case noire c7 · Pion noir sur case blanche d7 · Pion noir sur case noire e7 · Pion noir sur case blanche f7 · Pion noir sur case noire g7 · Pion noir sur case blanche h7 · Pion blanc sur case blanche a2 · Pion blanc sur case noire b2 · Pion blanc sur case blanche c2 · Pion blanc sur case noire d2 · Pion blanc sur case blanche e2 · Pion blanc sur case noire f2 · Pion blanc sur case blanche g2 · Pion blanc sur case noire h2 · Tour blanche sur case noire a1 · Cavalier blanc sur case blanche b1 · Fou blanc sur case noire c1 · Dame blanche sur case blanche d1 · Roi blanc sur case noire e1 · Fou blanc sur case blanche f1 · Cavalier blanc sur case noire g1 | Tour noire sur case blanche a8 · Cavalier noir sur case noire b8 · Fou noir sur case blanche c8 · Dame noire sur case noire d8 · Roi noir sur case blanche e8 · Fou noir sur case noire f8 · Cavalier noir sur case blanche g8 · Tour noire sur case noire h8 · Pion noir sur case noire a7 · Pion noir sur case blanche b7 · Pion noir sur case noire c7 · Pion noir sur case blanche d7 · Pion noir sur case noire e7 · Pion noir sur case blanche f7 · Pion noir sur case noire g7 · Pion noir sur case blanche h7 · Pion blanc sur case blanche a2 · Pion blanc sur case noire b2 · Pion blanc sur case blanche c2 · Pion blanc sur case noire d2 · Pion blanc sur case blanche e2 · Pion blanc sur case noire f2 · Pion blanc sur case blanche g2 · Pion blanc sur case noire h2 · Tour blanche sur case noire a1 · Cavalier blanc sur case blanche b1 · Fou blanc sur case noire c1 · Dame blanche sur case blanche d1 · Roi blanc sur case noire e1 · Fou blanc sur case blanche f1 · Cavalier blanc sur case noire g1 | Tour noire sur case blanche a8 · Cavalier noir sur case noire b8 · Fou noir sur case blanche c8 · Dame noire sur case noire d8 · Roi noir sur case blanche e8 · Fou noir sur case noire f8 · Cavalier noir sur case blanche g8 · Tour noire sur case noire h8 · Pion noir sur case noire a7 · Pion noir sur case blanche b7 · Pion noir sur case noire c7 · Pion noir sur case blanche d7 · Pion noir sur case noire e7 · Pion noir sur case blanche f7 · Pion noir sur case noire g7 · Pion noir sur case blanche h7 · Pion blanc sur case blanche a2 · Pion blanc sur case noire b2 · Pion blanc sur case blanche c2 · Pion blanc sur case noire d2 · Pion blanc sur case blanche e2 · Pion blanc sur case noire f2 · Pion blanc sur case blanche g2 · Pion blanc sur case noire h2 · Tour blanche sur case noire a1 · Cavalier blanc sur case blanche b1 · Fou blanc sur case noire c1 · Dame blanche sur case blanche d1 · Roi blanc sur case noire e1 · Fou blanc sur case blanche f1 · Cavalier blanc sur case noire g1 | Tour noire sur case blanche a8 · Cavalier noir sur case noire b8 · Fou noir sur case blanche c8 · Dame noire sur case noire d8 · Roi noir sur case blanche e8 · Fou noir sur case noire f8 · Cavalier noir sur case blanche g8 · Tour noire sur case noire h8 · Pion noir sur case noire a7 · Pion noir sur case blanche b7 · Pion noir sur case noire c7 · Pion noir sur case blanche d7 · Pion noir sur case noire e7 · Pion noir sur case blanche f7 · Pion noir sur case noire g7 · Pion noir sur case blanche h7 · Pion blanc sur case blanche a2 · Pion blanc sur case noire b2 · Pion blanc sur case blanche c2 · Pion blanc sur case noire d2 · Pion blanc sur case blanche e2 · Pion blanc sur case noire f2 · Pion blanc sur case blanche g2 · Pion blanc sur case noire h2 · Tour blanche sur case noire a1 · Cavalier blanc sur case blanche b1 · Fou blanc sur case noire c1 · Dame blanche sur case blanche d1 · Roi blanc sur case noire e1 · Fou blanc sur case blanche f1 · Cavalier blanc sur case noire g1 | Tour noire sur case blanche a8 · Cavalier noir sur case noire b8 · Fou noir sur case blanche c8 · Dame noire sur case noire d8 · Roi noir sur case blanche e8 · Fou noir sur case noire f8 · Cavalier noir sur case blanche g8 · Tour noire sur case noire h8 · Pion noir sur case noire a7 · Pion noir sur case blanche b7 · Pion noir sur case noire c7 · Pion noir sur case blanche d7 · Pion noir sur case noire e7 · Pion noir sur case blanche f7 · Pion noir sur case noire g7 · Pion noir sur case blanche h7 · Pion blanc sur case blanche a2 · Pion blanc sur case noire b2 · Pion blanc sur case blanche c2 · Pion blanc sur case noire d2 · Pion blanc sur case blanche e2 · Pion blanc sur case noire f2 · Pion blanc sur case blanche g2 · Pion blanc sur case noire h2 · Tour blanche sur case noire a1 · Cavalier blanc sur case blanche b1 · Fou blanc sur case noire c1 · Dame blanche sur case blanche d1 · Roi blanc sur case noire e1 · Fou blanc sur case blanche f1 · Cavalier blanc sur case noire g1 | 6 |
| 5 | Tour noire sur case blanche a8 · Cavalier noir sur case noire b8 · Fou noir sur case blanche c8 · Dame noire sur case noire d8 · Roi noir sur case blanche e8 · Fou noir sur case noire f8 · Cavalier noir sur case blanche g8 · Tour noire sur case noire h8 · Pion noir sur case noire a7 · Pion noir sur case blanche b7 · Pion noir sur case noire c7 · Pion noir sur case blanche d7 · Pion noir sur case noire e7 · Pion noir sur case blanche f7 · Pion noir sur case noire g7 · Pion noir sur case blanche h7 · Pion blanc sur case blanche a2 · Pion blanc sur case noire b2 · Pion blanc sur case blanche c2 · Pion blanc sur case noire d2 · Pion blanc sur case blanche e2 · Pion blanc sur case noire f2 · Pion blanc sur case blanche g2 · Pion blanc sur case noire h2 · Tour blanche sur case noire a1 · Cavalier blanc sur case blanche b1 · Fou blanc sur case noire c1 · Dame blanche sur case blanche d1 · Roi blanc sur case noire e1 · Fou blanc sur case blanche f1 · Cavalier blanc sur case noire g1 | Tour noire sur case blanche a8 · Cavalier noir sur case noire b8 · Fou noir sur case blanche c8 · Dame noire sur case noire d8 · Roi noir sur case blanche e8 · Fou noir sur case noire f8 · Cavalier noir sur case blanche g8 · Tour noire sur case noire h8 · Pion noir sur case noire a7 · Pion noir sur case blanche b7 · Pion noir sur case noire c7 · Pion noir sur case blanche d7 · Pion noir sur case noire e7 · Pion noir sur case blanche f7 · Pion noir sur case noire g7 · Pion noir sur case blanche h7 · Pion blanc sur case blanche a2 · Pion blanc sur case noire b2 · Pion blanc sur case blanche c2 · Pion blanc sur case noire d2 · Pion blanc sur case blanche e2 · Pion blanc sur case noire f2 · Pion blanc sur case blanche g2 · Pion blanc sur case noire h2 · Tour blanche sur case noire a1 · Cavalier blanc sur case blanche b1 · Fou blanc sur case noire c1 · Dame blanche sur case blanche d1 · Roi blanc sur case noire e1 · Fou blanc sur case blanche f1 · Cavalier blanc sur case noire g1 | Tour noire sur case blanche a8 · Cavalier noir sur case noire b8 · Fou noir sur case blanche c8 · Dame noire sur case noire d8 · Roi noir sur case blanche e8 · Fou noir sur case noire f8 · Cavalier noir sur case blanche g8 · Tour noire sur case noire h8 · Pion noir sur case noire a7 · Pion noir sur case blanche b7 · Pion noir sur case noire c7 · Pion noir sur case blanche d7 · Pion noir sur case noire e7 · Pion noir sur case blanche f7 · Pion noir sur case noire g7 · Pion noir sur case blanche h7 · Pion blanc sur case blanche a2 · Pion blanc sur case noire b2 · Pion blanc sur case blanche c2 · Pion blanc sur case noire d2 · Pion blanc sur case blanche e2 · Pion blanc sur case noire f2 · Pion blanc sur case blanche g2 · Pion blanc sur case noire h2 · Tour blanche sur case noire a1 · Cavalier blanc sur case blanche b1 · Fou blanc sur case noire c1 · Dame blanche sur case blanche d1 · Roi blanc sur case noire e1 · Fou blanc sur case blanche f1 · Cavalier blanc sur case noire g1 | Tour noire sur case blanche a8 · Cavalier noir sur case noire b8 · Fou noir sur case blanche c8 · Dame noire sur case noire d8 · Roi noir sur case blanche e8 · Fou noir sur case noire f8 · Cavalier noir sur case blanche g8 · Tour noire sur case noire h8 · Pion noir sur case noire a7 · Pion noir sur case blanche b7 · Pion noir sur case noire c7 · Pion noir sur case blanche d7 · Pion noir sur case noire e7 · Pion noir sur case blanche f7 · Pion noir sur case noire g7 · Pion noir sur case blanche h7 · Pion blanc sur case blanche a2 · Pion blanc sur case noire b2 · Pion blanc sur case blanche c2 · Pion blanc sur case noire d2 · Pion blanc sur case blanche e2 · Pion blanc sur case noire f2 · Pion blanc sur case blanche g2 · Pion blanc sur case noire h2 · Tour blanche sur case noire a1 · Cavalier blanc sur case blanche b1 · Fou blanc sur case noire c1 · Dame blanche sur case blanche d1 · Roi blanc sur case noire e1 · Fou blanc sur case blanche f1 · Cavalier blanc sur case noire g1 | Tour noire sur case blanche a8 · Cavalier noir sur case noire b8 · Fou noir sur case blanche c8 · Dame noire sur case noire d8 · Roi noir sur case blanche e8 · Fou noir sur case noire f8 · Cavalier noir sur case blanche g8 · Tour noire sur case noire h8 · Pion noir sur case noire a7 · Pion noir sur case blanche b7 · Pion noir sur case noire c7 · Pion noir sur case blanche d7 · Pion noir sur case noire e7 · Pion noir sur case blanche f7 · Pion noir sur case noire g7 · Pion noir sur case blanche h7 · Pion blanc sur case blanche a2 · Pion blanc sur case noire b2 · Pion blanc sur case blanche c2 · Pion blanc sur case noire d2 · Pion blanc sur case blanche e2 · Pion blanc sur case noire f2 · Pion blanc sur case blanche g2 · Pion blanc sur case noire h2 · Tour blanche sur case noire a1 · Cavalier blanc sur case blanche b1 · Fou blanc sur case noire c1 · Dame blanche sur case blanche d1 · Roi blanc sur case noire e1 · Fou blanc sur case blanche f1 · Cavalier blanc sur case noire g1 | Tour noire sur case blanche a8 · Cavalier noir sur case noire b8 · Fou noir sur case blanche c8 · Dame noire sur case noire d8 · Roi noir sur case blanche e8 · Fou noir sur case noire f8 · Cavalier noir sur case blanche g8 · Tour noire sur case noire h8 · Pion noir sur case noire a7 · Pion noir sur case blanche b7 · Pion noir sur case noire c7 · Pion noir sur case blanche d7 · Pion noir sur case noire e7 · Pion noir sur case blanche f7 · Pion noir sur case noire g7 · Pion noir sur case blanche h7 · Pion blanc sur case blanche a2 · Pion blanc sur case noire b2 · Pion blanc sur case blanche c2 · Pion blanc sur case noire d2 · Pion blanc sur case blanche e2 · Pion blanc sur case noire f2 · Pion blanc sur case blanche g2 · Pion blanc sur case noire h2 · Tour blanche sur case noire a1 · Cavalier blanc sur case blanche b1 · Fou blanc sur case noire c1 · Dame blanche sur case blanche d1 · Roi blanc sur case noire e1 · Fou blanc sur case blanche f1 · Cavalier blanc sur case noire g1 | Tour noire sur case blanche a8 · Cavalier noir sur case noire b8 · Fou noir sur case blanche c8 · Dame noire sur case noire d8 · Roi noir sur case blanche e8 · Fou noir sur case noire f8 · Cavalier noir sur case blanche g8 · Tour noire sur case noire h8 · Pion noir sur case noire a7 · Pion noir sur case blanche b7 · Pion noir sur case noire c7 · Pion noir sur case blanche d7 · Pion noir sur case noire e7 · Pion noir sur case blanche f7 · Pion noir sur case noire g7 · Pion noir sur case blanche h7 · Pion blanc sur case blanche a2 · Pion blanc sur case noire b2 · Pion blanc sur case blanche c2 · Pion blanc sur case noire d2 · Pion blanc sur case blanche e2 · Pion blanc sur case noire f2 · Pion blanc sur case blanche g2 · Pion blanc sur case noire h2 · Tour blanche sur case noire a1 · Cavalier blanc sur case blanche b1 · Fou blanc sur case noire c1 · Dame blanche sur case blanche d1 · Roi blanc sur case noire e1 · Fou blanc sur case blanche f1 · Cavalier blanc sur case noire g1 | Tour noire sur case blanche a8 · Cavalier noir sur case noire b8 · Fou noir sur case blanche c8 · Dame noire sur case noire d8 · Roi noir sur case blanche e8 · Fou noir sur case noire f8 · Cavalier noir sur case blanche g8 · Tour noire sur case noire h8 · Pion noir sur case noire a7 · Pion noir sur case blanche b7 · Pion noir sur case noire c7 · Pion noir sur case blanche d7 · Pion noir sur case noire e7 · Pion noir sur case blanche f7 · Pion noir sur case noire g7 · Pion noir sur case blanche h7 · Pion blanc sur case blanche a2 · Pion blanc sur case noire b2 · Pion blanc sur case blanche c2 · Pion blanc sur case noire d2 · Pion blanc sur case blanche e2 · Pion blanc sur case noire f2 · Pion blanc sur case blanche g2 · Pion blanc sur case noire h2 · Tour blanche sur case noire a1 · Cavalier blanc sur case blanche b1 · Fou blanc sur case noire c1 · Dame blanche sur case blanche d1 · Roi blanc sur case noire e1 · Fou blanc sur case blanche f1 · Cavalier blanc sur case noire g1 | 5 |
| 4 | Tour noire sur case blanche a8 · Cavalier noir sur case noire b8 · Fou noir sur case blanche c8 · Dame noire sur case noire d8 · Roi noir sur case blanche e8 · Fou noir sur case noire f8 · Cavalier noir sur case blanche g8 · Tour noire sur case noire h8 · Pion noir sur case noire a7 · Pion noir sur case blanche b7 · Pion noir sur case noire c7 · Pion noir sur case blanche d7 · Pion noir sur case noire e7 · Pion noir sur case blanche f7 · Pion noir sur case noire g7 · Pion noir sur case blanche h7 · Pion blanc sur case blanche a2 · Pion blanc sur case noire b2 · Pion blanc sur case blanche c2 · Pion blanc sur case noire d2 · Pion blanc sur case blanche e2 · Pion blanc sur case noire f2 · Pion blanc sur case blanche g2 · Pion blanc sur case noire h2 · Tour blanche sur case noire a1 · Cavalier blanc sur case blanche b1 · Fou blanc sur case noire c1 · Dame blanche sur case blanche d1 · Roi blanc sur case noire e1 · Fou blanc sur case blanche f1 · Cavalier blanc sur case noire g1 | Tour noire sur case blanche a8 · Cavalier noir sur case noire b8 · Fou noir sur case blanche c8 · Dame noire sur case noire d8 · Roi noir sur case blanche e8 · Fou noir sur case noire f8 · Cavalier noir sur case blanche g8 · Tour noire sur case noire h8 · Pion noir sur case noire a7 · Pion noir sur case blanche b7 · Pion noir sur case noire c7 · Pion noir sur case blanche d7 · Pion noir sur case noire e7 · Pion noir sur case blanche f7 · Pion noir sur case noire g7 · Pion noir sur case blanche h7 · Pion blanc sur case blanche a2 · Pion blanc sur case noire b2 · Pion blanc sur case blanche c2 · Pion blanc sur case noire d2 · Pion blanc sur case blanche e2 · Pion blanc sur case noire f2 · Pion blanc sur case blanche g2 · Pion blanc sur case noire h2 · Tour blanche sur case noire a1 · Cavalier blanc sur case blanche b1 · Fou blanc sur case noire c1 · Dame blanche sur case blanche d1 · Roi blanc sur case noire e1 · Fou blanc sur case blanche f1 · Cavalier blanc sur case noire g1 | Tour noire sur case blanche a8 · Cavalier noir sur case noire b8 · Fou noir sur case blanche c8 · Dame noire sur case noire d8 · Roi noir sur case blanche e8 · Fou noir sur case noire f8 · Cavalier noir sur case blanche g8 · Tour noire sur case noire h8 · Pion noir sur case noire a7 · Pion noir sur case blanche b7 · Pion noir sur case noire c7 · Pion noir sur case blanche d7 · Pion noir sur case noire e7 · Pion noir sur case blanche f7 · Pion noir sur case noire g7 · Pion noir sur case blanche h7 · Pion blanc sur case blanche a2 · Pion blanc sur case noire b2 · Pion blanc sur case blanche c2 · Pion blanc sur case noire d2 · Pion blanc sur case blanche e2 · Pion blanc sur case noire f2 · Pion blanc sur case blanche g2 · Pion blanc sur case noire h2 · Tour blanche sur case noire a1 · Cavalier blanc sur case blanche b1 · Fou blanc sur case noire c1 · Dame blanche sur case blanche d1 · Roi blanc sur case noire e1 · Fou blanc sur case blanche f1 · Cavalier blanc sur case noire g1 | Tour noire sur case blanche a8 · Cavalier noir sur case noire b8 · Fou noir sur case blanche c8 · Dame noire sur case noire d8 · Roi noir sur case blanche e8 · Fou noir sur case noire f8 · Cavalier noir sur case blanche g8 · Tour noire sur case noire h8 · Pion noir sur case noire a7 · Pion noir sur case blanche b7 · Pion noir sur case noire c7 · Pion noir sur case blanche d7 · Pion noir sur case noire e7 · Pion noir sur case blanche f7 · Pion noir sur case noire g7 · Pion noir sur case blanche h7 · Pion blanc sur case blanche a2 · Pion blanc sur case noire b2 · Pion blanc sur case blanche c2 · Pion blanc sur case noire d2 · Pion blanc sur case blanche e2 · Pion blanc sur case noire f2 · Pion blanc sur case blanche g2 · Pion blanc sur case noire h2 · Tour blanche sur case noire a1 · Cavalier blanc sur case blanche b1 · Fou blanc sur case noire c1 · Dame blanche sur case blanche d1 · Roi blanc sur case noire e1 · Fou blanc sur case blanche f1 · Cavalier blanc sur case noire g1 | Tour noire sur case blanche a8 · Cavalier noir sur case noire b8 · Fou noir sur case blanche c8 · Dame noire sur case noire d8 · Roi noir sur case blanche e8 · Fou noir sur case noire f8 · Cavalier noir sur case blanche g8 · Tour noire sur case noire h8 · Pion noir sur case noire a7 · Pion noir sur case blanche b7 · Pion noir sur case noire c7 · Pion noir sur case blanche d7 · Pion noir sur case noire e7 · Pion noir sur case blanche f7 · Pion noir sur case noire g7 · Pion noir sur case blanche h7 · Pion blanc sur case blanche a2 · Pion blanc sur case noire b2 · Pion blanc sur case blanche c2 · Pion blanc sur case noire d2 · Pion blanc sur case blanche e2 · Pion blanc sur case noire f2 · Pion blanc sur case blanche g2 · Pion blanc sur case noire h2 · Tour blanche sur case noire a1 · Cavalier blanc sur case blanche b1 · Fou blanc sur case noire c1 · Dame blanche sur case blanche d1 · Roi blanc sur case noire e1 · Fou blanc sur case blanche f1 · Cavalier blanc sur case noire g1 | Tour noire sur case blanche a8 · Cavalier noir sur case noire b8 · Fou noir sur case blanche c8 · Dame noire sur case noire d8 · Roi noir sur case blanche e8 · Fou noir sur case noire f8 · Cavalier noir sur case blanche g8 · Tour noire sur case noire h8 · Pion noir sur case noire a7 · Pion noir sur case blanche b7 · Pion noir sur case noire c7 · Pion noir sur case blanche d7 · Pion noir sur case noire e7 · Pion noir sur case blanche f7 · Pion noir sur case noire g7 · Pion noir sur case blanche h7 · Pion blanc sur case blanche a2 · Pion blanc sur case noire b2 · Pion blanc sur case blanche c2 · Pion blanc sur case noire d2 · Pion blanc sur case blanche e2 · Pion blanc sur case noire f2 · Pion blanc sur case blanche g2 · Pion blanc sur case noire h2 · Tour blanche sur case noire a1 · Cavalier blanc sur case blanche b1 · Fou blanc sur case noire c1 · Dame blanche sur case blanche d1 · Roi blanc sur case noire e1 · Fou blanc sur case blanche f1 · Cavalier blanc sur case noire g1 | Tour noire sur case blanche a8 · Cavalier noir sur case noire b8 · Fou noir sur case blanche c8 · Dame noire sur case noire d8 · Roi noir sur case blanche e8 · Fou noir sur case noire f8 · Cavalier noir sur case blanche g8 · Tour noire sur case noire h8 · Pion noir sur case noire a7 · Pion noir sur case blanche b7 · Pion noir sur case noire c7 · Pion noir sur case blanche d7 · Pion noir sur case noire e7 · Pion noir sur case blanche f7 · Pion noir sur case noire g7 · Pion noir sur case blanche h7 · Pion blanc sur case blanche a2 · Pion blanc sur case noire b2 · Pion blanc sur case blanche c2 · Pion blanc sur case noire d2 · Pion blanc sur case blanche e2 · Pion blanc sur case noire f2 · Pion blanc sur case blanche g2 · Pion blanc sur case noire h2 · Tour blanche sur case noire a1 · Cavalier blanc sur case blanche b1 · Fou blanc sur case noire c1 · Dame blanche sur case blanche d1 · Roi blanc sur case noire e1 · Fou blanc sur case blanche f1 · Cavalier blanc sur case noire g1 | Tour noire sur case blanche a8 · Cavalier noir sur case noire b8 · Fou noir sur case blanche c8 · Dame noire sur case noire d8 · Roi noir sur case blanche e8 · Fou noir sur case noire f8 · Cavalier noir sur case blanche g8 · Tour noire sur case noire h8 · Pion noir sur case noire a7 · Pion noir sur case blanche b7 · Pion noir sur case noire c7 · Pion noir sur case blanche d7 · Pion noir sur case noire e7 · Pion noir sur case blanche f7 · Pion noir sur case noire g7 · Pion noir sur case blanche h7 · Pion blanc sur case blanche a2 · Pion blanc sur case noire b2 · Pion blanc sur case blanche c2 · Pion blanc sur case noire d2 · Pion blanc sur case blanche e2 · Pion blanc sur case noire f2 · Pion blanc sur case blanche g2 · Pion blanc sur case noire h2 · Tour blanche sur case noire a1 · Cavalier blanc sur case blanche b1 · Fou blanc sur case noire c1 · Dame blanche sur case blanche d1 · Roi blanc sur case noire e1 · Fou blanc sur case blanche f1 · Cavalier blanc sur case noire g1 | 4 |
| 3 | Tour noire sur case blanche a8 · Cavalier noir sur case noire b8 · Fou noir sur case blanche c8 · Dame noire sur case noire d8 · Roi noir sur case blanche e8 · Fou noir sur case noire f8 · Cavalier noir sur case blanche g8 · Tour noire sur case noire h8 · Pion noir sur case noire a7 · Pion noir sur case blanche b7 · Pion noir sur case noire c7 · Pion noir sur case blanche d7 · Pion noir sur case noire e7 · Pion noir sur case blanche f7 · Pion noir sur case noire g7 · Pion noir sur case blanche h7 · Pion blanc sur case blanche a2 · Pion blanc sur case noire b2 · Pion blanc sur case blanche c2 · Pion blanc sur case noire d2 · Pion blanc sur case blanche e2 · Pion blanc sur case noire f2 · Pion blanc sur case blanche g2 · Pion blanc sur case noire h2 · Tour blanche sur case noire a1 · Cavalier blanc sur case blanche b1 · Fou blanc sur case noire c1 · Dame blanche sur case blanche d1 · Roi blanc sur case noire e1 · Fou blanc sur case blanche f1 · Cavalier blanc sur case noire g1 | Tour noire sur case blanche a8 · Cavalier noir sur case noire b8 · Fou noir sur case blanche c8 · Dame noire sur case noire d8 · Roi noir sur case blanche e8 · Fou noir sur case noire f8 · Cavalier noir sur case blanche g8 · Tour noire sur case noire h8 · Pion noir sur case noire a7 · Pion noir sur case blanche b7 · Pion noir sur case noire c7 · Pion noir sur case blanche d7 · Pion noir sur case noire e7 · Pion noir sur case blanche f7 · Pion noir sur case noire g7 · Pion noir sur case blanche h7 · Pion blanc sur case blanche a2 · Pion blanc sur case noire b2 · Pion blanc sur case blanche c2 · Pion blanc sur case noire d2 · Pion blanc sur case blanche e2 · Pion blanc sur case noire f2 · Pion blanc sur case blanche g2 · Pion blanc sur case noire h2 · Tour blanche sur case noire a1 · Cavalier blanc sur case blanche b1 · Fou blanc sur case noire c1 · Dame blanche sur case blanche d1 · Roi blanc sur case noire e1 · Fou blanc sur case blanche f1 · Cavalier blanc sur case noire g1 | Tour noire sur case blanche a8 · Cavalier noir sur case noire b8 · Fou noir sur case blanche c8 · Dame noire sur case noire d8 · Roi noir sur case blanche e8 · Fou noir sur case noire f8 · Cavalier noir sur case blanche g8 · Tour noire sur case noire h8 · Pion noir sur case noire a7 · Pion noir sur case blanche b7 · Pion noir sur case noire c7 · Pion noir sur case blanche d7 · Pion noir sur case noire e7 · Pion noir sur case blanche f7 · Pion noir sur case noire g7 · Pion noir sur case blanche h7 · Pion blanc sur case blanche a2 · Pion blanc sur case noire b2 · Pion blanc sur case blanche c2 · Pion blanc sur case noire d2 · Pion blanc sur case blanche e2 · Pion blanc sur case noire f2 · Pion blanc sur case blanche g2 · Pion blanc sur case noire h2 · Tour blanche sur case noire a1 · Cavalier blanc sur case blanche b1 · Fou blanc sur case noire c1 · Dame blanche sur case blanche d1 · Roi blanc sur case noire e1 · Fou blanc sur case blanche f1 · Cavalier blanc sur case noire g1 | Tour noire sur case blanche a8 · Cavalier noir sur case noire b8 · Fou noir sur case blanche c8 · Dame noire sur case noire d8 · Roi noir sur case blanche e8 · Fou noir sur case noire f8 · Cavalier noir sur case blanche g8 · Tour noire sur case noire h8 · Pion noir sur case noire a7 · Pion noir sur case blanche b7 · Pion noir sur case noire c7 · Pion noir sur case blanche d7 · Pion noir sur case noire e7 · Pion noir sur case blanche f7 · Pion noir sur case noire g7 · Pion noir sur case blanche h7 · Pion blanc sur case blanche a2 · Pion blanc sur case noire b2 · Pion blanc sur case blanche c2 · Pion blanc sur case noire d2 · Pion blanc sur case blanche e2 · Pion blanc sur case noire f2 · Pion blanc sur case blanche g2 · Pion blanc sur case noire h2 · Tour blanche sur case noire a1 · Cavalier blanc sur case blanche b1 · Fou blanc sur case noire c1 · Dame blanche sur case blanche d1 · Roi blanc sur case noire e1 · Fou blanc sur case blanche f1 · Cavalier blanc sur case noire g1 | Tour noire sur case blanche a8 · Cavalier noir sur case noire b8 · Fou noir sur case blanche c8 · Dame noire sur case noire d8 · Roi noir sur case blanche e8 · Fou noir sur case noire f8 · Cavalier noir sur case blanche g8 · Tour noire sur case noire h8 · Pion noir sur case noire a7 · Pion noir sur case blanche b7 · Pion noir sur case noire c7 · Pion noir sur case blanche d7 · Pion noir sur case noire e7 · Pion noir sur case blanche f7 · Pion noir sur case noire g7 · Pion noir sur case blanche h7 · Pion blanc sur case blanche a2 · Pion blanc sur case noire b2 · Pion blanc sur case blanche c2 · Pion blanc sur case noire d2 · Pion blanc sur case blanche e2 · Pion blanc sur case noire f2 · Pion blanc sur case blanche g2 · Pion blanc sur case noire h2 · Tour blanche sur case noire a1 · Cavalier blanc sur case blanche b1 · Fou blanc sur case noire c1 · Dame blanche sur case blanche d1 · Roi blanc sur case noire e1 · Fou blanc sur case blanche f1 · Cavalier blanc sur case noire g1 | Tour noire sur case blanche a8 · Cavalier noir sur case noire b8 · Fou noir sur case blanche c8 · Dame noire sur case noire d8 · Roi noir sur case blanche e8 · Fou noir sur case noire f8 · Cavalier noir sur case blanche g8 · Tour noire sur case noire h8 · Pion noir sur case noire a7 · Pion noir sur case blanche b7 · Pion noir sur case noire c7 · Pion noir sur case blanche d7 · Pion noir sur case noire e7 · Pion noir sur case blanche f7 · Pion noir sur case noire g7 · Pion noir sur case blanche h7 · Pion blanc sur case blanche a2 · Pion blanc sur case noire b2 · Pion blanc sur case blanche c2 · Pion blanc sur case noire d2 · Pion blanc sur case blanche e2 · Pion blanc sur case noire f2 · Pion blanc sur case blanche g2 · Pion blanc sur case noire h2 · Tour blanche sur case noire a1 · Cavalier blanc sur case blanche b1 · Fou blanc sur case noire c1 · Dame blanche sur case blanche d1 · Roi blanc sur case noire e1 · Fou blanc sur case blanche f1 · Cavalier blanc sur case noire g1 | Tour noire sur case blanche a8 · Cavalier noir sur case noire b8 · Fou noir sur case blanche c8 · Dame noire sur case noire d8 · Roi noir sur case blanche e8 · Fou noir sur case noire f8 · Cavalier noir sur case blanche g8 · Tour noire sur case noire h8 · Pion noir sur case noire a7 · Pion noir sur case blanche b7 · Pion noir sur case noire c7 · Pion noir sur case blanche d7 · Pion noir sur case noire e7 · Pion noir sur case blanche f7 · Pion noir sur case noire g7 · Pion noir sur case blanche h7 · Pion blanc sur case blanche a2 · Pion blanc sur case noire b2 · Pion blanc sur case blanche c2 · Pion blanc sur case noire d2 · Pion blanc sur case blanche e2 · Pion blanc sur case noire f2 · Pion blanc sur case blanche g2 · Pion blanc sur case noire h2 · Tour blanche sur case noire a1 · Cavalier blanc sur case blanche b1 · Fou blanc sur case noire c1 · Dame blanche sur case blanche d1 · Roi blanc sur case noire e1 · Fou blanc sur case blanche f1 · Cavalier blanc sur case noire g1 | Tour noire sur case blanche a8 · Cavalier noir sur case noire b8 · Fou noir sur case blanche c8 · Dame noire sur case noire d8 · Roi noir sur case blanche e8 · Fou noir sur case noire f8 · Cavalier noir sur case blanche g8 · Tour noire sur case noire h8 · Pion noir sur case noire a7 · Pion noir sur case blanche b7 · Pion noir sur case noire c7 · Pion noir sur case blanche d7 · Pion noir sur case noire e7 · Pion noir sur case blanche f7 · Pion noir sur case noire g7 · Pion noir sur case blanche h7 · Pion blanc sur case blanche a2 · Pion blanc sur case noire b2 · Pion blanc sur case blanche c2 · Pion blanc sur case noire d2 · Pion blanc sur case blanche e2 · Pion blanc sur case noire f2 · Pion blanc sur case blanche g2 · Pion blanc sur case noire h2 · Tour blanche sur case noire a1 · Cavalier blanc sur case blanche b1 · Fou blanc sur case noire c1 · Dame blanche sur case blanche d1 · Roi blanc sur case noire e1 · Fou blanc sur case blanche f1 · Cavalier blanc sur case noire g1 | 3 |
| 2 | Tour noire sur case blanche a8 · Cavalier noir sur case noire b8 · Fou noir sur case blanche c8 · Dame noire sur case noire d8 · Roi noir sur case blanche e8 · Fou noir sur case noire f8 · Cavalier noir sur case blanche g8 · Tour noire sur case noire h8 · Pion noir sur case noire a7 · Pion noir sur case blanche b7 · Pion noir sur case noire c7 · Pion noir sur case blanche d7 · Pion noir sur case noire e7 · Pion noir sur case blanche f7 · Pion noir sur case noire g7 · Pion noir sur case blanche h7 · Pion blanc sur case blanche a2 · Pion blanc sur case noire b2 · Pion blanc sur case blanche c2 · Pion blanc sur case noire d2 · Pion blanc sur case blanche e2 · Pion blanc sur case noire f2 · Pion blanc sur case blanche g2 · Pion blanc sur case noire h2 · Tour blanche sur case noire a1 · Cavalier blanc sur case blanche b1 · Fou blanc sur case noire c1 · Dame blanche sur case blanche d1 · Roi blanc sur case noire e1 · Fou blanc sur case blanche f1 · Cavalier blanc sur case noire g1 | Tour noire sur case blanche a8 · Cavalier noir sur case noire b8 · Fou noir sur case blanche c8 · Dame noire sur case noire d8 · Roi noir sur case blanche e8 · Fou noir sur case noire f8 · Cavalier noir sur case blanche g8 · Tour noire sur case noire h8 · Pion noir sur case noire a7 · Pion noir sur case blanche b7 · Pion noir sur case noire c7 · Pion noir sur case blanche d7 · Pion noir sur case noire e7 · Pion noir sur case blanche f7 · Pion noir sur case noire g7 · Pion noir sur case blanche h7 · Pion blanc sur case blanche a2 · Pion blanc sur case noire b2 · Pion blanc sur case blanche c2 · Pion blanc sur case noire d2 · Pion blanc sur case blanche e2 · Pion blanc sur case noire f2 · Pion blanc sur case blanche g2 · Pion blanc sur case noire h2 · Tour blanche sur case noire a1 · Cavalier blanc sur case blanche b1 · Fou blanc sur case noire c1 · Dame blanche sur case blanche d1 · Roi blanc sur case noire e1 · Fou blanc sur case blanche f1 · Cavalier blanc sur case noire g1 | Tour noire sur case blanche a8 · Cavalier noir sur case noire b8 · Fou noir sur case blanche c8 · Dame noire sur case noire d8 · Roi noir sur case blanche e8 · Fou noir sur case noire f8 · Cavalier noir sur case blanche g8 · Tour noire sur case noire h8 · Pion noir sur case noire a7 · Pion noir sur case blanche b7 · Pion noir sur case noire c7 · Pion noir sur case blanche d7 · Pion noir sur case noire e7 · Pion noir sur case blanche f7 · Pion noir sur case noire g7 · Pion noir sur case blanche h7 · Pion blanc sur case blanche a2 · Pion blanc sur case noire b2 · Pion blanc sur case blanche c2 · Pion blanc sur case noire d2 · Pion blanc sur case blanche e2 · Pion blanc sur case noire f2 · Pion blanc sur case blanche g2 · Pion blanc sur case noire h2 · Tour blanche sur case noire a1 · Cavalier blanc sur case blanche b1 · Fou blanc sur case noire c1 · Dame blanche sur case blanche d1 · Roi blanc sur case noire e1 · Fou blanc sur case blanche f1 · Cavalier blanc sur case noire g1 | Tour noire sur case blanche a8 · Cavalier noir sur case noire b8 · Fou noir sur case blanche c8 · Dame noire sur case noire d8 · Roi noir sur case blanche e8 · Fou noir sur case noire f8 · Cavalier noir sur case blanche g8 · Tour noire sur case noire h8 · Pion noir sur case noire a7 · Pion noir sur case blanche b7 · Pion noir sur case noire c7 · Pion noir sur case blanche d7 · Pion noir sur case noire e7 · Pion noir sur case blanche f7 · Pion noir sur case noire g7 · Pion noir sur case blanche h7 · Pion blanc sur case blanche a2 · Pion blanc sur case noire b2 · Pion blanc sur case blanche c2 · Pion blanc sur case noire d2 · Pion blanc sur case blanche e2 · Pion blanc sur case noire f2 · Pion blanc sur case blanche g2 · Pion blanc sur case noire h2 · Tour blanche sur case noire a1 · Cavalier blanc sur case blanche b1 · Fou blanc sur case noire c1 · Dame blanche sur case blanche d1 · Roi blanc sur case noire e1 · Fou blanc sur case blanche f1 · Cavalier blanc sur case noire g1 | Tour noire sur case blanche a8 · Cavalier noir sur case noire b8 · Fou noir sur case blanche c8 · Dame noire sur case noire d8 · Roi noir sur case blanche e8 · Fou noir sur case noire f8 · Cavalier noir sur case blanche g8 · Tour noire sur case noire h8 · Pion noir sur case noire a7 · Pion noir sur case blanche b7 · Pion noir sur case noire c7 · Pion noir sur case blanche d7 · Pion noir sur case noire e7 · Pion noir sur case blanche f7 · Pion noir sur case noire g7 · Pion noir sur case blanche h7 · Pion blanc sur case blanche a2 · Pion blanc sur case noire b2 · Pion blanc sur case blanche c2 · Pion blanc sur case noire d2 · Pion blanc sur case blanche e2 · Pion blanc sur case noire f2 · Pion blanc sur case blanche g2 · Pion blanc sur case noire h2 · Tour blanche sur case noire a1 · Cavalier blanc sur case blanche b1 · Fou blanc sur case noire c1 · Dame blanche sur case blanche d1 · Roi blanc sur case noire e1 · Fou blanc sur case blanche f1 · Cavalier blanc sur case noire g1 | Tour noire sur case blanche a8 · Cavalier noir sur case noire b8 · Fou noir sur case blanche c8 · Dame noire sur case noire d8 · Roi noir sur case blanche e8 · Fou noir sur case noire f8 · Cavalier noir sur case blanche g8 · Tour noire sur case noire h8 · Pion noir sur case noire a7 · Pion noir sur case blanche b7 · Pion noir sur case noire c7 · Pion noir sur case blanche d7 · Pion noir sur case noire e7 · Pion noir sur case blanche f7 · Pion noir sur case noire g7 · Pion noir sur case blanche h7 · Pion blanc sur case blanche a2 · Pion blanc sur case noire b2 · Pion blanc sur case blanche c2 · Pion blanc sur case noire d2 · Pion blanc sur case blanche e2 · Pion blanc sur case noire f2 · Pion blanc sur case blanche g2 · Pion blanc sur case noire h2 · Tour blanche sur case noire a1 · Cavalier blanc sur case blanche b1 · Fou blanc sur case noire c1 · Dame blanche sur case blanche d1 · Roi blanc sur case noire e1 · Fou blanc sur case blanche f1 · Cavalier blanc sur case noire g1 | Tour noire sur case blanche a8 · Cavalier noir sur case noire b8 · Fou noir sur case blanche c8 · Dame noire sur case noire d8 · Roi noir sur case blanche e8 · Fou noir sur case noire f8 · Cavalier noir sur case blanche g8 · Tour noire sur case noire h8 · Pion noir sur case noire a7 · Pion noir sur case blanche b7 · Pion noir sur case noire c7 · Pion noir sur case blanche d7 · Pion noir sur case noire e7 · Pion noir sur case blanche f7 · Pion noir sur case noire g7 · Pion noir sur case blanche h7 · Pion blanc sur case blanche a2 · Pion blanc sur case noire b2 · Pion blanc sur case blanche c2 · Pion blanc sur case noire d2 · Pion blanc sur case blanche e2 · Pion blanc sur case noire f2 · Pion blanc sur case blanche g2 · Pion blanc sur case noire h2 · Tour blanche sur case noire a1 · Cavalier blanc sur case blanche b1 · Fou blanc sur case noire c1 · Dame blanche sur case blanche d1 · Roi blanc sur case noire e1 · Fou blanc sur case blanche f1 · Cavalier blanc sur case noire g1 | Tour noire sur case blanche a8 · Cavalier noir sur case noire b8 · Fou noir sur case blanche c8 · Dame noire sur case noire d8 · Roi noir sur case blanche e8 · Fou noir sur case noire f8 · Cavalier noir sur case blanche g8 · Tour noire sur case noire h8 · Pion noir sur case noire a7 · Pion noir sur case blanche b7 · Pion noir sur case noire c7 · Pion noir sur case blanche d7 · Pion noir sur case noire e7 · Pion noir sur case blanche f7 · Pion noir sur case noire g7 · Pion noir sur case blanche h7 · Pion blanc sur case blanche a2 · Pion blanc sur case noire b2 · Pion blanc sur case blanche c2 · Pion blanc sur case noire d2 · Pion blanc sur case blanche e2 · Pion blanc sur case noire f2 · Pion blanc sur case blanche g2 · Pion blanc sur case noire h2 · Tour blanche sur case noire a1 · Cavalier blanc sur case blanche b1 · Fou blanc sur case noire c1 · Dame blanche sur case blanche d1 · Roi blanc sur case noire e1 · Fou blanc sur case blanche f1 · Cavalier blanc sur case noire g1 | 2 |
| 1 | Tour noire sur case blanche a8 · Cavalier noir sur case noire b8 · Fou noir sur case blanche c8 · Dame noire sur case noire d8 · Roi noir sur case blanche e8 · Fou noir sur case noire f8 · Cavalier noir sur case blanche g8 · Tour noire sur case noire h8 · Pion noir sur case noire a7 · Pion noir sur case blanche b7 · Pion noir sur case noire c7 · Pion noir sur case blanche d7 · Pion noir sur case noire e7 · Pion noir sur case blanche f7 · Pion noir sur case noire g7 · Pion noir sur case blanche h7 · Pion blanc sur case blanche a2 · Pion blanc sur case noire b2 · Pion blanc sur case blanche c2 · Pion blanc sur case noire d2 · Pion blanc sur case blanche e2 · Pion blanc sur case noire f2 · Pion blanc sur case blanche g2 · Pion blanc sur case noire h2 · Tour blanche sur case noire a1 · Cavalier blanc sur case blanche b1 · Fou blanc sur case noire c1 · Dame blanche sur case blanche d1 · Roi blanc sur case noire e1 · Fou blanc sur case blanche f1 · Cavalier blanc sur case noire g1 | Tour noire sur case blanche a8 · Cavalier noir sur case noire b8 · Fou noir sur case blanche c8 · Dame noire sur case noire d8 · Roi noir sur case blanche e8 · Fou noir sur case noire f8 · Cavalier noir sur case blanche g8 · Tour noire sur case noire h8 · Pion noir sur case noire a7 · Pion noir sur case blanche b7 · Pion noir sur case noire c7 · Pion noir sur case blanche d7 · Pion noir sur case noire e7 · Pion noir sur case blanche f7 · Pion noir sur case noire g7 · Pion noir sur case blanche h7 · Pion blanc sur case blanche a2 · Pion blanc sur case noire b2 · Pion blanc sur case blanche c2 · Pion blanc sur case noire d2 · Pion blanc sur case blanche e2 · Pion blanc sur case noire f2 · Pion blanc sur case blanche g2 · Pion blanc sur case noire h2 · Tour blanche sur case noire a1 · Cavalier blanc sur case blanche b1 · Fou blanc sur case noire c1 · Dame blanche sur case blanche d1 · Roi blanc sur case noire e1 · Fou blanc sur case blanche f1 · Cavalier blanc sur case noire g1 | Tour noire sur case blanche a8 · Cavalier noir sur case noire b8 · Fou noir sur case blanche c8 · Dame noire sur case noire d8 · Roi noir sur case blanche e8 · Fou noir sur case noire f8 · Cavalier noir sur case blanche g8 · Tour noire sur case noire h8 · Pion noir sur case noire a7 · Pion noir sur case blanche b7 · Pion noir sur case noire c7 · Pion noir sur case blanche d7 · Pion noir sur case noire e7 · Pion noir sur case blanche f7 · Pion noir sur case noire g7 · Pion noir sur case blanche h7 · Pion blanc sur case blanche a2 · Pion blanc sur case noire b2 · Pion blanc sur case blanche c2 · Pion blanc sur case noire d2 · Pion blanc sur case blanche e2 · Pion blanc sur case noire f2 · Pion blanc sur case blanche g2 · Pion blanc sur case noire h2 · Tour blanche sur case noire a1 · Cavalier blanc sur case blanche b1 · Fou blanc sur case noire c1 · Dame blanche sur case blanche d1 · Roi blanc sur case noire e1 · Fou blanc sur case blanche f1 · Cavalier blanc sur case noire g1 | Tour noire sur case blanche a8 · Cavalier noir sur case noire b8 · Fou noir sur case blanche c8 · Dame noire sur case noire d8 · Roi noir sur case blanche e8 · Fou noir sur case noire f8 · Cavalier noir sur case blanche g8 · Tour noire sur case noire h8 · Pion noir sur case noire a7 · Pion noir sur case blanche b7 · Pion noir sur case noire c7 · Pion noir sur case blanche d7 · Pion noir sur case noire e7 · Pion noir sur case blanche f7 · Pion noir sur case noire g7 · Pion noir sur case blanche h7 · Pion blanc sur case blanche a2 · Pion blanc sur case noire b2 · Pion blanc sur case blanche c2 · Pion blanc sur case noire d2 · Pion blanc sur case blanche e2 · Pion blanc sur case noire f2 · Pion blanc sur case blanche g2 · Pion blanc sur case noire h2 · Tour blanche sur case noire a1 · Cavalier blanc sur case blanche b1 · Fou blanc sur case noire c1 · Dame blanche sur case blanche d1 · Roi blanc sur case noire e1 · Fou blanc sur case blanche f1 · Cavalier blanc sur case noire g1 | Tour noire sur case blanche a8 · Cavalier noir sur case noire b8 · Fou noir sur case blanche c8 · Dame noire sur case noire d8 · Roi noir sur case blanche e8 · Fou noir sur case noire f8 · Cavalier noir sur case blanche g8 · Tour noire sur case noire h8 · Pion noir sur case noire a7 · Pion noir sur case blanche b7 · Pion noir sur case noire c7 · Pion noir sur case blanche d7 · Pion noir sur case noire e7 · Pion noir sur case blanche f7 · Pion noir sur case noire g7 · Pion noir sur case blanche h7 · Pion blanc sur case blanche a2 · Pion blanc sur case noire b2 · Pion blanc sur case blanche c2 · Pion blanc sur case noire d2 · Pion blanc sur case blanche e2 · Pion blanc sur case noire f2 · Pion blanc sur case blanche g2 · Pion blanc sur case noire h2 · Tour blanche sur case noire a1 · Cavalier blanc sur case blanche b1 · Fou blanc sur case noire c1 · Dame blanche sur case blanche d1 · Roi blanc sur case noire e1 · Fou blanc sur case blanche f1 · Cavalier blanc sur case noire g1 | Tour noire sur case blanche a8 · Cavalier noir sur case noire b8 · Fou noir sur case blanche c8 · Dame noire sur case noire d8 · Roi noir sur case blanche e8 · Fou noir sur case noire f8 · Cavalier noir sur case blanche g8 · Tour noire sur case noire h8 · Pion noir sur case noire a7 · Pion noir sur case blanche b7 · Pion noir sur case noire c7 · Pion noir sur case blanche d7 · Pion noir sur case noire e7 · Pion noir sur case blanche f7 · Pion noir sur case noire g7 · Pion noir sur case blanche h7 · Pion blanc sur case blanche a2 · Pion blanc sur case noire b2 · Pion blanc sur case blanche c2 · Pion blanc sur case noire d2 · Pion blanc sur case blanche e2 · Pion blanc sur case noire f2 · Pion blanc sur case blanche g2 · Pion blanc sur case noire h2 · Tour blanche sur case noire a1 · Cavalier blanc sur case blanche b1 · Fou blanc sur case noire c1 · Dame blanche sur case blanche d1 · Roi blanc sur case noire e1 · Fou blanc sur case blanche f1 · Cavalier blanc sur case noire g1 | Tour noire sur case blanche a8 · Cavalier noir sur case noire b8 · Fou noir sur case blanche c8 · Dame noire sur case noire d8 · Roi noir sur case blanche e8 · Fou noir sur case noire f8 · Cavalier noir sur case blanche g8 · Tour noire sur case noire h8 · Pion noir sur case noire a7 · Pion noir sur case blanche b7 · Pion noir sur case noire c7 · Pion noir sur case blanche d7 · Pion noir sur case noire e7 · Pion noir sur case blanche f7 · Pion noir sur case noire g7 · Pion noir sur case blanche h7 · Pion blanc sur case blanche a2 · Pion blanc sur case noire b2 · Pion blanc sur case blanche c2 · Pion blanc sur case noire d2 · Pion blanc sur case blanche e2 · Pion blanc sur case noire f2 · Pion blanc sur case blanche g2 · Pion blanc sur case noire h2 · Tour blanche sur case noire a1 · Cavalier blanc sur case blanche b1 · Fou blanc sur case noire c1 · Dame blanche sur case blanche d1 · Roi blanc sur case noire e1 · Fou blanc sur case blanche f1 · Cavalier blanc sur case noire g1 | Tour noire sur case blanche a8 · Cavalier noir sur case noire b8 · Fou noir sur case blanche c8 · Dame noire sur case noire d8 · Roi noir sur case blanche e8 · Fou noir sur case noire f8 · Cavalier noir sur case blanche g8 · Tour noire sur case noire h8 · Pion noir sur case noire a7 · Pion noir sur case blanche b7 · Pion noir sur case noire c7 · Pion noir sur case blanche d7 · Pion noir sur case noire e7 · Pion noir sur case blanche f7 · Pion noir sur case noire g7 · Pion noir sur case blanche h7 · Pion blanc sur case blanche a2 · Pion blanc sur case noire b2 · Pion blanc sur case blanche c2 · Pion blanc sur case noire d2 · Pion blanc sur case blanche e2 · Pion blanc sur case noire f2 · Pion blanc sur case blanche g2 · Pion blanc sur case noire h2 · Tour blanche sur case noire a1 · Cavalier blanc sur case blanche b1 · Fou blanc sur case noire c1 · Dame blanche sur case blanche d1 · Roi blanc sur case noire e1 · Fou blanc sur case blanche f1 · Cavalier blanc sur case noire g1 | 1 |
|   | a | b | c | d | e | f | g | h |   |

Lorsqu'un Cavalier se déplace, il passe alternativement d'une case blanche à une case noire. Dans la position du diagramme nous avons, pour chaque camp, un Cavalier sur case blanche et un Cavalier sur case noire comme dans la position initiale ; s'ils sont toujours sur l'échiquier et s'ils ne sont pas issus d'une sous-promotion, on peut donc savoir si les cavaliers ont joué un nombre pair ou impair de coups.
On remarque qu'aucun pion n'ayant été déplacé, seuls les Cavaliers et les Tours (après déplacement du Cavalier contigu) peuvent avoir bougé.

Si elles ont bougé, les Tours noires n'ont eu à leur disposition que les cases d'où sont éventuellement partis leur Cavalier voisin. Ainsi, les Tours noires n'ont pu effectuer qu'un nombre pair de coups (éventuellement zéro).

Les Noirs ont donc joué un nombre pair de coups.

Le trait étant au Noirs, les Blancs ont joué un nombre impair de coups. Or, les Cavaliers blancs et la Tour a1 ayant joué un nombre pair de coups, c'est donc la Tour h1 qui a joué un nombre impair de coups.

Elle a donc été prise sur la case g1.

Le Cavalier qui a pris la Tour en g1 ne pouvait venir de f3, sinon le Roi blanc aurait été en échec.

Le coup obligatoire des noirs est donc ...Ch3xTg1.

## Conventions propres à l'analyse rétrograde
- Toute pièce autre que le roi ou les pions peut indifféremment être d'origine ou issue d'une promotion ou sous-promotion : les solutions apportées doivent donc prendre en compte ces deux possibilités ;
- Pour effectuer une prise en passant il est nécessaire de prouver que celle-ci est licite (c'est-à-dire que le pion pris a fait au coup précédant un mouvement de deux cases) ;
- Un roque est supposé licite sauf s'il est prouvé que le roi ou la tour considérée ont déjà bougé ;

Il existe des cas particuliers où plusieurs roques ou prises en passant seraient potentiellement possibles, mais sont mutuellement exclusifs. Dans ce cas il convient de donner les solutions correspondant à chaque cas, sauf si d'autres conventions sont spécifiées. 
|   | a | b | c | d | e | f | g | h |   |
| 8 | Roi noir sur case blanche e8 · Tour noire sur case noire h8 · Fou blanc sur case noire f6 · Pion blanc sur case noire h6 · Tour blanche sur case blanche d5 · Roi blanc sur case blanche f5 · Pion noir sur case noire g5 · Pion blanc sur case blanche h5 | Roi noir sur case blanche e8 · Tour noire sur case noire h8 · Fou blanc sur case noire f6 · Pion blanc sur case noire h6 · Tour blanche sur case blanche d5 · Roi blanc sur case blanche f5 · Pion noir sur case noire g5 · Pion blanc sur case blanche h5 | Roi noir sur case blanche e8 · Tour noire sur case noire h8 · Fou blanc sur case noire f6 · Pion blanc sur case noire h6 · Tour blanche sur case blanche d5 · Roi blanc sur case blanche f5 · Pion noir sur case noire g5 · Pion blanc sur case blanche h5 | Roi noir sur case blanche e8 · Tour noire sur case noire h8 · Fou blanc sur case noire f6 · Pion blanc sur case noire h6 · Tour blanche sur case blanche d5 · Roi blanc sur case blanche f5 · Pion noir sur case noire g5 · Pion blanc sur case blanche h5 | Roi noir sur case blanche e8 · Tour noire sur case noire h8 · Fou blanc sur case noire f6 · Pion blanc sur case noire h6 · Tour blanche sur case blanche d5 · Roi blanc sur case blanche f5 · Pion noir sur case noire g5 · Pion blanc sur case blanche h5 | Roi noir sur case blanche e8 · Tour noire sur case noire h8 · Fou blanc sur case noire f6 · Pion blanc sur case noire h6 · Tour blanche sur case blanche d5 · Roi blanc sur case blanche f5 · Pion noir sur case noire g5 · Pion blanc sur case blanche h5 | Roi noir sur case blanche e8 · Tour noire sur case noire h8 · Fou blanc sur case noire f6 · Pion blanc sur case noire h6 · Tour blanche sur case blanche d5 · Roi blanc sur case blanche f5 · Pion noir sur case noire g5 · Pion blanc sur case blanche h5 | Roi noir sur case blanche e8 · Tour noire sur case noire h8 · Fou blanc sur case noire f6 · Pion blanc sur case noire h6 · Tour blanche sur case blanche d5 · Roi blanc sur case blanche f5 · Pion noir sur case noire g5 · Pion blanc sur case blanche h5 | 8 |
| 7 | Roi noir sur case blanche e8 · Tour noire sur case noire h8 · Fou blanc sur case noire f6 · Pion blanc sur case noire h6 · Tour blanche sur case blanche d5 · Roi blanc sur case blanche f5 · Pion noir sur case noire g5 · Pion blanc sur case blanche h5 | Roi noir sur case blanche e8 · Tour noire sur case noire h8 · Fou blanc sur case noire f6 · Pion blanc sur case noire h6 · Tour blanche sur case blanche d5 · Roi blanc sur case blanche f5 · Pion noir sur case noire g5 · Pion blanc sur case blanche h5 | Roi noir sur case blanche e8 · Tour noire sur case noire h8 · Fou blanc sur case noire f6 · Pion blanc sur case noire h6 · Tour blanche sur case blanche d5 · Roi blanc sur case blanche f5 · Pion noir sur case noire g5 · Pion blanc sur case blanche h5 | Roi noir sur case blanche e8 · Tour noire sur case noire h8 · Fou blanc sur case noire f6 · Pion blanc sur case noire h6 · Tour blanche sur case blanche d5 · Roi blanc sur case blanche f5 · Pion noir sur case noire g5 · Pion blanc sur case blanche h5 | Roi noir sur case blanche e8 · Tour noire sur case noire h8 · Fou blanc sur case noire f6 · Pion blanc sur case noire h6 · Tour blanche sur case blanche d5 · Roi blanc sur case blanche f5 · Pion noir sur case noire g5 · Pion blanc sur case blanche h5 | Roi noir sur case blanche e8 · Tour noire sur case noire h8 · Fou blanc sur case noire f6 · Pion blanc sur case noire h6 · Tour blanche sur case blanche d5 · Roi blanc sur case blanche f5 · Pion noir sur case noire g5 · Pion blanc sur case blanche h5 | Roi noir sur case blanche e8 · Tour noire sur case noire h8 · Fou blanc sur case noire f6 · Pion blanc sur case noire h6 · Tour blanche sur case blanche d5 · Roi blanc sur case blanche f5 · Pion noir sur case noire g5 · Pion blanc sur case blanche h5 | Roi noir sur case blanche e8 · Tour noire sur case noire h8 · Fou blanc sur case noire f6 · Pion blanc sur case noire h6 · Tour blanche sur case blanche d5 · Roi blanc sur case blanche f5 · Pion noir sur case noire g5 · Pion blanc sur case blanche h5 | 7 |
| 6 | Roi noir sur case blanche e8 · Tour noire sur case noire h8 · Fou blanc sur case noire f6 · Pion blanc sur case noire h6 · Tour blanche sur case blanche d5 · Roi blanc sur case blanche f5 · Pion noir sur case noire g5 · Pion blanc sur case blanche h5 | Roi noir sur case blanche e8 · Tour noire sur case noire h8 · Fou blanc sur case noire f6 · Pion blanc sur case noire h6 · Tour blanche sur case blanche d5 · Roi blanc sur case blanche f5 · Pion noir sur case noire g5 · Pion blanc sur case blanche h5 | Roi noir sur case blanche e8 · Tour noire sur case noire h8 · Fou blanc sur case noire f6 · Pion blanc sur case noire h6 · Tour blanche sur case blanche d5 · Roi blanc sur case blanche f5 · Pion noir sur case noire g5 · Pion blanc sur case blanche h5 | Roi noir sur case blanche e8 · Tour noire sur case noire h8 · Fou blanc sur case noire f6 · Pion blanc sur case noire h6 · Tour blanche sur case blanche d5 · Roi blanc sur case blanche f5 · Pion noir sur case noire g5 · Pion blanc sur case blanche h5 | Roi noir sur case blanche e8 · Tour noire sur case noire h8 · Fou blanc sur case noire f6 · Pion blanc sur case noire h6 · Tour blanche sur case blanche d5 · Roi blanc sur case blanche f5 · Pion noir sur case noire g5 · Pion blanc sur case blanche h5 | Roi noir sur case blanche e8 · Tour noire sur case noire h8 · Fou blanc sur case noire f6 · Pion blanc sur case noire h6 · Tour blanche sur case blanche d5 · Roi blanc sur case blanche f5 · Pion noir sur case noire g5 · Pion blanc sur case blanche h5 | Roi noir sur case blanche e8 · Tour noire sur case noire h8 · Fou blanc sur case noire f6 · Pion blanc sur case noire h6 · Tour blanche sur case blanche d5 · Roi blanc sur case blanche f5 · Pion noir sur case noire g5 · Pion blanc sur case blanche h5 | Roi noir sur case blanche e8 · Tour noire sur case noire h8 · Fou blanc sur case noire f6 · Pion blanc sur case noire h6 · Tour blanche sur case blanche d5 · Roi blanc sur case blanche f5 · Pion noir sur case noire g5 · Pion blanc sur case blanche h5 | 6 |
| 5 | Roi noir sur case blanche e8 · Tour noire sur case noire h8 · Fou blanc sur case noire f6 · Pion blanc sur case noire h6 · Tour blanche sur case blanche d5 · Roi blanc sur case blanche f5 · Pion noir sur case noire g5 · Pion blanc sur case blanche h5 | Roi noir sur case blanche e8 · Tour noire sur case noire h8 · Fou blanc sur case noire f6 · Pion blanc sur case noire h6 · Tour blanche sur case blanche d5 · Roi blanc sur case blanche f5 · Pion noir sur case noire g5 · Pion blanc sur case blanche h5 | Roi noir sur case blanche e8 · Tour noire sur case noire h8 · Fou blanc sur case noire f6 · Pion blanc sur case noire h6 · Tour blanche sur case blanche d5 · Roi blanc sur case blanche f5 · Pion noir sur case noire g5 · Pion blanc sur case blanche h5 | Roi noir sur case blanche e8 · Tour noire sur case noire h8 · Fou blanc sur case noire f6 · Pion blanc sur case noire h6 · Tour blanche sur case blanche d5 · Roi blanc sur case blanche f5 · Pion noir sur case noire g5 · Pion blanc sur case blanche h5 | Roi noir sur case blanche e8 · Tour noire sur case noire h8 · Fou blanc sur case noire f6 · Pion blanc sur case noire h6 · Tour blanche sur case blanche d5 · Roi blanc sur case blanche f5 · Pion noir sur case noire g5 · Pion blanc sur case blanche h5 | Roi noir sur case blanche e8 · Tour noire sur case noire h8 · Fou blanc sur case noire f6 · Pion blanc sur case noire h6 · Tour blanche sur case blanche d5 · Roi blanc sur case blanche f5 · Pion noir sur case noire g5 · Pion blanc sur case blanche h5 | Roi noir sur case blanche e8 · Tour noire sur case noire h8 · Fou blanc sur case noire f6 · Pion blanc sur case noire h6 · Tour blanche sur case blanche d5 · Roi blanc sur case blanche f5 · Pion noir sur case noire g5 · Pion blanc sur case blanche h5 | Roi noir sur case blanche e8 · Tour noire sur case noire h8 · Fou blanc sur case noire f6 · Pion blanc sur case noire h6 · Tour blanche sur case blanche d5 · Roi blanc sur case blanche f5 · Pion noir sur case noire g5 · Pion blanc sur case blanche h5 | 5 |
| 4 | Roi noir sur case blanche e8 · Tour noire sur case noire h8 · Fou blanc sur case noire f6 · Pion blanc sur case noire h6 · Tour blanche sur case blanche d5 · Roi blanc sur case blanche f5 · Pion noir sur case noire g5 · Pion blanc sur case blanche h5 | Roi noir sur case blanche e8 · Tour noire sur case noire h8 · Fou blanc sur case noire f6 · Pion blanc sur case noire h6 · Tour blanche sur case blanche d5 · Roi blanc sur case blanche f5 · Pion noir sur case noire g5 · Pion blanc sur case blanche h5 | Roi noir sur case blanche e8 · Tour noire sur case noire h8 · Fou blanc sur case noire f6 · Pion blanc sur case noire h6 · Tour blanche sur case blanche d5 · Roi blanc sur case blanche f5 · Pion noir sur case noire g5 · Pion blanc sur case blanche h5 | Roi noir sur case blanche e8 · Tour noire sur case noire h8 · Fou blanc sur case noire f6 · Pion blanc sur case noire h6 · Tour blanche sur case blanche d5 · Roi blanc sur case blanche f5 · Pion noir sur case noire g5 · Pion blanc sur case blanche h5 | Roi noir sur case blanche e8 · Tour noire sur case noire h8 · Fou blanc sur case noire f6 · Pion blanc sur case noire h6 · Tour blanche sur case blanche d5 · Roi blanc sur case blanche f5 · Pion noir sur case noire g5 · Pion blanc sur case blanche h5 | Roi noir sur case blanche e8 · Tour noire sur case noire h8 · Fou blanc sur case noire f6 · Pion blanc sur case noire h6 · Tour blanche sur case blanche d5 · Roi blanc sur case blanche f5 · Pion noir sur case noire g5 · Pion blanc sur case blanche h5 | Roi noir sur case blanche e8 · Tour noire sur case noire h8 · Fou blanc sur case noire f6 · Pion blanc sur case noire h6 · Tour blanche sur case blanche d5 · Roi blanc sur case blanche f5 · Pion noir sur case noire g5 · Pion blanc sur case blanche h5 | Roi noir sur case blanche e8 · Tour noire sur case noire h8 · Fou blanc sur case noire f6 · Pion blanc sur case noire h6 · Tour blanche sur case blanche d5 · Roi blanc sur case blanche f5 · Pion noir sur case noire g5 · Pion blanc sur case blanche h5 | 4 |
| 3 | Roi noir sur case blanche e8 · Tour noire sur case noire h8 · Fou blanc sur case noire f6 · Pion blanc sur case noire h6 · Tour blanche sur case blanche d5 · Roi blanc sur case blanche f5 · Pion noir sur case noire g5 · Pion blanc sur case blanche h5 | Roi noir sur case blanche e8 · Tour noire sur case noire h8 · Fou blanc sur case noire f6 · Pion blanc sur case noire h6 · Tour blanche sur case blanche d5 · Roi blanc sur case blanche f5 · Pion noir sur case noire g5 · Pion blanc sur case blanche h5 | Roi noir sur case blanche e8 · Tour noire sur case noire h8 · Fou blanc sur case noire f6 · Pion blanc sur case noire h6 · Tour blanche sur case blanche d5 · Roi blanc sur case blanche f5 · Pion noir sur case noire g5 · Pion blanc sur case blanche h5 | Roi noir sur case blanche e8 · Tour noire sur case noire h8 · Fou blanc sur case noire f6 · Pion blanc sur case noire h6 · Tour blanche sur case blanche d5 · Roi blanc sur case blanche f5 · Pion noir sur case noire g5 · Pion blanc sur case blanche h5 | Roi noir sur case blanche e8 · Tour noire sur case noire h8 · Fou blanc sur case noire f6 · Pion blanc sur case noire h6 · Tour blanche sur case blanche d5 · Roi blanc sur case blanche f5 · Pion noir sur case noire g5 · Pion blanc sur case blanche h5 | Roi noir sur case blanche e8 · Tour noire sur case noire h8 · Fou blanc sur case noire f6 · Pion blanc sur case noire h6 · Tour blanche sur case blanche d5 · Roi blanc sur case blanche f5 · Pion noir sur case noire g5 · Pion blanc sur case blanche h5 | Roi noir sur case blanche e8 · Tour noire sur case noire h8 · Fou blanc sur case noire f6 · Pion blanc sur case noire h6 · Tour blanche sur case blanche d5 · Roi blanc sur case blanche f5 · Pion noir sur case noire g5 · Pion blanc sur case blanche h5 | Roi noir sur case blanche e8 · Tour noire sur case noire h8 · Fou blanc sur case noire f6 · Pion blanc sur case noire h6 · Tour blanche sur case blanche d5 · Roi blanc sur case blanche f5 · Pion noir sur case noire g5 · Pion blanc sur case blanche h5 | 3 |
| 2 | Roi noir sur case blanche e8 · Tour noire sur case noire h8 · Fou blanc sur case noire f6 · Pion blanc sur case noire h6 · Tour blanche sur case blanche d5 · Roi blanc sur case blanche f5 · Pion noir sur case noire g5 · Pion blanc sur case blanche h5 | Roi noir sur case blanche e8 · Tour noire sur case noire h8 · Fou blanc sur case noire f6 · Pion blanc sur case noire h6 · Tour blanche sur case blanche d5 · Roi blanc sur case blanche f5 · Pion noir sur case noire g5 · Pion blanc sur case blanche h5 | Roi noir sur case blanche e8 · Tour noire sur case noire h8 · Fou blanc sur case noire f6 · Pion blanc sur case noire h6 · Tour blanche sur case blanche d5 · Roi blanc sur case blanche f5 · Pion noir sur case noire g5 · Pion blanc sur case blanche h5 | Roi noir sur case blanche e8 · Tour noire sur case noire h8 · Fou blanc sur case noire f6 · Pion blanc sur case noire h6 · Tour blanche sur case blanche d5 · Roi blanc sur case blanche f5 · Pion noir sur case noire g5 · Pion blanc sur case blanche h5 | Roi noir sur case blanche e8 · Tour noire sur case noire h8 · Fou blanc sur case noire f6 · Pion blanc sur case noire h6 · Tour blanche sur case blanche d5 · Roi blanc sur case blanche f5 · Pion noir sur case noire g5 · Pion blanc sur case blanche h5 | Roi noir sur case blanche e8 · Tour noire sur case noire h8 · Fou blanc sur case noire f6 · Pion blanc sur case noire h6 · Tour blanche sur case blanche d5 · Roi blanc sur case blanche f5 · Pion noir sur case noire g5 · Pion blanc sur case blanche h5 | Roi noir sur case blanche e8 · Tour noire sur case noire h8 · Fou blanc sur case noire f6 · Pion blanc sur case noire h6 · Tour blanche sur case blanche d5 · Roi blanc sur case blanche f5 · Pion noir sur case noire g5 · Pion blanc sur case blanche h5 | Roi noir sur case blanche e8 · Tour noire sur case noire h8 · Fou blanc sur case noire f6 · Pion blanc sur case noire h6 · Tour blanche sur case blanche d5 · Roi blanc sur case blanche f5 · Pion noir sur case noire g5 · Pion blanc sur case blanche h5 | 2 |
| 1 | Roi noir sur case blanche e8 · Tour noire sur case noire h8 · Fou blanc sur case noire f6 · Pion blanc sur case noire h6 · Tour blanche sur case blanche d5 · Roi blanc sur case blanche f5 · Pion noir sur case noire g5 · Pion blanc sur case blanche h5 | Roi noir sur case blanche e8 · Tour noire sur case noire h8 · Fou blanc sur case noire f6 · Pion blanc sur case noire h6 · Tour blanche sur case blanche d5 · Roi blanc sur case blanche f5 · Pion noir sur case noire g5 · Pion blanc sur case blanche h5 | Roi noir sur case blanche e8 · Tour noire sur case noire h8 · Fou blanc sur case noire f6 · Pion blanc sur case noire h6 · Tour blanche sur case blanche d5 · Roi blanc sur case blanche f5 · Pion noir sur case noire g5 · Pion blanc sur case blanche h5 | Roi noir sur case blanche e8 · Tour noire sur case noire h8 · Fou blanc sur case noire f6 · Pion blanc sur case noire h6 · Tour blanche sur case blanche d5 · Roi blanc sur case blanche f5 · Pion noir sur case noire g5 · Pion blanc sur case blanche h5 | Roi noir sur case blanche e8 · Tour noire sur case noire h8 · Fou blanc sur case noire f6 · Pion blanc sur case noire h6 · Tour blanche sur case blanche d5 · Roi blanc sur case blanche f5 · Pion noir sur case noire g5 · Pion blanc sur case blanche h5 | Roi noir sur case blanche e8 · Tour noire sur case noire h8 · Fou blanc sur case noire f6 · Pion blanc sur case noire h6 · Tour blanche sur case blanche d5 · Roi blanc sur case blanche f5 · Pion noir sur case noire g5 · Pion blanc sur case blanche h5 | Roi noir sur case blanche e8 · Tour noire sur case noire h8 · Fou blanc sur case noire f6 · Pion blanc sur case noire h6 · Tour blanche sur case blanche d5 · Roi blanc sur case blanche f5 · Pion noir sur case noire g5 · Pion blanc sur case blanche h5 | Roi noir sur case blanche e8 · Tour noire sur case noire h8 · Fou blanc sur case noire f6 · Pion blanc sur case noire h6 · Tour blanche sur case blanche d5 · Roi blanc sur case blanche f5 · Pion noir sur case noire g5 · Pion blanc sur case blanche h5 | 1 |
|   | a | b | c | d | e | f | g | h |   |

Soit le pion noir vient d'avancer de 2 cases (il ne pouvait se trouver en g6, le roi blanc aurait été en échec) et les blancs peuvent alors prendre en passant. Soit le roi ou la tour viennent de bouger et par conséquent les noirs ne peuvent pas roquer.
- Si les noirs viennent de jouer g7-g5 : 1.hxg6 ep 0-0 2.h7#
- Si les noirs ne peuvent roquer : 1.Re6 et 2.Td8#

|   | a | b | c | d | e | f | g | h |   |
| 8 | Tour noire sur case blanche a8 · Roi noir sur case blanche e8 · Pion noir sur case blanche b7 · Pion noir sur case blanche d7 · Pion noir sur case noire g7 · Pion noir sur case blanche c6 · Pion blanc sur case noire d6 · Pion noir sur case noire h6 · Tour blanche sur case blanche f3 · Pion blanc sur case blanche a2 · Pion blanc sur case noire b2 · Pion blanc sur case blanche c2 · Pion blanc sur case noire d2 · Roi blanc sur case noire e1 · Tour blanche sur case blanche h1 | Tour noire sur case blanche a8 · Roi noir sur case blanche e8 · Pion noir sur case blanche b7 · Pion noir sur case blanche d7 · Pion noir sur case noire g7 · Pion noir sur case blanche c6 · Pion blanc sur case noire d6 · Pion noir sur case noire h6 · Tour blanche sur case blanche f3 · Pion blanc sur case blanche a2 · Pion blanc sur case noire b2 · Pion blanc sur case blanche c2 · Pion blanc sur case noire d2 · Roi blanc sur case noire e1 · Tour blanche sur case blanche h1 | Tour noire sur case blanche a8 · Roi noir sur case blanche e8 · Pion noir sur case blanche b7 · Pion noir sur case blanche d7 · Pion noir sur case noire g7 · Pion noir sur case blanche c6 · Pion blanc sur case noire d6 · Pion noir sur case noire h6 · Tour blanche sur case blanche f3 · Pion blanc sur case blanche a2 · Pion blanc sur case noire b2 · Pion blanc sur case blanche c2 · Pion blanc sur case noire d2 · Roi blanc sur case noire e1 · Tour blanche sur case blanche h1 | Tour noire sur case blanche a8 · Roi noir sur case blanche e8 · Pion noir sur case blanche b7 · Pion noir sur case blanche d7 · Pion noir sur case noire g7 · Pion noir sur case blanche c6 · Pion blanc sur case noire d6 · Pion noir sur case noire h6 · Tour blanche sur case blanche f3 · Pion blanc sur case blanche a2 · Pion blanc sur case noire b2 · Pion blanc sur case blanche c2 · Pion blanc sur case noire d2 · Roi blanc sur case noire e1 · Tour blanche sur case blanche h1 | Tour noire sur case blanche a8 · Roi noir sur case blanche e8 · Pion noir sur case blanche b7 · Pion noir sur case blanche d7 · Pion noir sur case noire g7 · Pion noir sur case blanche c6 · Pion blanc sur case noire d6 · Pion noir sur case noire h6 · Tour blanche sur case blanche f3 · Pion blanc sur case blanche a2 · Pion blanc sur case noire b2 · Pion blanc sur case blanche c2 · Pion blanc sur case noire d2 · Roi blanc sur case noire e1 · Tour blanche sur case blanche h1 | Tour noire sur case blanche a8 · Roi noir sur case blanche e8 · Pion noir sur case blanche b7 · Pion noir sur case blanche d7 · Pion noir sur case noire g7 · Pion noir sur case blanche c6 · Pion blanc sur case noire d6 · Pion noir sur case noire h6 · Tour blanche sur case blanche f3 · Pion blanc sur case blanche a2 · Pion blanc sur case noire b2 · Pion blanc sur case blanche c2 · Pion blanc sur case noire d2 · Roi blanc sur case noire e1 · Tour blanche sur case blanche h1 | Tour noire sur case blanche a8 · Roi noir sur case blanche e8 · Pion noir sur case blanche b7 · Pion noir sur case blanche d7 · Pion noir sur case noire g7 · Pion noir sur case blanche c6 · Pion blanc sur case noire d6 · Pion noir sur case noire h6 · Tour blanche sur case blanche f3 · Pion blanc sur case blanche a2 · Pion blanc sur case noire b2 · Pion blanc sur case blanche c2 · Pion blanc sur case noire d2 · Roi blanc sur case noire e1 · Tour blanche sur case blanche h1 | Tour noire sur case blanche a8 · Roi noir sur case blanche e8 · Pion noir sur case blanche b7 · Pion noir sur case blanche d7 · Pion noir sur case noire g7 · Pion noir sur case blanche c6 · Pion blanc sur case noire d6 · Pion noir sur case noire h6 · Tour blanche sur case blanche f3 · Pion blanc sur case blanche a2 · Pion blanc sur case noire b2 · Pion blanc sur case blanche c2 · Pion blanc sur case noire d2 · Roi blanc sur case noire e1 · Tour blanche sur case blanche h1 | 8 |
| 7 | Tour noire sur case blanche a8 · Roi noir sur case blanche e8 · Pion noir sur case blanche b7 · Pion noir sur case blanche d7 · Pion noir sur case noire g7 · Pion noir sur case blanche c6 · Pion blanc sur case noire d6 · Pion noir sur case noire h6 · Tour blanche sur case blanche f3 · Pion blanc sur case blanche a2 · Pion blanc sur case noire b2 · Pion blanc sur case blanche c2 · Pion blanc sur case noire d2 · Roi blanc sur case noire e1 · Tour blanche sur case blanche h1 | Tour noire sur case blanche a8 · Roi noir sur case blanche e8 · Pion noir sur case blanche b7 · Pion noir sur case blanche d7 · Pion noir sur case noire g7 · Pion noir sur case blanche c6 · Pion blanc sur case noire d6 · Pion noir sur case noire h6 · Tour blanche sur case blanche f3 · Pion blanc sur case blanche a2 · Pion blanc sur case noire b2 · Pion blanc sur case blanche c2 · Pion blanc sur case noire d2 · Roi blanc sur case noire e1 · Tour blanche sur case blanche h1 | Tour noire sur case blanche a8 · Roi noir sur case blanche e8 · Pion noir sur case blanche b7 · Pion noir sur case blanche d7 · Pion noir sur case noire g7 · Pion noir sur case blanche c6 · Pion blanc sur case noire d6 · Pion noir sur case noire h6 · Tour blanche sur case blanche f3 · Pion blanc sur case blanche a2 · Pion blanc sur case noire b2 · Pion blanc sur case blanche c2 · Pion blanc sur case noire d2 · Roi blanc sur case noire e1 · Tour blanche sur case blanche h1 | Tour noire sur case blanche a8 · Roi noir sur case blanche e8 · Pion noir sur case blanche b7 · Pion noir sur case blanche d7 · Pion noir sur case noire g7 · Pion noir sur case blanche c6 · Pion blanc sur case noire d6 · Pion noir sur case noire h6 · Tour blanche sur case blanche f3 · Pion blanc sur case blanche a2 · Pion blanc sur case noire b2 · Pion blanc sur case blanche c2 · Pion blanc sur case noire d2 · Roi blanc sur case noire e1 · Tour blanche sur case blanche h1 | Tour noire sur case blanche a8 · Roi noir sur case blanche e8 · Pion noir sur case blanche b7 · Pion noir sur case blanche d7 · Pion noir sur case noire g7 · Pion noir sur case blanche c6 · Pion blanc sur case noire d6 · Pion noir sur case noire h6 · Tour blanche sur case blanche f3 · Pion blanc sur case blanche a2 · Pion blanc sur case noire b2 · Pion blanc sur case blanche c2 · Pion blanc sur case noire d2 · Roi blanc sur case noire e1 · Tour blanche sur case blanche h1 | Tour noire sur case blanche a8 · Roi noir sur case blanche e8 · Pion noir sur case blanche b7 · Pion noir sur case blanche d7 · Pion noir sur case noire g7 · Pion noir sur case blanche c6 · Pion blanc sur case noire d6 · Pion noir sur case noire h6 · Tour blanche sur case blanche f3 · Pion blanc sur case blanche a2 · Pion blanc sur case noire b2 · Pion blanc sur case blanche c2 · Pion blanc sur case noire d2 · Roi blanc sur case noire e1 · Tour blanche sur case blanche h1 | Tour noire sur case blanche a8 · Roi noir sur case blanche e8 · Pion noir sur case blanche b7 · Pion noir sur case blanche d7 · Pion noir sur case noire g7 · Pion noir sur case blanche c6 · Pion blanc sur case noire d6 · Pion noir sur case noire h6 · Tour blanche sur case blanche f3 · Pion blanc sur case blanche a2 · Pion blanc sur case noire b2 · Pion blanc sur case blanche c2 · Pion blanc sur case noire d2 · Roi blanc sur case noire e1 · Tour blanche sur case blanche h1 | Tour noire sur case blanche a8 · Roi noir sur case blanche e8 · Pion noir sur case blanche b7 · Pion noir sur case blanche d7 · Pion noir sur case noire g7 · Pion noir sur case blanche c6 · Pion blanc sur case noire d6 · Pion noir sur case noire h6 · Tour blanche sur case blanche f3 · Pion blanc sur case blanche a2 · Pion blanc sur case noire b2 · Pion blanc sur case blanche c2 · Pion blanc sur case noire d2 · Roi blanc sur case noire e1 · Tour blanche sur case blanche h1 | 7 |
| 6 | Tour noire sur case blanche a8 · Roi noir sur case blanche e8 · Pion noir sur case blanche b7 · Pion noir sur case blanche d7 · Pion noir sur case noire g7 · Pion noir sur case blanche c6 · Pion blanc sur case noire d6 · Pion noir sur case noire h6 · Tour blanche sur case blanche f3 · Pion blanc sur case blanche a2 · Pion blanc sur case noire b2 · Pion blanc sur case blanche c2 · Pion blanc sur case noire d2 · Roi blanc sur case noire e1 · Tour blanche sur case blanche h1 | Tour noire sur case blanche a8 · Roi noir sur case blanche e8 · Pion noir sur case blanche b7 · Pion noir sur case blanche d7 · Pion noir sur case noire g7 · Pion noir sur case blanche c6 · Pion blanc sur case noire d6 · Pion noir sur case noire h6 · Tour blanche sur case blanche f3 · Pion blanc sur case blanche a2 · Pion blanc sur case noire b2 · Pion blanc sur case blanche c2 · Pion blanc sur case noire d2 · Roi blanc sur case noire e1 · Tour blanche sur case blanche h1 | Tour noire sur case blanche a8 · Roi noir sur case blanche e8 · Pion noir sur case blanche b7 · Pion noir sur case blanche d7 · Pion noir sur case noire g7 · Pion noir sur case blanche c6 · Pion blanc sur case noire d6 · Pion noir sur case noire h6 · Tour blanche sur case blanche f3 · Pion blanc sur case blanche a2 · Pion blanc sur case noire b2 · Pion blanc sur case blanche c2 · Pion blanc sur case noire d2 · Roi blanc sur case noire e1 · Tour blanche sur case blanche h1 | Tour noire sur case blanche a8 · Roi noir sur case blanche e8 · Pion noir sur case blanche b7 · Pion noir sur case blanche d7 · Pion noir sur case noire g7 · Pion noir sur case blanche c6 · Pion blanc sur case noire d6 · Pion noir sur case noire h6 · Tour blanche sur case blanche f3 · Pion blanc sur case blanche a2 · Pion blanc sur case noire b2 · Pion blanc sur case blanche c2 · Pion blanc sur case noire d2 · Roi blanc sur case noire e1 · Tour blanche sur case blanche h1 | Tour noire sur case blanche a8 · Roi noir sur case blanche e8 · Pion noir sur case blanche b7 · Pion noir sur case blanche d7 · Pion noir sur case noire g7 · Pion noir sur case blanche c6 · Pion blanc sur case noire d6 · Pion noir sur case noire h6 · Tour blanche sur case blanche f3 · Pion blanc sur case blanche a2 · Pion blanc sur case noire b2 · Pion blanc sur case blanche c2 · Pion blanc sur case noire d2 · Roi blanc sur case noire e1 · Tour blanche sur case blanche h1 | Tour noire sur case blanche a8 · Roi noir sur case blanche e8 · Pion noir sur case blanche b7 · Pion noir sur case blanche d7 · Pion noir sur case noire g7 · Pion noir sur case blanche c6 · Pion blanc sur case noire d6 · Pion noir sur case noire h6 · Tour blanche sur case blanche f3 · Pion blanc sur case blanche a2 · Pion blanc sur case noire b2 · Pion blanc sur case blanche c2 · Pion blanc sur case noire d2 · Roi blanc sur case noire e1 · Tour blanche sur case blanche h1 | Tour noire sur case blanche a8 · Roi noir sur case blanche e8 · Pion noir sur case blanche b7 · Pion noir sur case blanche d7 · Pion noir sur case noire g7 · Pion noir sur case blanche c6 · Pion blanc sur case noire d6 · Pion noir sur case noire h6 · Tour blanche sur case blanche f3 · Pion blanc sur case blanche a2 · Pion blanc sur case noire b2 · Pion blanc sur case blanche c2 · Pion blanc sur case noire d2 · Roi blanc sur case noire e1 · Tour blanche sur case blanche h1 | Tour noire sur case blanche a8 · Roi noir sur case blanche e8 · Pion noir sur case blanche b7 · Pion noir sur case blanche d7 · Pion noir sur case noire g7 · Pion noir sur case blanche c6 · Pion blanc sur case noire d6 · Pion noir sur case noire h6 · Tour blanche sur case blanche f3 · Pion blanc sur case blanche a2 · Pion blanc sur case noire b2 · Pion blanc sur case blanche c2 · Pion blanc sur case noire d2 · Roi blanc sur case noire e1 · Tour blanche sur case blanche h1 | 6 |
| 5 | Tour noire sur case blanche a8 · Roi noir sur case blanche e8 · Pion noir sur case blanche b7 · Pion noir sur case blanche d7 · Pion noir sur case noire g7 · Pion noir sur case blanche c6 · Pion blanc sur case noire d6 · Pion noir sur case noire h6 · Tour blanche sur case blanche f3 · Pion blanc sur case blanche a2 · Pion blanc sur case noire b2 · Pion blanc sur case blanche c2 · Pion blanc sur case noire d2 · Roi blanc sur case noire e1 · Tour blanche sur case blanche h1 | Tour noire sur case blanche a8 · Roi noir sur case blanche e8 · Pion noir sur case blanche b7 · Pion noir sur case blanche d7 · Pion noir sur case noire g7 · Pion noir sur case blanche c6 · Pion blanc sur case noire d6 · Pion noir sur case noire h6 · Tour blanche sur case blanche f3 · Pion blanc sur case blanche a2 · Pion blanc sur case noire b2 · Pion blanc sur case blanche c2 · Pion blanc sur case noire d2 · Roi blanc sur case noire e1 · Tour blanche sur case blanche h1 | Tour noire sur case blanche a8 · Roi noir sur case blanche e8 · Pion noir sur case blanche b7 · Pion noir sur case blanche d7 · Pion noir sur case noire g7 · Pion noir sur case blanche c6 · Pion blanc sur case noire d6 · Pion noir sur case noire h6 · Tour blanche sur case blanche f3 · Pion blanc sur case blanche a2 · Pion blanc sur case noire b2 · Pion blanc sur case blanche c2 · Pion blanc sur case noire d2 · Roi blanc sur case noire e1 · Tour blanche sur case blanche h1 | Tour noire sur case blanche a8 · Roi noir sur case blanche e8 · Pion noir sur case blanche b7 · Pion noir sur case blanche d7 · Pion noir sur case noire g7 · Pion noir sur case blanche c6 · Pion blanc sur case noire d6 · Pion noir sur case noire h6 · Tour blanche sur case blanche f3 · Pion blanc sur case blanche a2 · Pion blanc sur case noire b2 · Pion blanc sur case blanche c2 · Pion blanc sur case noire d2 · Roi blanc sur case noire e1 · Tour blanche sur case blanche h1 | Tour noire sur case blanche a8 · Roi noir sur case blanche e8 · Pion noir sur case blanche b7 · Pion noir sur case blanche d7 · Pion noir sur case noire g7 · Pion noir sur case blanche c6 · Pion blanc sur case noire d6 · Pion noir sur case noire h6 · Tour blanche sur case blanche f3 · Pion blanc sur case blanche a2 · Pion blanc sur case noire b2 · Pion blanc sur case blanche c2 · Pion blanc sur case noire d2 · Roi blanc sur case noire e1 · Tour blanche sur case blanche h1 | Tour noire sur case blanche a8 · Roi noir sur case blanche e8 · Pion noir sur case blanche b7 · Pion noir sur case blanche d7 · Pion noir sur case noire g7 · Pion noir sur case blanche c6 · Pion blanc sur case noire d6 · Pion noir sur case noire h6 · Tour blanche sur case blanche f3 · Pion blanc sur case blanche a2 · Pion blanc sur case noire b2 · Pion blanc sur case blanche c2 · Pion blanc sur case noire d2 · Roi blanc sur case noire e1 · Tour blanche sur case blanche h1 | Tour noire sur case blanche a8 · Roi noir sur case blanche e8 · Pion noir sur case blanche b7 · Pion noir sur case blanche d7 · Pion noir sur case noire g7 · Pion noir sur case blanche c6 · Pion blanc sur case noire d6 · Pion noir sur case noire h6 · Tour blanche sur case blanche f3 · Pion blanc sur case blanche a2 · Pion blanc sur case noire b2 · Pion blanc sur case blanche c2 · Pion blanc sur case noire d2 · Roi blanc sur case noire e1 · Tour blanche sur case blanche h1 | Tour noire sur case blanche a8 · Roi noir sur case blanche e8 · Pion noir sur case blanche b7 · Pion noir sur case blanche d7 · Pion noir sur case noire g7 · Pion noir sur case blanche c6 · Pion blanc sur case noire d6 · Pion noir sur case noire h6 · Tour blanche sur case blanche f3 · Pion blanc sur case blanche a2 · Pion blanc sur case noire b2 · Pion blanc sur case blanche c2 · Pion blanc sur case noire d2 · Roi blanc sur case noire e1 · Tour blanche sur case blanche h1 | 5 |
| 4 | Tour noire sur case blanche a8 · Roi noir sur case blanche e8 · Pion noir sur case blanche b7 · Pion noir sur case blanche d7 · Pion noir sur case noire g7 · Pion noir sur case blanche c6 · Pion blanc sur case noire d6 · Pion noir sur case noire h6 · Tour blanche sur case blanche f3 · Pion blanc sur case blanche a2 · Pion blanc sur case noire b2 · Pion blanc sur case blanche c2 · Pion blanc sur case noire d2 · Roi blanc sur case noire e1 · Tour blanche sur case blanche h1 | Tour noire sur case blanche a8 · Roi noir sur case blanche e8 · Pion noir sur case blanche b7 · Pion noir sur case blanche d7 · Pion noir sur case noire g7 · Pion noir sur case blanche c6 · Pion blanc sur case noire d6 · Pion noir sur case noire h6 · Tour blanche sur case blanche f3 · Pion blanc sur case blanche a2 · Pion blanc sur case noire b2 · Pion blanc sur case blanche c2 · Pion blanc sur case noire d2 · Roi blanc sur case noire e1 · Tour blanche sur case blanche h1 | Tour noire sur case blanche a8 · Roi noir sur case blanche e8 · Pion noir sur case blanche b7 · Pion noir sur case blanche d7 · Pion noir sur case noire g7 · Pion noir sur case blanche c6 · Pion blanc sur case noire d6 · Pion noir sur case noire h6 · Tour blanche sur case blanche f3 · Pion blanc sur case blanche a2 · Pion blanc sur case noire b2 · Pion blanc sur case blanche c2 · Pion blanc sur case noire d2 · Roi blanc sur case noire e1 · Tour blanche sur case blanche h1 | Tour noire sur case blanche a8 · Roi noir sur case blanche e8 · Pion noir sur case blanche b7 · Pion noir sur case blanche d7 · Pion noir sur case noire g7 · Pion noir sur case blanche c6 · Pion blanc sur case noire d6 · Pion noir sur case noire h6 · Tour blanche sur case blanche f3 · Pion blanc sur case blanche a2 · Pion blanc sur case noire b2 · Pion blanc sur case blanche c2 · Pion blanc sur case noire d2 · Roi blanc sur case noire e1 · Tour blanche sur case blanche h1 | Tour noire sur case blanche a8 · Roi noir sur case blanche e8 · Pion noir sur case blanche b7 · Pion noir sur case blanche d7 · Pion noir sur case noire g7 · Pion noir sur case blanche c6 · Pion blanc sur case noire d6 · Pion noir sur case noire h6 · Tour blanche sur case blanche f3 · Pion blanc sur case blanche a2 · Pion blanc sur case noire b2 · Pion blanc sur case blanche c2 · Pion blanc sur case noire d2 · Roi blanc sur case noire e1 · Tour blanche sur case blanche h1 | Tour noire sur case blanche a8 · Roi noir sur case blanche e8 · Pion noir sur case blanche b7 · Pion noir sur case blanche d7 · Pion noir sur case noire g7 · Pion noir sur case blanche c6 · Pion blanc sur case noire d6 · Pion noir sur case noire h6 · Tour blanche sur case blanche f3 · Pion blanc sur case blanche a2 · Pion blanc sur case noire b2 · Pion blanc sur case blanche c2 · Pion blanc sur case noire d2 · Roi blanc sur case noire e1 · Tour blanche sur case blanche h1 | Tour noire sur case blanche a8 · Roi noir sur case blanche e8 · Pion noir sur case blanche b7 · Pion noir sur case blanche d7 · Pion noir sur case noire g7 · Pion noir sur case blanche c6 · Pion blanc sur case noire d6 · Pion noir sur case noire h6 · Tour blanche sur case blanche f3 · Pion blanc sur case blanche a2 · Pion blanc sur case noire b2 · Pion blanc sur case blanche c2 · Pion blanc sur case noire d2 · Roi blanc sur case noire e1 · Tour blanche sur case blanche h1 | Tour noire sur case blanche a8 · Roi noir sur case blanche e8 · Pion noir sur case blanche b7 · Pion noir sur case blanche d7 · Pion noir sur case noire g7 · Pion noir sur case blanche c6 · Pion blanc sur case noire d6 · Pion noir sur case noire h6 · Tour blanche sur case blanche f3 · Pion blanc sur case blanche a2 · Pion blanc sur case noire b2 · Pion blanc sur case blanche c2 · Pion blanc sur case noire d2 · Roi blanc sur case noire e1 · Tour blanche sur case blanche h1 | 4 |
| 3 | Tour noire sur case blanche a8 · Roi noir sur case blanche e8 · Pion noir sur case blanche b7 · Pion noir sur case blanche d7 · Pion noir sur case noire g7 · Pion noir sur case blanche c6 · Pion blanc sur case noire d6 · Pion noir sur case noire h6 · Tour blanche sur case blanche f3 · Pion blanc sur case blanche a2 · Pion blanc sur case noire b2 · Pion blanc sur case blanche c2 · Pion blanc sur case noire d2 · Roi blanc sur case noire e1 · Tour blanche sur case blanche h1 | Tour noire sur case blanche a8 · Roi noir sur case blanche e8 · Pion noir sur case blanche b7 · Pion noir sur case blanche d7 · Pion noir sur case noire g7 · Pion noir sur case blanche c6 · Pion blanc sur case noire d6 · Pion noir sur case noire h6 · Tour blanche sur case blanche f3 · Pion blanc sur case blanche a2 · Pion blanc sur case noire b2 · Pion blanc sur case blanche c2 · Pion blanc sur case noire d2 · Roi blanc sur case noire e1 · Tour blanche sur case blanche h1 | Tour noire sur case blanche a8 · Roi noir sur case blanche e8 · Pion noir sur case blanche b7 · Pion noir sur case blanche d7 · Pion noir sur case noire g7 · Pion noir sur case blanche c6 · Pion blanc sur case noire d6 · Pion noir sur case noire h6 · Tour blanche sur case blanche f3 · Pion blanc sur case blanche a2 · Pion blanc sur case noire b2 · Pion blanc sur case blanche c2 · Pion blanc sur case noire d2 · Roi blanc sur case noire e1 · Tour blanche sur case blanche h1 | Tour noire sur case blanche a8 · Roi noir sur case blanche e8 · Pion noir sur case blanche b7 · Pion noir sur case blanche d7 · Pion noir sur case noire g7 · Pion noir sur case blanche c6 · Pion blanc sur case noire d6 · Pion noir sur case noire h6 · Tour blanche sur case blanche f3 · Pion blanc sur case blanche a2 · Pion blanc sur case noire b2 · Pion blanc sur case blanche c2 · Pion blanc sur case noire d2 · Roi blanc sur case noire e1 · Tour blanche sur case blanche h1 | Tour noire sur case blanche a8 · Roi noir sur case blanche e8 · Pion noir sur case blanche b7 · Pion noir sur case blanche d7 · Pion noir sur case noire g7 · Pion noir sur case blanche c6 · Pion blanc sur case noire d6 · Pion noir sur case noire h6 · Tour blanche sur case blanche f3 · Pion blanc sur case blanche a2 · Pion blanc sur case noire b2 · Pion blanc sur case blanche c2 · Pion blanc sur case noire d2 · Roi blanc sur case noire e1 · Tour blanche sur case blanche h1 | Tour noire sur case blanche a8 · Roi noir sur case blanche e8 · Pion noir sur case blanche b7 · Pion noir sur case blanche d7 · Pion noir sur case noire g7 · Pion noir sur case blanche c6 · Pion blanc sur case noire d6 · Pion noir sur case noire h6 · Tour blanche sur case blanche f3 · Pion blanc sur case blanche a2 · Pion blanc sur case noire b2 · Pion blanc sur case blanche c2 · Pion blanc sur case noire d2 · Roi blanc sur case noire e1 · Tour blanche sur case blanche h1 | Tour noire sur case blanche a8 · Roi noir sur case blanche e8 · Pion noir sur case blanche b7 · Pion noir sur case blanche d7 · Pion noir sur case noire g7 · Pion noir sur case blanche c6 · Pion blanc sur case noire d6 · Pion noir sur case noire h6 · Tour blanche sur case blanche f3 · Pion blanc sur case blanche a2 · Pion blanc sur case noire b2 · Pion blanc sur case blanche c2 · Pion blanc sur case noire d2 · Roi blanc sur case noire e1 · Tour blanche sur case blanche h1 | Tour noire sur case blanche a8 · Roi noir sur case blanche e8 · Pion noir sur case blanche b7 · Pion noir sur case blanche d7 · Pion noir sur case noire g7 · Pion noir sur case blanche c6 · Pion blanc sur case noire d6 · Pion noir sur case noire h6 · Tour blanche sur case blanche f3 · Pion blanc sur case blanche a2 · Pion blanc sur case noire b2 · Pion blanc sur case blanche c2 · Pion blanc sur case noire d2 · Roi blanc sur case noire e1 · Tour blanche sur case blanche h1 | 3 |
| 2 | Tour noire sur case blanche a8 · Roi noir sur case blanche e8 · Pion noir sur case blanche b7 · Pion noir sur case blanche d7 · Pion noir sur case noire g7 · Pion noir sur case blanche c6 · Pion blanc sur case noire d6 · Pion noir sur case noire h6 · Tour blanche sur case blanche f3 · Pion blanc sur case blanche a2 · Pion blanc sur case noire b2 · Pion blanc sur case blanche c2 · Pion blanc sur case noire d2 · Roi blanc sur case noire e1 · Tour blanche sur case blanche h1 | Tour noire sur case blanche a8 · Roi noir sur case blanche e8 · Pion noir sur case blanche b7 · Pion noir sur case blanche d7 · Pion noir sur case noire g7 · Pion noir sur case blanche c6 · Pion blanc sur case noire d6 · Pion noir sur case noire h6 · Tour blanche sur case blanche f3 · Pion blanc sur case blanche a2 · Pion blanc sur case noire b2 · Pion blanc sur case blanche c2 · Pion blanc sur case noire d2 · Roi blanc sur case noire e1 · Tour blanche sur case blanche h1 | Tour noire sur case blanche a8 · Roi noir sur case blanche e8 · Pion noir sur case blanche b7 · Pion noir sur case blanche d7 · Pion noir sur case noire g7 · Pion noir sur case blanche c6 · Pion blanc sur case noire d6 · Pion noir sur case noire h6 · Tour blanche sur case blanche f3 · Pion blanc sur case blanche a2 · Pion blanc sur case noire b2 · Pion blanc sur case blanche c2 · Pion blanc sur case noire d2 · Roi blanc sur case noire e1 · Tour blanche sur case blanche h1 | Tour noire sur case blanche a8 · Roi noir sur case blanche e8 · Pion noir sur case blanche b7 · Pion noir sur case blanche d7 · Pion noir sur case noire g7 · Pion noir sur case blanche c6 · Pion blanc sur case noire d6 · Pion noir sur case noire h6 · Tour blanche sur case blanche f3 · Pion blanc sur case blanche a2 · Pion blanc sur case noire b2 · Pion blanc sur case blanche c2 · Pion blanc sur case noire d2 · Roi blanc sur case noire e1 · Tour blanche sur case blanche h1 | Tour noire sur case blanche a8 · Roi noir sur case blanche e8 · Pion noir sur case blanche b7 · Pion noir sur case blanche d7 · Pion noir sur case noire g7 · Pion noir sur case blanche c6 · Pion blanc sur case noire d6 · Pion noir sur case noire h6 · Tour blanche sur case blanche f3 · Pion blanc sur case blanche a2 · Pion blanc sur case noire b2 · Pion blanc sur case blanche c2 · Pion blanc sur case noire d2 · Roi blanc sur case noire e1 · Tour blanche sur case blanche h1 | Tour noire sur case blanche a8 · Roi noir sur case blanche e8 · Pion noir sur case blanche b7 · Pion noir sur case blanche d7 · Pion noir sur case noire g7 · Pion noir sur case blanche c6 · Pion blanc sur case noire d6 · Pion noir sur case noire h6 · Tour blanche sur case blanche f3 · Pion blanc sur case blanche a2 · Pion blanc sur case noire b2 · Pion blanc sur case blanche c2 · Pion blanc sur case noire d2 · Roi blanc sur case noire e1 · Tour blanche sur case blanche h1 | Tour noire sur case blanche a8 · Roi noir sur case blanche e8 · Pion noir sur case blanche b7 · Pion noir sur case blanche d7 · Pion noir sur case noire g7 · Pion noir sur case blanche c6 · Pion blanc sur case noire d6 · Pion noir sur case noire h6 · Tour blanche sur case blanche f3 · Pion blanc sur case blanche a2 · Pion blanc sur case noire b2 · Pion blanc sur case blanche c2 · Pion blanc sur case noire d2 · Roi blanc sur case noire e1 · Tour blanche sur case blanche h1 | Tour noire sur case blanche a8 · Roi noir sur case blanche e8 · Pion noir sur case blanche b7 · Pion noir sur case blanche d7 · Pion noir sur case noire g7 · Pion noir sur case blanche c6 · Pion blanc sur case noire d6 · Pion noir sur case noire h6 · Tour blanche sur case blanche f3 · Pion blanc sur case blanche a2 · Pion blanc sur case noire b2 · Pion blanc sur case blanche c2 · Pion blanc sur case noire d2 · Roi blanc sur case noire e1 · Tour blanche sur case blanche h1 | 2 |
| 1 | Tour noire sur case blanche a8 · Roi noir sur case blanche e8 · Pion noir sur case blanche b7 · Pion noir sur case blanche d7 · Pion noir sur case noire g7 · Pion noir sur case blanche c6 · Pion blanc sur case noire d6 · Pion noir sur case noire h6 · Tour blanche sur case blanche f3 · Pion blanc sur case blanche a2 · Pion blanc sur case noire b2 · Pion blanc sur case blanche c2 · Pion blanc sur case noire d2 · Roi blanc sur case noire e1 · Tour blanche sur case blanche h1 | Tour noire sur case blanche a8 · Roi noir sur case blanche e8 · Pion noir sur case blanche b7 · Pion noir sur case blanche d7 · Pion noir sur case noire g7 · Pion noir sur case blanche c6 · Pion blanc sur case noire d6 · Pion noir sur case noire h6 · Tour blanche sur case blanche f3 · Pion blanc sur case blanche a2 · Pion blanc sur case noire b2 · Pion blanc sur case blanche c2 · Pion blanc sur case noire d2 · Roi blanc sur case noire e1 · Tour blanche sur case blanche h1 | Tour noire sur case blanche a8 · Roi noir sur case blanche e8 · Pion noir sur case blanche b7 · Pion noir sur case blanche d7 · Pion noir sur case noire g7 · Pion noir sur case blanche c6 · Pion blanc sur case noire d6 · Pion noir sur case noire h6 · Tour blanche sur case blanche f3 · Pion blanc sur case blanche a2 · Pion blanc sur case noire b2 · Pion blanc sur case blanche c2 · Pion blanc sur case noire d2 · Roi blanc sur case noire e1 · Tour blanche sur case blanche h1 | Tour noire sur case blanche a8 · Roi noir sur case blanche e8 · Pion noir sur case blanche b7 · Pion noir sur case blanche d7 · Pion noir sur case noire g7 · Pion noir sur case blanche c6 · Pion blanc sur case noire d6 · Pion noir sur case noire h6 · Tour blanche sur case blanche f3 · Pion blanc sur case blanche a2 · Pion blanc sur case noire b2 · Pion blanc sur case blanche c2 · Pion blanc sur case noire d2 · Roi blanc sur case noire e1 · Tour blanche sur case blanche h1 | Tour noire sur case blanche a8 · Roi noir sur case blanche e8 · Pion noir sur case blanche b7 · Pion noir sur case blanche d7 · Pion noir sur case noire g7 · Pion noir sur case blanche c6 · Pion blanc sur case noire d6 · Pion noir sur case noire h6 · Tour blanche sur case blanche f3 · Pion blanc sur case blanche a2 · Pion blanc sur case noire b2 · Pion blanc sur case blanche c2 · Pion blanc sur case noire d2 · Roi blanc sur case noire e1 · Tour blanche sur case blanche h1 | Tour noire sur case blanche a8 · Roi noir sur case blanche e8 · Pion noir sur case blanche b7 · Pion noir sur case blanche d7 · Pion noir sur case noire g7 · Pion noir sur case blanche c6 · Pion blanc sur case noire d6 · Pion noir sur case noire h6 · Tour blanche sur case blanche f3 · Pion blanc sur case blanche a2 · Pion blanc sur case noire b2 · Pion blanc sur case blanche c2 · Pion blanc sur case noire d2 · Roi blanc sur case noire e1 · Tour blanche sur case blanche h1 | Tour noire sur case blanche a8 · Roi noir sur case blanche e8 · Pion noir sur case blanche b7 · Pion noir sur case blanche d7 · Pion noir sur case noire g7 · Pion noir sur case blanche c6 · Pion blanc sur case noire d6 · Pion noir sur case noire h6 · Tour blanche sur case blanche f3 · Pion blanc sur case blanche a2 · Pion blanc sur case noire b2 · Pion blanc sur case blanche c2 · Pion blanc sur case noire d2 · Roi blanc sur case noire e1 · Tour blanche sur case blanche h1 | Tour noire sur case blanche a8 · Roi noir sur case blanche e8 · Pion noir sur case blanche b7 · Pion noir sur case blanche d7 · Pion noir sur case noire g7 · Pion noir sur case blanche c6 · Pion blanc sur case noire d6 · Pion noir sur case noire h6 · Tour blanche sur case blanche f3 · Pion blanc sur case blanche a2 · Pion blanc sur case noire b2 · Pion blanc sur case blanche c2 · Pion blanc sur case noire d2 · Roi blanc sur case noire e1 · Tour blanche sur case blanche h1 | 1 |
|   | a | b | c | d | e | f | g | h |   |

Il est parfois possible de prouver que les roques des deux camps sont mutuellement exclusif sans pouvoir déterminer lequel. La convention est alors que le premier roque exécuté est présumé légal.
Dans ce problème, si la tour en f3 est originaire de a1, le roi a dû bouger pour la laisser sortir ; si c'est une tour promue, elle est nécessairement passée par la case f8 au contact du roi noir : celui-ci a donc été en échec sans interposition possible et a dû bouger. Dans le premier cas blanc ne peut pas roquer, dans le second noir ne peut pas roquer.
Donc si les blancs peuvent roquer, les noirs ne le peuvent pas mais si blancs ne roquent pas, les noirs en ont la possibilité. 
Ainsi 1. 0-0 ! empêche les noirs de roquer permettant 2.Tf8# au coup suivant. Tandis que 1. Thf1 ? permet aux noirs d'éviter le mat en deux coups par 1...0-0-0 !

## Exemples de compositions
|   | a | b | c | d | e | f | g | h |   |
| 8 | Roi noir sur case blanche a8 · Roi blanc sur case blanche c8 · Pion blanc sur case noire h2 · Fou blanc sur case noire g1 | Roi noir sur case blanche a8 · Roi blanc sur case blanche c8 · Pion blanc sur case noire h2 · Fou blanc sur case noire g1 | Roi noir sur case blanche a8 · Roi blanc sur case blanche c8 · Pion blanc sur case noire h2 · Fou blanc sur case noire g1 | Roi noir sur case blanche a8 · Roi blanc sur case blanche c8 · Pion blanc sur case noire h2 · Fou blanc sur case noire g1 | Roi noir sur case blanche a8 · Roi blanc sur case blanche c8 · Pion blanc sur case noire h2 · Fou blanc sur case noire g1 | Roi noir sur case blanche a8 · Roi blanc sur case blanche c8 · Pion blanc sur case noire h2 · Fou blanc sur case noire g1 | Roi noir sur case blanche a8 · Roi blanc sur case blanche c8 · Pion blanc sur case noire h2 · Fou blanc sur case noire g1 | Roi noir sur case blanche a8 · Roi blanc sur case blanche c8 · Pion blanc sur case noire h2 · Fou blanc sur case noire g1 | 8 |
| 7 | Roi noir sur case blanche a8 · Roi blanc sur case blanche c8 · Pion blanc sur case noire h2 · Fou blanc sur case noire g1 | Roi noir sur case blanche a8 · Roi blanc sur case blanche c8 · Pion blanc sur case noire h2 · Fou blanc sur case noire g1 | Roi noir sur case blanche a8 · Roi blanc sur case blanche c8 · Pion blanc sur case noire h2 · Fou blanc sur case noire g1 | Roi noir sur case blanche a8 · Roi blanc sur case blanche c8 · Pion blanc sur case noire h2 · Fou blanc sur case noire g1 | Roi noir sur case blanche a8 · Roi blanc sur case blanche c8 · Pion blanc sur case noire h2 · Fou blanc sur case noire g1 | Roi noir sur case blanche a8 · Roi blanc sur case blanche c8 · Pion blanc sur case noire h2 · Fou blanc sur case noire g1 | Roi noir sur case blanche a8 · Roi blanc sur case blanche c8 · Pion blanc sur case noire h2 · Fou blanc sur case noire g1 | Roi noir sur case blanche a8 · Roi blanc sur case blanche c8 · Pion blanc sur case noire h2 · Fou blanc sur case noire g1 | 7 |
| 6 | Roi noir sur case blanche a8 · Roi blanc sur case blanche c8 · Pion blanc sur case noire h2 · Fou blanc sur case noire g1 | Roi noir sur case blanche a8 · Roi blanc sur case blanche c8 · Pion blanc sur case noire h2 · Fou blanc sur case noire g1 | Roi noir sur case blanche a8 · Roi blanc sur case blanche c8 · Pion blanc sur case noire h2 · Fou blanc sur case noire g1 | Roi noir sur case blanche a8 · Roi blanc sur case blanche c8 · Pion blanc sur case noire h2 · Fou blanc sur case noire g1 | Roi noir sur case blanche a8 · Roi blanc sur case blanche c8 · Pion blanc sur case noire h2 · Fou blanc sur case noire g1 | Roi noir sur case blanche a8 · Roi blanc sur case blanche c8 · Pion blanc sur case noire h2 · Fou blanc sur case noire g1 | Roi noir sur case blanche a8 · Roi blanc sur case blanche c8 · Pion blanc sur case noire h2 · Fou blanc sur case noire g1 | Roi noir sur case blanche a8 · Roi blanc sur case blanche c8 · Pion blanc sur case noire h2 · Fou blanc sur case noire g1 | 6 |
| 5 | Roi noir sur case blanche a8 · Roi blanc sur case blanche c8 · Pion blanc sur case noire h2 · Fou blanc sur case noire g1 | Roi noir sur case blanche a8 · Roi blanc sur case blanche c8 · Pion blanc sur case noire h2 · Fou blanc sur case noire g1 | Roi noir sur case blanche a8 · Roi blanc sur case blanche c8 · Pion blanc sur case noire h2 · Fou blanc sur case noire g1 | Roi noir sur case blanche a8 · Roi blanc sur case blanche c8 · Pion blanc sur case noire h2 · Fou blanc sur case noire g1 | Roi noir sur case blanche a8 · Roi blanc sur case blanche c8 · Pion blanc sur case noire h2 · Fou blanc sur case noire g1 | Roi noir sur case blanche a8 · Roi blanc sur case blanche c8 · Pion blanc sur case noire h2 · Fou blanc sur case noire g1 | Roi noir sur case blanche a8 · Roi blanc sur case blanche c8 · Pion blanc sur case noire h2 · Fou blanc sur case noire g1 | Roi noir sur case blanche a8 · Roi blanc sur case blanche c8 · Pion blanc sur case noire h2 · Fou blanc sur case noire g1 | 5 |
| 4 | Roi noir sur case blanche a8 · Roi blanc sur case blanche c8 · Pion blanc sur case noire h2 · Fou blanc sur case noire g1 | Roi noir sur case blanche a8 · Roi blanc sur case blanche c8 · Pion blanc sur case noire h2 · Fou blanc sur case noire g1 | Roi noir sur case blanche a8 · Roi blanc sur case blanche c8 · Pion blanc sur case noire h2 · Fou blanc sur case noire g1 | Roi noir sur case blanche a8 · Roi blanc sur case blanche c8 · Pion blanc sur case noire h2 · Fou blanc sur case noire g1 | Roi noir sur case blanche a8 · Roi blanc sur case blanche c8 · Pion blanc sur case noire h2 · Fou blanc sur case noire g1 | Roi noir sur case blanche a8 · Roi blanc sur case blanche c8 · Pion blanc sur case noire h2 · Fou blanc sur case noire g1 | Roi noir sur case blanche a8 · Roi blanc sur case blanche c8 · Pion blanc sur case noire h2 · Fou blanc sur case noire g1 | Roi noir sur case blanche a8 · Roi blanc sur case blanche c8 · Pion blanc sur case noire h2 · Fou blanc sur case noire g1 | 4 |
| 3 | Roi noir sur case blanche a8 · Roi blanc sur case blanche c8 · Pion blanc sur case noire h2 · Fou blanc sur case noire g1 | Roi noir sur case blanche a8 · Roi blanc sur case blanche c8 · Pion blanc sur case noire h2 · Fou blanc sur case noire g1 | Roi noir sur case blanche a8 · Roi blanc sur case blanche c8 · Pion blanc sur case noire h2 · Fou blanc sur case noire g1 | Roi noir sur case blanche a8 · Roi blanc sur case blanche c8 · Pion blanc sur case noire h2 · Fou blanc sur case noire g1 | Roi noir sur case blanche a8 · Roi blanc sur case blanche c8 · Pion blanc sur case noire h2 · Fou blanc sur case noire g1 | Roi noir sur case blanche a8 · Roi blanc sur case blanche c8 · Pion blanc sur case noire h2 · Fou blanc sur case noire g1 | Roi noir sur case blanche a8 · Roi blanc sur case blanche c8 · Pion blanc sur case noire h2 · Fou blanc sur case noire g1 | Roi noir sur case blanche a8 · Roi blanc sur case blanche c8 · Pion blanc sur case noire h2 · Fou blanc sur case noire g1 | 3 |
| 2 | Roi noir sur case blanche a8 · Roi blanc sur case blanche c8 · Pion blanc sur case noire h2 · Fou blanc sur case noire g1 | Roi noir sur case blanche a8 · Roi blanc sur case blanche c8 · Pion blanc sur case noire h2 · Fou blanc sur case noire g1 | Roi noir sur case blanche a8 · Roi blanc sur case blanche c8 · Pion blanc sur case noire h2 · Fou blanc sur case noire g1 | Roi noir sur case blanche a8 · Roi blanc sur case blanche c8 · Pion blanc sur case noire h2 · Fou blanc sur case noire g1 | Roi noir sur case blanche a8 · Roi blanc sur case blanche c8 · Pion blanc sur case noire h2 · Fou blanc sur case noire g1 | Roi noir sur case blanche a8 · Roi blanc sur case blanche c8 · Pion blanc sur case noire h2 · Fou blanc sur case noire g1 | Roi noir sur case blanche a8 · Roi blanc sur case blanche c8 · Pion blanc sur case noire h2 · Fou blanc sur case noire g1 | Roi noir sur case blanche a8 · Roi blanc sur case blanche c8 · Pion blanc sur case noire h2 · Fou blanc sur case noire g1 | 2 |
| 1 | Roi noir sur case blanche a8 · Roi blanc sur case blanche c8 · Pion blanc sur case noire h2 · Fou blanc sur case noire g1 | Roi noir sur case blanche a8 · Roi blanc sur case blanche c8 · Pion blanc sur case noire h2 · Fou blanc sur case noire g1 | Roi noir sur case blanche a8 · Roi blanc sur case blanche c8 · Pion blanc sur case noire h2 · Fou blanc sur case noire g1 | Roi noir sur case blanche a8 · Roi blanc sur case blanche c8 · Pion blanc sur case noire h2 · Fou blanc sur case noire g1 | Roi noir sur case blanche a8 · Roi blanc sur case blanche c8 · Pion blanc sur case noire h2 · Fou blanc sur case noire g1 | Roi noir sur case blanche a8 · Roi blanc sur case blanche c8 · Pion blanc sur case noire h2 · Fou blanc sur case noire g1 | Roi noir sur case blanche a8 · Roi blanc sur case blanche c8 · Pion blanc sur case noire h2 · Fou blanc sur case noire g1 | Roi noir sur case blanche a8 · Roi blanc sur case blanche c8 · Pion blanc sur case noire h2 · Fou blanc sur case noire g1 | 1 |
|   | a | b | c | d | e | f | g | h |   |

Dans le premier exemple, il s'agit de déterminer quel était le dernier coup des Noirs. Il s'agissait évidemment d'un coup de Roi car les Noirs n'ont pas d'autre pièce. Toutefois le Roi noir ne peut venir de b8 ou b7 car il aurait été contigu au Roi blanc. Il ne peut donc venir que de la case a7. Or celle-ci est contrôlée par le Fou blanc, qui n'a pas pu venir en g1 au dernier coup des blancs, car le pion en h2 l'en aurait empêché.
L'unique possibilité est donc que le coup précédent des Blancs fut un échec à la découverte. De plus, la seule pièce qui a pu venir en a8 en faisant un échec à la découverte est un cavalier (Cb6-Ca8)
On en déduit donc que le dernier coup des Blancs fut Cb6-a8, auquel les Noirs ont répondu ...Ra7xCa8.
|   | a | b | c | d | e | f | g | h |   |
| 8 | Roi blanc sur case blanche g8 · Dame blanche sur case noire h8 · Tour blanche sur case blanche g6 · Roi blanc sur case noire h6 | Roi blanc sur case blanche g8 · Dame blanche sur case noire h8 · Tour blanche sur case blanche g6 · Roi blanc sur case noire h6 | Roi blanc sur case blanche g8 · Dame blanche sur case noire h8 · Tour blanche sur case blanche g6 · Roi blanc sur case noire h6 | Roi blanc sur case blanche g8 · Dame blanche sur case noire h8 · Tour blanche sur case blanche g6 · Roi blanc sur case noire h6 | Roi blanc sur case blanche g8 · Dame blanche sur case noire h8 · Tour blanche sur case blanche g6 · Roi blanc sur case noire h6 | Roi blanc sur case blanche g8 · Dame blanche sur case noire h8 · Tour blanche sur case blanche g6 · Roi blanc sur case noire h6 | Roi blanc sur case blanche g8 · Dame blanche sur case noire h8 · Tour blanche sur case blanche g6 · Roi blanc sur case noire h6 | Roi blanc sur case blanche g8 · Dame blanche sur case noire h8 · Tour blanche sur case blanche g6 · Roi blanc sur case noire h6 | 8 |
| 7 | Roi blanc sur case blanche g8 · Dame blanche sur case noire h8 · Tour blanche sur case blanche g6 · Roi blanc sur case noire h6 | Roi blanc sur case blanche g8 · Dame blanche sur case noire h8 · Tour blanche sur case blanche g6 · Roi blanc sur case noire h6 | Roi blanc sur case blanche g8 · Dame blanche sur case noire h8 · Tour blanche sur case blanche g6 · Roi blanc sur case noire h6 | Roi blanc sur case blanche g8 · Dame blanche sur case noire h8 · Tour blanche sur case blanche g6 · Roi blanc sur case noire h6 | Roi blanc sur case blanche g8 · Dame blanche sur case noire h8 · Tour blanche sur case blanche g6 · Roi blanc sur case noire h6 | Roi blanc sur case blanche g8 · Dame blanche sur case noire h8 · Tour blanche sur case blanche g6 · Roi blanc sur case noire h6 | Roi blanc sur case blanche g8 · Dame blanche sur case noire h8 · Tour blanche sur case blanche g6 · Roi blanc sur case noire h6 | Roi blanc sur case blanche g8 · Dame blanche sur case noire h8 · Tour blanche sur case blanche g6 · Roi blanc sur case noire h6 | 7 |
| 6 | Roi blanc sur case blanche g8 · Dame blanche sur case noire h8 · Tour blanche sur case blanche g6 · Roi blanc sur case noire h6 | Roi blanc sur case blanche g8 · Dame blanche sur case noire h8 · Tour blanche sur case blanche g6 · Roi blanc sur case noire h6 | Roi blanc sur case blanche g8 · Dame blanche sur case noire h8 · Tour blanche sur case blanche g6 · Roi blanc sur case noire h6 | Roi blanc sur case blanche g8 · Dame blanche sur case noire h8 · Tour blanche sur case blanche g6 · Roi blanc sur case noire h6 | Roi blanc sur case blanche g8 · Dame blanche sur case noire h8 · Tour blanche sur case blanche g6 · Roi blanc sur case noire h6 | Roi blanc sur case blanche g8 · Dame blanche sur case noire h8 · Tour blanche sur case blanche g6 · Roi blanc sur case noire h6 | Roi blanc sur case blanche g8 · Dame blanche sur case noire h8 · Tour blanche sur case blanche g6 · Roi blanc sur case noire h6 | Roi blanc sur case blanche g8 · Dame blanche sur case noire h8 · Tour blanche sur case blanche g6 · Roi blanc sur case noire h6 | 6 |
| 5 | Roi blanc sur case blanche g8 · Dame blanche sur case noire h8 · Tour blanche sur case blanche g6 · Roi blanc sur case noire h6 | Roi blanc sur case blanche g8 · Dame blanche sur case noire h8 · Tour blanche sur case blanche g6 · Roi blanc sur case noire h6 | Roi blanc sur case blanche g8 · Dame blanche sur case noire h8 · Tour blanche sur case blanche g6 · Roi blanc sur case noire h6 | Roi blanc sur case blanche g8 · Dame blanche sur case noire h8 · Tour blanche sur case blanche g6 · Roi blanc sur case noire h6 | Roi blanc sur case blanche g8 · Dame blanche sur case noire h8 · Tour blanche sur case blanche g6 · Roi blanc sur case noire h6 | Roi blanc sur case blanche g8 · Dame blanche sur case noire h8 · Tour blanche sur case blanche g6 · Roi blanc sur case noire h6 | Roi blanc sur case blanche g8 · Dame blanche sur case noire h8 · Tour blanche sur case blanche g6 · Roi blanc sur case noire h6 | Roi blanc sur case blanche g8 · Dame blanche sur case noire h8 · Tour blanche sur case blanche g6 · Roi blanc sur case noire h6 | 5 |
| 4 | Roi blanc sur case blanche g8 · Dame blanche sur case noire h8 · Tour blanche sur case blanche g6 · Roi blanc sur case noire h6 | Roi blanc sur case blanche g8 · Dame blanche sur case noire h8 · Tour blanche sur case blanche g6 · Roi blanc sur case noire h6 | Roi blanc sur case blanche g8 · Dame blanche sur case noire h8 · Tour blanche sur case blanche g6 · Roi blanc sur case noire h6 | Roi blanc sur case blanche g8 · Dame blanche sur case noire h8 · Tour blanche sur case blanche g6 · Roi blanc sur case noire h6 | Roi blanc sur case blanche g8 · Dame blanche sur case noire h8 · Tour blanche sur case blanche g6 · Roi blanc sur case noire h6 | Roi blanc sur case blanche g8 · Dame blanche sur case noire h8 · Tour blanche sur case blanche g6 · Roi blanc sur case noire h6 | Roi blanc sur case blanche g8 · Dame blanche sur case noire h8 · Tour blanche sur case blanche g6 · Roi blanc sur case noire h6 | Roi blanc sur case blanche g8 · Dame blanche sur case noire h8 · Tour blanche sur case blanche g6 · Roi blanc sur case noire h6 | 4 |
| 3 | Roi blanc sur case blanche g8 · Dame blanche sur case noire h8 · Tour blanche sur case blanche g6 · Roi blanc sur case noire h6 | Roi blanc sur case blanche g8 · Dame blanche sur case noire h8 · Tour blanche sur case blanche g6 · Roi blanc sur case noire h6 | Roi blanc sur case blanche g8 · Dame blanche sur case noire h8 · Tour blanche sur case blanche g6 · Roi blanc sur case noire h6 | Roi blanc sur case blanche g8 · Dame blanche sur case noire h8 · Tour blanche sur case blanche g6 · Roi blanc sur case noire h6 | Roi blanc sur case blanche g8 · Dame blanche sur case noire h8 · Tour blanche sur case blanche g6 · Roi blanc sur case noire h6 | Roi blanc sur case blanche g8 · Dame blanche sur case noire h8 · Tour blanche sur case blanche g6 · Roi blanc sur case noire h6 | Roi blanc sur case blanche g8 · Dame blanche sur case noire h8 · Tour blanche sur case blanche g6 · Roi blanc sur case noire h6 | Roi blanc sur case blanche g8 · Dame blanche sur case noire h8 · Tour blanche sur case blanche g6 · Roi blanc sur case noire h6 | 3 |
| 2 | Roi blanc sur case blanche g8 · Dame blanche sur case noire h8 · Tour blanche sur case blanche g6 · Roi blanc sur case noire h6 | Roi blanc sur case blanche g8 · Dame blanche sur case noire h8 · Tour blanche sur case blanche g6 · Roi blanc sur case noire h6 | Roi blanc sur case blanche g8 · Dame blanche sur case noire h8 · Tour blanche sur case blanche g6 · Roi blanc sur case noire h6 | Roi blanc sur case blanche g8 · Dame blanche sur case noire h8 · Tour blanche sur case blanche g6 · Roi blanc sur case noire h6 | Roi blanc sur case blanche g8 · Dame blanche sur case noire h8 · Tour blanche sur case blanche g6 · Roi blanc sur case noire h6 | Roi blanc sur case blanche g8 · Dame blanche sur case noire h8 · Tour blanche sur case blanche g6 · Roi blanc sur case noire h6 | Roi blanc sur case blanche g8 · Dame blanche sur case noire h8 · Tour blanche sur case blanche g6 · Roi blanc sur case noire h6 | Roi blanc sur case blanche g8 · Dame blanche sur case noire h8 · Tour blanche sur case blanche g6 · Roi blanc sur case noire h6 | 2 |
| 1 | Roi blanc sur case blanche g8 · Dame blanche sur case noire h8 · Tour blanche sur case blanche g6 · Roi blanc sur case noire h6 | Roi blanc sur case blanche g8 · Dame blanche sur case noire h8 · Tour blanche sur case blanche g6 · Roi blanc sur case noire h6 | Roi blanc sur case blanche g8 · Dame blanche sur case noire h8 · Tour blanche sur case blanche g6 · Roi blanc sur case noire h6 | Roi blanc sur case blanche g8 · Dame blanche sur case noire h8 · Tour blanche sur case blanche g6 · Roi blanc sur case noire h6 | Roi blanc sur case blanche g8 · Dame blanche sur case noire h8 · Tour blanche sur case blanche g6 · Roi blanc sur case noire h6 | Roi blanc sur case blanche g8 · Dame blanche sur case noire h8 · Tour blanche sur case blanche g6 · Roi blanc sur case noire h6 | Roi blanc sur case blanche g8 · Dame blanche sur case noire h8 · Tour blanche sur case blanche g6 · Roi blanc sur case noire h6 | Roi blanc sur case blanche g8 · Dame blanche sur case noire h8 · Tour blanche sur case blanche g6 · Roi blanc sur case noire h6 | 1 |
|   | a | b | c | d | e | f | g | h |   |

Dans ce deuxième exemple, il s'agit de déterminer quelles pièces appartiennent aux Blancs, et quelles pièces appartiennent aux Noirs.
Comme les deux Rois ne peuvent pas être en échec simultanément, la Tour et la Dame appartiennent donc au même camp.

L'un des Rois est ainsi simultanément en échec par deux pièces ennemies. Cette configuration n'est possible que dans le cas d'un échec à la découverte.
La seule possibilité est qu'un pion en g7 se soit promu en h8.
On a donc au dernier coup : g7xh8=D+.
Les pièces du diagramme sont donc les suivantes : Blancs: Rh6, Dh8, Tg6 Noirs: Rg8.
|   | a | b | c | d | e | f | g | h |   |
| 8 | Tour noire sur case blanche a8 · Roi noir sur case blanche e8 · Pion noir sur case noire a7 · Pion noir sur case noire c7 · Dame blanche sur case blanche a6 · Roi blanc sur case blanche e6 | Tour noire sur case blanche a8 · Roi noir sur case blanche e8 · Pion noir sur case noire a7 · Pion noir sur case noire c7 · Dame blanche sur case blanche a6 · Roi blanc sur case blanche e6 | Tour noire sur case blanche a8 · Roi noir sur case blanche e8 · Pion noir sur case noire a7 · Pion noir sur case noire c7 · Dame blanche sur case blanche a6 · Roi blanc sur case blanche e6 | Tour noire sur case blanche a8 · Roi noir sur case blanche e8 · Pion noir sur case noire a7 · Pion noir sur case noire c7 · Dame blanche sur case blanche a6 · Roi blanc sur case blanche e6 | Tour noire sur case blanche a8 · Roi noir sur case blanche e8 · Pion noir sur case noire a7 · Pion noir sur case noire c7 · Dame blanche sur case blanche a6 · Roi blanc sur case blanche e6 | Tour noire sur case blanche a8 · Roi noir sur case blanche e8 · Pion noir sur case noire a7 · Pion noir sur case noire c7 · Dame blanche sur case blanche a6 · Roi blanc sur case blanche e6 | Tour noire sur case blanche a8 · Roi noir sur case blanche e8 · Pion noir sur case noire a7 · Pion noir sur case noire c7 · Dame blanche sur case blanche a6 · Roi blanc sur case blanche e6 | Tour noire sur case blanche a8 · Roi noir sur case blanche e8 · Pion noir sur case noire a7 · Pion noir sur case noire c7 · Dame blanche sur case blanche a6 · Roi blanc sur case blanche e6 | 8 |
| 7 | Tour noire sur case blanche a8 · Roi noir sur case blanche e8 · Pion noir sur case noire a7 · Pion noir sur case noire c7 · Dame blanche sur case blanche a6 · Roi blanc sur case blanche e6 | Tour noire sur case blanche a8 · Roi noir sur case blanche e8 · Pion noir sur case noire a7 · Pion noir sur case noire c7 · Dame blanche sur case blanche a6 · Roi blanc sur case blanche e6 | Tour noire sur case blanche a8 · Roi noir sur case blanche e8 · Pion noir sur case noire a7 · Pion noir sur case noire c7 · Dame blanche sur case blanche a6 · Roi blanc sur case blanche e6 | Tour noire sur case blanche a8 · Roi noir sur case blanche e8 · Pion noir sur case noire a7 · Pion noir sur case noire c7 · Dame blanche sur case blanche a6 · Roi blanc sur case blanche e6 | Tour noire sur case blanche a8 · Roi noir sur case blanche e8 · Pion noir sur case noire a7 · Pion noir sur case noire c7 · Dame blanche sur case blanche a6 · Roi blanc sur case blanche e6 | Tour noire sur case blanche a8 · Roi noir sur case blanche e8 · Pion noir sur case noire a7 · Pion noir sur case noire c7 · Dame blanche sur case blanche a6 · Roi blanc sur case blanche e6 | Tour noire sur case blanche a8 · Roi noir sur case blanche e8 · Pion noir sur case noire a7 · Pion noir sur case noire c7 · Dame blanche sur case blanche a6 · Roi blanc sur case blanche e6 | Tour noire sur case blanche a8 · Roi noir sur case blanche e8 · Pion noir sur case noire a7 · Pion noir sur case noire c7 · Dame blanche sur case blanche a6 · Roi blanc sur case blanche e6 | 7 |
| 6 | Tour noire sur case blanche a8 · Roi noir sur case blanche e8 · Pion noir sur case noire a7 · Pion noir sur case noire c7 · Dame blanche sur case blanche a6 · Roi blanc sur case blanche e6 | Tour noire sur case blanche a8 · Roi noir sur case blanche e8 · Pion noir sur case noire a7 · Pion noir sur case noire c7 · Dame blanche sur case blanche a6 · Roi blanc sur case blanche e6 | Tour noire sur case blanche a8 · Roi noir sur case blanche e8 · Pion noir sur case noire a7 · Pion noir sur case noire c7 · Dame blanche sur case blanche a6 · Roi blanc sur case blanche e6 | Tour noire sur case blanche a8 · Roi noir sur case blanche e8 · Pion noir sur case noire a7 · Pion noir sur case noire c7 · Dame blanche sur case blanche a6 · Roi blanc sur case blanche e6 | Tour noire sur case blanche a8 · Roi noir sur case blanche e8 · Pion noir sur case noire a7 · Pion noir sur case noire c7 · Dame blanche sur case blanche a6 · Roi blanc sur case blanche e6 | Tour noire sur case blanche a8 · Roi noir sur case blanche e8 · Pion noir sur case noire a7 · Pion noir sur case noire c7 · Dame blanche sur case blanche a6 · Roi blanc sur case blanche e6 | Tour noire sur case blanche a8 · Roi noir sur case blanche e8 · Pion noir sur case noire a7 · Pion noir sur case noire c7 · Dame blanche sur case blanche a6 · Roi blanc sur case blanche e6 | Tour noire sur case blanche a8 · Roi noir sur case blanche e8 · Pion noir sur case noire a7 · Pion noir sur case noire c7 · Dame blanche sur case blanche a6 · Roi blanc sur case blanche e6 | 6 |
| 5 | Tour noire sur case blanche a8 · Roi noir sur case blanche e8 · Pion noir sur case noire a7 · Pion noir sur case noire c7 · Dame blanche sur case blanche a6 · Roi blanc sur case blanche e6 | Tour noire sur case blanche a8 · Roi noir sur case blanche e8 · Pion noir sur case noire a7 · Pion noir sur case noire c7 · Dame blanche sur case blanche a6 · Roi blanc sur case blanche e6 | Tour noire sur case blanche a8 · Roi noir sur case blanche e8 · Pion noir sur case noire a7 · Pion noir sur case noire c7 · Dame blanche sur case blanche a6 · Roi blanc sur case blanche e6 | Tour noire sur case blanche a8 · Roi noir sur case blanche e8 · Pion noir sur case noire a7 · Pion noir sur case noire c7 · Dame blanche sur case blanche a6 · Roi blanc sur case blanche e6 | Tour noire sur case blanche a8 · Roi noir sur case blanche e8 · Pion noir sur case noire a7 · Pion noir sur case noire c7 · Dame blanche sur case blanche a6 · Roi blanc sur case blanche e6 | Tour noire sur case blanche a8 · Roi noir sur case blanche e8 · Pion noir sur case noire a7 · Pion noir sur case noire c7 · Dame blanche sur case blanche a6 · Roi blanc sur case blanche e6 | Tour noire sur case blanche a8 · Roi noir sur case blanche e8 · Pion noir sur case noire a7 · Pion noir sur case noire c7 · Dame blanche sur case blanche a6 · Roi blanc sur case blanche e6 | Tour noire sur case blanche a8 · Roi noir sur case blanche e8 · Pion noir sur case noire a7 · Pion noir sur case noire c7 · Dame blanche sur case blanche a6 · Roi blanc sur case blanche e6 | 5 |
| 4 | Tour noire sur case blanche a8 · Roi noir sur case blanche e8 · Pion noir sur case noire a7 · Pion noir sur case noire c7 · Dame blanche sur case blanche a6 · Roi blanc sur case blanche e6 | Tour noire sur case blanche a8 · Roi noir sur case blanche e8 · Pion noir sur case noire a7 · Pion noir sur case noire c7 · Dame blanche sur case blanche a6 · Roi blanc sur case blanche e6 | Tour noire sur case blanche a8 · Roi noir sur case blanche e8 · Pion noir sur case noire a7 · Pion noir sur case noire c7 · Dame blanche sur case blanche a6 · Roi blanc sur case blanche e6 | Tour noire sur case blanche a8 · Roi noir sur case blanche e8 · Pion noir sur case noire a7 · Pion noir sur case noire c7 · Dame blanche sur case blanche a6 · Roi blanc sur case blanche e6 | Tour noire sur case blanche a8 · Roi noir sur case blanche e8 · Pion noir sur case noire a7 · Pion noir sur case noire c7 · Dame blanche sur case blanche a6 · Roi blanc sur case blanche e6 | Tour noire sur case blanche a8 · Roi noir sur case blanche e8 · Pion noir sur case noire a7 · Pion noir sur case noire c7 · Dame blanche sur case blanche a6 · Roi blanc sur case blanche e6 | Tour noire sur case blanche a8 · Roi noir sur case blanche e8 · Pion noir sur case noire a7 · Pion noir sur case noire c7 · Dame blanche sur case blanche a6 · Roi blanc sur case blanche e6 | Tour noire sur case blanche a8 · Roi noir sur case blanche e8 · Pion noir sur case noire a7 · Pion noir sur case noire c7 · Dame blanche sur case blanche a6 · Roi blanc sur case blanche e6 | 4 |
| 3 | Tour noire sur case blanche a8 · Roi noir sur case blanche e8 · Pion noir sur case noire a7 · Pion noir sur case noire c7 · Dame blanche sur case blanche a6 · Roi blanc sur case blanche e6 | Tour noire sur case blanche a8 · Roi noir sur case blanche e8 · Pion noir sur case noire a7 · Pion noir sur case noire c7 · Dame blanche sur case blanche a6 · Roi blanc sur case blanche e6 | Tour noire sur case blanche a8 · Roi noir sur case blanche e8 · Pion noir sur case noire a7 · Pion noir sur case noire c7 · Dame blanche sur case blanche a6 · Roi blanc sur case blanche e6 | Tour noire sur case blanche a8 · Roi noir sur case blanche e8 · Pion noir sur case noire a7 · Pion noir sur case noire c7 · Dame blanche sur case blanche a6 · Roi blanc sur case blanche e6 | Tour noire sur case blanche a8 · Roi noir sur case blanche e8 · Pion noir sur case noire a7 · Pion noir sur case noire c7 · Dame blanche sur case blanche a6 · Roi blanc sur case blanche e6 | Tour noire sur case blanche a8 · Roi noir sur case blanche e8 · Pion noir sur case noire a7 · Pion noir sur case noire c7 · Dame blanche sur case blanche a6 · Roi blanc sur case blanche e6 | Tour noire sur case blanche a8 · Roi noir sur case blanche e8 · Pion noir sur case noire a7 · Pion noir sur case noire c7 · Dame blanche sur case blanche a6 · Roi blanc sur case blanche e6 | Tour noire sur case blanche a8 · Roi noir sur case blanche e8 · Pion noir sur case noire a7 · Pion noir sur case noire c7 · Dame blanche sur case blanche a6 · Roi blanc sur case blanche e6 | 3 |
| 2 | Tour noire sur case blanche a8 · Roi noir sur case blanche e8 · Pion noir sur case noire a7 · Pion noir sur case noire c7 · Dame blanche sur case blanche a6 · Roi blanc sur case blanche e6 | Tour noire sur case blanche a8 · Roi noir sur case blanche e8 · Pion noir sur case noire a7 · Pion noir sur case noire c7 · Dame blanche sur case blanche a6 · Roi blanc sur case blanche e6 | Tour noire sur case blanche a8 · Roi noir sur case blanche e8 · Pion noir sur case noire a7 · Pion noir sur case noire c7 · Dame blanche sur case blanche a6 · Roi blanc sur case blanche e6 | Tour noire sur case blanche a8 · Roi noir sur case blanche e8 · Pion noir sur case noire a7 · Pion noir sur case noire c7 · Dame blanche sur case blanche a6 · Roi blanc sur case blanche e6 | Tour noire sur case blanche a8 · Roi noir sur case blanche e8 · Pion noir sur case noire a7 · Pion noir sur case noire c7 · Dame blanche sur case blanche a6 · Roi blanc sur case blanche e6 | Tour noire sur case blanche a8 · Roi noir sur case blanche e8 · Pion noir sur case noire a7 · Pion noir sur case noire c7 · Dame blanche sur case blanche a6 · Roi blanc sur case blanche e6 | Tour noire sur case blanche a8 · Roi noir sur case blanche e8 · Pion noir sur case noire a7 · Pion noir sur case noire c7 · Dame blanche sur case blanche a6 · Roi blanc sur case blanche e6 | Tour noire sur case blanche a8 · Roi noir sur case blanche e8 · Pion noir sur case noire a7 · Pion noir sur case noire c7 · Dame blanche sur case blanche a6 · Roi blanc sur case blanche e6 | 2 |
| 1 | Tour noire sur case blanche a8 · Roi noir sur case blanche e8 · Pion noir sur case noire a7 · Pion noir sur case noire c7 · Dame blanche sur case blanche a6 · Roi blanc sur case blanche e6 | Tour noire sur case blanche a8 · Roi noir sur case blanche e8 · Pion noir sur case noire a7 · Pion noir sur case noire c7 · Dame blanche sur case blanche a6 · Roi blanc sur case blanche e6 | Tour noire sur case blanche a8 · Roi noir sur case blanche e8 · Pion noir sur case noire a7 · Pion noir sur case noire c7 · Dame blanche sur case blanche a6 · Roi blanc sur case blanche e6 | Tour noire sur case blanche a8 · Roi noir sur case blanche e8 · Pion noir sur case noire a7 · Pion noir sur case noire c7 · Dame blanche sur case blanche a6 · Roi blanc sur case blanche e6 | Tour noire sur case blanche a8 · Roi noir sur case blanche e8 · Pion noir sur case noire a7 · Pion noir sur case noire c7 · Dame blanche sur case blanche a6 · Roi blanc sur case blanche e6 | Tour noire sur case blanche a8 · Roi noir sur case blanche e8 · Pion noir sur case noire a7 · Pion noir sur case noire c7 · Dame blanche sur case blanche a6 · Roi blanc sur case blanche e6 | Tour noire sur case blanche a8 · Roi noir sur case blanche e8 · Pion noir sur case noire a7 · Pion noir sur case noire c7 · Dame blanche sur case blanche a6 · Roi blanc sur case blanche e6 | Tour noire sur case blanche a8 · Roi noir sur case blanche e8 · Pion noir sur case noire a7 · Pion noir sur case noire c7 · Dame blanche sur case blanche a6 · Roi blanc sur case blanche e6 | 1 |
|   | a | b | c | d | e | f | g | h |   |

Le problème de Sam Loyd paraît banal : un mat en deux coups semble pourtant difficile à infliger en raison du fait que les Noirs ont apparemment à leur disposition le grand roque. Or non : les pions noirs, se trouvant sur leur case d'origine, n'ont pas pu jouer le coup précédent des Noirs (puisque le trait est aux Blancs). Les Noirs ont donc antérieurement déplacé soit leur Tour soit leur Roi ; ils ne peuvent donc pas roquer.
La solution du problème est 1. Da1 suivi de 2. Dh8≠ car les Noirs n'ont plus le grand roque à disposition, lequel leur aurait permis d'éviter le mat.
|   | a | b | c | d | e | f | g | h |   |
| 8 | Tour blanche sur case noire h8 · Pion noir sur case blanche h7 · Pion blanc sur case noire f6 · Roi noir sur case noire h6 · Pion blanc sur case noire e5 · Roi blanc sur case blanche f5 · Pion noir sur case noire g5 · Pion blanc sur case blanche h5 | Tour blanche sur case noire h8 · Pion noir sur case blanche h7 · Pion blanc sur case noire f6 · Roi noir sur case noire h6 · Pion blanc sur case noire e5 · Roi blanc sur case blanche f5 · Pion noir sur case noire g5 · Pion blanc sur case blanche h5 | Tour blanche sur case noire h8 · Pion noir sur case blanche h7 · Pion blanc sur case noire f6 · Roi noir sur case noire h6 · Pion blanc sur case noire e5 · Roi blanc sur case blanche f5 · Pion noir sur case noire g5 · Pion blanc sur case blanche h5 | Tour blanche sur case noire h8 · Pion noir sur case blanche h7 · Pion blanc sur case noire f6 · Roi noir sur case noire h6 · Pion blanc sur case noire e5 · Roi blanc sur case blanche f5 · Pion noir sur case noire g5 · Pion blanc sur case blanche h5 | Tour blanche sur case noire h8 · Pion noir sur case blanche h7 · Pion blanc sur case noire f6 · Roi noir sur case noire h6 · Pion blanc sur case noire e5 · Roi blanc sur case blanche f5 · Pion noir sur case noire g5 · Pion blanc sur case blanche h5 | Tour blanche sur case noire h8 · Pion noir sur case blanche h7 · Pion blanc sur case noire f6 · Roi noir sur case noire h6 · Pion blanc sur case noire e5 · Roi blanc sur case blanche f5 · Pion noir sur case noire g5 · Pion blanc sur case blanche h5 | Tour blanche sur case noire h8 · Pion noir sur case blanche h7 · Pion blanc sur case noire f6 · Roi noir sur case noire h6 · Pion blanc sur case noire e5 · Roi blanc sur case blanche f5 · Pion noir sur case noire g5 · Pion blanc sur case blanche h5 | Tour blanche sur case noire h8 · Pion noir sur case blanche h7 · Pion blanc sur case noire f6 · Roi noir sur case noire h6 · Pion blanc sur case noire e5 · Roi blanc sur case blanche f5 · Pion noir sur case noire g5 · Pion blanc sur case blanche h5 | 8 |
| 7 | Tour blanche sur case noire h8 · Pion noir sur case blanche h7 · Pion blanc sur case noire f6 · Roi noir sur case noire h6 · Pion blanc sur case noire e5 · Roi blanc sur case blanche f5 · Pion noir sur case noire g5 · Pion blanc sur case blanche h5 | Tour blanche sur case noire h8 · Pion noir sur case blanche h7 · Pion blanc sur case noire f6 · Roi noir sur case noire h6 · Pion blanc sur case noire e5 · Roi blanc sur case blanche f5 · Pion noir sur case noire g5 · Pion blanc sur case blanche h5 | Tour blanche sur case noire h8 · Pion noir sur case blanche h7 · Pion blanc sur case noire f6 · Roi noir sur case noire h6 · Pion blanc sur case noire e5 · Roi blanc sur case blanche f5 · Pion noir sur case noire g5 · Pion blanc sur case blanche h5 | Tour blanche sur case noire h8 · Pion noir sur case blanche h7 · Pion blanc sur case noire f6 · Roi noir sur case noire h6 · Pion blanc sur case noire e5 · Roi blanc sur case blanche f5 · Pion noir sur case noire g5 · Pion blanc sur case blanche h5 | Tour blanche sur case noire h8 · Pion noir sur case blanche h7 · Pion blanc sur case noire f6 · Roi noir sur case noire h6 · Pion blanc sur case noire e5 · Roi blanc sur case blanche f5 · Pion noir sur case noire g5 · Pion blanc sur case blanche h5 | Tour blanche sur case noire h8 · Pion noir sur case blanche h7 · Pion blanc sur case noire f6 · Roi noir sur case noire h6 · Pion blanc sur case noire e5 · Roi blanc sur case blanche f5 · Pion noir sur case noire g5 · Pion blanc sur case blanche h5 | Tour blanche sur case noire h8 · Pion noir sur case blanche h7 · Pion blanc sur case noire f6 · Roi noir sur case noire h6 · Pion blanc sur case noire e5 · Roi blanc sur case blanche f5 · Pion noir sur case noire g5 · Pion blanc sur case blanche h5 | Tour blanche sur case noire h8 · Pion noir sur case blanche h7 · Pion blanc sur case noire f6 · Roi noir sur case noire h6 · Pion blanc sur case noire e5 · Roi blanc sur case blanche f5 · Pion noir sur case noire g5 · Pion blanc sur case blanche h5 | 7 |
| 6 | Tour blanche sur case noire h8 · Pion noir sur case blanche h7 · Pion blanc sur case noire f6 · Roi noir sur case noire h6 · Pion blanc sur case noire e5 · Roi blanc sur case blanche f5 · Pion noir sur case noire g5 · Pion blanc sur case blanche h5 | Tour blanche sur case noire h8 · Pion noir sur case blanche h7 · Pion blanc sur case noire f6 · Roi noir sur case noire h6 · Pion blanc sur case noire e5 · Roi blanc sur case blanche f5 · Pion noir sur case noire g5 · Pion blanc sur case blanche h5 | Tour blanche sur case noire h8 · Pion noir sur case blanche h7 · Pion blanc sur case noire f6 · Roi noir sur case noire h6 · Pion blanc sur case noire e5 · Roi blanc sur case blanche f5 · Pion noir sur case noire g5 · Pion blanc sur case blanche h5 | Tour blanche sur case noire h8 · Pion noir sur case blanche h7 · Pion blanc sur case noire f6 · Roi noir sur case noire h6 · Pion blanc sur case noire e5 · Roi blanc sur case blanche f5 · Pion noir sur case noire g5 · Pion blanc sur case blanche h5 | Tour blanche sur case noire h8 · Pion noir sur case blanche h7 · Pion blanc sur case noire f6 · Roi noir sur case noire h6 · Pion blanc sur case noire e5 · Roi blanc sur case blanche f5 · Pion noir sur case noire g5 · Pion blanc sur case blanche h5 | Tour blanche sur case noire h8 · Pion noir sur case blanche h7 · Pion blanc sur case noire f6 · Roi noir sur case noire h6 · Pion blanc sur case noire e5 · Roi blanc sur case blanche f5 · Pion noir sur case noire g5 · Pion blanc sur case blanche h5 | Tour blanche sur case noire h8 · Pion noir sur case blanche h7 · Pion blanc sur case noire f6 · Roi noir sur case noire h6 · Pion blanc sur case noire e5 · Roi blanc sur case blanche f5 · Pion noir sur case noire g5 · Pion blanc sur case blanche h5 | Tour blanche sur case noire h8 · Pion noir sur case blanche h7 · Pion blanc sur case noire f6 · Roi noir sur case noire h6 · Pion blanc sur case noire e5 · Roi blanc sur case blanche f5 · Pion noir sur case noire g5 · Pion blanc sur case blanche h5 | 6 |
| 5 | Tour blanche sur case noire h8 · Pion noir sur case blanche h7 · Pion blanc sur case noire f6 · Roi noir sur case noire h6 · Pion blanc sur case noire e5 · Roi blanc sur case blanche f5 · Pion noir sur case noire g5 · Pion blanc sur case blanche h5 | Tour blanche sur case noire h8 · Pion noir sur case blanche h7 · Pion blanc sur case noire f6 · Roi noir sur case noire h6 · Pion blanc sur case noire e5 · Roi blanc sur case blanche f5 · Pion noir sur case noire g5 · Pion blanc sur case blanche h5 | Tour blanche sur case noire h8 · Pion noir sur case blanche h7 · Pion blanc sur case noire f6 · Roi noir sur case noire h6 · Pion blanc sur case noire e5 · Roi blanc sur case blanche f5 · Pion noir sur case noire g5 · Pion blanc sur case blanche h5 | Tour blanche sur case noire h8 · Pion noir sur case blanche h7 · Pion blanc sur case noire f6 · Roi noir sur case noire h6 · Pion blanc sur case noire e5 · Roi blanc sur case blanche f5 · Pion noir sur case noire g5 · Pion blanc sur case blanche h5 | Tour blanche sur case noire h8 · Pion noir sur case blanche h7 · Pion blanc sur case noire f6 · Roi noir sur case noire h6 · Pion blanc sur case noire e5 · Roi blanc sur case blanche f5 · Pion noir sur case noire g5 · Pion blanc sur case blanche h5 | Tour blanche sur case noire h8 · Pion noir sur case blanche h7 · Pion blanc sur case noire f6 · Roi noir sur case noire h6 · Pion blanc sur case noire e5 · Roi blanc sur case blanche f5 · Pion noir sur case noire g5 · Pion blanc sur case blanche h5 | Tour blanche sur case noire h8 · Pion noir sur case blanche h7 · Pion blanc sur case noire f6 · Roi noir sur case noire h6 · Pion blanc sur case noire e5 · Roi blanc sur case blanche f5 · Pion noir sur case noire g5 · Pion blanc sur case blanche h5 | Tour blanche sur case noire h8 · Pion noir sur case blanche h7 · Pion blanc sur case noire f6 · Roi noir sur case noire h6 · Pion blanc sur case noire e5 · Roi blanc sur case blanche f5 · Pion noir sur case noire g5 · Pion blanc sur case blanche h5 | 5 |
| 4 | Tour blanche sur case noire h8 · Pion noir sur case blanche h7 · Pion blanc sur case noire f6 · Roi noir sur case noire h6 · Pion blanc sur case noire e5 · Roi blanc sur case blanche f5 · Pion noir sur case noire g5 · Pion blanc sur case blanche h5 | Tour blanche sur case noire h8 · Pion noir sur case blanche h7 · Pion blanc sur case noire f6 · Roi noir sur case noire h6 · Pion blanc sur case noire e5 · Roi blanc sur case blanche f5 · Pion noir sur case noire g5 · Pion blanc sur case blanche h5 | Tour blanche sur case noire h8 · Pion noir sur case blanche h7 · Pion blanc sur case noire f6 · Roi noir sur case noire h6 · Pion blanc sur case noire e5 · Roi blanc sur case blanche f5 · Pion noir sur case noire g5 · Pion blanc sur case blanche h5 | Tour blanche sur case noire h8 · Pion noir sur case blanche h7 · Pion blanc sur case noire f6 · Roi noir sur case noire h6 · Pion blanc sur case noire e5 · Roi blanc sur case blanche f5 · Pion noir sur case noire g5 · Pion blanc sur case blanche h5 | Tour blanche sur case noire h8 · Pion noir sur case blanche h7 · Pion blanc sur case noire f6 · Roi noir sur case noire h6 · Pion blanc sur case noire e5 · Roi blanc sur case blanche f5 · Pion noir sur case noire g5 · Pion blanc sur case blanche h5 | Tour blanche sur case noire h8 · Pion noir sur case blanche h7 · Pion blanc sur case noire f6 · Roi noir sur case noire h6 · Pion blanc sur case noire e5 · Roi blanc sur case blanche f5 · Pion noir sur case noire g5 · Pion blanc sur case blanche h5 | Tour blanche sur case noire h8 · Pion noir sur case blanche h7 · Pion blanc sur case noire f6 · Roi noir sur case noire h6 · Pion blanc sur case noire e5 · Roi blanc sur case blanche f5 · Pion noir sur case noire g5 · Pion blanc sur case blanche h5 | Tour blanche sur case noire h8 · Pion noir sur case blanche h7 · Pion blanc sur case noire f6 · Roi noir sur case noire h6 · Pion blanc sur case noire e5 · Roi blanc sur case blanche f5 · Pion noir sur case noire g5 · Pion blanc sur case blanche h5 | 4 |
| 3 | Tour blanche sur case noire h8 · Pion noir sur case blanche h7 · Pion blanc sur case noire f6 · Roi noir sur case noire h6 · Pion blanc sur case noire e5 · Roi blanc sur case blanche f5 · Pion noir sur case noire g5 · Pion blanc sur case blanche h5 | Tour blanche sur case noire h8 · Pion noir sur case blanche h7 · Pion blanc sur case noire f6 · Roi noir sur case noire h6 · Pion blanc sur case noire e5 · Roi blanc sur case blanche f5 · Pion noir sur case noire g5 · Pion blanc sur case blanche h5 | Tour blanche sur case noire h8 · Pion noir sur case blanche h7 · Pion blanc sur case noire f6 · Roi noir sur case noire h6 · Pion blanc sur case noire e5 · Roi blanc sur case blanche f5 · Pion noir sur case noire g5 · Pion blanc sur case blanche h5 | Tour blanche sur case noire h8 · Pion noir sur case blanche h7 · Pion blanc sur case noire f6 · Roi noir sur case noire h6 · Pion blanc sur case noire e5 · Roi blanc sur case blanche f5 · Pion noir sur case noire g5 · Pion blanc sur case blanche h5 | Tour blanche sur case noire h8 · Pion noir sur case blanche h7 · Pion blanc sur case noire f6 · Roi noir sur case noire h6 · Pion blanc sur case noire e5 · Roi blanc sur case blanche f5 · Pion noir sur case noire g5 · Pion blanc sur case blanche h5 | Tour blanche sur case noire h8 · Pion noir sur case blanche h7 · Pion blanc sur case noire f6 · Roi noir sur case noire h6 · Pion blanc sur case noire e5 · Roi blanc sur case blanche f5 · Pion noir sur case noire g5 · Pion blanc sur case blanche h5 | Tour blanche sur case noire h8 · Pion noir sur case blanche h7 · Pion blanc sur case noire f6 · Roi noir sur case noire h6 · Pion blanc sur case noire e5 · Roi blanc sur case blanche f5 · Pion noir sur case noire g5 · Pion blanc sur case blanche h5 | Tour blanche sur case noire h8 · Pion noir sur case blanche h7 · Pion blanc sur case noire f6 · Roi noir sur case noire h6 · Pion blanc sur case noire e5 · Roi blanc sur case blanche f5 · Pion noir sur case noire g5 · Pion blanc sur case blanche h5 | 3 |
| 2 | Tour blanche sur case noire h8 · Pion noir sur case blanche h7 · Pion blanc sur case noire f6 · Roi noir sur case noire h6 · Pion blanc sur case noire e5 · Roi blanc sur case blanche f5 · Pion noir sur case noire g5 · Pion blanc sur case blanche h5 | Tour blanche sur case noire h8 · Pion noir sur case blanche h7 · Pion blanc sur case noire f6 · Roi noir sur case noire h6 · Pion blanc sur case noire e5 · Roi blanc sur case blanche f5 · Pion noir sur case noire g5 · Pion blanc sur case blanche h5 | Tour blanche sur case noire h8 · Pion noir sur case blanche h7 · Pion blanc sur case noire f6 · Roi noir sur case noire h6 · Pion blanc sur case noire e5 · Roi blanc sur case blanche f5 · Pion noir sur case noire g5 · Pion blanc sur case blanche h5 | Tour blanche sur case noire h8 · Pion noir sur case blanche h7 · Pion blanc sur case noire f6 · Roi noir sur case noire h6 · Pion blanc sur case noire e5 · Roi blanc sur case blanche f5 · Pion noir sur case noire g5 · Pion blanc sur case blanche h5 | Tour blanche sur case noire h8 · Pion noir sur case blanche h7 · Pion blanc sur case noire f6 · Roi noir sur case noire h6 · Pion blanc sur case noire e5 · Roi blanc sur case blanche f5 · Pion noir sur case noire g5 · Pion blanc sur case blanche h5 | Tour blanche sur case noire h8 · Pion noir sur case blanche h7 · Pion blanc sur case noire f6 · Roi noir sur case noire h6 · Pion blanc sur case noire e5 · Roi blanc sur case blanche f5 · Pion noir sur case noire g5 · Pion blanc sur case blanche h5 | Tour blanche sur case noire h8 · Pion noir sur case blanche h7 · Pion blanc sur case noire f6 · Roi noir sur case noire h6 · Pion blanc sur case noire e5 · Roi blanc sur case blanche f5 · Pion noir sur case noire g5 · Pion blanc sur case blanche h5 | Tour blanche sur case noire h8 · Pion noir sur case blanche h7 · Pion blanc sur case noire f6 · Roi noir sur case noire h6 · Pion blanc sur case noire e5 · Roi blanc sur case blanche f5 · Pion noir sur case noire g5 · Pion blanc sur case blanche h5 | 2 |
| 1 | Tour blanche sur case noire h8 · Pion noir sur case blanche h7 · Pion blanc sur case noire f6 · Roi noir sur case noire h6 · Pion blanc sur case noire e5 · Roi blanc sur case blanche f5 · Pion noir sur case noire g5 · Pion blanc sur case blanche h5 | Tour blanche sur case noire h8 · Pion noir sur case blanche h7 · Pion blanc sur case noire f6 · Roi noir sur case noire h6 · Pion blanc sur case noire e5 · Roi blanc sur case blanche f5 · Pion noir sur case noire g5 · Pion blanc sur case blanche h5 | Tour blanche sur case noire h8 · Pion noir sur case blanche h7 · Pion blanc sur case noire f6 · Roi noir sur case noire h6 · Pion blanc sur case noire e5 · Roi blanc sur case blanche f5 · Pion noir sur case noire g5 · Pion blanc sur case blanche h5 | Tour blanche sur case noire h8 · Pion noir sur case blanche h7 · Pion blanc sur case noire f6 · Roi noir sur case noire h6 · Pion blanc sur case noire e5 · Roi blanc sur case blanche f5 · Pion noir sur case noire g5 · Pion blanc sur case blanche h5 | Tour blanche sur case noire h8 · Pion noir sur case blanche h7 · Pion blanc sur case noire f6 · Roi noir sur case noire h6 · Pion blanc sur case noire e5 · Roi blanc sur case blanche f5 · Pion noir sur case noire g5 · Pion blanc sur case blanche h5 | Tour blanche sur case noire h8 · Pion noir sur case blanche h7 · Pion blanc sur case noire f6 · Roi noir sur case noire h6 · Pion blanc sur case noire e5 · Roi blanc sur case blanche f5 · Pion noir sur case noire g5 · Pion blanc sur case blanche h5 | Tour blanche sur case noire h8 · Pion noir sur case blanche h7 · Pion blanc sur case noire f6 · Roi noir sur case noire h6 · Pion blanc sur case noire e5 · Roi blanc sur case blanche f5 · Pion noir sur case noire g5 · Pion blanc sur case blanche h5 | Tour blanche sur case noire h8 · Pion noir sur case blanche h7 · Pion blanc sur case noire f6 · Roi noir sur case noire h6 · Pion blanc sur case noire e5 · Roi blanc sur case blanche f5 · Pion noir sur case noire g5 · Pion blanc sur case blanche h5 | 1 |
|   | a | b | c | d | e | f | g | h |   |

Le pion h des Noirs est encore sur sa case d'origine, il n'a donc pu jouer le dernier coup.

Le dernier coup noir ne peut pas être Rg6-h6 car les deux Rois auraient alors été sur des cases contiguës.

La case g7 est contrôlée par le pion blanc en f6. Le dernier coup noir ne peut être Rg7-h6 que si le précédent coup blanc était un mouvement de ce pion en f6. Or les trois cases d'où il pourrait venir (e5, f5 et g5) sont occupées. On peut donc en déduire que le Roi noir n'a pas joué le dernier coup.

Il ne reste donc que le pion g. Ce dernier ne pouvait pas venir de g6 car le Roi blanc aurait alors été en échec.

Le dernier coup noir est donc g7-g5.
Ce qui autorise la prise en passant 1. h5xg6 ep, Rh6-h5 2.Th8xh7 mat.

## Partie justificative
Le problème consiste à reconstituer l'unique suite de coups permettant, à partir de la position initiale, d'arriver à la position proposée dans le nombre de coups indiqué.
|   | a | b | c | d | e | f | g | h |   |
| 8 | Tour noire sur case blanche a8 · Cavalier noir sur case noire b8 · Fou noir sur case blanche c8 · Dame noire sur case noire d8 · Roi noir sur case blanche e8 · Fou noir sur case noire f8 · Cavalier noir sur case blanche g8 · Tour noire sur case noire h8 · Pion noir sur case noire a7 · Pion noir sur case blanche b7 · Pion noir sur case blanche f7 · Pion noir sur case noire g7 · Pion noir sur case blanche h7 · Pion noir sur case blanche c6 · Pion noir sur case blanche e6 · Pion blanc sur case blanche e4 · Pion blanc sur case blanche a2 · Pion blanc sur case noire b2 · Pion blanc sur case blanche c2 · Pion blanc sur case noire d2 · Pion blanc sur case noire f2 · Pion blanc sur case blanche g2 · Pion blanc sur case noire h2 · Tour blanche sur case noire a1 · Cavalier blanc sur case blanche b1 · Fou blanc sur case noire c1 · Dame blanche sur case blanche d1 · Roi blanc sur case noire e1 · Cavalier blanc sur case noire g1 · Tour blanche sur case blanche h1 | Tour noire sur case blanche a8 · Cavalier noir sur case noire b8 · Fou noir sur case blanche c8 · Dame noire sur case noire d8 · Roi noir sur case blanche e8 · Fou noir sur case noire f8 · Cavalier noir sur case blanche g8 · Tour noire sur case noire h8 · Pion noir sur case noire a7 · Pion noir sur case blanche b7 · Pion noir sur case blanche f7 · Pion noir sur case noire g7 · Pion noir sur case blanche h7 · Pion noir sur case blanche c6 · Pion noir sur case blanche e6 · Pion blanc sur case blanche e4 · Pion blanc sur case blanche a2 · Pion blanc sur case noire b2 · Pion blanc sur case blanche c2 · Pion blanc sur case noire d2 · Pion blanc sur case noire f2 · Pion blanc sur case blanche g2 · Pion blanc sur case noire h2 · Tour blanche sur case noire a1 · Cavalier blanc sur case blanche b1 · Fou blanc sur case noire c1 · Dame blanche sur case blanche d1 · Roi blanc sur case noire e1 · Cavalier blanc sur case noire g1 · Tour blanche sur case blanche h1 | Tour noire sur case blanche a8 · Cavalier noir sur case noire b8 · Fou noir sur case blanche c8 · Dame noire sur case noire d8 · Roi noir sur case blanche e8 · Fou noir sur case noire f8 · Cavalier noir sur case blanche g8 · Tour noire sur case noire h8 · Pion noir sur case noire a7 · Pion noir sur case blanche b7 · Pion noir sur case blanche f7 · Pion noir sur case noire g7 · Pion noir sur case blanche h7 · Pion noir sur case blanche c6 · Pion noir sur case blanche e6 · Pion blanc sur case blanche e4 · Pion blanc sur case blanche a2 · Pion blanc sur case noire b2 · Pion blanc sur case blanche c2 · Pion blanc sur case noire d2 · Pion blanc sur case noire f2 · Pion blanc sur case blanche g2 · Pion blanc sur case noire h2 · Tour blanche sur case noire a1 · Cavalier blanc sur case blanche b1 · Fou blanc sur case noire c1 · Dame blanche sur case blanche d1 · Roi blanc sur case noire e1 · Cavalier blanc sur case noire g1 · Tour blanche sur case blanche h1 | Tour noire sur case blanche a8 · Cavalier noir sur case noire b8 · Fou noir sur case blanche c8 · Dame noire sur case noire d8 · Roi noir sur case blanche e8 · Fou noir sur case noire f8 · Cavalier noir sur case blanche g8 · Tour noire sur case noire h8 · Pion noir sur case noire a7 · Pion noir sur case blanche b7 · Pion noir sur case blanche f7 · Pion noir sur case noire g7 · Pion noir sur case blanche h7 · Pion noir sur case blanche c6 · Pion noir sur case blanche e6 · Pion blanc sur case blanche e4 · Pion blanc sur case blanche a2 · Pion blanc sur case noire b2 · Pion blanc sur case blanche c2 · Pion blanc sur case noire d2 · Pion blanc sur case noire f2 · Pion blanc sur case blanche g2 · Pion blanc sur case noire h2 · Tour blanche sur case noire a1 · Cavalier blanc sur case blanche b1 · Fou blanc sur case noire c1 · Dame blanche sur case blanche d1 · Roi blanc sur case noire e1 · Cavalier blanc sur case noire g1 · Tour blanche sur case blanche h1 | Tour noire sur case blanche a8 · Cavalier noir sur case noire b8 · Fou noir sur case blanche c8 · Dame noire sur case noire d8 · Roi noir sur case blanche e8 · Fou noir sur case noire f8 · Cavalier noir sur case blanche g8 · Tour noire sur case noire h8 · Pion noir sur case noire a7 · Pion noir sur case blanche b7 · Pion noir sur case blanche f7 · Pion noir sur case noire g7 · Pion noir sur case blanche h7 · Pion noir sur case blanche c6 · Pion noir sur case blanche e6 · Pion blanc sur case blanche e4 · Pion blanc sur case blanche a2 · Pion blanc sur case noire b2 · Pion blanc sur case blanche c2 · Pion blanc sur case noire d2 · Pion blanc sur case noire f2 · Pion blanc sur case blanche g2 · Pion blanc sur case noire h2 · Tour blanche sur case noire a1 · Cavalier blanc sur case blanche b1 · Fou blanc sur case noire c1 · Dame blanche sur case blanche d1 · Roi blanc sur case noire e1 · Cavalier blanc sur case noire g1 · Tour blanche sur case blanche h1 | Tour noire sur case blanche a8 · Cavalier noir sur case noire b8 · Fou noir sur case blanche c8 · Dame noire sur case noire d8 · Roi noir sur case blanche e8 · Fou noir sur case noire f8 · Cavalier noir sur case blanche g8 · Tour noire sur case noire h8 · Pion noir sur case noire a7 · Pion noir sur case blanche b7 · Pion noir sur case blanche f7 · Pion noir sur case noire g7 · Pion noir sur case blanche h7 · Pion noir sur case blanche c6 · Pion noir sur case blanche e6 · Pion blanc sur case blanche e4 · Pion blanc sur case blanche a2 · Pion blanc sur case noire b2 · Pion blanc sur case blanche c2 · Pion blanc sur case noire d2 · Pion blanc sur case noire f2 · Pion blanc sur case blanche g2 · Pion blanc sur case noire h2 · Tour blanche sur case noire a1 · Cavalier blanc sur case blanche b1 · Fou blanc sur case noire c1 · Dame blanche sur case blanche d1 · Roi blanc sur case noire e1 · Cavalier blanc sur case noire g1 · Tour blanche sur case blanche h1 | Tour noire sur case blanche a8 · Cavalier noir sur case noire b8 · Fou noir sur case blanche c8 · Dame noire sur case noire d8 · Roi noir sur case blanche e8 · Fou noir sur case noire f8 · Cavalier noir sur case blanche g8 · Tour noire sur case noire h8 · Pion noir sur case noire a7 · Pion noir sur case blanche b7 · Pion noir sur case blanche f7 · Pion noir sur case noire g7 · Pion noir sur case blanche h7 · Pion noir sur case blanche c6 · Pion noir sur case blanche e6 · Pion blanc sur case blanche e4 · Pion blanc sur case blanche a2 · Pion blanc sur case noire b2 · Pion blanc sur case blanche c2 · Pion blanc sur case noire d2 · Pion blanc sur case noire f2 · Pion blanc sur case blanche g2 · Pion blanc sur case noire h2 · Tour blanche sur case noire a1 · Cavalier blanc sur case blanche b1 · Fou blanc sur case noire c1 · Dame blanche sur case blanche d1 · Roi blanc sur case noire e1 · Cavalier blanc sur case noire g1 · Tour blanche sur case blanche h1 | Tour noire sur case blanche a8 · Cavalier noir sur case noire b8 · Fou noir sur case blanche c8 · Dame noire sur case noire d8 · Roi noir sur case blanche e8 · Fou noir sur case noire f8 · Cavalier noir sur case blanche g8 · Tour noire sur case noire h8 · Pion noir sur case noire a7 · Pion noir sur case blanche b7 · Pion noir sur case blanche f7 · Pion noir sur case noire g7 · Pion noir sur case blanche h7 · Pion noir sur case blanche c6 · Pion noir sur case blanche e6 · Pion blanc sur case blanche e4 · Pion blanc sur case blanche a2 · Pion blanc sur case noire b2 · Pion blanc sur case blanche c2 · Pion blanc sur case noire d2 · Pion blanc sur case noire f2 · Pion blanc sur case blanche g2 · Pion blanc sur case noire h2 · Tour blanche sur case noire a1 · Cavalier blanc sur case blanche b1 · Fou blanc sur case noire c1 · Dame blanche sur case blanche d1 · Roi blanc sur case noire e1 · Cavalier blanc sur case noire g1 · Tour blanche sur case blanche h1 | 8 |
| 7 | Tour noire sur case blanche a8 · Cavalier noir sur case noire b8 · Fou noir sur case blanche c8 · Dame noire sur case noire d8 · Roi noir sur case blanche e8 · Fou noir sur case noire f8 · Cavalier noir sur case blanche g8 · Tour noire sur case noire h8 · Pion noir sur case noire a7 · Pion noir sur case blanche b7 · Pion noir sur case blanche f7 · Pion noir sur case noire g7 · Pion noir sur case blanche h7 · Pion noir sur case blanche c6 · Pion noir sur case blanche e6 · Pion blanc sur case blanche e4 · Pion blanc sur case blanche a2 · Pion blanc sur case noire b2 · Pion blanc sur case blanche c2 · Pion blanc sur case noire d2 · Pion blanc sur case noire f2 · Pion blanc sur case blanche g2 · Pion blanc sur case noire h2 · Tour blanche sur case noire a1 · Cavalier blanc sur case blanche b1 · Fou blanc sur case noire c1 · Dame blanche sur case blanche d1 · Roi blanc sur case noire e1 · Cavalier blanc sur case noire g1 · Tour blanche sur case blanche h1 | Tour noire sur case blanche a8 · Cavalier noir sur case noire b8 · Fou noir sur case blanche c8 · Dame noire sur case noire d8 · Roi noir sur case blanche e8 · Fou noir sur case noire f8 · Cavalier noir sur case blanche g8 · Tour noire sur case noire h8 · Pion noir sur case noire a7 · Pion noir sur case blanche b7 · Pion noir sur case blanche f7 · Pion noir sur case noire g7 · Pion noir sur case blanche h7 · Pion noir sur case blanche c6 · Pion noir sur case blanche e6 · Pion blanc sur case blanche e4 · Pion blanc sur case blanche a2 · Pion blanc sur case noire b2 · Pion blanc sur case blanche c2 · Pion blanc sur case noire d2 · Pion blanc sur case noire f2 · Pion blanc sur case blanche g2 · Pion blanc sur case noire h2 · Tour blanche sur case noire a1 · Cavalier blanc sur case blanche b1 · Fou blanc sur case noire c1 · Dame blanche sur case blanche d1 · Roi blanc sur case noire e1 · Cavalier blanc sur case noire g1 · Tour blanche sur case blanche h1 | Tour noire sur case blanche a8 · Cavalier noir sur case noire b8 · Fou noir sur case blanche c8 · Dame noire sur case noire d8 · Roi noir sur case blanche e8 · Fou noir sur case noire f8 · Cavalier noir sur case blanche g8 · Tour noire sur case noire h8 · Pion noir sur case noire a7 · Pion noir sur case blanche b7 · Pion noir sur case blanche f7 · Pion noir sur case noire g7 · Pion noir sur case blanche h7 · Pion noir sur case blanche c6 · Pion noir sur case blanche e6 · Pion blanc sur case blanche e4 · Pion blanc sur case blanche a2 · Pion blanc sur case noire b2 · Pion blanc sur case blanche c2 · Pion blanc sur case noire d2 · Pion blanc sur case noire f2 · Pion blanc sur case blanche g2 · Pion blanc sur case noire h2 · Tour blanche sur case noire a1 · Cavalier blanc sur case blanche b1 · Fou blanc sur case noire c1 · Dame blanche sur case blanche d1 · Roi blanc sur case noire e1 · Cavalier blanc sur case noire g1 · Tour blanche sur case blanche h1 | Tour noire sur case blanche a8 · Cavalier noir sur case noire b8 · Fou noir sur case blanche c8 · Dame noire sur case noire d8 · Roi noir sur case blanche e8 · Fou noir sur case noire f8 · Cavalier noir sur case blanche g8 · Tour noire sur case noire h8 · Pion noir sur case noire a7 · Pion noir sur case blanche b7 · Pion noir sur case blanche f7 · Pion noir sur case noire g7 · Pion noir sur case blanche h7 · Pion noir sur case blanche c6 · Pion noir sur case blanche e6 · Pion blanc sur case blanche e4 · Pion blanc sur case blanche a2 · Pion blanc sur case noire b2 · Pion blanc sur case blanche c2 · Pion blanc sur case noire d2 · Pion blanc sur case noire f2 · Pion blanc sur case blanche g2 · Pion blanc sur case noire h2 · Tour blanche sur case noire a1 · Cavalier blanc sur case blanche b1 · Fou blanc sur case noire c1 · Dame blanche sur case blanche d1 · Roi blanc sur case noire e1 · Cavalier blanc sur case noire g1 · Tour blanche sur case blanche h1 | Tour noire sur case blanche a8 · Cavalier noir sur case noire b8 · Fou noir sur case blanche c8 · Dame noire sur case noire d8 · Roi noir sur case blanche e8 · Fou noir sur case noire f8 · Cavalier noir sur case blanche g8 · Tour noire sur case noire h8 · Pion noir sur case noire a7 · Pion noir sur case blanche b7 · Pion noir sur case blanche f7 · Pion noir sur case noire g7 · Pion noir sur case blanche h7 · Pion noir sur case blanche c6 · Pion noir sur case blanche e6 · Pion blanc sur case blanche e4 · Pion blanc sur case blanche a2 · Pion blanc sur case noire b2 · Pion blanc sur case blanche c2 · Pion blanc sur case noire d2 · Pion blanc sur case noire f2 · Pion blanc sur case blanche g2 · Pion blanc sur case noire h2 · Tour blanche sur case noire a1 · Cavalier blanc sur case blanche b1 · Fou blanc sur case noire c1 · Dame blanche sur case blanche d1 · Roi blanc sur case noire e1 · Cavalier blanc sur case noire g1 · Tour blanche sur case blanche h1 | Tour noire sur case blanche a8 · Cavalier noir sur case noire b8 · Fou noir sur case blanche c8 · Dame noire sur case noire d8 · Roi noir sur case blanche e8 · Fou noir sur case noire f8 · Cavalier noir sur case blanche g8 · Tour noire sur case noire h8 · Pion noir sur case noire a7 · Pion noir sur case blanche b7 · Pion noir sur case blanche f7 · Pion noir sur case noire g7 · Pion noir sur case blanche h7 · Pion noir sur case blanche c6 · Pion noir sur case blanche e6 · Pion blanc sur case blanche e4 · Pion blanc sur case blanche a2 · Pion blanc sur case noire b2 · Pion blanc sur case blanche c2 · Pion blanc sur case noire d2 · Pion blanc sur case noire f2 · Pion blanc sur case blanche g2 · Pion blanc sur case noire h2 · Tour blanche sur case noire a1 · Cavalier blanc sur case blanche b1 · Fou blanc sur case noire c1 · Dame blanche sur case blanche d1 · Roi blanc sur case noire e1 · Cavalier blanc sur case noire g1 · Tour blanche sur case blanche h1 | Tour noire sur case blanche a8 · Cavalier noir sur case noire b8 · Fou noir sur case blanche c8 · Dame noire sur case noire d8 · Roi noir sur case blanche e8 · Fou noir sur case noire f8 · Cavalier noir sur case blanche g8 · Tour noire sur case noire h8 · Pion noir sur case noire a7 · Pion noir sur case blanche b7 · Pion noir sur case blanche f7 · Pion noir sur case noire g7 · Pion noir sur case blanche h7 · Pion noir sur case blanche c6 · Pion noir sur case blanche e6 · Pion blanc sur case blanche e4 · Pion blanc sur case blanche a2 · Pion blanc sur case noire b2 · Pion blanc sur case blanche c2 · Pion blanc sur case noire d2 · Pion blanc sur case noire f2 · Pion blanc sur case blanche g2 · Pion blanc sur case noire h2 · Tour blanche sur case noire a1 · Cavalier blanc sur case blanche b1 · Fou blanc sur case noire c1 · Dame blanche sur case blanche d1 · Roi blanc sur case noire e1 · Cavalier blanc sur case noire g1 · Tour blanche sur case blanche h1 | Tour noire sur case blanche a8 · Cavalier noir sur case noire b8 · Fou noir sur case blanche c8 · Dame noire sur case noire d8 · Roi noir sur case blanche e8 · Fou noir sur case noire f8 · Cavalier noir sur case blanche g8 · Tour noire sur case noire h8 · Pion noir sur case noire a7 · Pion noir sur case blanche b7 · Pion noir sur case blanche f7 · Pion noir sur case noire g7 · Pion noir sur case blanche h7 · Pion noir sur case blanche c6 · Pion noir sur case blanche e6 · Pion blanc sur case blanche e4 · Pion blanc sur case blanche a2 · Pion blanc sur case noire b2 · Pion blanc sur case blanche c2 · Pion blanc sur case noire d2 · Pion blanc sur case noire f2 · Pion blanc sur case blanche g2 · Pion blanc sur case noire h2 · Tour blanche sur case noire a1 · Cavalier blanc sur case blanche b1 · Fou blanc sur case noire c1 · Dame blanche sur case blanche d1 · Roi blanc sur case noire e1 · Cavalier blanc sur case noire g1 · Tour blanche sur case blanche h1 | 7 |
| 6 | Tour noire sur case blanche a8 · Cavalier noir sur case noire b8 · Fou noir sur case blanche c8 · Dame noire sur case noire d8 · Roi noir sur case blanche e8 · Fou noir sur case noire f8 · Cavalier noir sur case blanche g8 · Tour noire sur case noire h8 · Pion noir sur case noire a7 · Pion noir sur case blanche b7 · Pion noir sur case blanche f7 · Pion noir sur case noire g7 · Pion noir sur case blanche h7 · Pion noir sur case blanche c6 · Pion noir sur case blanche e6 · Pion blanc sur case blanche e4 · Pion blanc sur case blanche a2 · Pion blanc sur case noire b2 · Pion blanc sur case blanche c2 · Pion blanc sur case noire d2 · Pion blanc sur case noire f2 · Pion blanc sur case blanche g2 · Pion blanc sur case noire h2 · Tour blanche sur case noire a1 · Cavalier blanc sur case blanche b1 · Fou blanc sur case noire c1 · Dame blanche sur case blanche d1 · Roi blanc sur case noire e1 · Cavalier blanc sur case noire g1 · Tour blanche sur case blanche h1 | Tour noire sur case blanche a8 · Cavalier noir sur case noire b8 · Fou noir sur case blanche c8 · Dame noire sur case noire d8 · Roi noir sur case blanche e8 · Fou noir sur case noire f8 · Cavalier noir sur case blanche g8 · Tour noire sur case noire h8 · Pion noir sur case noire a7 · Pion noir sur case blanche b7 · Pion noir sur case blanche f7 · Pion noir sur case noire g7 · Pion noir sur case blanche h7 · Pion noir sur case blanche c6 · Pion noir sur case blanche e6 · Pion blanc sur case blanche e4 · Pion blanc sur case blanche a2 · Pion blanc sur case noire b2 · Pion blanc sur case blanche c2 · Pion blanc sur case noire d2 · Pion blanc sur case noire f2 · Pion blanc sur case blanche g2 · Pion blanc sur case noire h2 · Tour blanche sur case noire a1 · Cavalier blanc sur case blanche b1 · Fou blanc sur case noire c1 · Dame blanche sur case blanche d1 · Roi blanc sur case noire e1 · Cavalier blanc sur case noire g1 · Tour blanche sur case blanche h1 | Tour noire sur case blanche a8 · Cavalier noir sur case noire b8 · Fou noir sur case blanche c8 · Dame noire sur case noire d8 · Roi noir sur case blanche e8 · Fou noir sur case noire f8 · Cavalier noir sur case blanche g8 · Tour noire sur case noire h8 · Pion noir sur case noire a7 · Pion noir sur case blanche b7 · Pion noir sur case blanche f7 · Pion noir sur case noire g7 · Pion noir sur case blanche h7 · Pion noir sur case blanche c6 · Pion noir sur case blanche e6 · Pion blanc sur case blanche e4 · Pion blanc sur case blanche a2 · Pion blanc sur case noire b2 · Pion blanc sur case blanche c2 · Pion blanc sur case noire d2 · Pion blanc sur case noire f2 · Pion blanc sur case blanche g2 · Pion blanc sur case noire h2 · Tour blanche sur case noire a1 · Cavalier blanc sur case blanche b1 · Fou blanc sur case noire c1 · Dame blanche sur case blanche d1 · Roi blanc sur case noire e1 · Cavalier blanc sur case noire g1 · Tour blanche sur case blanche h1 | Tour noire sur case blanche a8 · Cavalier noir sur case noire b8 · Fou noir sur case blanche c8 · Dame noire sur case noire d8 · Roi noir sur case blanche e8 · Fou noir sur case noire f8 · Cavalier noir sur case blanche g8 · Tour noire sur case noire h8 · Pion noir sur case noire a7 · Pion noir sur case blanche b7 · Pion noir sur case blanche f7 · Pion noir sur case noire g7 · Pion noir sur case blanche h7 · Pion noir sur case blanche c6 · Pion noir sur case blanche e6 · Pion blanc sur case blanche e4 · Pion blanc sur case blanche a2 · Pion blanc sur case noire b2 · Pion blanc sur case blanche c2 · Pion blanc sur case noire d2 · Pion blanc sur case noire f2 · Pion blanc sur case blanche g2 · Pion blanc sur case noire h2 · Tour blanche sur case noire a1 · Cavalier blanc sur case blanche b1 · Fou blanc sur case noire c1 · Dame blanche sur case blanche d1 · Roi blanc sur case noire e1 · Cavalier blanc sur case noire g1 · Tour blanche sur case blanche h1 | Tour noire sur case blanche a8 · Cavalier noir sur case noire b8 · Fou noir sur case blanche c8 · Dame noire sur case noire d8 · Roi noir sur case blanche e8 · Fou noir sur case noire f8 · Cavalier noir sur case blanche g8 · Tour noire sur case noire h8 · Pion noir sur case noire a7 · Pion noir sur case blanche b7 · Pion noir sur case blanche f7 · Pion noir sur case noire g7 · Pion noir sur case blanche h7 · Pion noir sur case blanche c6 · Pion noir sur case blanche e6 · Pion blanc sur case blanche e4 · Pion blanc sur case blanche a2 · Pion blanc sur case noire b2 · Pion blanc sur case blanche c2 · Pion blanc sur case noire d2 · Pion blanc sur case noire f2 · Pion blanc sur case blanche g2 · Pion blanc sur case noire h2 · Tour blanche sur case noire a1 · Cavalier blanc sur case blanche b1 · Fou blanc sur case noire c1 · Dame blanche sur case blanche d1 · Roi blanc sur case noire e1 · Cavalier blanc sur case noire g1 · Tour blanche sur case blanche h1 | Tour noire sur case blanche a8 · Cavalier noir sur case noire b8 · Fou noir sur case blanche c8 · Dame noire sur case noire d8 · Roi noir sur case blanche e8 · Fou noir sur case noire f8 · Cavalier noir sur case blanche g8 · Tour noire sur case noire h8 · Pion noir sur case noire a7 · Pion noir sur case blanche b7 · Pion noir sur case blanche f7 · Pion noir sur case noire g7 · Pion noir sur case blanche h7 · Pion noir sur case blanche c6 · Pion noir sur case blanche e6 · Pion blanc sur case blanche e4 · Pion blanc sur case blanche a2 · Pion blanc sur case noire b2 · Pion blanc sur case blanche c2 · Pion blanc sur case noire d2 · Pion blanc sur case noire f2 · Pion blanc sur case blanche g2 · Pion blanc sur case noire h2 · Tour blanche sur case noire a1 · Cavalier blanc sur case blanche b1 · Fou blanc sur case noire c1 · Dame blanche sur case blanche d1 · Roi blanc sur case noire e1 · Cavalier blanc sur case noire g1 · Tour blanche sur case blanche h1 | Tour noire sur case blanche a8 · Cavalier noir sur case noire b8 · Fou noir sur case blanche c8 · Dame noire sur case noire d8 · Roi noir sur case blanche e8 · Fou noir sur case noire f8 · Cavalier noir sur case blanche g8 · Tour noire sur case noire h8 · Pion noir sur case noire a7 · Pion noir sur case blanche b7 · Pion noir sur case blanche f7 · Pion noir sur case noire g7 · Pion noir sur case blanche h7 · Pion noir sur case blanche c6 · Pion noir sur case blanche e6 · Pion blanc sur case blanche e4 · Pion blanc sur case blanche a2 · Pion blanc sur case noire b2 · Pion blanc sur case blanche c2 · Pion blanc sur case noire d2 · Pion blanc sur case noire f2 · Pion blanc sur case blanche g2 · Pion blanc sur case noire h2 · Tour blanche sur case noire a1 · Cavalier blanc sur case blanche b1 · Fou blanc sur case noire c1 · Dame blanche sur case blanche d1 · Roi blanc sur case noire e1 · Cavalier blanc sur case noire g1 · Tour blanche sur case blanche h1 | Tour noire sur case blanche a8 · Cavalier noir sur case noire b8 · Fou noir sur case blanche c8 · Dame noire sur case noire d8 · Roi noir sur case blanche e8 · Fou noir sur case noire f8 · Cavalier noir sur case blanche g8 · Tour noire sur case noire h8 · Pion noir sur case noire a7 · Pion noir sur case blanche b7 · Pion noir sur case blanche f7 · Pion noir sur case noire g7 · Pion noir sur case blanche h7 · Pion noir sur case blanche c6 · Pion noir sur case blanche e6 · Pion blanc sur case blanche e4 · Pion blanc sur case blanche a2 · Pion blanc sur case noire b2 · Pion blanc sur case blanche c2 · Pion blanc sur case noire d2 · Pion blanc sur case noire f2 · Pion blanc sur case blanche g2 · Pion blanc sur case noire h2 · Tour blanche sur case noire a1 · Cavalier blanc sur case blanche b1 · Fou blanc sur case noire c1 · Dame blanche sur case blanche d1 · Roi blanc sur case noire e1 · Cavalier blanc sur case noire g1 · Tour blanche sur case blanche h1 | 6 |
| 5 | Tour noire sur case blanche a8 · Cavalier noir sur case noire b8 · Fou noir sur case blanche c8 · Dame noire sur case noire d8 · Roi noir sur case blanche e8 · Fou noir sur case noire f8 · Cavalier noir sur case blanche g8 · Tour noire sur case noire h8 · Pion noir sur case noire a7 · Pion noir sur case blanche b7 · Pion noir sur case blanche f7 · Pion noir sur case noire g7 · Pion noir sur case blanche h7 · Pion noir sur case blanche c6 · Pion noir sur case blanche e6 · Pion blanc sur case blanche e4 · Pion blanc sur case blanche a2 · Pion blanc sur case noire b2 · Pion blanc sur case blanche c2 · Pion blanc sur case noire d2 · Pion blanc sur case noire f2 · Pion blanc sur case blanche g2 · Pion blanc sur case noire h2 · Tour blanche sur case noire a1 · Cavalier blanc sur case blanche b1 · Fou blanc sur case noire c1 · Dame blanche sur case blanche d1 · Roi blanc sur case noire e1 · Cavalier blanc sur case noire g1 · Tour blanche sur case blanche h1 | Tour noire sur case blanche a8 · Cavalier noir sur case noire b8 · Fou noir sur case blanche c8 · Dame noire sur case noire d8 · Roi noir sur case blanche e8 · Fou noir sur case noire f8 · Cavalier noir sur case blanche g8 · Tour noire sur case noire h8 · Pion noir sur case noire a7 · Pion noir sur case blanche b7 · Pion noir sur case blanche f7 · Pion noir sur case noire g7 · Pion noir sur case blanche h7 · Pion noir sur case blanche c6 · Pion noir sur case blanche e6 · Pion blanc sur case blanche e4 · Pion blanc sur case blanche a2 · Pion blanc sur case noire b2 · Pion blanc sur case blanche c2 · Pion blanc sur case noire d2 · Pion blanc sur case noire f2 · Pion blanc sur case blanche g2 · Pion blanc sur case noire h2 · Tour blanche sur case noire a1 · Cavalier blanc sur case blanche b1 · Fou blanc sur case noire c1 · Dame blanche sur case blanche d1 · Roi blanc sur case noire e1 · Cavalier blanc sur case noire g1 · Tour blanche sur case blanche h1 | Tour noire sur case blanche a8 · Cavalier noir sur case noire b8 · Fou noir sur case blanche c8 · Dame noire sur case noire d8 · Roi noir sur case blanche e8 · Fou noir sur case noire f8 · Cavalier noir sur case blanche g8 · Tour noire sur case noire h8 · Pion noir sur case noire a7 · Pion noir sur case blanche b7 · Pion noir sur case blanche f7 · Pion noir sur case noire g7 · Pion noir sur case blanche h7 · Pion noir sur case blanche c6 · Pion noir sur case blanche e6 · Pion blanc sur case blanche e4 · Pion blanc sur case blanche a2 · Pion blanc sur case noire b2 · Pion blanc sur case blanche c2 · Pion blanc sur case noire d2 · Pion blanc sur case noire f2 · Pion blanc sur case blanche g2 · Pion blanc sur case noire h2 · Tour blanche sur case noire a1 · Cavalier blanc sur case blanche b1 · Fou blanc sur case noire c1 · Dame blanche sur case blanche d1 · Roi blanc sur case noire e1 · Cavalier blanc sur case noire g1 · Tour blanche sur case blanche h1 | Tour noire sur case blanche a8 · Cavalier noir sur case noire b8 · Fou noir sur case blanche c8 · Dame noire sur case noire d8 · Roi noir sur case blanche e8 · Fou noir sur case noire f8 · Cavalier noir sur case blanche g8 · Tour noire sur case noire h8 · Pion noir sur case noire a7 · Pion noir sur case blanche b7 · Pion noir sur case blanche f7 · Pion noir sur case noire g7 · Pion noir sur case blanche h7 · Pion noir sur case blanche c6 · Pion noir sur case blanche e6 · Pion blanc sur case blanche e4 · Pion blanc sur case blanche a2 · Pion blanc sur case noire b2 · Pion blanc sur case blanche c2 · Pion blanc sur case noire d2 · Pion blanc sur case noire f2 · Pion blanc sur case blanche g2 · Pion blanc sur case noire h2 · Tour blanche sur case noire a1 · Cavalier blanc sur case blanche b1 · Fou blanc sur case noire c1 · Dame blanche sur case blanche d1 · Roi blanc sur case noire e1 · Cavalier blanc sur case noire g1 · Tour blanche sur case blanche h1 | Tour noire sur case blanche a8 · Cavalier noir sur case noire b8 · Fou noir sur case blanche c8 · Dame noire sur case noire d8 · Roi noir sur case blanche e8 · Fou noir sur case noire f8 · Cavalier noir sur case blanche g8 · Tour noire sur case noire h8 · Pion noir sur case noire a7 · Pion noir sur case blanche b7 · Pion noir sur case blanche f7 · Pion noir sur case noire g7 · Pion noir sur case blanche h7 · Pion noir sur case blanche c6 · Pion noir sur case blanche e6 · Pion blanc sur case blanche e4 · Pion blanc sur case blanche a2 · Pion blanc sur case noire b2 · Pion blanc sur case blanche c2 · Pion blanc sur case noire d2 · Pion blanc sur case noire f2 · Pion blanc sur case blanche g2 · Pion blanc sur case noire h2 · Tour blanche sur case noire a1 · Cavalier blanc sur case blanche b1 · Fou blanc sur case noire c1 · Dame blanche sur case blanche d1 · Roi blanc sur case noire e1 · Cavalier blanc sur case noire g1 · Tour blanche sur case blanche h1 | Tour noire sur case blanche a8 · Cavalier noir sur case noire b8 · Fou noir sur case blanche c8 · Dame noire sur case noire d8 · Roi noir sur case blanche e8 · Fou noir sur case noire f8 · Cavalier noir sur case blanche g8 · Tour noire sur case noire h8 · Pion noir sur case noire a7 · Pion noir sur case blanche b7 · Pion noir sur case blanche f7 · Pion noir sur case noire g7 · Pion noir sur case blanche h7 · Pion noir sur case blanche c6 · Pion noir sur case blanche e6 · Pion blanc sur case blanche e4 · Pion blanc sur case blanche a2 · Pion blanc sur case noire b2 · Pion blanc sur case blanche c2 · Pion blanc sur case noire d2 · Pion blanc sur case noire f2 · Pion blanc sur case blanche g2 · Pion blanc sur case noire h2 · Tour blanche sur case noire a1 · Cavalier blanc sur case blanche b1 · Fou blanc sur case noire c1 · Dame blanche sur case blanche d1 · Roi blanc sur case noire e1 · Cavalier blanc sur case noire g1 · Tour blanche sur case blanche h1 | Tour noire sur case blanche a8 · Cavalier noir sur case noire b8 · Fou noir sur case blanche c8 · Dame noire sur case noire d8 · Roi noir sur case blanche e8 · Fou noir sur case noire f8 · Cavalier noir sur case blanche g8 · Tour noire sur case noire h8 · Pion noir sur case noire a7 · Pion noir sur case blanche b7 · Pion noir sur case blanche f7 · Pion noir sur case noire g7 · Pion noir sur case blanche h7 · Pion noir sur case blanche c6 · Pion noir sur case blanche e6 · Pion blanc sur case blanche e4 · Pion blanc sur case blanche a2 · Pion blanc sur case noire b2 · Pion blanc sur case blanche c2 · Pion blanc sur case noire d2 · Pion blanc sur case noire f2 · Pion blanc sur case blanche g2 · Pion blanc sur case noire h2 · Tour blanche sur case noire a1 · Cavalier blanc sur case blanche b1 · Fou blanc sur case noire c1 · Dame blanche sur case blanche d1 · Roi blanc sur case noire e1 · Cavalier blanc sur case noire g1 · Tour blanche sur case blanche h1 | Tour noire sur case blanche a8 · Cavalier noir sur case noire b8 · Fou noir sur case blanche c8 · Dame noire sur case noire d8 · Roi noir sur case blanche e8 · Fou noir sur case noire f8 · Cavalier noir sur case blanche g8 · Tour noire sur case noire h8 · Pion noir sur case noire a7 · Pion noir sur case blanche b7 · Pion noir sur case blanche f7 · Pion noir sur case noire g7 · Pion noir sur case blanche h7 · Pion noir sur case blanche c6 · Pion noir sur case blanche e6 · Pion blanc sur case blanche e4 · Pion blanc sur case blanche a2 · Pion blanc sur case noire b2 · Pion blanc sur case blanche c2 · Pion blanc sur case noire d2 · Pion blanc sur case noire f2 · Pion blanc sur case blanche g2 · Pion blanc sur case noire h2 · Tour blanche sur case noire a1 · Cavalier blanc sur case blanche b1 · Fou blanc sur case noire c1 · Dame blanche sur case blanche d1 · Roi blanc sur case noire e1 · Cavalier blanc sur case noire g1 · Tour blanche sur case blanche h1 | 5 |
| 4 | Tour noire sur case blanche a8 · Cavalier noir sur case noire b8 · Fou noir sur case blanche c8 · Dame noire sur case noire d8 · Roi noir sur case blanche e8 · Fou noir sur case noire f8 · Cavalier noir sur case blanche g8 · Tour noire sur case noire h8 · Pion noir sur case noire a7 · Pion noir sur case blanche b7 · Pion noir sur case blanche f7 · Pion noir sur case noire g7 · Pion noir sur case blanche h7 · Pion noir sur case blanche c6 · Pion noir sur case blanche e6 · Pion blanc sur case blanche e4 · Pion blanc sur case blanche a2 · Pion blanc sur case noire b2 · Pion blanc sur case blanche c2 · Pion blanc sur case noire d2 · Pion blanc sur case noire f2 · Pion blanc sur case blanche g2 · Pion blanc sur case noire h2 · Tour blanche sur case noire a1 · Cavalier blanc sur case blanche b1 · Fou blanc sur case noire c1 · Dame blanche sur case blanche d1 · Roi blanc sur case noire e1 · Cavalier blanc sur case noire g1 · Tour blanche sur case blanche h1 | Tour noire sur case blanche a8 · Cavalier noir sur case noire b8 · Fou noir sur case blanche c8 · Dame noire sur case noire d8 · Roi noir sur case blanche e8 · Fou noir sur case noire f8 · Cavalier noir sur case blanche g8 · Tour noire sur case noire h8 · Pion noir sur case noire a7 · Pion noir sur case blanche b7 · Pion noir sur case blanche f7 · Pion noir sur case noire g7 · Pion noir sur case blanche h7 · Pion noir sur case blanche c6 · Pion noir sur case blanche e6 · Pion blanc sur case blanche e4 · Pion blanc sur case blanche a2 · Pion blanc sur case noire b2 · Pion blanc sur case blanche c2 · Pion blanc sur case noire d2 · Pion blanc sur case noire f2 · Pion blanc sur case blanche g2 · Pion blanc sur case noire h2 · Tour blanche sur case noire a1 · Cavalier blanc sur case blanche b1 · Fou blanc sur case noire c1 · Dame blanche sur case blanche d1 · Roi blanc sur case noire e1 · Cavalier blanc sur case noire g1 · Tour blanche sur case blanche h1 | Tour noire sur case blanche a8 · Cavalier noir sur case noire b8 · Fou noir sur case blanche c8 · Dame noire sur case noire d8 · Roi noir sur case blanche e8 · Fou noir sur case noire f8 · Cavalier noir sur case blanche g8 · Tour noire sur case noire h8 · Pion noir sur case noire a7 · Pion noir sur case blanche b7 · Pion noir sur case blanche f7 · Pion noir sur case noire g7 · Pion noir sur case blanche h7 · Pion noir sur case blanche c6 · Pion noir sur case blanche e6 · Pion blanc sur case blanche e4 · Pion blanc sur case blanche a2 · Pion blanc sur case noire b2 · Pion blanc sur case blanche c2 · Pion blanc sur case noire d2 · Pion blanc sur case noire f2 · Pion blanc sur case blanche g2 · Pion blanc sur case noire h2 · Tour blanche sur case noire a1 · Cavalier blanc sur case blanche b1 · Fou blanc sur case noire c1 · Dame blanche sur case blanche d1 · Roi blanc sur case noire e1 · Cavalier blanc sur case noire g1 · Tour blanche sur case blanche h1 | Tour noire sur case blanche a8 · Cavalier noir sur case noire b8 · Fou noir sur case blanche c8 · Dame noire sur case noire d8 · Roi noir sur case blanche e8 · Fou noir sur case noire f8 · Cavalier noir sur case blanche g8 · Tour noire sur case noire h8 · Pion noir sur case noire a7 · Pion noir sur case blanche b7 · Pion noir sur case blanche f7 · Pion noir sur case noire g7 · Pion noir sur case blanche h7 · Pion noir sur case blanche c6 · Pion noir sur case blanche e6 · Pion blanc sur case blanche e4 · Pion blanc sur case blanche a2 · Pion blanc sur case noire b2 · Pion blanc sur case blanche c2 · Pion blanc sur case noire d2 · Pion blanc sur case noire f2 · Pion blanc sur case blanche g2 · Pion blanc sur case noire h2 · Tour blanche sur case noire a1 · Cavalier blanc sur case blanche b1 · Fou blanc sur case noire c1 · Dame blanche sur case blanche d1 · Roi blanc sur case noire e1 · Cavalier blanc sur case noire g1 · Tour blanche sur case blanche h1 | Tour noire sur case blanche a8 · Cavalier noir sur case noire b8 · Fou noir sur case blanche c8 · Dame noire sur case noire d8 · Roi noir sur case blanche e8 · Fou noir sur case noire f8 · Cavalier noir sur case blanche g8 · Tour noire sur case noire h8 · Pion noir sur case noire a7 · Pion noir sur case blanche b7 · Pion noir sur case blanche f7 · Pion noir sur case noire g7 · Pion noir sur case blanche h7 · Pion noir sur case blanche c6 · Pion noir sur case blanche e6 · Pion blanc sur case blanche e4 · Pion blanc sur case blanche a2 · Pion blanc sur case noire b2 · Pion blanc sur case blanche c2 · Pion blanc sur case noire d2 · Pion blanc sur case noire f2 · Pion blanc sur case blanche g2 · Pion blanc sur case noire h2 · Tour blanche sur case noire a1 · Cavalier blanc sur case blanche b1 · Fou blanc sur case noire c1 · Dame blanche sur case blanche d1 · Roi blanc sur case noire e1 · Cavalier blanc sur case noire g1 · Tour blanche sur case blanche h1 | Tour noire sur case blanche a8 · Cavalier noir sur case noire b8 · Fou noir sur case blanche c8 · Dame noire sur case noire d8 · Roi noir sur case blanche e8 · Fou noir sur case noire f8 · Cavalier noir sur case blanche g8 · Tour noire sur case noire h8 · Pion noir sur case noire a7 · Pion noir sur case blanche b7 · Pion noir sur case blanche f7 · Pion noir sur case noire g7 · Pion noir sur case blanche h7 · Pion noir sur case blanche c6 · Pion noir sur case blanche e6 · Pion blanc sur case blanche e4 · Pion blanc sur case blanche a2 · Pion blanc sur case noire b2 · Pion blanc sur case blanche c2 · Pion blanc sur case noire d2 · Pion blanc sur case noire f2 · Pion blanc sur case blanche g2 · Pion blanc sur case noire h2 · Tour blanche sur case noire a1 · Cavalier blanc sur case blanche b1 · Fou blanc sur case noire c1 · Dame blanche sur case blanche d1 · Roi blanc sur case noire e1 · Cavalier blanc sur case noire g1 · Tour blanche sur case blanche h1 | Tour noire sur case blanche a8 · Cavalier noir sur case noire b8 · Fou noir sur case blanche c8 · Dame noire sur case noire d8 · Roi noir sur case blanche e8 · Fou noir sur case noire f8 · Cavalier noir sur case blanche g8 · Tour noire sur case noire h8 · Pion noir sur case noire a7 · Pion noir sur case blanche b7 · Pion noir sur case blanche f7 · Pion noir sur case noire g7 · Pion noir sur case blanche h7 · Pion noir sur case blanche c6 · Pion noir sur case blanche e6 · Pion blanc sur case blanche e4 · Pion blanc sur case blanche a2 · Pion blanc sur case noire b2 · Pion blanc sur case blanche c2 · Pion blanc sur case noire d2 · Pion blanc sur case noire f2 · Pion blanc sur case blanche g2 · Pion blanc sur case noire h2 · Tour blanche sur case noire a1 · Cavalier blanc sur case blanche b1 · Fou blanc sur case noire c1 · Dame blanche sur case blanche d1 · Roi blanc sur case noire e1 · Cavalier blanc sur case noire g1 · Tour blanche sur case blanche h1 | Tour noire sur case blanche a8 · Cavalier noir sur case noire b8 · Fou noir sur case blanche c8 · Dame noire sur case noire d8 · Roi noir sur case blanche e8 · Fou noir sur case noire f8 · Cavalier noir sur case blanche g8 · Tour noire sur case noire h8 · Pion noir sur case noire a7 · Pion noir sur case blanche b7 · Pion noir sur case blanche f7 · Pion noir sur case noire g7 · Pion noir sur case blanche h7 · Pion noir sur case blanche c6 · Pion noir sur case blanche e6 · Pion blanc sur case blanche e4 · Pion blanc sur case blanche a2 · Pion blanc sur case noire b2 · Pion blanc sur case blanche c2 · Pion blanc sur case noire d2 · Pion blanc sur case noire f2 · Pion blanc sur case blanche g2 · Pion blanc sur case noire h2 · Tour blanche sur case noire a1 · Cavalier blanc sur case blanche b1 · Fou blanc sur case noire c1 · Dame blanche sur case blanche d1 · Roi blanc sur case noire e1 · Cavalier blanc sur case noire g1 · Tour blanche sur case blanche h1 | 4 |
| 3 | Tour noire sur case blanche a8 · Cavalier noir sur case noire b8 · Fou noir sur case blanche c8 · Dame noire sur case noire d8 · Roi noir sur case blanche e8 · Fou noir sur case noire f8 · Cavalier noir sur case blanche g8 · Tour noire sur case noire h8 · Pion noir sur case noire a7 · Pion noir sur case blanche b7 · Pion noir sur case blanche f7 · Pion noir sur case noire g7 · Pion noir sur case blanche h7 · Pion noir sur case blanche c6 · Pion noir sur case blanche e6 · Pion blanc sur case blanche e4 · Pion blanc sur case blanche a2 · Pion blanc sur case noire b2 · Pion blanc sur case blanche c2 · Pion blanc sur case noire d2 · Pion blanc sur case noire f2 · Pion blanc sur case blanche g2 · Pion blanc sur case noire h2 · Tour blanche sur case noire a1 · Cavalier blanc sur case blanche b1 · Fou blanc sur case noire c1 · Dame blanche sur case blanche d1 · Roi blanc sur case noire e1 · Cavalier blanc sur case noire g1 · Tour blanche sur case blanche h1 | Tour noire sur case blanche a8 · Cavalier noir sur case noire b8 · Fou noir sur case blanche c8 · Dame noire sur case noire d8 · Roi noir sur case blanche e8 · Fou noir sur case noire f8 · Cavalier noir sur case blanche g8 · Tour noire sur case noire h8 · Pion noir sur case noire a7 · Pion noir sur case blanche b7 · Pion noir sur case blanche f7 · Pion noir sur case noire g7 · Pion noir sur case blanche h7 · Pion noir sur case blanche c6 · Pion noir sur case blanche e6 · Pion blanc sur case blanche e4 · Pion blanc sur case blanche a2 · Pion blanc sur case noire b2 · Pion blanc sur case blanche c2 · Pion blanc sur case noire d2 · Pion blanc sur case noire f2 · Pion blanc sur case blanche g2 · Pion blanc sur case noire h2 · Tour blanche sur case noire a1 · Cavalier blanc sur case blanche b1 · Fou blanc sur case noire c1 · Dame blanche sur case blanche d1 · Roi blanc sur case noire e1 · Cavalier blanc sur case noire g1 · Tour blanche sur case blanche h1 | Tour noire sur case blanche a8 · Cavalier noir sur case noire b8 · Fou noir sur case blanche c8 · Dame noire sur case noire d8 · Roi noir sur case blanche e8 · Fou noir sur case noire f8 · Cavalier noir sur case blanche g8 · Tour noire sur case noire h8 · Pion noir sur case noire a7 · Pion noir sur case blanche b7 · Pion noir sur case blanche f7 · Pion noir sur case noire g7 · Pion noir sur case blanche h7 · Pion noir sur case blanche c6 · Pion noir sur case blanche e6 · Pion blanc sur case blanche e4 · Pion blanc sur case blanche a2 · Pion blanc sur case noire b2 · Pion blanc sur case blanche c2 · Pion blanc sur case noire d2 · Pion blanc sur case noire f2 · Pion blanc sur case blanche g2 · Pion blanc sur case noire h2 · Tour blanche sur case noire a1 · Cavalier blanc sur case blanche b1 · Fou blanc sur case noire c1 · Dame blanche sur case blanche d1 · Roi blanc sur case noire e1 · Cavalier blanc sur case noire g1 · Tour blanche sur case blanche h1 | Tour noire sur case blanche a8 · Cavalier noir sur case noire b8 · Fou noir sur case blanche c8 · Dame noire sur case noire d8 · Roi noir sur case blanche e8 · Fou noir sur case noire f8 · Cavalier noir sur case blanche g8 · Tour noire sur case noire h8 · Pion noir sur case noire a7 · Pion noir sur case blanche b7 · Pion noir sur case blanche f7 · Pion noir sur case noire g7 · Pion noir sur case blanche h7 · Pion noir sur case blanche c6 · Pion noir sur case blanche e6 · Pion blanc sur case blanche e4 · Pion blanc sur case blanche a2 · Pion blanc sur case noire b2 · Pion blanc sur case blanche c2 · Pion blanc sur case noire d2 · Pion blanc sur case noire f2 · Pion blanc sur case blanche g2 · Pion blanc sur case noire h2 · Tour blanche sur case noire a1 · Cavalier blanc sur case blanche b1 · Fou blanc sur case noire c1 · Dame blanche sur case blanche d1 · Roi blanc sur case noire e1 · Cavalier blanc sur case noire g1 · Tour blanche sur case blanche h1 | Tour noire sur case blanche a8 · Cavalier noir sur case noire b8 · Fou noir sur case blanche c8 · Dame noire sur case noire d8 · Roi noir sur case blanche e8 · Fou noir sur case noire f8 · Cavalier noir sur case blanche g8 · Tour noire sur case noire h8 · Pion noir sur case noire a7 · Pion noir sur case blanche b7 · Pion noir sur case blanche f7 · Pion noir sur case noire g7 · Pion noir sur case blanche h7 · Pion noir sur case blanche c6 · Pion noir sur case blanche e6 · Pion blanc sur case blanche e4 · Pion blanc sur case blanche a2 · Pion blanc sur case noire b2 · Pion blanc sur case blanche c2 · Pion blanc sur case noire d2 · Pion blanc sur case noire f2 · Pion blanc sur case blanche g2 · Pion blanc sur case noire h2 · Tour blanche sur case noire a1 · Cavalier blanc sur case blanche b1 · Fou blanc sur case noire c1 · Dame blanche sur case blanche d1 · Roi blanc sur case noire e1 · Cavalier blanc sur case noire g1 · Tour blanche sur case blanche h1 | Tour noire sur case blanche a8 · Cavalier noir sur case noire b8 · Fou noir sur case blanche c8 · Dame noire sur case noire d8 · Roi noir sur case blanche e8 · Fou noir sur case noire f8 · Cavalier noir sur case blanche g8 · Tour noire sur case noire h8 · Pion noir sur case noire a7 · Pion noir sur case blanche b7 · Pion noir sur case blanche f7 · Pion noir sur case noire g7 · Pion noir sur case blanche h7 · Pion noir sur case blanche c6 · Pion noir sur case blanche e6 · Pion blanc sur case blanche e4 · Pion blanc sur case blanche a2 · Pion blanc sur case noire b2 · Pion blanc sur case blanche c2 · Pion blanc sur case noire d2 · Pion blanc sur case noire f2 · Pion blanc sur case blanche g2 · Pion blanc sur case noire h2 · Tour blanche sur case noire a1 · Cavalier blanc sur case blanche b1 · Fou blanc sur case noire c1 · Dame blanche sur case blanche d1 · Roi blanc sur case noire e1 · Cavalier blanc sur case noire g1 · Tour blanche sur case blanche h1 | Tour noire sur case blanche a8 · Cavalier noir sur case noire b8 · Fou noir sur case blanche c8 · Dame noire sur case noire d8 · Roi noir sur case blanche e8 · Fou noir sur case noire f8 · Cavalier noir sur case blanche g8 · Tour noire sur case noire h8 · Pion noir sur case noire a7 · Pion noir sur case blanche b7 · Pion noir sur case blanche f7 · Pion noir sur case noire g7 · Pion noir sur case blanche h7 · Pion noir sur case blanche c6 · Pion noir sur case blanche e6 · Pion blanc sur case blanche e4 · Pion blanc sur case blanche a2 · Pion blanc sur case noire b2 · Pion blanc sur case blanche c2 · Pion blanc sur case noire d2 · Pion blanc sur case noire f2 · Pion blanc sur case blanche g2 · Pion blanc sur case noire h2 · Tour blanche sur case noire a1 · Cavalier blanc sur case blanche b1 · Fou blanc sur case noire c1 · Dame blanche sur case blanche d1 · Roi blanc sur case noire e1 · Cavalier blanc sur case noire g1 · Tour blanche sur case blanche h1 | Tour noire sur case blanche a8 · Cavalier noir sur case noire b8 · Fou noir sur case blanche c8 · Dame noire sur case noire d8 · Roi noir sur case blanche e8 · Fou noir sur case noire f8 · Cavalier noir sur case blanche g8 · Tour noire sur case noire h8 · Pion noir sur case noire a7 · Pion noir sur case blanche b7 · Pion noir sur case blanche f7 · Pion noir sur case noire g7 · Pion noir sur case blanche h7 · Pion noir sur case blanche c6 · Pion noir sur case blanche e6 · Pion blanc sur case blanche e4 · Pion blanc sur case blanche a2 · Pion blanc sur case noire b2 · Pion blanc sur case blanche c2 · Pion blanc sur case noire d2 · Pion blanc sur case noire f2 · Pion blanc sur case blanche g2 · Pion blanc sur case noire h2 · Tour blanche sur case noire a1 · Cavalier blanc sur case blanche b1 · Fou blanc sur case noire c1 · Dame blanche sur case blanche d1 · Roi blanc sur case noire e1 · Cavalier blanc sur case noire g1 · Tour blanche sur case blanche h1 | 3 |
| 2 | Tour noire sur case blanche a8 · Cavalier noir sur case noire b8 · Fou noir sur case blanche c8 · Dame noire sur case noire d8 · Roi noir sur case blanche e8 · Fou noir sur case noire f8 · Cavalier noir sur case blanche g8 · Tour noire sur case noire h8 · Pion noir sur case noire a7 · Pion noir sur case blanche b7 · Pion noir sur case blanche f7 · Pion noir sur case noire g7 · Pion noir sur case blanche h7 · Pion noir sur case blanche c6 · Pion noir sur case blanche e6 · Pion blanc sur case blanche e4 · Pion blanc sur case blanche a2 · Pion blanc sur case noire b2 · Pion blanc sur case blanche c2 · Pion blanc sur case noire d2 · Pion blanc sur case noire f2 · Pion blanc sur case blanche g2 · Pion blanc sur case noire h2 · Tour blanche sur case noire a1 · Cavalier blanc sur case blanche b1 · Fou blanc sur case noire c1 · Dame blanche sur case blanche d1 · Roi blanc sur case noire e1 · Cavalier blanc sur case noire g1 · Tour blanche sur case blanche h1 | Tour noire sur case blanche a8 · Cavalier noir sur case noire b8 · Fou noir sur case blanche c8 · Dame noire sur case noire d8 · Roi noir sur case blanche e8 · Fou noir sur case noire f8 · Cavalier noir sur case blanche g8 · Tour noire sur case noire h8 · Pion noir sur case noire a7 · Pion noir sur case blanche b7 · Pion noir sur case blanche f7 · Pion noir sur case noire g7 · Pion noir sur case blanche h7 · Pion noir sur case blanche c6 · Pion noir sur case blanche e6 · Pion blanc sur case blanche e4 · Pion blanc sur case blanche a2 · Pion blanc sur case noire b2 · Pion blanc sur case blanche c2 · Pion blanc sur case noire d2 · Pion blanc sur case noire f2 · Pion blanc sur case blanche g2 · Pion blanc sur case noire h2 · Tour blanche sur case noire a1 · Cavalier blanc sur case blanche b1 · Fou blanc sur case noire c1 · Dame blanche sur case blanche d1 · Roi blanc sur case noire e1 · Cavalier blanc sur case noire g1 · Tour blanche sur case blanche h1 | Tour noire sur case blanche a8 · Cavalier noir sur case noire b8 · Fou noir sur case blanche c8 · Dame noire sur case noire d8 · Roi noir sur case blanche e8 · Fou noir sur case noire f8 · Cavalier noir sur case blanche g8 · Tour noire sur case noire h8 · Pion noir sur case noire a7 · Pion noir sur case blanche b7 · Pion noir sur case blanche f7 · Pion noir sur case noire g7 · Pion noir sur case blanche h7 · Pion noir sur case blanche c6 · Pion noir sur case blanche e6 · Pion blanc sur case blanche e4 · Pion blanc sur case blanche a2 · Pion blanc sur case noire b2 · Pion blanc sur case blanche c2 · Pion blanc sur case noire d2 · Pion blanc sur case noire f2 · Pion blanc sur case blanche g2 · Pion blanc sur case noire h2 · Tour blanche sur case noire a1 · Cavalier blanc sur case blanche b1 · Fou blanc sur case noire c1 · Dame blanche sur case blanche d1 · Roi blanc sur case noire e1 · Cavalier blanc sur case noire g1 · Tour blanche sur case blanche h1 | Tour noire sur case blanche a8 · Cavalier noir sur case noire b8 · Fou noir sur case blanche c8 · Dame noire sur case noire d8 · Roi noir sur case blanche e8 · Fou noir sur case noire f8 · Cavalier noir sur case blanche g8 · Tour noire sur case noire h8 · Pion noir sur case noire a7 · Pion noir sur case blanche b7 · Pion noir sur case blanche f7 · Pion noir sur case noire g7 · Pion noir sur case blanche h7 · Pion noir sur case blanche c6 · Pion noir sur case blanche e6 · Pion blanc sur case blanche e4 · Pion blanc sur case blanche a2 · Pion blanc sur case noire b2 · Pion blanc sur case blanche c2 · Pion blanc sur case noire d2 · Pion blanc sur case noire f2 · Pion blanc sur case blanche g2 · Pion blanc sur case noire h2 · Tour blanche sur case noire a1 · Cavalier blanc sur case blanche b1 · Fou blanc sur case noire c1 · Dame blanche sur case blanche d1 · Roi blanc sur case noire e1 · Cavalier blanc sur case noire g1 · Tour blanche sur case blanche h1 | Tour noire sur case blanche a8 · Cavalier noir sur case noire b8 · Fou noir sur case blanche c8 · Dame noire sur case noire d8 · Roi noir sur case blanche e8 · Fou noir sur case noire f8 · Cavalier noir sur case blanche g8 · Tour noire sur case noire h8 · Pion noir sur case noire a7 · Pion noir sur case blanche b7 · Pion noir sur case blanche f7 · Pion noir sur case noire g7 · Pion noir sur case blanche h7 · Pion noir sur case blanche c6 · Pion noir sur case blanche e6 · Pion blanc sur case blanche e4 · Pion blanc sur case blanche a2 · Pion blanc sur case noire b2 · Pion blanc sur case blanche c2 · Pion blanc sur case noire d2 · Pion blanc sur case noire f2 · Pion blanc sur case blanche g2 · Pion blanc sur case noire h2 · Tour blanche sur case noire a1 · Cavalier blanc sur case blanche b1 · Fou blanc sur case noire c1 · Dame blanche sur case blanche d1 · Roi blanc sur case noire e1 · Cavalier blanc sur case noire g1 · Tour blanche sur case blanche h1 | Tour noire sur case blanche a8 · Cavalier noir sur case noire b8 · Fou noir sur case blanche c8 · Dame noire sur case noire d8 · Roi noir sur case blanche e8 · Fou noir sur case noire f8 · Cavalier noir sur case blanche g8 · Tour noire sur case noire h8 · Pion noir sur case noire a7 · Pion noir sur case blanche b7 · Pion noir sur case blanche f7 · Pion noir sur case noire g7 · Pion noir sur case blanche h7 · Pion noir sur case blanche c6 · Pion noir sur case blanche e6 · Pion blanc sur case blanche e4 · Pion blanc sur case blanche a2 · Pion blanc sur case noire b2 · Pion blanc sur case blanche c2 · Pion blanc sur case noire d2 · Pion blanc sur case noire f2 · Pion blanc sur case blanche g2 · Pion blanc sur case noire h2 · Tour blanche sur case noire a1 · Cavalier blanc sur case blanche b1 · Fou blanc sur case noire c1 · Dame blanche sur case blanche d1 · Roi blanc sur case noire e1 · Cavalier blanc sur case noire g1 · Tour blanche sur case blanche h1 | Tour noire sur case blanche a8 · Cavalier noir sur case noire b8 · Fou noir sur case blanche c8 · Dame noire sur case noire d8 · Roi noir sur case blanche e8 · Fou noir sur case noire f8 · Cavalier noir sur case blanche g8 · Tour noire sur case noire h8 · Pion noir sur case noire a7 · Pion noir sur case blanche b7 · Pion noir sur case blanche f7 · Pion noir sur case noire g7 · Pion noir sur case blanche h7 · Pion noir sur case blanche c6 · Pion noir sur case blanche e6 · Pion blanc sur case blanche e4 · Pion blanc sur case blanche a2 · Pion blanc sur case noire b2 · Pion blanc sur case blanche c2 · Pion blanc sur case noire d2 · Pion blanc sur case noire f2 · Pion blanc sur case blanche g2 · Pion blanc sur case noire h2 · Tour blanche sur case noire a1 · Cavalier blanc sur case blanche b1 · Fou blanc sur case noire c1 · Dame blanche sur case blanche d1 · Roi blanc sur case noire e1 · Cavalier blanc sur case noire g1 · Tour blanche sur case blanche h1 | Tour noire sur case blanche a8 · Cavalier noir sur case noire b8 · Fou noir sur case blanche c8 · Dame noire sur case noire d8 · Roi noir sur case blanche e8 · Fou noir sur case noire f8 · Cavalier noir sur case blanche g8 · Tour noire sur case noire h8 · Pion noir sur case noire a7 · Pion noir sur case blanche b7 · Pion noir sur case blanche f7 · Pion noir sur case noire g7 · Pion noir sur case blanche h7 · Pion noir sur case blanche c6 · Pion noir sur case blanche e6 · Pion blanc sur case blanche e4 · Pion blanc sur case blanche a2 · Pion blanc sur case noire b2 · Pion blanc sur case blanche c2 · Pion blanc sur case noire d2 · Pion blanc sur case noire f2 · Pion blanc sur case blanche g2 · Pion blanc sur case noire h2 · Tour blanche sur case noire a1 · Cavalier blanc sur case blanche b1 · Fou blanc sur case noire c1 · Dame blanche sur case blanche d1 · Roi blanc sur case noire e1 · Cavalier blanc sur case noire g1 · Tour blanche sur case blanche h1 | 2 |
| 1 | Tour noire sur case blanche a8 · Cavalier noir sur case noire b8 · Fou noir sur case blanche c8 · Dame noire sur case noire d8 · Roi noir sur case blanche e8 · Fou noir sur case noire f8 · Cavalier noir sur case blanche g8 · Tour noire sur case noire h8 · Pion noir sur case noire a7 · Pion noir sur case blanche b7 · Pion noir sur case blanche f7 · Pion noir sur case noire g7 · Pion noir sur case blanche h7 · Pion noir sur case blanche c6 · Pion noir sur case blanche e6 · Pion blanc sur case blanche e4 · Pion blanc sur case blanche a2 · Pion blanc sur case noire b2 · Pion blanc sur case blanche c2 · Pion blanc sur case noire d2 · Pion blanc sur case noire f2 · Pion blanc sur case blanche g2 · Pion blanc sur case noire h2 · Tour blanche sur case noire a1 · Cavalier blanc sur case blanche b1 · Fou blanc sur case noire c1 · Dame blanche sur case blanche d1 · Roi blanc sur case noire e1 · Cavalier blanc sur case noire g1 · Tour blanche sur case blanche h1 | Tour noire sur case blanche a8 · Cavalier noir sur case noire b8 · Fou noir sur case blanche c8 · Dame noire sur case noire d8 · Roi noir sur case blanche e8 · Fou noir sur case noire f8 · Cavalier noir sur case blanche g8 · Tour noire sur case noire h8 · Pion noir sur case noire a7 · Pion noir sur case blanche b7 · Pion noir sur case blanche f7 · Pion noir sur case noire g7 · Pion noir sur case blanche h7 · Pion noir sur case blanche c6 · Pion noir sur case blanche e6 · Pion blanc sur case blanche e4 · Pion blanc sur case blanche a2 · Pion blanc sur case noire b2 · Pion blanc sur case blanche c2 · Pion blanc sur case noire d2 · Pion blanc sur case noire f2 · Pion blanc sur case blanche g2 · Pion blanc sur case noire h2 · Tour blanche sur case noire a1 · Cavalier blanc sur case blanche b1 · Fou blanc sur case noire c1 · Dame blanche sur case blanche d1 · Roi blanc sur case noire e1 · Cavalier blanc sur case noire g1 · Tour blanche sur case blanche h1 | Tour noire sur case blanche a8 · Cavalier noir sur case noire b8 · Fou noir sur case blanche c8 · Dame noire sur case noire d8 · Roi noir sur case blanche e8 · Fou noir sur case noire f8 · Cavalier noir sur case blanche g8 · Tour noire sur case noire h8 · Pion noir sur case noire a7 · Pion noir sur case blanche b7 · Pion noir sur case blanche f7 · Pion noir sur case noire g7 · Pion noir sur case blanche h7 · Pion noir sur case blanche c6 · Pion noir sur case blanche e6 · Pion blanc sur case blanche e4 · Pion blanc sur case blanche a2 · Pion blanc sur case noire b2 · Pion blanc sur case blanche c2 · Pion blanc sur case noire d2 · Pion blanc sur case noire f2 · Pion blanc sur case blanche g2 · Pion blanc sur case noire h2 · Tour blanche sur case noire a1 · Cavalier blanc sur case blanche b1 · Fou blanc sur case noire c1 · Dame blanche sur case blanche d1 · Roi blanc sur case noire e1 · Cavalier blanc sur case noire g1 · Tour blanche sur case blanche h1 | Tour noire sur case blanche a8 · Cavalier noir sur case noire b8 · Fou noir sur case blanche c8 · Dame noire sur case noire d8 · Roi noir sur case blanche e8 · Fou noir sur case noire f8 · Cavalier noir sur case blanche g8 · Tour noire sur case noire h8 · Pion noir sur case noire a7 · Pion noir sur case blanche b7 · Pion noir sur case blanche f7 · Pion noir sur case noire g7 · Pion noir sur case blanche h7 · Pion noir sur case blanche c6 · Pion noir sur case blanche e6 · Pion blanc sur case blanche e4 · Pion blanc sur case blanche a2 · Pion blanc sur case noire b2 · Pion blanc sur case blanche c2 · Pion blanc sur case noire d2 · Pion blanc sur case noire f2 · Pion blanc sur case blanche g2 · Pion blanc sur case noire h2 · Tour blanche sur case noire a1 · Cavalier blanc sur case blanche b1 · Fou blanc sur case noire c1 · Dame blanche sur case blanche d1 · Roi blanc sur case noire e1 · Cavalier blanc sur case noire g1 · Tour blanche sur case blanche h1 | Tour noire sur case blanche a8 · Cavalier noir sur case noire b8 · Fou noir sur case blanche c8 · Dame noire sur case noire d8 · Roi noir sur case blanche e8 · Fou noir sur case noire f8 · Cavalier noir sur case blanche g8 · Tour noire sur case noire h8 · Pion noir sur case noire a7 · Pion noir sur case blanche b7 · Pion noir sur case blanche f7 · Pion noir sur case noire g7 · Pion noir sur case blanche h7 · Pion noir sur case blanche c6 · Pion noir sur case blanche e6 · Pion blanc sur case blanche e4 · Pion blanc sur case blanche a2 · Pion blanc sur case noire b2 · Pion blanc sur case blanche c2 · Pion blanc sur case noire d2 · Pion blanc sur case noire f2 · Pion blanc sur case blanche g2 · Pion blanc sur case noire h2 · Tour blanche sur case noire a1 · Cavalier blanc sur case blanche b1 · Fou blanc sur case noire c1 · Dame blanche sur case blanche d1 · Roi blanc sur case noire e1 · Cavalier blanc sur case noire g1 · Tour blanche sur case blanche h1 | Tour noire sur case blanche a8 · Cavalier noir sur case noire b8 · Fou noir sur case blanche c8 · Dame noire sur case noire d8 · Roi noir sur case blanche e8 · Fou noir sur case noire f8 · Cavalier noir sur case blanche g8 · Tour noire sur case noire h8 · Pion noir sur case noire a7 · Pion noir sur case blanche b7 · Pion noir sur case blanche f7 · Pion noir sur case noire g7 · Pion noir sur case blanche h7 · Pion noir sur case blanche c6 · Pion noir sur case blanche e6 · Pion blanc sur case blanche e4 · Pion blanc sur case blanche a2 · Pion blanc sur case noire b2 · Pion blanc sur case blanche c2 · Pion blanc sur case noire d2 · Pion blanc sur case noire f2 · Pion blanc sur case blanche g2 · Pion blanc sur case noire h2 · Tour blanche sur case noire a1 · Cavalier blanc sur case blanche b1 · Fou blanc sur case noire c1 · Dame blanche sur case blanche d1 · Roi blanc sur case noire e1 · Cavalier blanc sur case noire g1 · Tour blanche sur case blanche h1 | Tour noire sur case blanche a8 · Cavalier noir sur case noire b8 · Fou noir sur case blanche c8 · Dame noire sur case noire d8 · Roi noir sur case blanche e8 · Fou noir sur case noire f8 · Cavalier noir sur case blanche g8 · Tour noire sur case noire h8 · Pion noir sur case noire a7 · Pion noir sur case blanche b7 · Pion noir sur case blanche f7 · Pion noir sur case noire g7 · Pion noir sur case blanche h7 · Pion noir sur case blanche c6 · Pion noir sur case blanche e6 · Pion blanc sur case blanche e4 · Pion blanc sur case blanche a2 · Pion blanc sur case noire b2 · Pion blanc sur case blanche c2 · Pion blanc sur case noire d2 · Pion blanc sur case noire f2 · Pion blanc sur case blanche g2 · Pion blanc sur case noire h2 · Tour blanche sur case noire a1 · Cavalier blanc sur case blanche b1 · Fou blanc sur case noire c1 · Dame blanche sur case blanche d1 · Roi blanc sur case noire e1 · Cavalier blanc sur case noire g1 · Tour blanche sur case blanche h1 | Tour noire sur case blanche a8 · Cavalier noir sur case noire b8 · Fou noir sur case blanche c8 · Dame noire sur case noire d8 · Roi noir sur case blanche e8 · Fou noir sur case noire f8 · Cavalier noir sur case blanche g8 · Tour noire sur case noire h8 · Pion noir sur case noire a7 · Pion noir sur case blanche b7 · Pion noir sur case blanche f7 · Pion noir sur case noire g7 · Pion noir sur case blanche h7 · Pion noir sur case blanche c6 · Pion noir sur case blanche e6 · Pion blanc sur case blanche e4 · Pion blanc sur case blanche a2 · Pion blanc sur case noire b2 · Pion blanc sur case blanche c2 · Pion blanc sur case noire d2 · Pion blanc sur case noire f2 · Pion blanc sur case blanche g2 · Pion blanc sur case noire h2 · Tour blanche sur case noire a1 · Cavalier blanc sur case blanche b1 · Fou blanc sur case noire c1 · Dame blanche sur case blanche d1 · Roi blanc sur case noire e1 · Cavalier blanc sur case noire g1 · Tour blanche sur case blanche h1 | 1 |
|   | a | b | c | d | e | f | g | h |   |

L'unique ordre de coups permettant d'obtenir la position du diagramme en quatre coups exactement est le suivant :
1.e4 e6 2.Fb5 Re7 3.Fxd7 c6 4.Fe8 Rxe8

## Compositeurs
Parmi les grands noms de ce type de problème, on trouve notamment Sam Loyd, Thomas Dawson, L. Ceriani, Andrei Frolkine et Michel Caillaud.
Voir aussi : Grand maître international pour la composition échiquéenne

## Dans la littérature
L'intrigue du roman policier Le Tableau du maître flamand d'Arturo Pérez-Reverte repose dans l'analyse rétrograde d'une partie d'échecs figurant sur un tableau du XVe siècle.